# Hajdúdorogi székesegyház
A hajdúdorogi Istenszülő bevezetése a templomba főszékesegyház a Hajdúdorogi főegyházmegye székesegyháza, a magyar görögkatolikus egyház főtemploma. A történelmi feljegyzések röviddel Hajdúdorog első írásos említése után Dorogegyháza névvel írnak a településről. Ez a névválasztás akkoriban arra utalt, hogy a település templommal rendelkezik. A mai székesegyház 17. századi alapokon nyugszik, és története során többször is átépítették, restaurálták. Legutolsó, teljes körű felújítását 2006-ban fejezték be.
A háromhajós bazilikális elrendezésű templomot X. Piusz pápa 1912-ben emelte székesegyházi rangra. A több száz éves múltra visszatekintő katedrális belső terét a görögkatolikus liturgia hagyományai szerint alakították ki. Ennek legszembetűnőbb eleme a szentélyt a főhajótól elválasztó több mint 200 éves képfal, azaz ikonosztázion. A 11 méter magasra törő, 54 képből álló ikonosztázion az ország egyik legértékesebb képfala.
Hajdúdorog lakóinak több mint 80%-a görögkatolikus vallású, emiatt a székesegyház a kilencezer fős város mindennapi életében is jelentős szerepet játszik, ünnepek idején pedig a hagyományok és szokások legfőbb színtere. A nagy ünnepekhez kötődő körmenetek, a karácsonyi Szállást keres a Szent Család és talán mind közül a húsvéti pászkaszentelés hagyománya vonzza a legtöbb látogatót a székesegyházba.

## A székesegyház története
Hajdúdorog története egészen a kőkorszakig nyúlik vissza. A jelenlegi település elődje körülbelül a 11–12. század körül jöhetett létre, amelynek központja a mai székesegyház környékén lehetett. Az eredetileg Doroch néven ismert falut 1312-ben Dorogegyháza néven említik újra az írásos emlékek, amely arra utal, hogy a település ekkor már valamilyen templommal rendelkezett. Konkrét bizonyíték híján mindössze feltételezni lehet, hogy ez a templom a jelenlegi székesegyház helyén épült fel.
Mind Hajdúdorog, mind a későbbi székesegyház történetében kiemelt szerepet játszik a hajdúk letelepítése. Thurzó György nádor 1616-ban a korponai oklevél értelmében rác vallású hajdúknak adta Dorog birtokait. A település új gazdái tehát ortodox vallásúak voltak, viszont a nádor oklevelében szereplő nevek alapján nagyrészt magyar vagy magyarosodott hajdúkról volt szó. A város vallási közösségéről 1638-ból származnak a legkorábbi feljegyzések. Taraszovics Bazil, munkácsi püspök a királytelki zsinaton ekkor nevezte ki Marinicz Jánost (másként: Marinics Radivojt), Dorog papját, a tiszántúli kerület főesperesévé. Ez a bizánci szertartású közösség erejére, tekintélyére és nagyságára is utal. Dorog új, katonáskodó gazdái erődöt emeltek a város központjában, amelynek falain belül állt a korábbi kőtemplom maradványa (talán éppen azé, amelyről a település a Dorogegyháza nevet kapta). A nemes, katonáskodó településre sok román ajkú bevándorló érkezett, emiatt a településen két parókia alakult ki. Az egyik közösség románul, a másik ószláv nyelven végezte liturgiáját. A magyar nyelv nem volt hivatalos az ortodox liturgiában, ezért azt nem használhatták a szertartások alatt. A két külön parókia 1667-ben egyezett meg a közös templom használatáról. Az erődfal építésével párhuzamosan a hajdúk égetett téglából egy őrtornyot is építettek, amely körülbelül 1640-re készülhetett el. Ez az őrtorony képezi a mai székesegyház tornyának alapját. A háborúkkal sújtotta 17. században a települést is több támadás érte, amelyben a kőtemplom és a torony is súlyosan megrongálódott. A középkori eredetű templom mellé, az őrtorony felhasználásával 1742-ben egy hozzávetőlegesen 24 méter magas tornyot építettek. Az 1747-es templomösszeírás szerint Dorog egy zsindellyel fedett, rossz állapotú kőtemplommal rendelkezett, amelyhez akkoriban új tornyot állítottak.

1646-ban a hajdúk még alig vethették meg a lábukat Dorogon, amikor Ungváron több ortodox püspök és pap elismerte a római pápa primátusát, és ezzel Kárpátalján is megteremtették a görögkatolikus egyház alapjait.

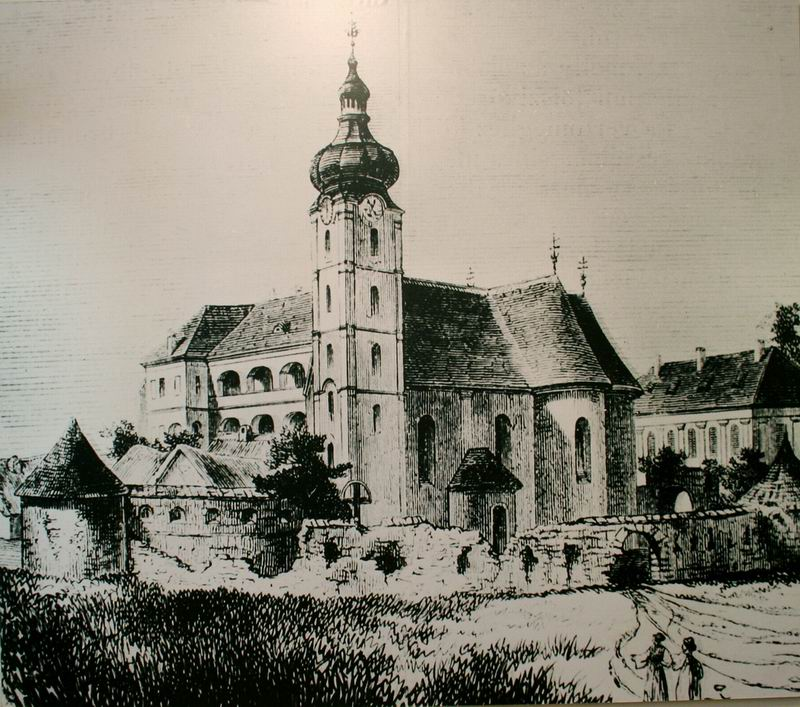
Metszet a görögkatolikus templomról, 1859-ből

A görögkatolikus parókiák Mária Terézia katolizáló uralma alatt egyre jobban megerősödtek, és az egri római katolikus egyházmegye minden erőfeszítése ellenére 1771-ben megalakult a munkácsi görögkatolikus egyházmegye. Ehhez csatolták a hajdúdorogi parókiát is, amelynek ebben a korban igen talpraesett és tettre kész vezetője volt Bacsinszky András személyében. A parókus 1752-ben 30 600 darab, 1753-ban pedig százezer darab téglát gyártatott le az új templom megépítésére. Ezekben az években összesen 124 családfőt köteleztek arra, hogy meszet szállítson az építkezéshez, amelynek alapkövét Bacsinszky 1764. szeptember 2-án rakta le. A munkálatokat egy Tamás nevezetű munkácsi építőmester irányította. Az építkezés 1772 novemberében fejeződött be. A hajdúk által épített őrtornyot megmagasították, és ekkor készült el a ma is jellegzetes copf stílusú toronysapka. Az immár 48 méter magas toronyhoz 30 méter hosszú és 11 méter széles, egyhajós templomot csatoltak, amelyet késő barokk stílusban építettek meg. A duplájára magasított tornyot többször is meg kellett erősíteni, mert a 17. századi alapok nehezen bírták az új torony terhét. Először 1784-ben sarkadi sóderrel, majd 1791-ben tojással kevert tokaji homokkal kellett megerősíteni a templomtornyot. 1857-ben a torony 14 ölnyi magas, faszerkezetű, rézzel borított toronysisakjából öt ölnyit le kellett bontani a szélkárok miatt.
Az új barokk templom belső kiképzésére is nagy gondot fordítottak. Az építkezések elültével a parókia festőket, fafaragókat és aranyozómestereket keresett a görögkatolikus liturgiához illő belső tér kialakításához. Bizonyosan az eredeti barokk templom berendezéseként készült el a püspöki trón, a szószék, az ikonosztázion, az előkészületi oltár és a baldachinos oltár is, amelyek 1790 és 1816 között kerültek végleges helyükre. A 19. század első éveiben festették a Szentháromság című falképet a hajó mennyezetére, amely sokáig az egyetlen boltozati freskó maradt.

Az ikonosztázion és a többi bútorzat mesterének kilétét csak a legutóbbi felújítási munkákhoz kapcsolódó levéltári kutatómunka tisztázta. A legtöbb forrás, néhány levéltári töredék és a restaurátori szakvélemény alapján tudjuk, hogy a parókia a kor legmagasabban jegyzett ikonosztázion-készítő mesterét, az egri Jankovits Miklóst bízta meg a fabútorok kifaragásával. Jankovits neve mellett Lengyel László, helyi fafaragó neve is felmerült. Az ikonok festésére a levéltári adatok alapján 1808-ban Hittner Mátyással és Szűts Jánossal szerződtek, megcáfolva egyes korábbi feltételezéseket, miszerint az ikonosztázion a kedvelt munkácsi festő, Mankovics Mihály műve. A munkát körülbelül 1816-ban fejezték be.

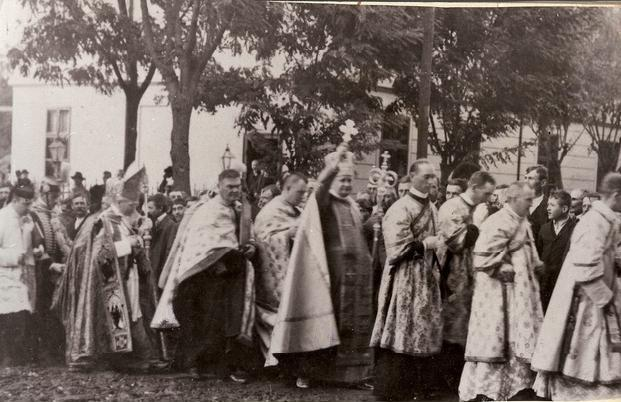
Miklósy István püspök felszentelési ünnepsége 1913-ban

Időközben a görögkatolikus egyház megerősödött, és a magyar ajkú görögkatolikusok egyre többször emeltek szót a magyar nyelvű liturgia bevezetéséért. Így kerülhetett sor 1821-ben a román parókia megszüntetésére. A városi tanács arra hivatkozott, hogy a település lakóinak nagy része magyar nyelvű, ezért felesleges két idegen nyelvű parókiát fenntartani. Ugyanebben az évben hagyta el a parókiát az ószláv nyelven miséző Tarkovics Gergely a hívek nyomására. Tarkovics a felvidéki szlovák görögkatolikusokat tömörítő Eperjesi görögkatolikus egyházmegye püspöke lett. A magyar nyelvű görögkatolikus misézésért indult mozgalomnak a központjává Hajdúdorog vált, ahol Farkas Lajos hadnagy kezdeményezésére országos zsinat ült össze 1868. április 16-án. A zsinat eredményeként Ferenc József engedélyezte a munkácsi egyházmegye fennhatósága alá tartozó Hajdúdorogi Külhelynökség felállítását. Egyrészt a megtisztelő szerep, másrészt az ügy hangsúlyozása miatt a város a zsinat után újabb nagyfokú építkezésbe fogott. 1868-ban elkezdték a templom átépítését. Az eredeti templom oldalfalait árkádokkal nyitották meg, és mindkét oldalról egy-egy kereszthajót toldottak a barokk templom testéhez. A mellékhajókat kovácsoltvas falkötővassal rögzítették az épület törzséhez, és tetejükön karzatokat alakítottak ki, amelyekhez csigalépcsőket is építettek. A háromhajós bazilikává átalakított templom tornyán megnagyobbították az ablakokat, ami majdnem végzetes beavatkozás volt, mert ekkor átvágták a merevítő anker vasakat is. Az 1876-ra befejezett átalakítással tulajdonképpen a templom elnyerte mai alakját. Az épület külső jegyeiben is megújult, és a korábbi barokk díszeket romantikus, azon belül is eklektikus stílusban újították meg.
A teljes átalakítás a belső bútorzatot és a falképeket is érintette. A belső művészeti munkálatokat Révész György és Petrovics Gyula festők, illetve Müller Károly aranyozómester készítették. Révész ekkor festette meg az Utolsó vacsora című képét, amelyet az oltáron helyeztek el, és ő készítette az előkészületi oltár festményét is. A két festő feltehetőleg együtt festette meg a boltozat három új freskóját, a Mennybemenetelt, a Bálványok lerombolását és a Szent István korában című falfestményeket. Az ikonosztáziont nagyrészt Petrovics Gyula és Müller Károly újította meg, akik részben át is festették az eredeti ikonokat, majd azok helyretételénél az ikonosztázion ünnepi sorában néhány képet felcseréltek.

A megújult, háromhajós bazilikát 1876-ban szentelték fel. Ekkor kapta az Istenszülő templomba vezetése címünnepét.
A magyar nyelvű görögkatolikus liturgia ügyéért küzdő külhelynökség 1900-ban zarándoklatot szervezett Rómába, hogy a pápát jobb belátásra bírják egy független magyar püspökség felállításának ügyében. XIII. Leó pápa ugyan fogadta a küldöttséget, de nem szentesítette a magyar görögkatolikusok kérelmét. A zarándoklat évében a templom toronyszerkezetét és belsejét is megújították. 1901-ben Katona Gábor, nánási ácsmester irányításával visszabontották a templom tetejét a copf toronysisakkal együtt, és azt felújítva építették vissza. A torony tetején, a kovácsoltvas görögkatolikus kereszt alatti gömbdíszbe ekkor helyezték el a római zarándokok névsorát. A belső helyreállítási munkálatokat a Rétay és Benedek Műintézet végezte.

A zarándoklat és a hajdúdorogi mozgalom végül 1912. június 8-án ért révbe, amikor X. Piusz pápa a Christifideles Graeci bullájában megalapította a Hajdúdorogi egyházmegyét, amelynek székesegyházává a hajdúdorogi templomot tette meg. Az egyházmegye első püspökét, Miklósy Istvánt 1913. október 5-én szentelték fel a székesegyházban. A püspöki hivatal viszont először Debrecenbe, majd 1914 őszétől kezdve Nyíregyházára helyezte székhelyét.
1938 májusában Budapest rendezhette meg a 34. Eucharisztikus világkongresszust, amely több százezer zarándokot és nagy tekintélyű egyházi méltóságokat vonzott az országba. A világtalálkozó hatására nemcsak a székesfővárosban, hanem az egész országban templomfelújítási láz vette kezdetét. Ennek hatására 1937-ben a székesegyház újabb jelentős belső renováláson esett át. A világtalálkozó kezdetére befejezett átalakítás sajnos többet ártott a bazilika belső műértékének, mint amennyit használt. Az eucharisztikus találkozó nyomán a görögkatolikus belső erős latinizáláson ment át. A korábbi freskókat gyenge minőségű neobarokk falfestményekkel fedték le, a bútorzat pedig egységesen ekkor kapta zöld átfestését. Ekkor készült el a Mária megkoronázása című táblakép, amely 1937-ben az Utolsó vacsorát követte a székesegyház főoltárán. A háború utáni időszakban az Országos Műemlékvédelmi Felügyelet is felhívta a figyelmet a szakszerűtlen felújításra, és javasolta a barokk bútorokhoz nem méltó falfestmények eltávolítását.
A második világháborút követő években az egyházak elnyomása miatt nem sok változás történt a székesegyház életében. 1980-ban a nedvesedő falakat elektromos vízszigetelő rendszerrel próbálták helyrehozni, azonban ez a megoldás végül nem vezetett eredményre, és a lábazati falak átnedvesedése egyre súlyosabb problémává vált. A Műemlékvédelmi Felügyelet sürgetésére 1989–90-ben átfestették a székesegyház boltozatait, aminek költségeit 80%-ban a város görögkatolikus hívei állták. A korábbi, gyenge művészeti színvonalú, túlságosan latin rítust idéző falfestményeket Puskás László és felesége, Nadia festette át neobizánci stílusban. Az akkori parókus, dr. Kiss Andor megbízására készülő secco ikonográfiai programja, és a belső tér felületének színezése is részletes művészeti és teológiai megbeszélések alapján készülhetett el. A mennyezetképeket több nemzetközi fórum is a kortárs közép-európai keleti egyházművészet egyik magas színvonalú és példaértékű műveként méltatta, kiemelve, hogy az alkotók milyen sikeresen összehangolták a képek bizánci rítusú ikonográfiai témáját és a templom barokk liturgikus terét. A templom új festését 1990. november 21-én, a székesegyház 350. évfordulóján szentelte fel dr. Keresztes Szilárd megyés püspök. A Puskás házaspár mennyezeti freskója látható mind a mai napig a székesegyház belsejében.
Az átázott falak, az elhanyagolt állapotba kerülő belső berendezések és a beázó tető miatt dr. Keresztes Szilárd püspök 1999-ben állami és uniós támogatásokból megrendelte a székesegyház teljes körű felújítását. A 2006-ig elhúzódó felújítási munkálatok során kiszárították a templom falait, felújították a homlokzatot, lecserélték a teljes tetőszerkezetet a toronysisakkal együtt, amely 2000-ben került a helyére. A templombelső is teljesen megújult: Károlyi Györgyi és Bedő Csongor restaurátorok úgy újították fel az oltárt, az ikonosztáziont, a püspöki trónt, a szószéket és más bútorzatot, hogy azok a lehető legközelebb álljanak az eredeti barokk állapotukhoz. A templomon kívül ekkor újult meg a kerítés és az épületet körbefutó külső burkolat is.

A 2000. év nemcsak a toronysisak helyreállításáról szólt, hanem a római zarándoklat századik évfordulójáról is. Ennek emlékére állították fel X. Piusz pápa szobrát a templomkertben.
A felújított székesegyházban közel száz év elteltével, 2008. június 30-án újra püspököt szenteltek. Az új hajdúdorogi püspök, Kocsis Fülöp felszentelésére magas rangú egyházi vezetők érkeztek a székesegyházba. A székesegyház felújítását követően a püspök nekilátott az egyházmegye legfontosabb búcsújáró templomának, a máriapócsi kegytemplomnak a renoválásához. A kegytemplom csodatévő Istenszülő képét a felújítások idején a hajdúdorogi székesegyházban helyezték el. A kegyképet 2009. február 7-én gyalogos zarándoklaton hozták el Máriapócsról Hajdúdorogra. A csodatévő képet a székesegyház amúgy is használaton kívüli szószékén állították ki, amelyet szeptember 5-én ugyancsak gyalogos zarándoklattal vittek vissza eredeti helyére. A felújított máriapócsi kegyhely újraszentelési ünnepségén részt vett Christoph Schönborn bécsi bíboros is, aki a hajdúdorogi püspöknek ajándékozta Szent István vértanú és Hofbauer Szent Kelemen ereklyéit. Fülöp püspök ezeket 2010. november 21-én ünnepi misén a hajdúdorogi székesegyházban helyezte el. Az ereklyék tiszteletére készült el Szent István vértanú festménye. 2012. február 18-án a székesegyház és a közeli általános iskola tornacsarnoka adott helyet a századik évébe lépő Hajdúdorogi Egyházmegye emlékévének ünnepi megnyitójához. December 1-jén pedig, szintén az ünnepi évhez kapcsolódóan, a székesegyházban rendezték meg a IV. Kárpát-Medencei Ökumenikus Nagytalálkozót, több illusztris vendég részvételével. A találkozó másnapján, december 2-án pedig ünnepélyesen felavatták a bazilika új bronz kapuját, amelyet Sallai Géza művész tervezett.

## A székesegyház épülete

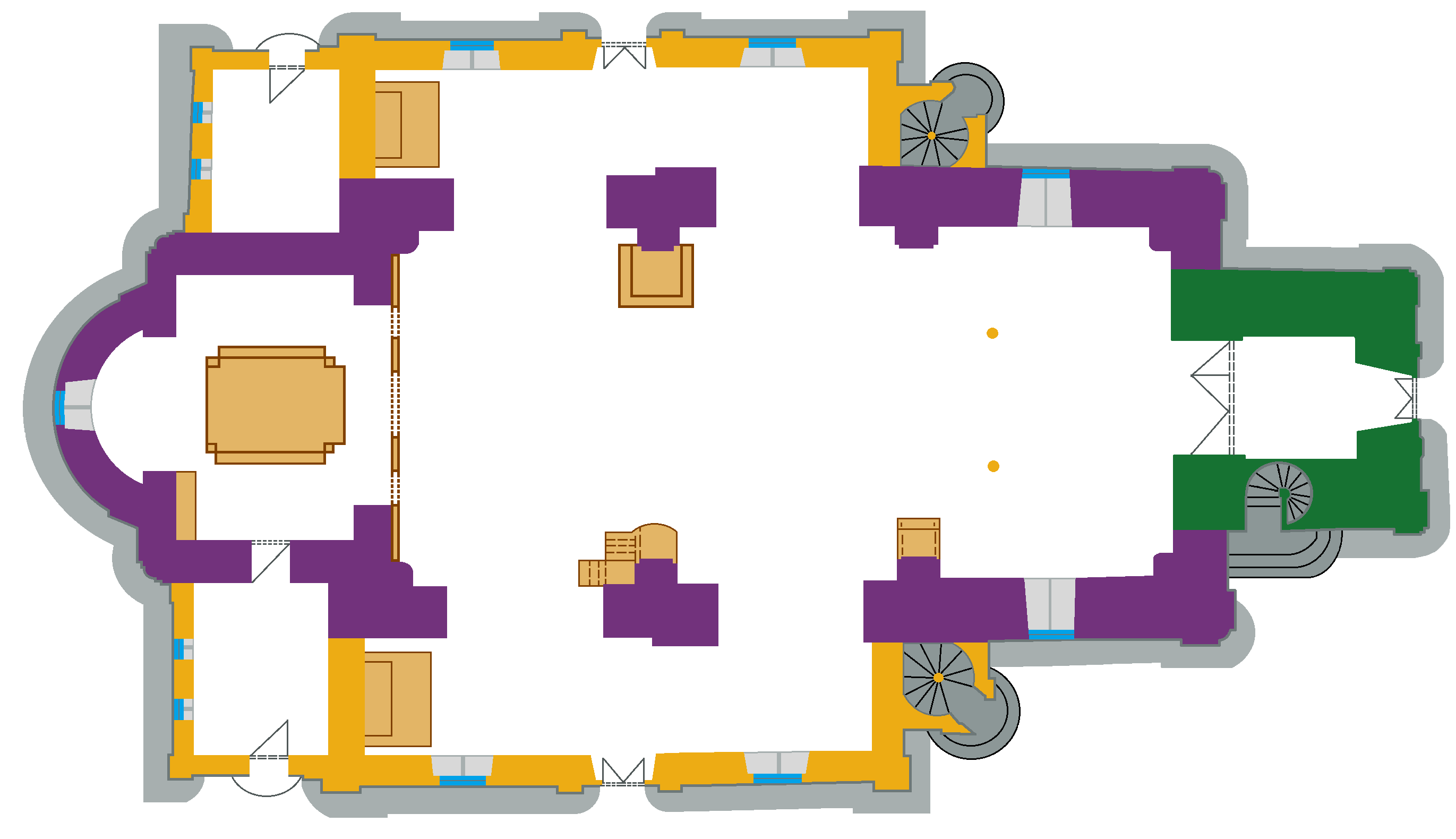
A székesegyház alaprajza: zöld szín jelöli a harangtorony lábazatát, amely a 17. században készült el; lila jelöli a barokk falakat és sárga a 19. században épült mellékhajókat

Az orosz katona feljegyzései pontosan leírják a görögkatolikus templom épületének legfőbb jegyeit a szabadságharc idejében. Az utolsó nagy átalakítás alapvetően nem sokat változtatott a székesegyház szerkezetén. Az oltár a templomépítészeti hagyományokat megtartva ma is az épület keleti oldalán található, a főbejárat és a templom tornya pedig nyugat felé van tájolva. Az épület északi oldalán, a szentéllyel összekötve alakították ki a sekrestyét, a déli oldalon – a sekrestye tükörképeként – egy kegytárgybolt kapott helyet. Ezt a két épületrészt lapostető fedi. A három hajót bádoggal burkolt, faszerkezetű magastető fedi, amelyet az orosz katona feljegyzései is említenek.

A tetőszerkezet alatt a főhajót téglából készült csehboltozat fedi, míg a két mellékhajó mennyezetét dongaboltozattal zárták le. A székesegyház mai belterének kialakításánál az volt a fő szempont, hogy a két mellékhajó a főhajó hatását és hangulatát fokozza. Ezért a mellékhajókra karzatokat építettek, amely még jobban kiemeli a templom fő terét, a mise fő színhelyét.
A hosszirányú elrendeződésű, háromhajós bazilika minden átalakítása más-más történeti, építészeti korszakhoz köthető. A székesegyház egyes részeinek eltérő eredeti funkciója és különböző építési idejük a falvastagságban mutatható ki a legkönnyebben. A székesegyház legidősebb része a templomtorony alsó része, amely eredetileg hajdú őrtoronyként épült, 190 cm vastagságú téglafallal rendelkezik. A 18. századi építkezés során alakították ki a főhajót és a hozzá csatlakozó apszist a szentéllyel. A három hajót elválasztó boltívek tartóoszlopain is lemérhető, hogy a barokk falak 135–162 centiméter közötti vastagsággal rendelkeznek. A mellékhajók 19. századi falai „mindössze” 80 centiméter vastagságúak.

A székesegyház kőből és téglából készített alapokon nyugszik, amelyet az építő munkácsi mesterek minden bizonnyal nem indítottak elég mélyről. Erre utalnak az épület lábazatában a 20. század végén jelentkező súlyosabb alámosások, vizesedések.

### Az épület külső jellemzői

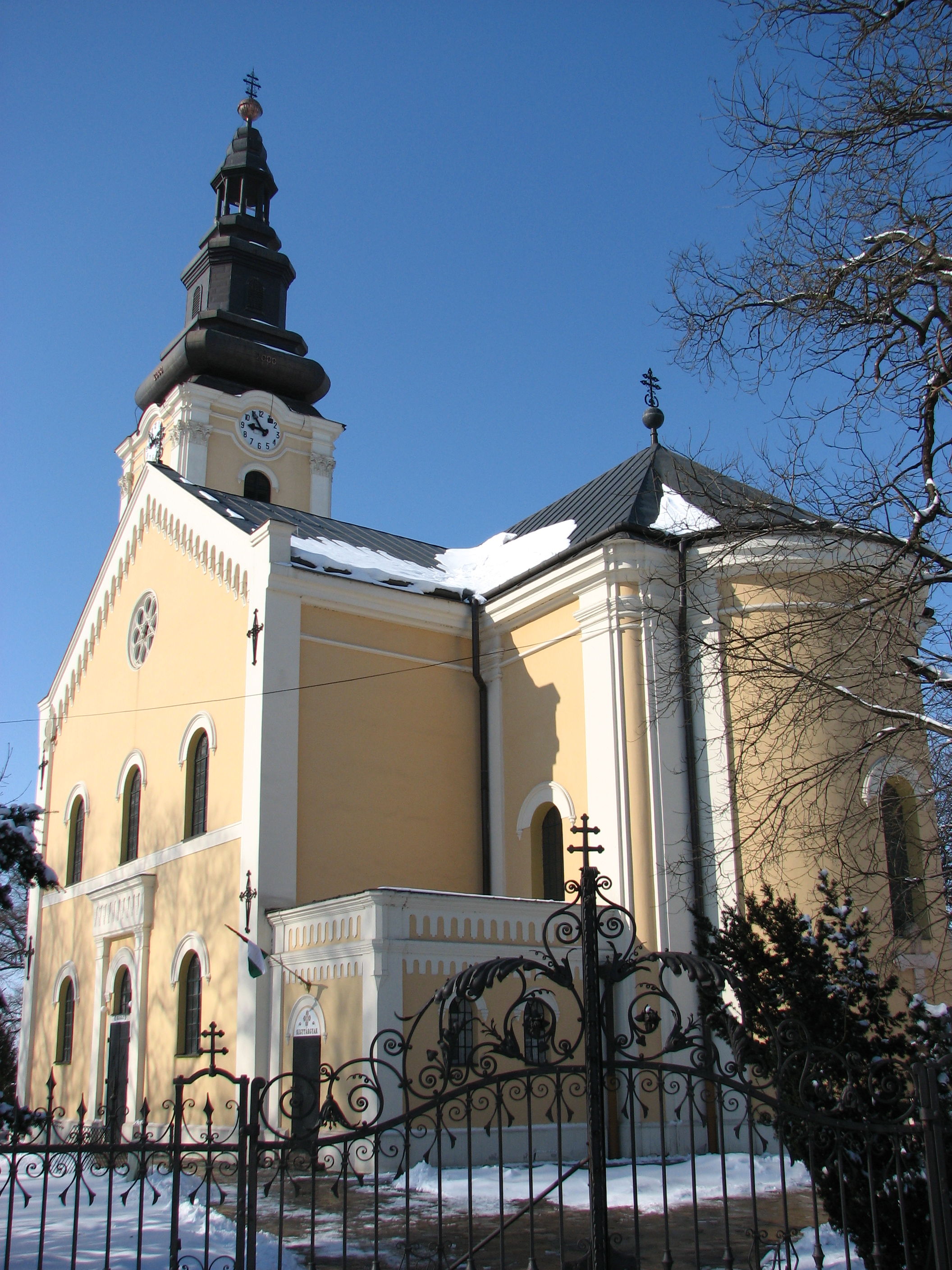
A székesegyház délkeleti homlokzata

Egy régi hajdúdorogi mondás szerint a székesegyház tornyát a város minden utcájából látni lehet. Ezt egyrészt a mindenhol jelenlévő isteni gondviselés jelének tartották, másrészt pedig emlékeztette a városlakókat a görögkatolikus vallásosságra. Ma ez a régi igazság már nem feltétlenül állja meg a helyét, viszont tény, hogy Hajdúdorog városképének legmeghatározóbb eleme a székesegyház homlokzata. A Szűz Mária templomba vezetésének ünnepéről elnevezett katedrális 38 méter hosszú és 21 méter széles. A székesegyház épülete is az úgynevezett keletelt templomok közé tartozik, vagyis a szentély kelet felé néz. Az épület keleti homlokzatát a szentély félkörív alakú apszisa uralja, amelynek falazatában kívülről egy 3,5 méter magas feszület található. A Tokaji út felől látható márvány feszületet 1906-ban építették a székesegyház falába. A dombormű a vésetek tanúsága alapján a hajdúdorogi parókia négy úgynevezett népmissziójának állít emléket, amelyek mindegyike valamilyen fontos eseményhez kötődő, több napos lelkigyakorlatot jelöl. A feszület legidősebb szövege a máriapócsi kegykép harmadik könnyezésének állít emléket. A felirat alapján az 1905 decemberében újra könnyező ikon tiszteletére 1906. március 17–21. között tartottak népmissziót: „Emeltetett az 1906. Év Márcz. 17-21ig Megtartott Szt. Missió Emlékére”.

A feszületre vésett második missziót 1930. március 22–30. között tartották a magyar katolikus egyház által meghirdetett Szent Imre év tiszteletére. A harmadik népmissziót 1938. március 26.–április 3. között tartották a budapesti eucharisztikus világtalálkozó alkalmából. A feszületre vésett utolsó dátum 1944. március 12.–19-ét jelöli, amelynek pontos háttere ismeretlen, de feltehetőleg kapcsolatban áll a II. világháború eseményeivel.

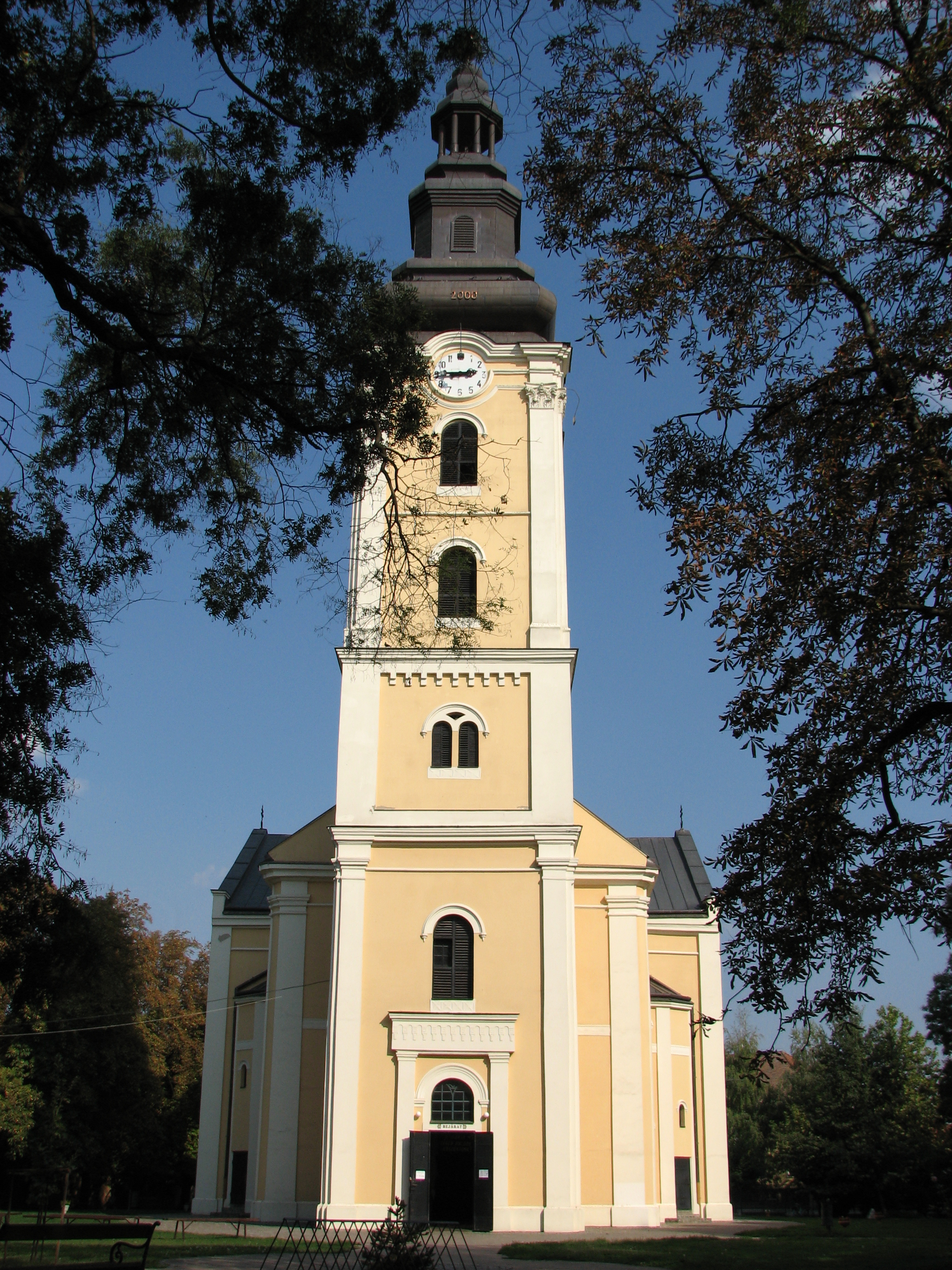
A székesegyház nyugati homlokzata

A bazilika északi és déli oldalhomlokzata néhány részlettől eltekintve ugyanúgy épül fel. Az eredeti barokk templom síkjából mindkét oldalon kiugrik a 15 méter hosszú és 4 méter széles mellékhajó. Ezek tagolásukat és díszítésüket tekintve tipikusan romantikus építészeti jegyekkel rendelkeznek. A robusztus, román stílusú templomokra emlékeztető, ék alakú homlokzat 17 méter magasra emelkedik mindkét oldalon. A mellékhajók épületének szélein fehér pilaszterek futnak fel egészen a tetőpárkányzatig, ahol beleolvadnak az oromra ferdén felfutó, boltíveket formázó frízbe. A pilaszterek végződésénél, a tető párkányzatán eredetileg szobrok álltak, de a 2000-ben befejezett külső felújítás során mind a négy szobrot eltávolították. A féloszlopokat díszítő, mellékhajónként négy kovácsoltvas kereszt és a homlokzatok csúcsán álló feszületek viszont mind a mai napig helyükön maradtak.

Az oldalhomlokzatok középtengelyén alakították ki a bejáratokat mind a déli, mind az északi oldalon. A székesegyháznak összesen három bejárata van, az említett oldalsó bejáratok mellett a nyugati oldalon nyílik a főbejárat. A hajdúdorogiak hagyományosan azon az ajtón lépnek be a templomba, amerről otthonuk esik. Mindhárom kaput ugyanolyan díszítő elemek övezik. A kétszárnyú ajtók felett egy-egy ablak található, oldalt két dór oszlopfőben végződő pilaszterrel. Az oldalhajók vastag faajtókat kaptak, míg a nyugati bejárat 2012. december 2. óta díszes bronz kapuval rendelkezik. A kapu Sallai Géza képzőművész tervei alapján készült el a hajdúdorogi hívek és a püspök felajánlásából. A centenáriumi év emlékét a bejárat két felső sávja őrzi egyrészt az 1912 – 2012 évek feltüntetésével, másrészt az ünnepi év jelmondatának vésetével: „Önmagunkat, egymást s egész életünket Krisztus Istenünknek ajánljuk!” A kaput a Biblia tíz fontos történetét elbeszélő kép díszíti. Időrendben a történet a bal szárny alján kezdődik az ember teremtésével, és a jobb szárny tetején végződik Jézus Mennybemenetelével.

Az oldalhajók ablakai három szinten helyezkednek el. A kapuval egy szinten két, íves ablak világítja meg a mellékhajókat. Három ugyanilyen ablak nyílik az oldalsó, úgynevezett kórus karzatokról, és legfelül egy kör alakú, nyolc ágú rózsaablak kapott helyet.

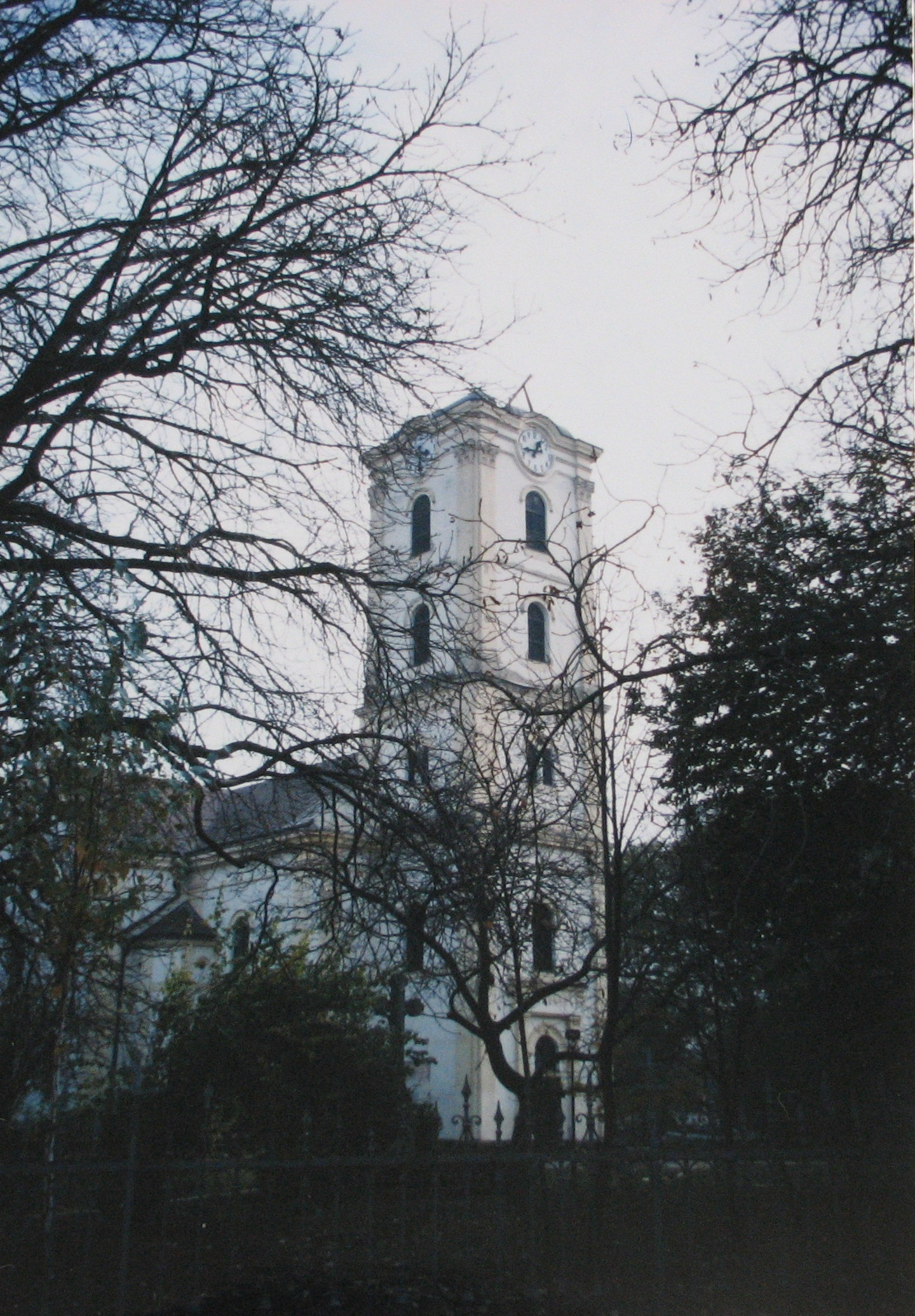
A toronysisak cseréje 2000-ben. Érdemes megfigyelni a templom külső burkolatának a színezését. Itt még a felújítás előtti állapot látható

A mellékhajók mellett az oldalhomlokzathoz építették hozzá északról a sekrestye, délről a kegytárgybolt lapostetős épületét. A sekrestyéből egy ajtó nyílik a székesegyház szentélyébe. Az oldalhajókra épített karzatokhoz is a déli és az északi oldalon nyíló csigalépcsők vezetnek fel. Az északi oldalról nyílik a szentéllyel szemben elhelyezkedő, úgynevezett orgonakarzatra vezető csigalépcső. Az oldalhomlokzatokat két emléktábla is díszíti. A torony északi oldalán található az 1869-es átépítés emléktáblája a következő felirattal: „Isten dicsőségére bővítve kijavíttatott a Hajdu Doroghi közönség által, 1869”. A déli homlokzaton pedig az 1937-es felújítás emlékét őrzi a márványba vésett szöveg: „Külső renoválást végeztette a Kegyúr 1937-ben a Budapesten tartott XXXIV. eucharisztikus világkongresszus emlékére. Az ajtó díszek ugyanakkor készültek az özv. Kömmerling Jánosné úrnő adományából. A munkálatokat készítette ifj. Simon János kép. kőm. mester.”
A hajdúdorogi székesegyház leglátványosabb és legjellegzetesebb homlokzata nyugat felé néz. Itt emelkedik a 48 méter magas harangtorony, amelynek csúcsa a kovácsoltvas görögkatolikus kereszttel együtt eléri az 50 méteres magasságot. Az eredetileg 24 méter magas őrtoronynak épült harangtornyot kívülről két övpárkány három részre tagolja. Az alsó rész 12 méter magas, a tornyot a főbejárathoz hasonlóan dór oszlopfős pilaszter díszíti. A torony középső része 5 méter magas. Ezt a szakaszt fehér szegély keretezi, és elsődleges funkciója az, hogy összekösse a timpanonszerűen a toronyhoz csatlakozó főhajó épületét, a tetőzetet és magát a harangtornyot. A torony utolsó szakasza 12,5 méter magas, két díszablaka van, és széleit korinthoszi oszlopfős pilaszterek díszítik. Az égetett téglából emelt torony a toronysisak nélkül tehát 29,5 méter magas.
A toronysisak alatt helyezték el a toronyórát, amelynek négy számlapja két és fél méteres átmérővel rendelkezik. A 2000-ben befejezett külső felújítás végére a sokszor kontár karbantartók által újraélesztett óramű megállt. 2010-ben szereltek be egy teljesen új, digitális szerkezetet, amely újra pontosan hajtja a templom óráját. A modern szerkezet mellett a toronyban megtalálható az eredeti óramű is, egy nagy faszekrényben.
A székesegyház jellegzetes toronysisakja 2000-ben lett teljesen felújítva. Megújították a copf stílusú sisak faszerkezetét és lecserélték a rézborítást is. A toronysisak alsó része 11 méter magas, magába foglalja a rézből készült díszablakot, és egészen az oszlopos németlábig tart. A két és fél méter magas németláb tartja a sisak csúcsát, amelyre egy 1 méter átmérőjű réz gömbdísz került. Az úgynevezett toronygomb amolyan időkapszulaként is működik, ugyanis ebben a gömbben őrzik például az 1900-as római zarándokok névsorát, a száz évvel később kerékpáros zarándoklatra induló hajdúdorogiak névsorát és a székesegyház felújítását támogatók névsorát is. A gömb 48 méter magasról tekint le a városra, és tetején áll a két méter magas, görögkatolikus hármas kereszt.

### A székesegyház belső tere

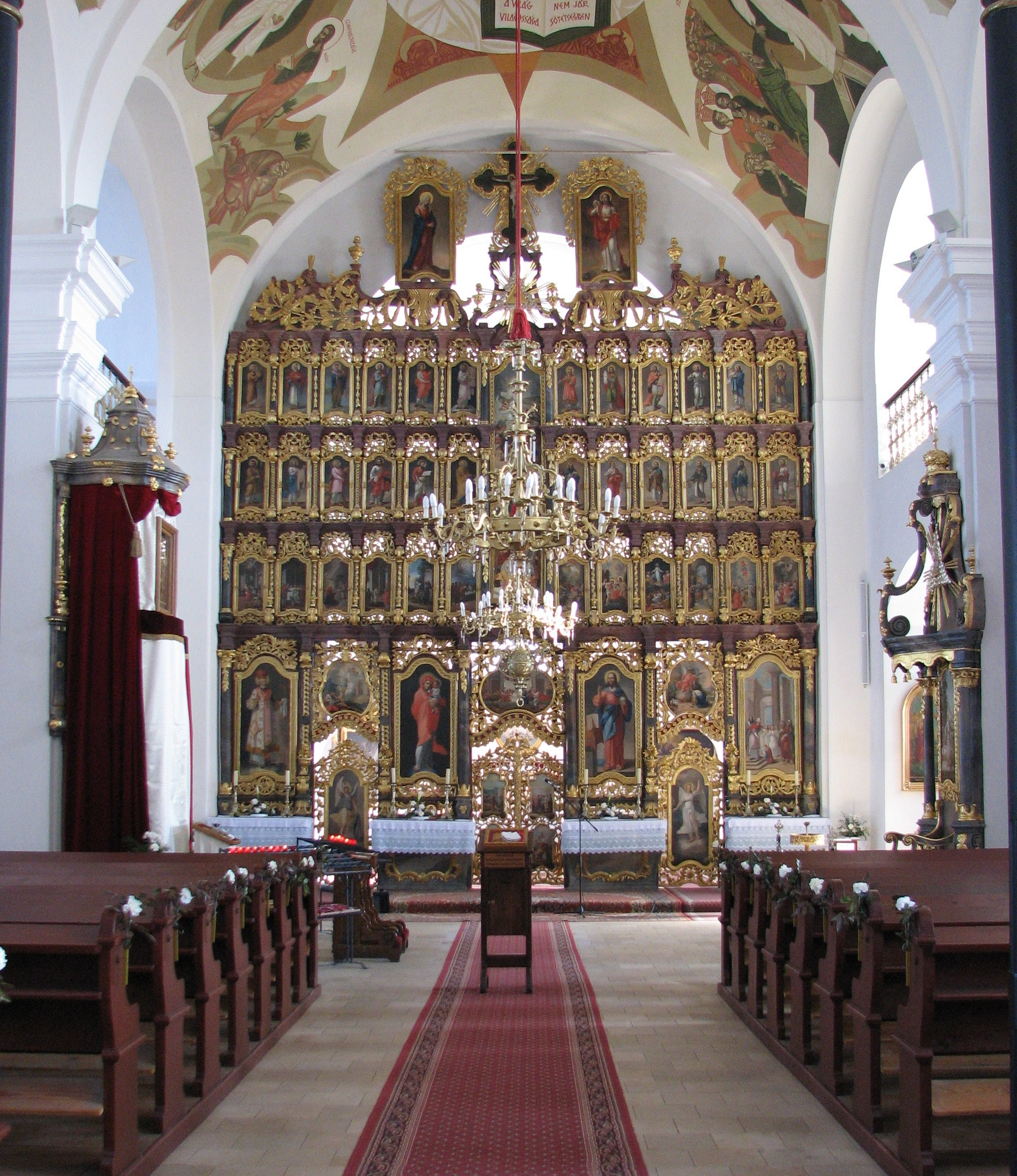
A székesegyház belső tere

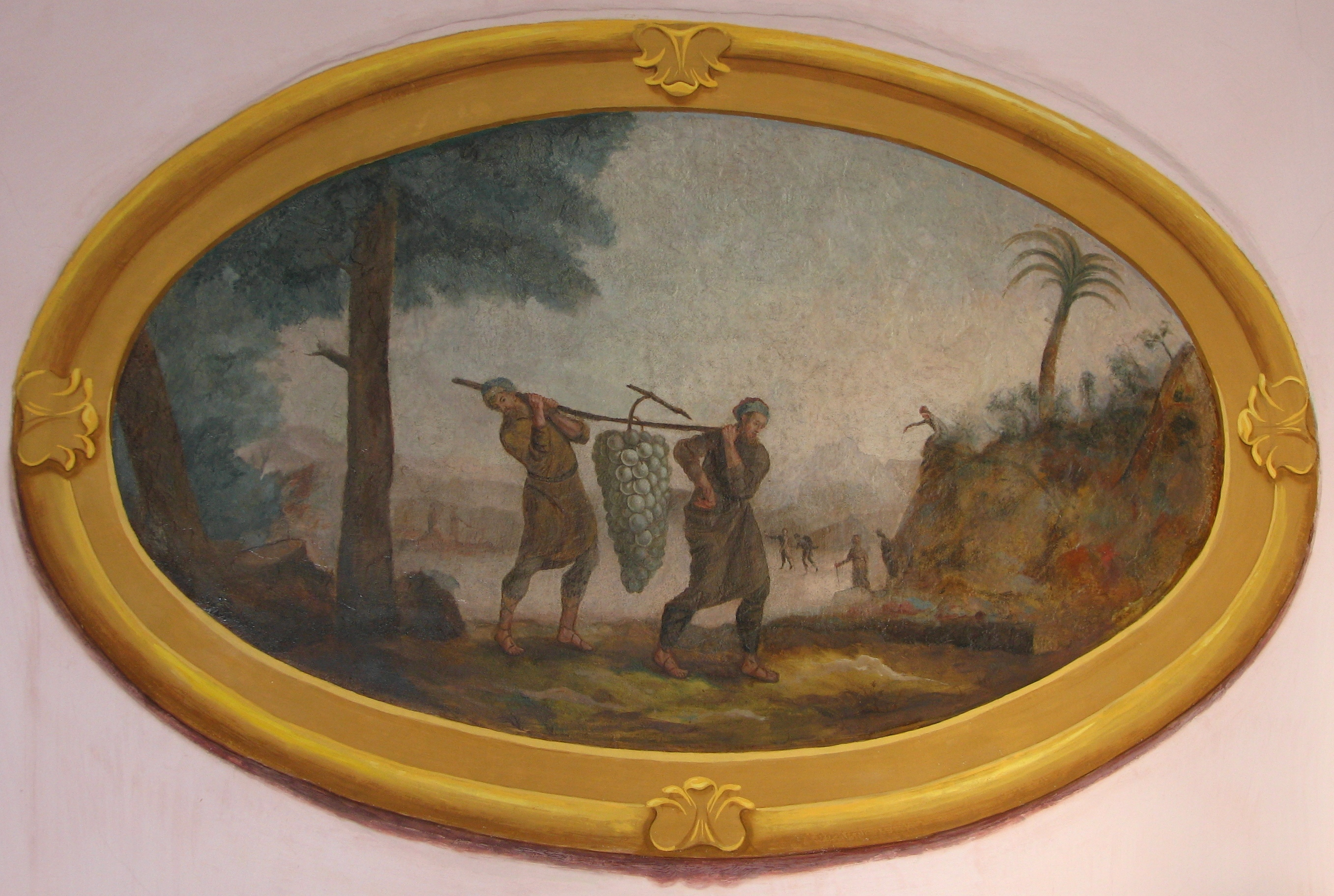
Az Ígéret földje című secco

#### A szentély
A székesegyház belső terének legfontosabb szakrális helye a szentély, amelyet a templom épületének keleti oldalán alakítottak ki. A hét méter széles és közel tíz méter magas épületrész keleti fala félkörív alakú apszisban végződik. Ezzel átellenben, nyugatról az ikonosztázion képfalának hátsó része zárja le a szentélyt. A főhajó padlószintjéhez képest tíz centiméterrel megemelt oltártérbe a sekrestye felől nyílik ajtó. Itt tartják a miseruhákat és több liturgikus kelléket is. A főhajóból az ikonosztázion három ajtaján keresztül is be lehet lépni a szentélybe, de azokat csak mise alatt nyitják ki. Három tekintélyes méretű íves ablak világítja meg a belteret. Az egyik az apszis falában, a főoltárral szemben helyezkedik el, a másik kettő pedig az északi és a déli oldalfalakon.

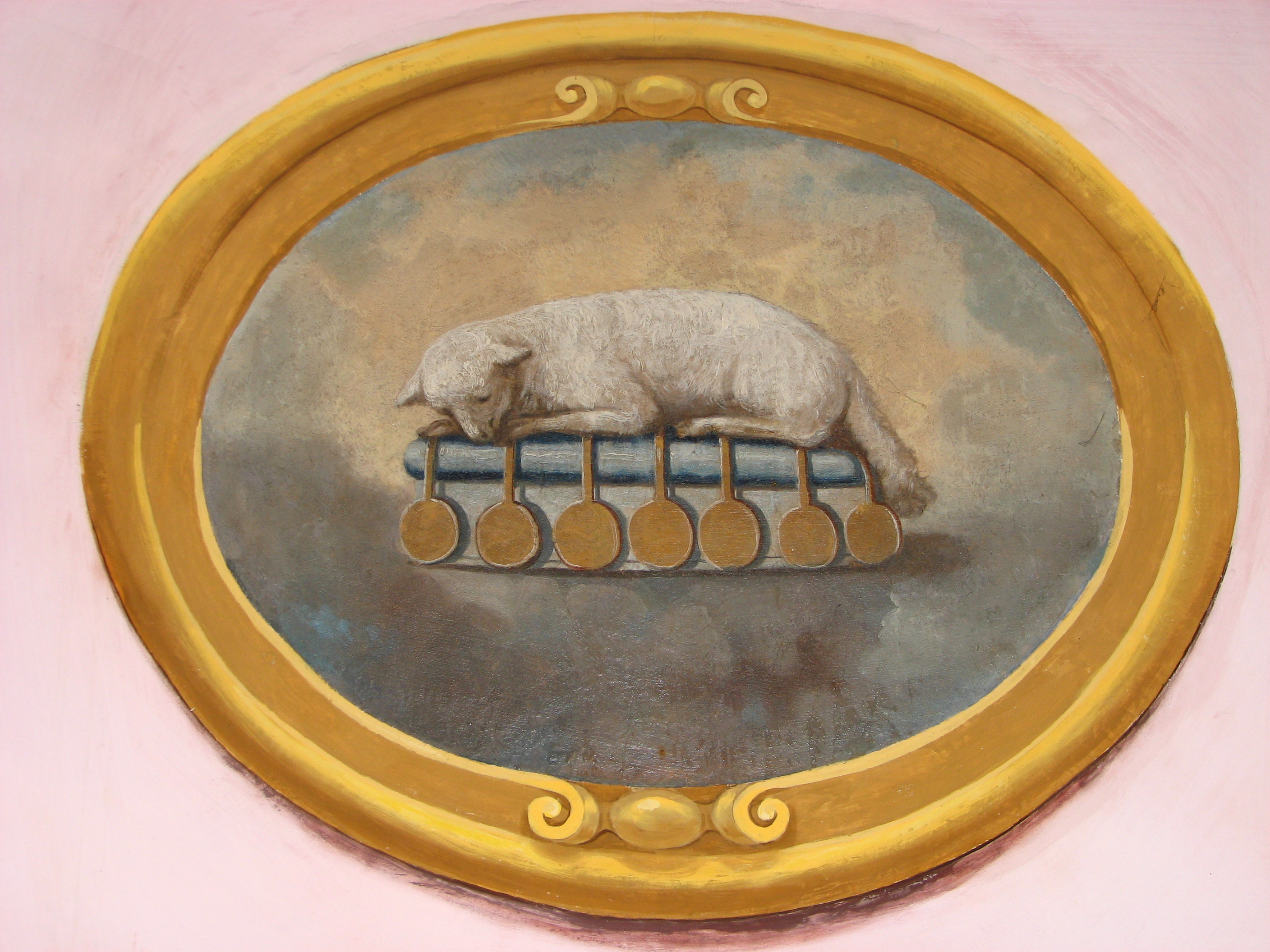
Az Agnus Dei secco a szentélyben

Az ablakokat alulról és felülről kiemelt értékű falfestmények keretezik. A hét darab al secco technikával festett képet a templom eredeti barokk bútoraival egy időben készítette Hittner Mátyás és Szűts János. Az ovális keretbe festett seccók közül hat ószövetségi jeleneteket, egy pedig a Szentlelket szimbolizáló Isten szemét ábrázolja. Ez utóbbi festményt az apszis ablaka felett találhatjuk, és egyedül a nyugati, úgynevezett orgona karzatról lehet látni, mivel magasan, az ikonosztázionnal párhuzamos falra festették meg. A hat ószövetségi jelenet közül a felső három festmény témája és kompozíciója az ikonosztázion királyi kapuján is megjelenik. Az északi ablak alatt látható az Ígéret földje című falkép, amely az Ábrahám utódainak ígért bőség földjét ábrázolja. A sekrestye felőli északi fal felső részén lévő secco Káin gyilkosságát dolgozza fel. A déli oldal alsó képe az Érckígyó címet viseli. Ez arra a bibliai történetre utal, amikor a Mózes vezette izraeliták a sivatagi vándorlásuk során könyörögni kezdtek az Úrhoz, hogy védje meg őket a kígyóktól. Mózes az Úr szavára egy botra tekeredett érckígyót készített. Ha valakit megmart egy kígyó, csak rá kellett tekintenie az érckígyóra, és meggyógyult. A történetet később Jézusra vonatkoztatták, hiszen aki a keresztre feszített fiú felé fordult, az megmenekült a haláltól. A déli oldal felső seccója Noé áldozatát ábrázolja.

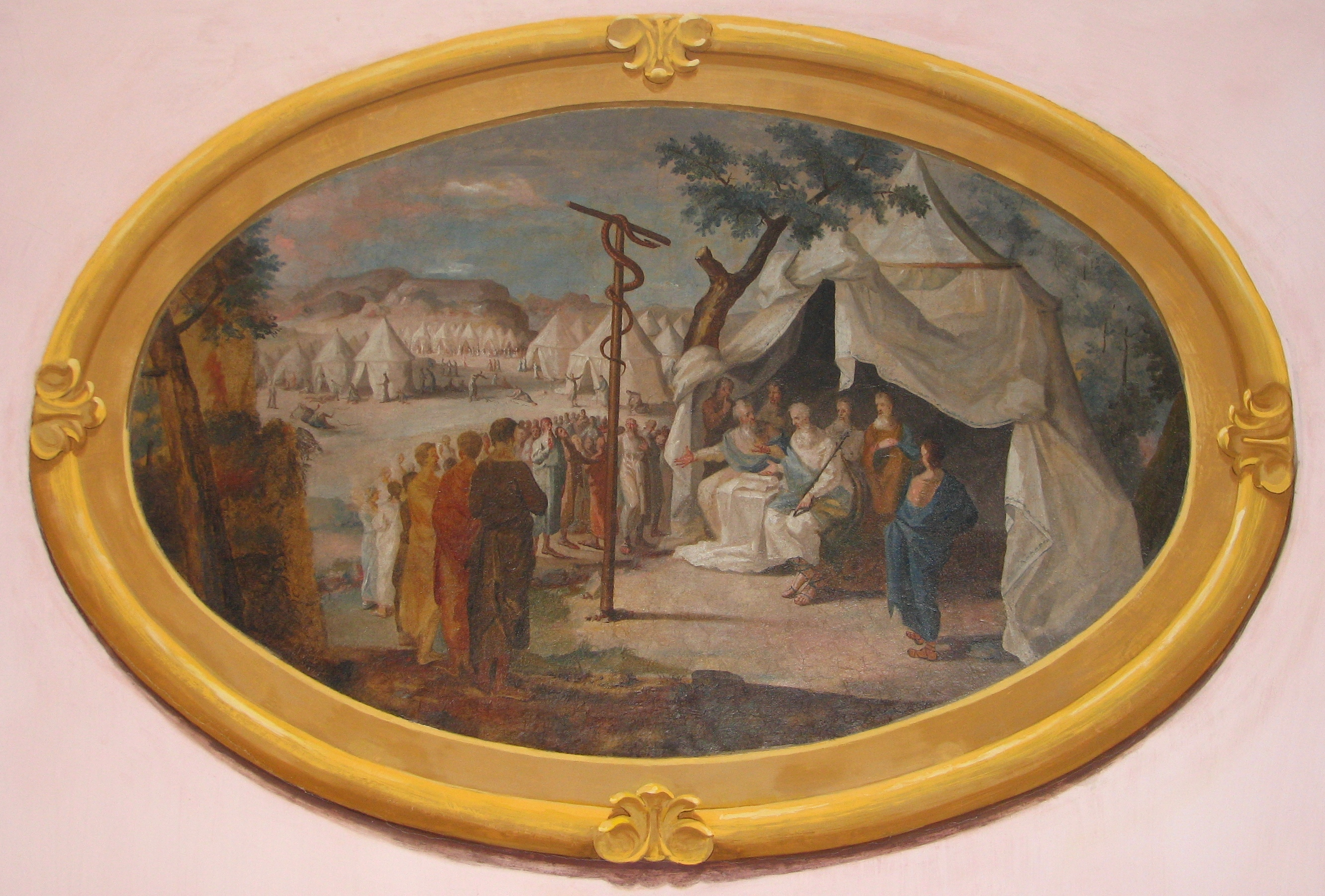
Az Érckígyó című secco

A főoltárral szemben, hangsúlyos helyen lett megfestve az Agnus Dei című secco. A Jézus szimbólumaként ábrázolt bárány a Jelenések könyvéből ismert hétpecsétes könyvön fekszik. A miséző pap közvetlenül efelé a festmény felé imádkozik, amely egyszerre fejezi ki a pap kötelességét, a jó pásztor szerepét; Jézus imádatát és a végítéletet, vagyis az erős hit jelentőségét. Az apszis felső részén az Ábrahám feláldozza Izsákot jelenet seccója látható.

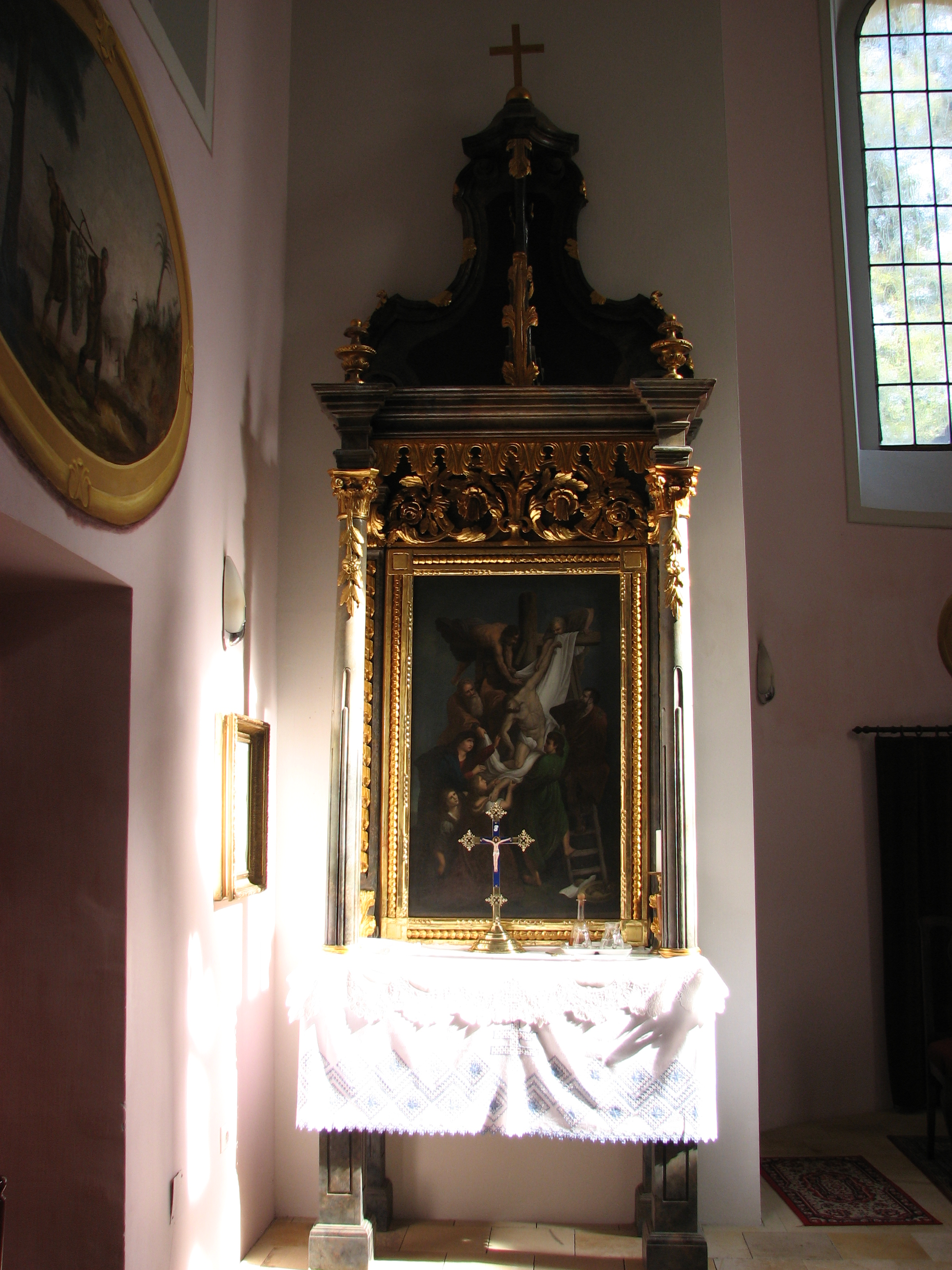
Az előkészületi oltár Révész György Rembrandt-másolatával, a Krisztus levétele a keresztről című festménnyel

A szentély központi eleme a baldachinos főoltár. Az eredeti oltár kifaragására 1799-ben Jankovits Miklóst szerződtették, aki két éven belül végzett a templom bútorzatának elkészítésével. A főoltár az idő múlásával több jelentős átalakításon is keresztülesett. A Jankovits által elkészített eredeti oltár felépítésére csak következtetni lehet. A ma is látható főoltár baldachinja, a lábak kivételével, az egyetlen eredeti darabja Jankovits munkájának. Több mint kétszáz évvel ezelőtt feltehetőleg egy sokkal szélesebb oltárasztal állt a szentélyben. A baldachin alacsonyabb volt, és eredetileg valamilyen nemes textíliával fedhették be. A túlzottan nagy oltárasztal mellett a pap egyszerűen nem fért el, és a helyhiány érzetét a nyomasztóan alacsony baldachin is fokozhatta. Emiatt, esetleg egyszerűen egy beázás miatt, 1870 körül átalakították a főoltárt. A baldachin oszlopainak alsó gallérjai alatt rétegelt bükklemezből egyszerű hasáb alakú oszlopmagasítókat építettek be. A megmagasított baldachin tetejéről eltávolították a nyomasztó textilfedést, és a túlzottan nagy oltárasztalt is lecserélték egy kisebb stipesre. Ehhez az oltárhoz készült el a ma is látható tabernákulum. A hely jobb kihasználása miatt a baldachin felső részéből kifűrészeltek egy darabot, és az egészet kilencven fokkal elforgatták, hogy az oltárasztal hosszabb része párhuzamos legyen az ikonosztázionnal. A megmagasított baldachin alatt még bőven maradt hely, ezért emelvényt is készítettek az oltárasztalhoz. Az 1872-re felújított székesegyház főoltárán helyezték el Révész György Utolsó vacsora című festményét.

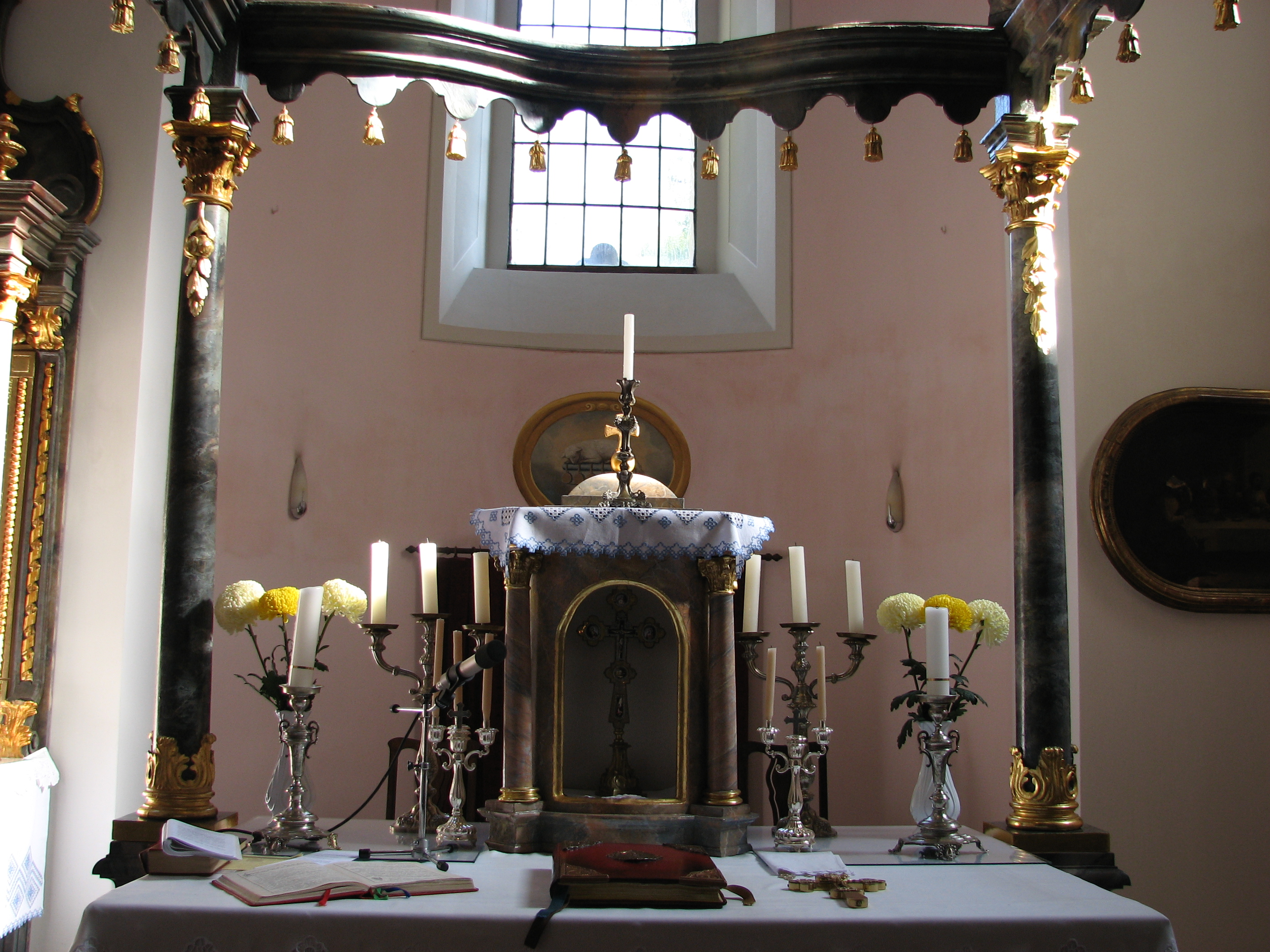
A baldachinos főoltár a tabernákulummal

A 19. századi jelentős átépítés után 1937-ben újabb átalakításokon esett át a templom főoltára. Az eucharisztikus világtalálkozó tiszteletére történő felújításról nagy általánosságban elmondható, hogy a görögkatolikus hagyományokkal szemben a latinizáló megoldások kerültek fölénybe. Így válthatta az oltáron az Utolsó vacsorát a Szűz Mária megkoronázása című festmény. Emellett a tabernákulumhoz két díszes szárnyat is csatoltak, és a főoltár egészét fehér olajfestékkel vonták be. Ezt követően hosszú ideig nem volt mód az oltár megújítására, így nem meglepő, hogy az egyre rosszabb állapotba került. A megcsonkított baldachin lassan szétesett, két vasrúddal az ikonosztázionhoz pányvázták ki a szerkezetet, hogy egyben maradjon.
Teljes körű felújítására 2005-ben került sor. A restaurátorok célja az volt, hogy az eredeti Jankovits-oltárhoz a lehető legközelebbi állapotot állítsák helyre. Feltárták és helyreállították az oltár eredeti színezését, a baldachin felső, csonkolt elemeit (az úgynevezett volutákat) újra kiegészítették, és ezzel megváltoztatták az oltár méreteit is. Jankovits más munkáit alapul véve (egri Szerb templom, pesti Petőfi téri ortodox templom, miskolci ortodox templom) készítették el a baldachin új lábazatát és egy új oltárasztalt. Ez utóbbi ma különáll a baldachintól, alakjában robusztus márványasztalra emlékezetet, de tömör tölgyből készült. Egyik festmény sem került vissza az oltárasztalra, egyedül a felújított, oldalszárnyak nélküli tabernákulum áll korábbi helyén. A baldachin méltatlan hasáb lábait egy szakértő testület iránymutatása alapján készítették el. A fenti templomok Jankovits oltárainak analógiájára egy ívelt, stilizált állatkarmokban végződő formát valósítottak meg. A lábak belsejében egy hosszú vastüske fut végig, amely túlnyúlik a baldachin két méter magas oszlopaiba, ezzel biztosítva a szerkezet stabilitását.
A bizánci rítusú szentélyekben hagyományosan az északi oldalon helyezkedik el az előkészületi oltár vagy protézisz. A miséző pap itt készíti elő a szent liturgia legfontosabb kellékeit. A hajdúdorogi székesegyház előkészületi oltárát a többi bútorzattal együtt Jankovits Miklós faragta ki a 19. század első éveiben. Az elmúlt kétszáz évben a mellékoltárnak korántsem volt olyan fordulatos története, mint a főoltárnak. A ma látható előkészületi oltár oltárasztal feletti része eredeti faragvány. Az oltárasztalt feltehetőleg az 1870-es években cserélték le, valószínűleg valamilyen beázás miatt. A barokk stílusban faragott díszes oltár tetején ívelt voluták láthatók. A szerkezet teteje az oltár háttámlájával össze van építve. A tetőt elölről két gazdagon díszített korinthoszi oszlop tartja. Az oltárképet Révész György festette 1870 körül, és a Krisztus levétele a keresztről címet viseli, amelyet az alkotó Rembrandt klasszikus festményéről mintázott. Az oltárt Jankovits stílusára jellemző gazdag, aranyozott növényi motívumok díszítik: virágfüzérek, rózsafejek és akantuszlevelek jelennek meg. Az 1937-es latinizáló felújítás során az előkészületi oltárt is fehér olajfestékkel festették be. Legutóbbi restaurálása 2005-ben fejeződött be.
Az előkészületi oltár tükörképeként, a szentély déli oldalán van kifüggesztve az egykori oltárkép, Révész György Utolsó vacsorája.

#### Az ikonosztázion

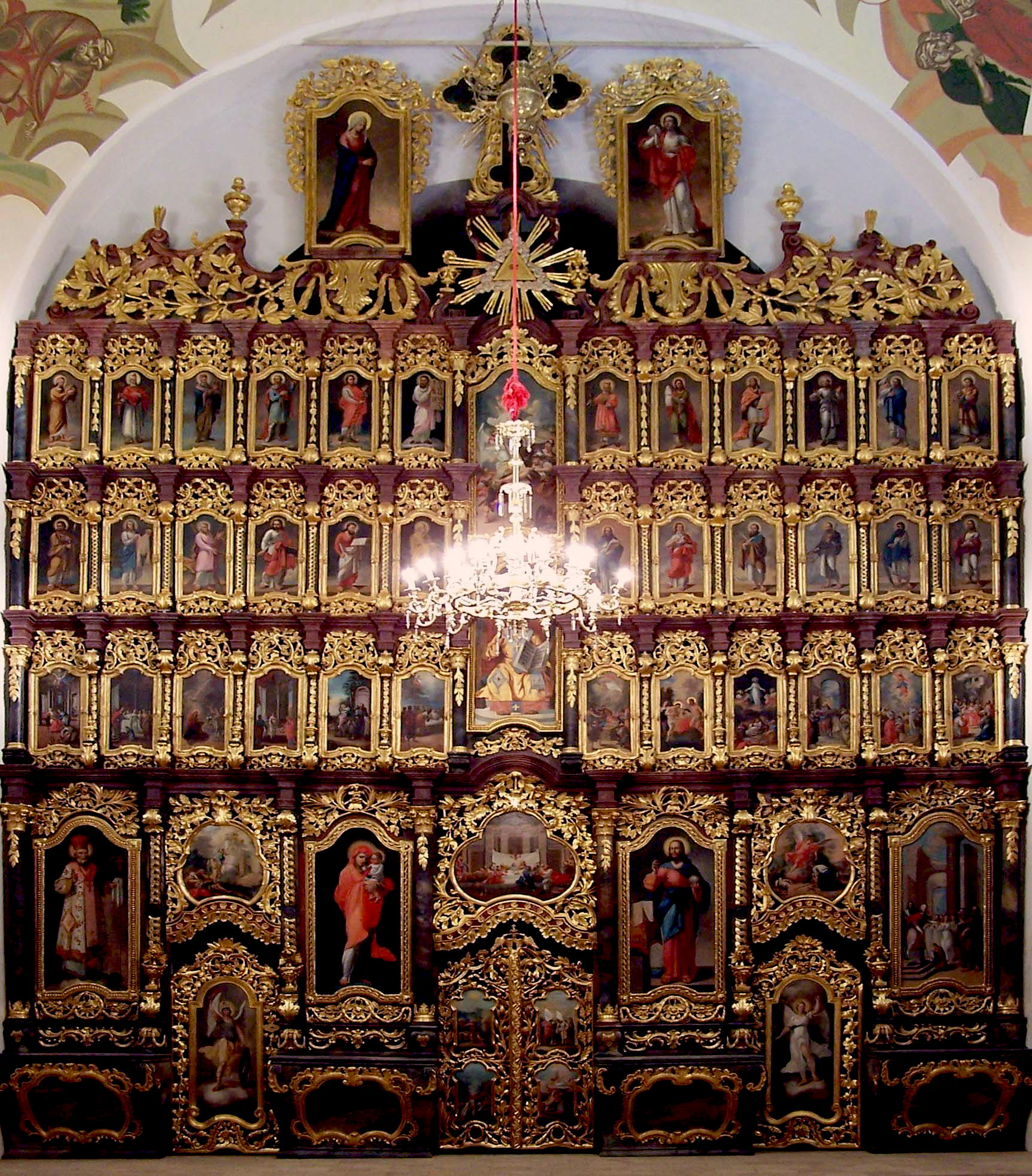
A székesegyház ikonosztázionja

A székesegyház belső terének legszembetűnőbb és legmonumentálisabb eleme az ikonosztázion vagy ikonosztáz. A képfal rendszerint minden keleti rítust követő egyház templomában megtalálható. Az ikonfal a szentély és a főhajó között helyezkedik el, és a keleti liturgia fontos elemének számít. A bizánci rítus felfogása szerint az ikonosztázion fő célja nem az, hogy elválassza a szentélyt és a híveket egymástól, hanem éppen ellenkezőleg: a szentek ikonjai, a bibliai történetek összekötik a földi létet Isten országával, mintha az ikonok a mennyország ablakai lennének. Teológiailag a képfal szerepét gyakran Jákob lajtorjájához, vagy éppen Jézus életéhez hasonlítják, hiszen mindkettő az evilági életet köti össze a túlvilági léttel.

A hajdúdorogi ikonosztázion 11 méter magas és 7 méter széles. Ezzel a mérettel Magyarország legnagyobb görögkatolikus ikonosztáza, és az ortodox képfalak mellett is az ország legjelentősebb alkotásai közé tartozik. Az ötszintes ikonosztázionon összesen 54 ikon látható.

##### Az ikonosztázion története
Az ikonosztáz legutóbbi teljeskörű restaurálása és a vele párhuzamosan meginduló levéltári kutatás során több, eddig vitatott részletre derült fény. Az egyházi levéltár adataiból kitűnik, hogy a parókia 1799-ben bízta meg a kor legnevesebb mesterét, Jankovits Miklóst a hajdúdorogi ikonosztázion kifaragásával. A görög származású egri mester két év alatt, 2000 rajnai forintért vállalta a képállvány kifaragását. Egyes források szerint Jankovits munkájában részt vett Lengyel László hajdúdorogi képfaragó mester is. Korábban a Munkácsi Egyházmegye kedvelt művésze, Mankovics Mihály is a lehetséges alkotók között szerepelt. A faállványzat elkészülte után az egyház 1808 augusztusában kérte fel Hittner Mátyást és Szűts Jánost az állvány aranyozására, márványozására és az ikonok megfestésére. A két miskolci mester három évre 12 ezer rajnai forintért vállalta a munkát, de időközben többször is anyagi problémák merültek fel. A város a festőket okolta a megnövekedett költségekért, míg a két mester eleinte az arany drágulására, majd egymás hanyag munkájára fogta az eltérést. A meddő vita idején a munka nem haladt, ezért Hittner Mátyás máshova szerződött el, így a munka befejezése teljes egészében Szűts Jánosra hárult, aki közben családjával együtt Hajdúdorogon telepedett le. Szűts 1816-ban fejezte be az ikonok megfestését, de az utolsó három ikont, a Kálvária-jelenet táblaképeit, addig nem adta ki a városnak, amíg az ki nem egyenlítette a tartozását. Az ikonokat festő két mester munkáját jelenleg lehetetlen elkülöníteni egymástól. Feltehetőleg az alsóbb ikonokat Hittner Mátyás festette, és a felsőbb szintek képei köthetők Szűts János nevéhez.
Az 1730-as zamośći zsinaton megtiltották a görögkatolikus templomokban az ikonosztázionok felállítását, és helyettük stipesek, mellékoltárak kihelyezését javasolták. A zsinat döntése mindössze nyolc évig maradt érvényben, és már nem érintette a hajdúdorogi képfal megépítését, de végső kialakulására mégis hatással volt. A hagyományos keleti ikonosztázionok esetében az ikonok egészen a padló szintjétől indulnak, ahol a legalsó képek általában ószövetségi jeleneteket ábrázolnak. Hajdúdorogon ezeknek az ikonoknak a helyére, az ikonosztázion három kapuja közé, stipeseket helyeztek el röviddel azután, hogy Jankovits befejezte az állványzat faragását. A stipesek tehát valószínűleg nem az egri mester keze alól kerültek ki, ugyanis azok ornamentikája mereven formált, és eltér az ikonosztáz többi díszítésétől. Ugyanakkor a stipesek még az eredeti festés nyomait viselik magukon.

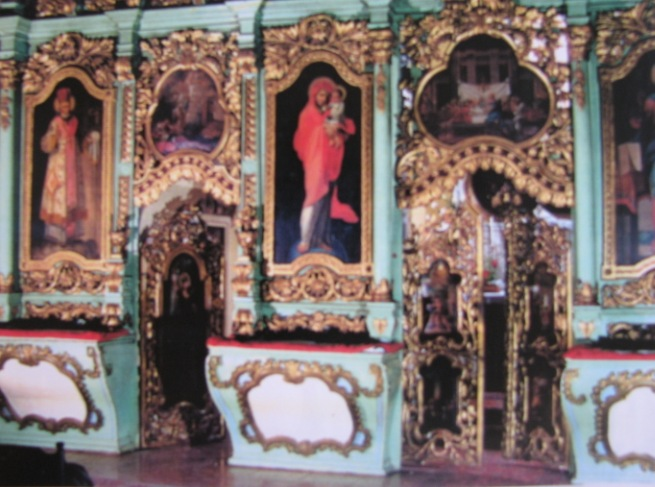
A képfal az 1937-es felújítást követően zöld átfestést kapott

A 19. század elején felállított képfalat a templom romantikus átépítésének idején felújították. A legutóbbi felújításkor készült restaurátori szakvélemény szerint az 1868-ban indult munkálatok előtt az ikonosztázion egyes részeit és az előkészületi oltárt is átfestették. A részleges felújítás az ikonfal első szintjét érintette, az állványzat kivételével. Az újrafestés okára csak következtetni lehet. Egyrészt feltételezhető, hogy a szertartások során az alsóbb szinteket erősebben igénybe vették, és a megkopott festést pótolták. Másrészt az állványzat elemeiben tűzkár nyomait találták meg, vagyis az első gyors felújítás a tűz okozta nyomokat fedhette el. Az ikonosztázion első teljes renoválására az 1870-es években került sor. Az ikonokat a templom belső átépítése miatt leszedték az állványzatról, amelyeket feltehetőleg Révész György irányítása mellett Petrovics Gyula festő és Müller Károly aranyozómester újítottak meg. Összességében igényes helyreállítási munkát végeztek. A táblaképeket csak kis mértékben festették át. A legtöbb módosítást az első szint ünnepi ikonjain fedezték fel, de ezek is elhanyagolható mértékűek. A felújításhoz a festőmesterek olajfestéket használtak, amit a munka végén lakkréteggel fedtek be. Ez a réteg idővel megsárgult, majd sötétebbé, mattabbá tette a képek eredeti színeit. A párkányzat és az alapdeszkázat szürke márvány színezést kapott, a pilasztereket és az oszlopokat pedig kék márványozással látták el. Ugyanezt a színezést kapta a templom többi bútorzata is, kivéve a vöröses és okkeres főoltárt. A felújítás végeztével a mesterek az ünnepi sor ikonjait rossz sorrendben helyezték fel az állványzatra. Az első képsor bal oldalán Mária életét mutatja be hat ikon, amelynek időrendiségét a felújítás után felborították. Az első táblakép rögtön a szűz menekülését ábrázolta Egyiptomból, a következő képen pedig már Mária elszenderülése volt látható, aztán pedig az Angyali üdvözlet. Csak ezek után következett Mária születésének, Erzsébettel való találkozásának és a templomban való bemutatásnak a jelenete. Az ikonosztázion jobb oldalán Jézus életének hat fontos állomását láthatjuk, amelyek sorrendjét szintén megbolygatták. Itt mindössze két képet cseréltek fel, a Szentlélek eljövetelének és a jeruzsálemi bevonulásnak az ikonjai cseréltek helyet a 19. század végi felújítást követően. Ezt a hibát mára kijavították. A helytelen sorrend pontos okát nem ismerjük, így csak feltételezni lehet, hogy vagy a parókus nem figyelt eléggé a képek felhelyezésekor, vagy a mester nem volt jártas a görögkatolikus hagyományokban, vagy egészen egyszerűen nem volt jelen a képek feltevésénél.
Az ikonosztáziont legközelebb 1937-ben festették át. A meglehetősen silány minőségű újrafestéskor az ikonokat nem szedték le. A táblaképeket egyáltalán nem festették át, de az ikonok újabb lakkréteget kaptak, ami még jobban elsötétítette az eredeti színeket. A képfal állványzatát világoszöld olajfestékkel fedték be. A második világháborút követő időszakban a templommal együtt az ikonosztázion is egyre elhanyagoltabbá vált. Az erős szúszennyezettségen 1989-ben xylamonos kezeléssel próbáltak enyhíteni.

A jelenleg is látható állapot a 2000–2002 között végzett teljes restaurálásnak köszönhető. Károlyi Györgyi és Bedő Csongor célja a képfal eredeti állapotának a visszaállítása volt. Elsőként paraloid B72 5–10%-os oldatával konzerválták az állványzat fa elemeit, majd a törött vagy hiányzó díszeket pótolták. Feltárták és visszaállították az állványzat eredeti színét, újraaranyozták az ikonosztázion ornamentikáját és eltávolították a hozzátoldásokat is. Az ikonok restaurálásakor is az eredeti színek és kompozíciók helyreállítása volt a cél.

##### A képfal felépítése és díszítése
A Magyarországon készült ikonosztázionok nagyrészt valamelyik ortodox ország stílusjegyeit viselik magukon. Jankovits mondható az egyetlen olyan mesternek, aki sajátos, magyaros stílusban dolgozott. Az egri faragó mester három művészeti stílusirányzatot ötvözött munkáiban, így a hajdúdorogi ikonfalon is: mozgalmasságában, díszeiben, formavilágában a késő barokk a meghatározó; a képek és a felépítmény egyes tagozatain látható dúsan faragott, gazdagon aranyozott és áttört díszek a copf stílust idézik; és végül az állványzat függőleges elemei klasszikus hatást kölcsönöznek a grandiózus szerkezetnek. Az alkotó képzettségét és stilisztikai kifinomultságát jelzi, hogy a hársból faragott gazdag copf és klasszicista díszek nem harsogják túl az ikonokat. A Kárpát-medence görögkatolikus ikonosztázai általában kettő vagy három szinttel rendelkeznek. A hajdúdorogi képfal az ortodox ikonosztázionokhoz hasonlóan nagy, ötszintes szerkezettel rendelkezik, bár nem tölti ki teljes egészében a szentélynyílást.

A hajdúdorogi ikonosztáz architektúrája leginkább a budapesti Petőfi téri ortodox templom ikonfalával mutat rokonságot. A képfal tartószerkezete négy darab vízszintes, és szintenként változó, általában hat darab függőleges gerendából áll, amelyek négyzetes alakúak és 12 centiméter vastagok. Ezek a masszív alapelemek egy síkban tartják az ikonosztáziont, viszont amennyire csak lehetséges, az ikonfal osztóelemei kiemelkednek a falból. Vízszintesen osztópárkányok választják el a képfal öt szintjét. Ezek vörös műmárvány színezést kaptak, amit néhol zöldes vagy kékes árnyalattal is gazdagítottak. A függőleges tagolást a korinthoszi oszlopok, a lizénák, a pilaszterek és a díszes alátámasztó szerkezetek, a konzolok jelentik. Ezeket sötét, szürkéskék márványozással emelték ki. A barokkra jellemzően az osztópárkányok és a függőleges osztóelemek találkozásánál a párkányzatot sokszorosan kiugrasztották, azaz golyvázták.

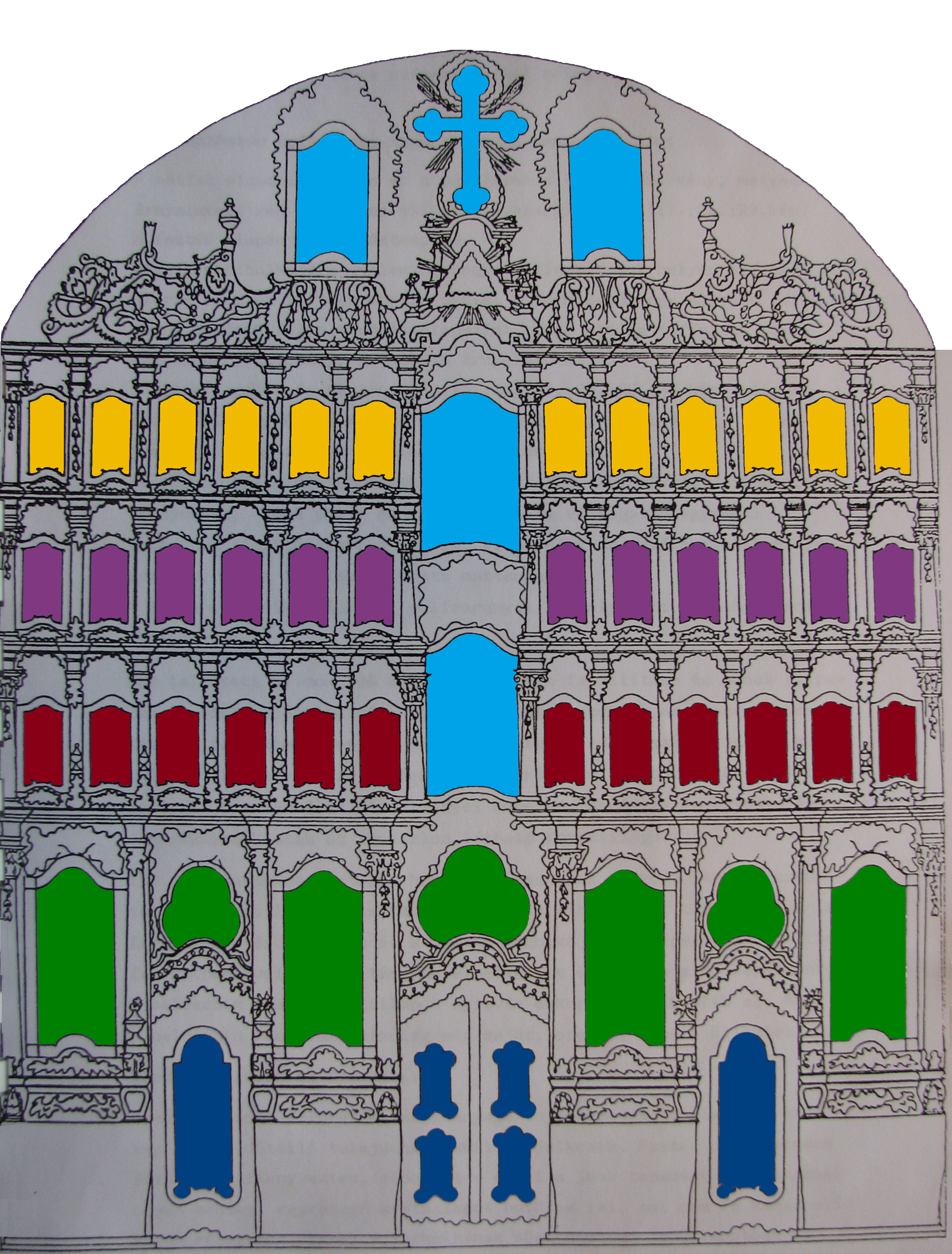
Az ikonosztázion szintjei: 1. Sötétkék – a három kapu ikonjai 2. Zöld – az Alap sor képei 3. Bordó – az Ünnep sor 4. Lila – az Apostoli sor 5. Sárga – a Próféták sora 6. Világoskék – a két középső, elválasztó ikon és a Kálvária jelenet

A gazdag, aranyozott díszek Jankovits egyedi stílusát tükrözik. A hársfából faragott növényi motívumok a copf hatást erősítik, míg a geometriai minták – mint például a kapu rojtjai, vagy az oszlopokon futó szalagok – a klasszicizmus jegyei közé tartoznak. A leggyakrabban használt növényi motívumok közé tartozik az akantuszlevél, amely az egyházi szimbolikában a mennyei kertet, az örök életet jelképezi. Az ikonosztázion tetején, a Kálvária jelenet alatt két nagy olajág húzódik, ami elsősorban a béke szimbóluma, de az Ószövetségben az áldás, a bölcsesség, a bizalom, az Istenbe vetett hit, és Noé történetén keresztül, az isteni megbocsátás jelképe is. A keresztény művészetben az olajfa a paradicsomi élet fája. A Mária-kultuszt kihangsúlyozó bizánci rítusban pedig az olaj a szeplőtelen szűz gyógyító erejének a jele is. Az ikonok körül és az ikonosztáz három kapujának díszítésében szőlőleveleket és fürtöket is felfedezhetünk. A szőlő szimbolikus jelentésére a Bibliában több példát is találhatunk. Egyrészt a szőlő lehet a béke és a jólét szimbóluma, jelképezheti Izráelt, amelyet az Úr Egyiptomból Kánaánba helyezett át, de leggyakrabban a szőlőtőke Jézus szimbóluma, amelynek gyümölcse a tanítványokra utalt. A szőlőtőke ugyanakkor Szűz Máriára is vonatkozhat, akinek gyümölcse Jézus. Az ikonosztázion virágfüzéreiben leggyakrabban a rózsa fordul elő, amely az egyházi művészetben Szűz Mária szimbóluma. A rózsa mellett a tisztaságot, a szűziességet jelképező tulipán is gyakran előfordul. A középső három, egyébként hasonló felépítésű képsor ornamentikája mindössze néhány részletben különbözik. Ennek legszembetűnőbb része a képeket elválasztó pilaszterek díszítése. Az ünnepi sor tartóelemeit egy megcsavart szalag díszíti, a második emelet áloszlopain két, egymást keresztező szalag látható, míg a próféták sorát egy babérfüzérre fűzött rózsafej ékesíti. A képfal díszítésének összképéből kicsit kilógnak a stipesek díszei. A mozgalmas, egymásba fonódó növényi díszek helyett itt füllung ornamentikával keretezett kartusokat láthatunk.

A képfal faragványainak aranyozásához két különböző technikát használtak. A polírarany és a mattarany technikák egyaránt 18–60%-os arányban tartalmaznak oldott aranyat, viszont a políraranyat száradás után polírozzák, ezzel fényesebb, kiemelőbb hatást érnek el. A képfalon például polírarany technikával készültek a növényi motívumok szárai, a virágfejek és az erezetek, valamint a képkeretek sík felületei. A levelek felületei és általában a mélyített részek mattarany eljárással készültek.

##### Az ikonosztázion táblaképei
A székesegyház 54 ikonját Hittner és Szűts tojástemperával festette meg fatáblákra, amelyeket úgynevezett íves-vállas záródású keretbe foglaltak. A képek festészeti stílusát a nyugati ikonfestészet késő barokk jellemvonásai határozzák meg. A világos, ragyogó színekkel, gyakran mozgalmas jelenetekkel megfestett ikonokra a barokk átmeneti stílusirányzatai is hatottak, amelyek közül a kései manierizmus jegyei, sőt a szarkazmus szellemisége is megfigyelhető. A 2002-ben befejezett restaurálásnak köszönhetően a táblaképeket jelenleg eredeti állapotukhoz közel láthatjuk.

Az ikonosztázion képeinek felhelyezését területenként és koronként is változó szabályok határozzák meg. A hajdúdorogi képfal ikonjait öt szinten helyezték el, amely nagyjából a korabeli szláv felépítés hagyományait tükrözi.
Az ikonosztázok felépítésében a legalsó sor, az úgynevezett alapsor vagy szuverén összetétele a leginkább szabályozott. Itt kap helyet a képfal három kapuja, az északi és a déli, úgynevezett diakónusi kapu és a középső királyi kapu. A két szélső, egyszárnyas kaput mise alatt leggyakrabban a diakónusok, ministránsok használják. Liturgián kívül viszont ezeket az átjárókat használja az áldozópapság is. Hajdúdorogon a két diakónusi kapu díszítése követi a hagyományokat. Az északi ajtón Mihály arkangyal alakja látható, aki kivont, lángoló karddal védelmezi a templom szentélyét. A déli ajtón Gábriel arkangyal látható az Örömhírvétel jelenetében, jobbjában egy szál fehér liliommal.

A királyi kapu közvetlenül a főoltárhoz vezet, két szárnya csak misék alkalmával van nyitva, és csak a felszentelt áldozópapság mehet át rajta. A hajdúdorogi királyi kapu díszes faragványa Jankovits egyedi stílusát is megőrizte. Az egri mester munkáira jellemző volt, hogy a kapu csúcsára valamilyen állatalakot faragott: Egerben ez egy kétfejű sas volt, Budapesten két galamb, Hajdúdorogon pedig két holló. A két madár egy görög kereszttel díszített főpapi koronát tart a magasba. A fekete madár a keresztény szimbolikában különös jelentéssel bír. Egyrészt a sötétség, az alvilág szimbóluma, amelynek átjárása van a holtak és az élők világa között. Másrészt a Bibliában többször is Isten madaraként jelenik meg, és ugyan Noét cserben hagyta, több szentet is holló etetett az Úr parancsára (Illés prófétát, Szt. Benedeket vagy Remete Szent Pált). A királyi kaput négy ószövetségi áldozat jelenete díszíti, amely rendhagyó témának minősül az ikonosztázok között. A kapu bal szárnyán felül látható a Káin megöli Ábelt ikon, alatta pedig Noé áldozata látható. A jobb szárny felső táblaképe Ábrahám és Melkizedek találkozását, a negyedik ikon pedig Izsák feláldozását ábrázolja.

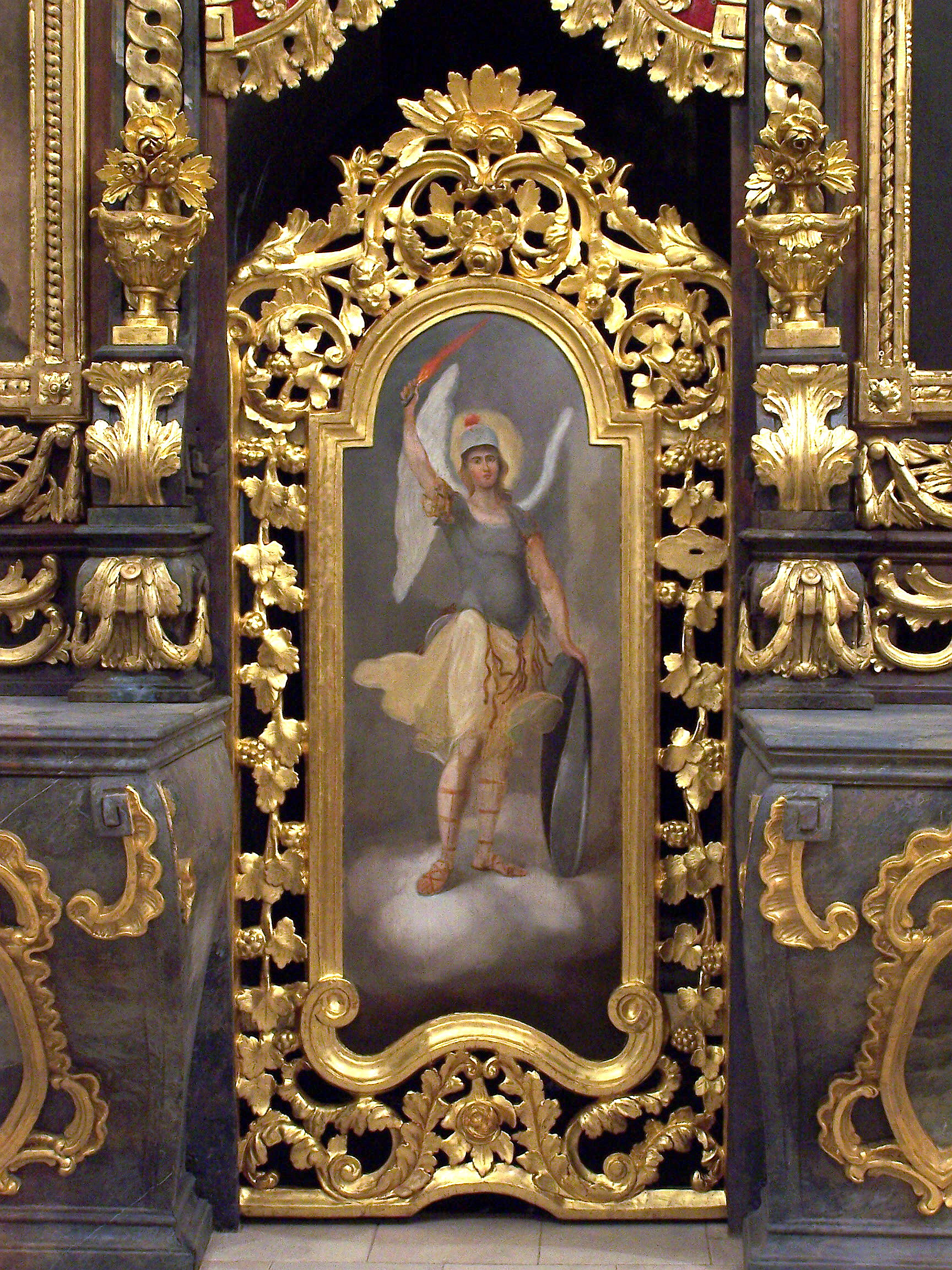
Mihály arkangyal
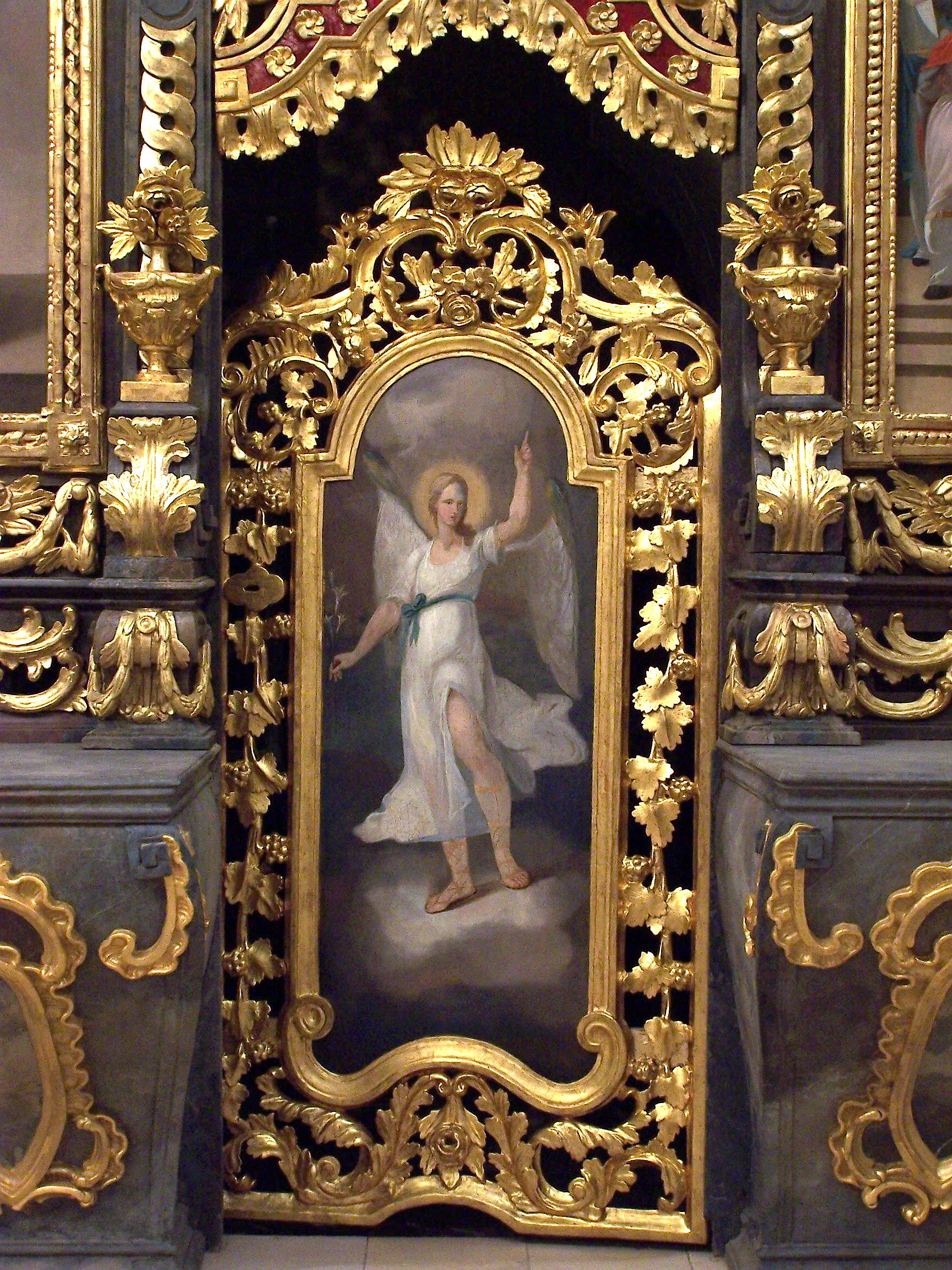
Gábriel arkangyal
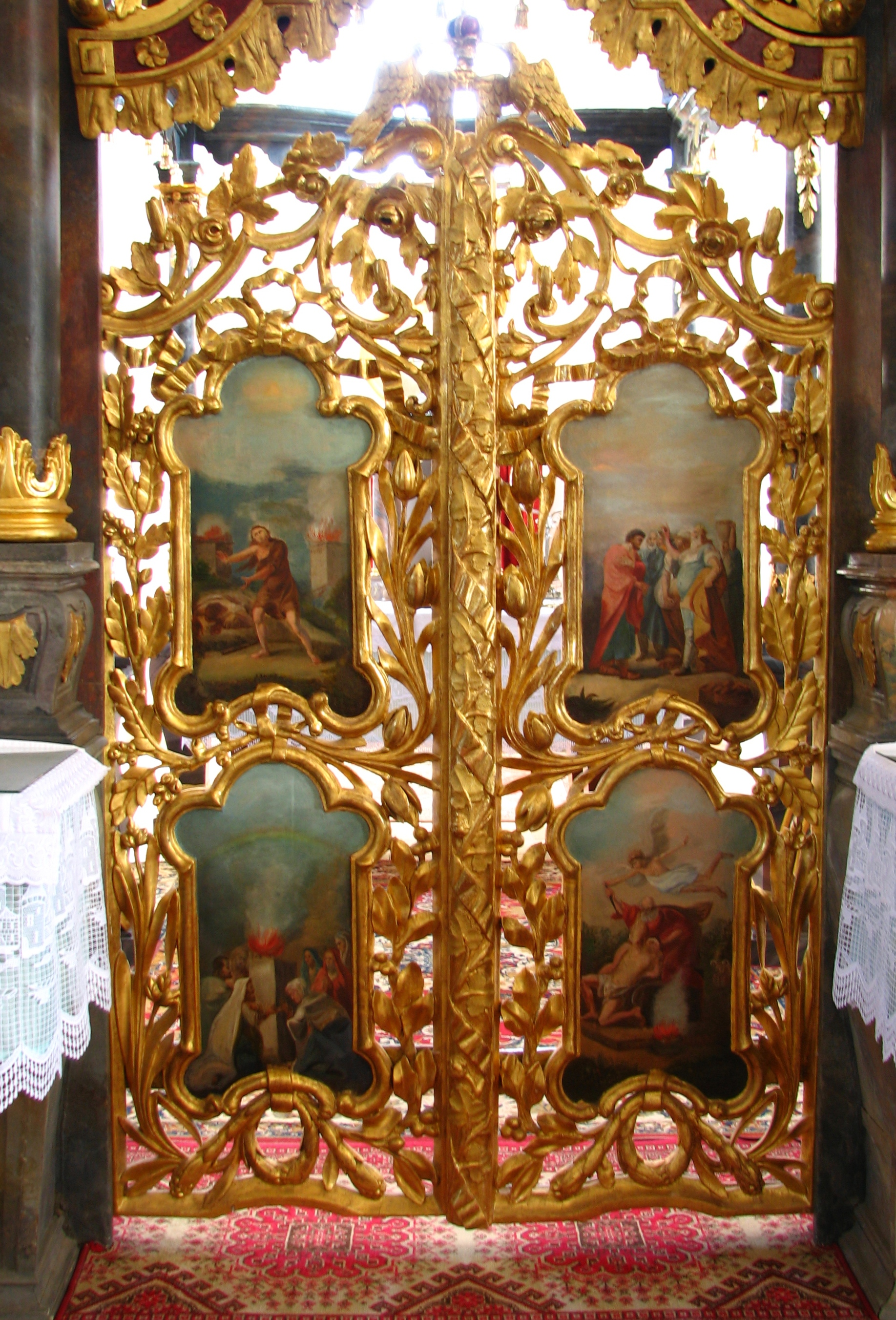
A királyi kapu
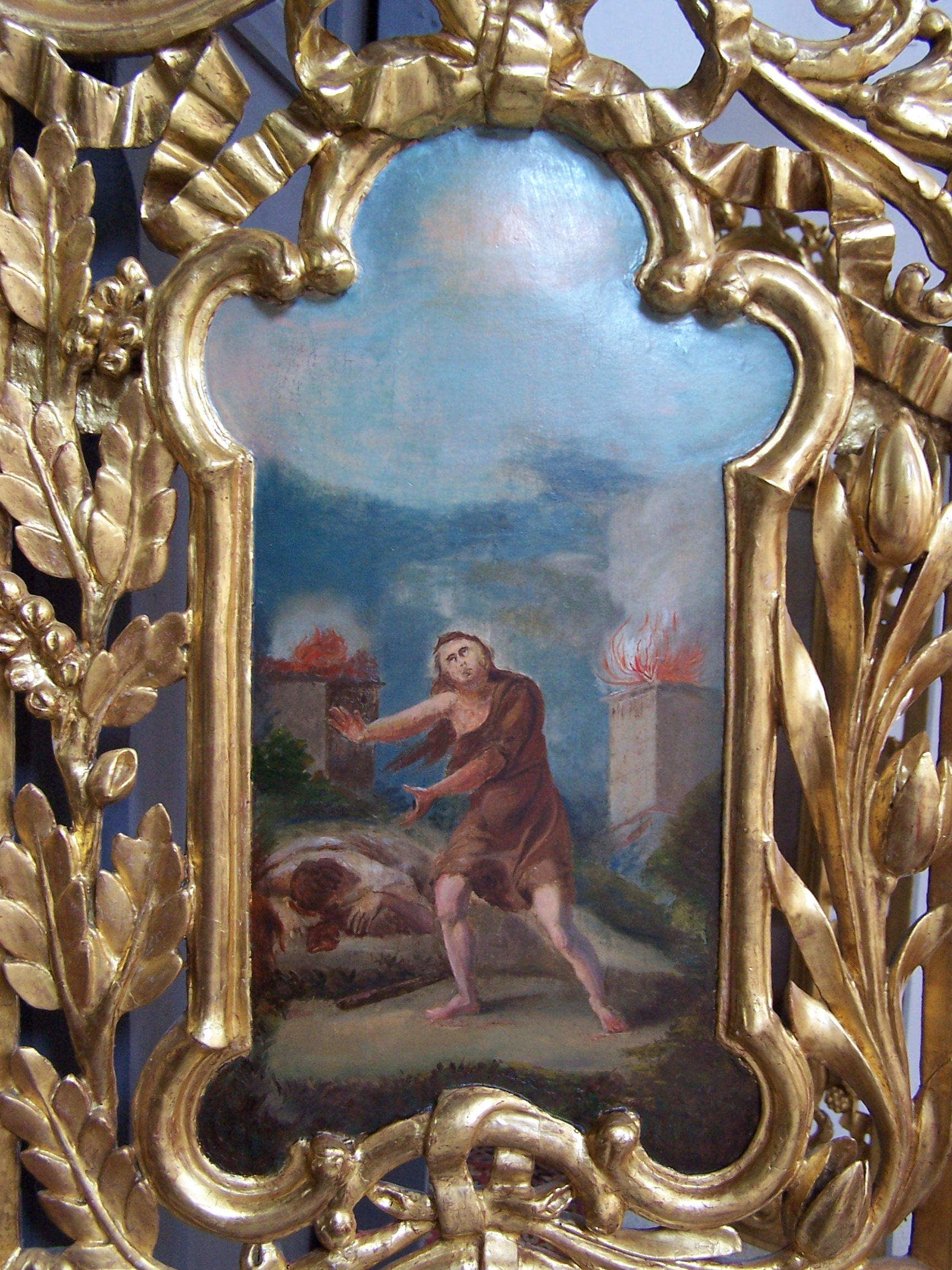
Káin megöli Ábelt
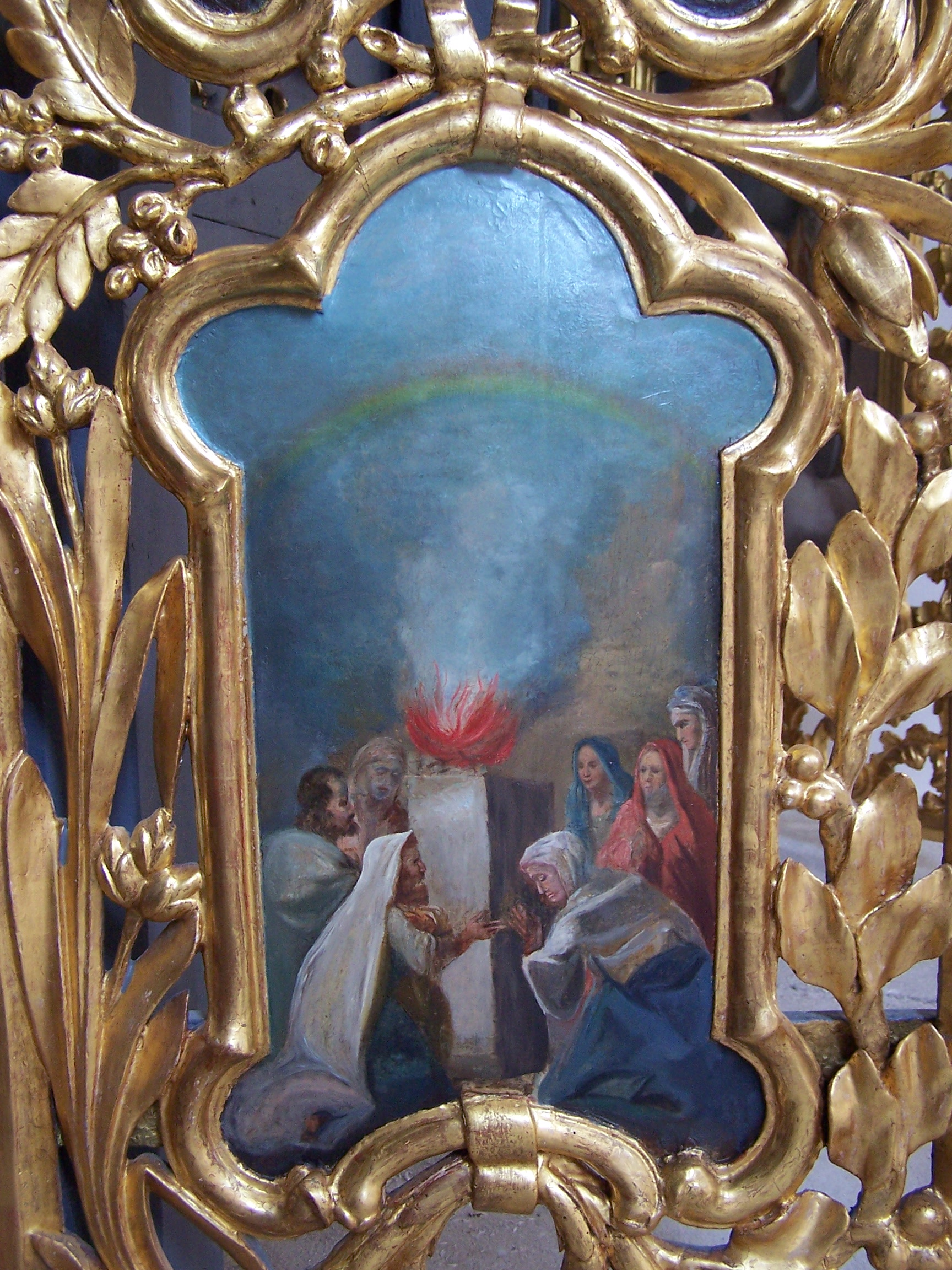
Noé áldozata
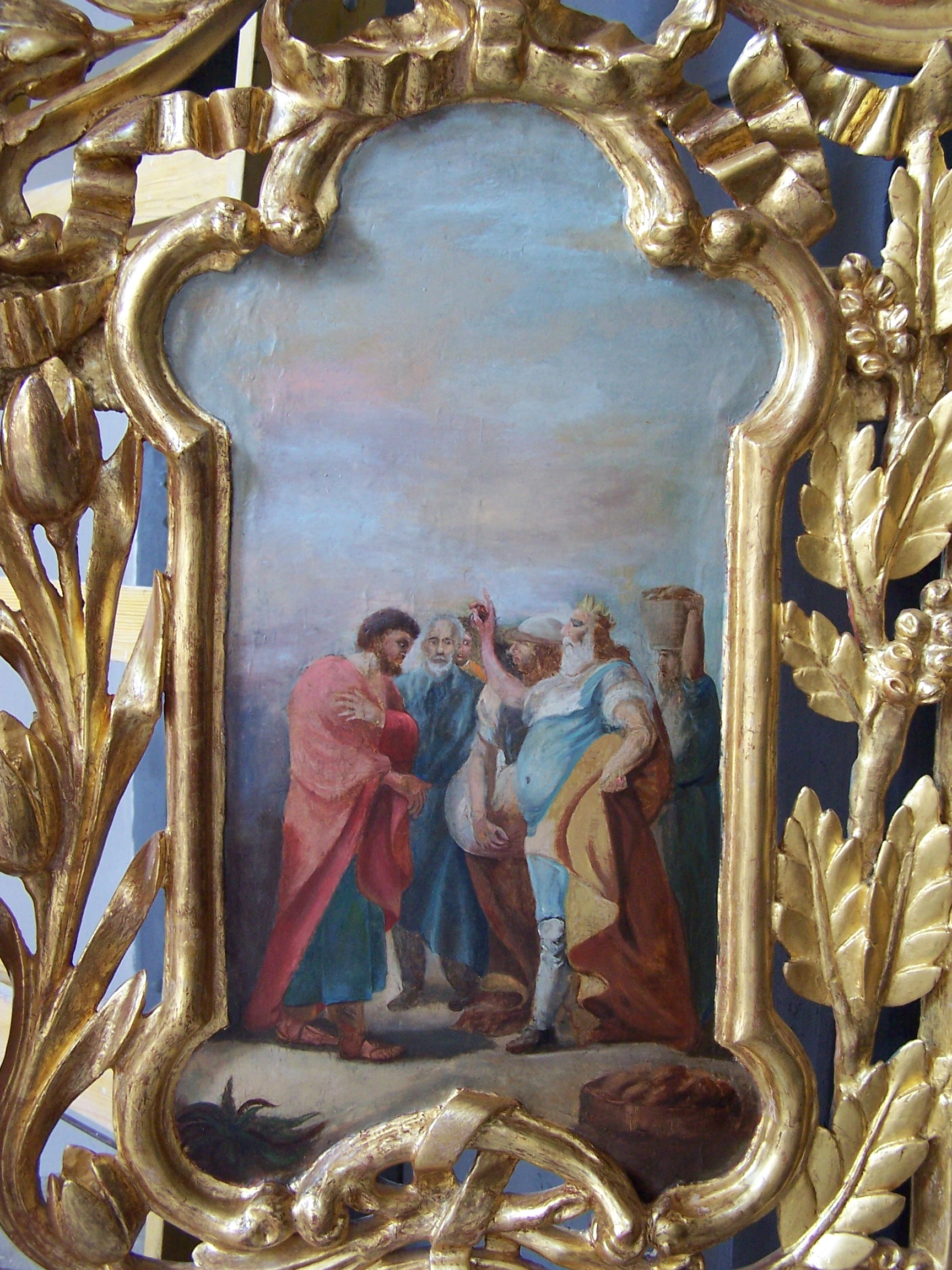
Ábrahám találkozása Jeruzsálem királyával, Melkhizedekkel
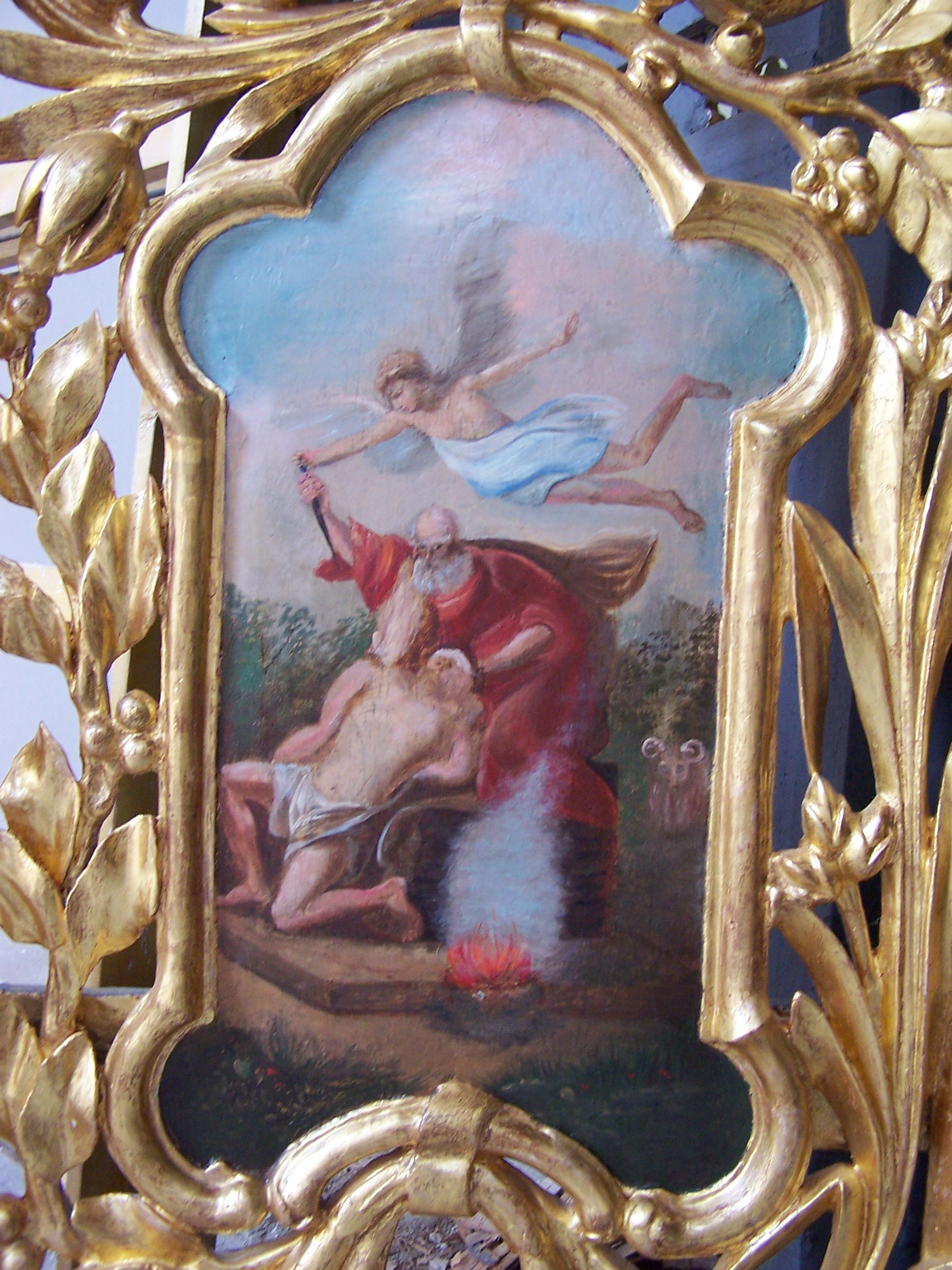
Izsák feláldozása
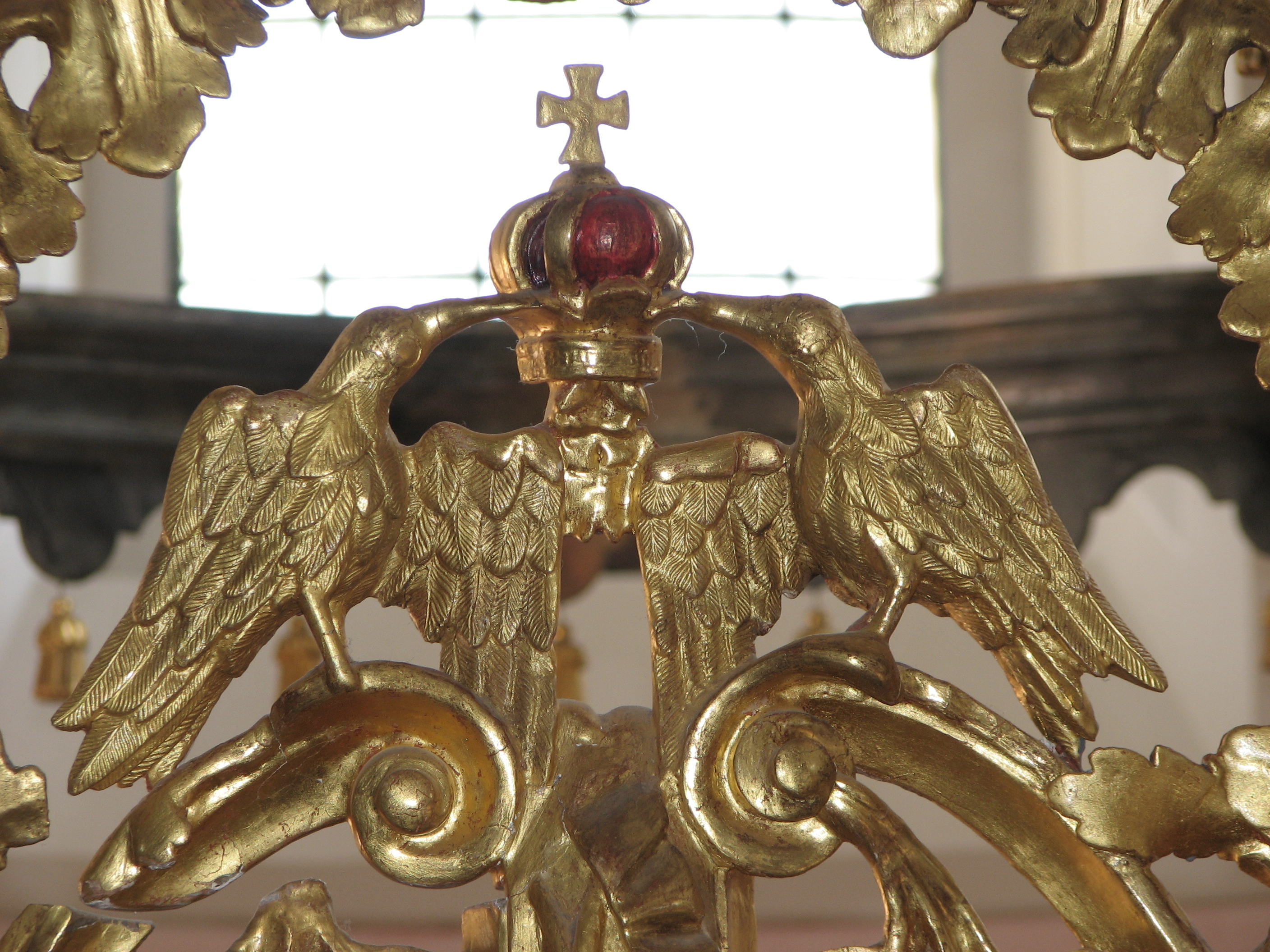
Hollók a királyi kapu csúcsán

A kapuk között négy nagyméretű ikon látható, amelyeket valószínűleg Hittner Mátyás festett meg, mivel ezek stílusa kissé eltér a felsőbb szintek ikonjaitól. Az úgynevezett Alap sor képeit az ikonosztázépítés szabályai szerint helyezték fel. Hagyományosan minden ikonosztázion északi oldalán Szent Miklós alakja látható. Itt görögkatolikus püspöki öltözetben jelenik meg, jobb kezét a tanítók, illetve áldást osztók pózában tartja, bal kezében egy kendőt és pásztorbotját fogja. A királyi kapu balján az Istenszülő, vagy görög nevén a Theotokosz ikonja látható. A kép a gyermek Jézust tartó Szűz Máriát ábrázolja. Az isteni gyermek bal kezében egy kék országalma látható, amely a világ fölötti uralmának, túlvilági királyságának a szimbóluma. Jobb keze a Szent Miklósnál is leírt pózban van. A királyi kapu túloldalán Jézus úgynevezett Pantokrátor, azaz Mindenható ikonja látható, amelyet az ikonfestészetben Krisztus egyik hagyományos ábrázolásának tartanak. A Fiú, hasonlóan a Theotokosz festményhez, bal kezében a mindenhatóságát szimbolizáló országalmát tartja, jobb kezét pedig tanító, áldást osztó pózban láthatjuk. Előtte egy emelvényen nyitott, üres könyv áll.

A királyi kapu két oldalán látható ikont érdemes kicsit alaposabban is összehasonlítani. Jézust mindkét képen ugyanazzal a kéztartással festették meg. Nagy különbség, hogy a Theotokosz ikonja Krisztus első eljövetelét örökíti meg, míg a Pantokrátor festménye Jézus második eljövetelére utal. Szimbolikusan tehát a királyi kapu, és vele együtt a szent liturgia legfontosabb eseményei, Jézus első és második eljövetele között helyezkedik el. Mária és Jézus ábrázolásának egy másik érdekes részlete is megfigyelhető a két ikont összehasonlítva. Az Istenszülő és Krisztus öltözékét az ikonográfiában általában úgy ábrázolják, hogy a két szent alak egy kék vagy fehér ruhát visel, amely fölé egy piros kendőt vagy köpenyt terítenek. Ez egészen Jézus kereszthaláláig így is marad, viszont ezt követően a színek megfordulnak, és a piros színű tunikára kerül a kék színű ruhadarab. Ez a színcsere Szűz Mária ábrázolásánál hangsúlyosabban jelen van. A cserét a hajdúdorogi ikonosztázionon is meg lehet figyelni a királyi kapu két oldalán, vagy a képfal tetején, a keresztnél gyászoló Mária öltözékén. Mindemellett a piros és kék öltözetben hagyományosan szerepet játszik az is, hogy a piros színt az isteni származás, a kéket pedig az emberi lét szimbólumának tartották. Jézus öltözéke emiatt gyakran piros, kék köpönyeggel, kiemelve isteni eredetét.

Az Alap sor déli ikonja tradicionálisan a templom címünnepét ábrázolja. Hajdúdorogon sincs ez másként, a sort Szűz Mária templomba vezetésének jelenete zárja. Ugyanez a téma megtalálható egy szinttel feljebb, az ünnepek között is.
Az északi diakónusi ajtó felett egy kisebb, lóhere alakú ikon Jákob lajtorjáját ábrázolja. Ennek tükörképeként a déli kapu felett az Égő csipkebokor jelenete látható Mózessel és az Úr angyalával. A királyi kapu felett Az utolsó vacsora ikonja látható, amely az Újszövetség legfontosabb áldozati jelenetét köti össze a kapu négy ószövetségi áldozatának ikonjával.

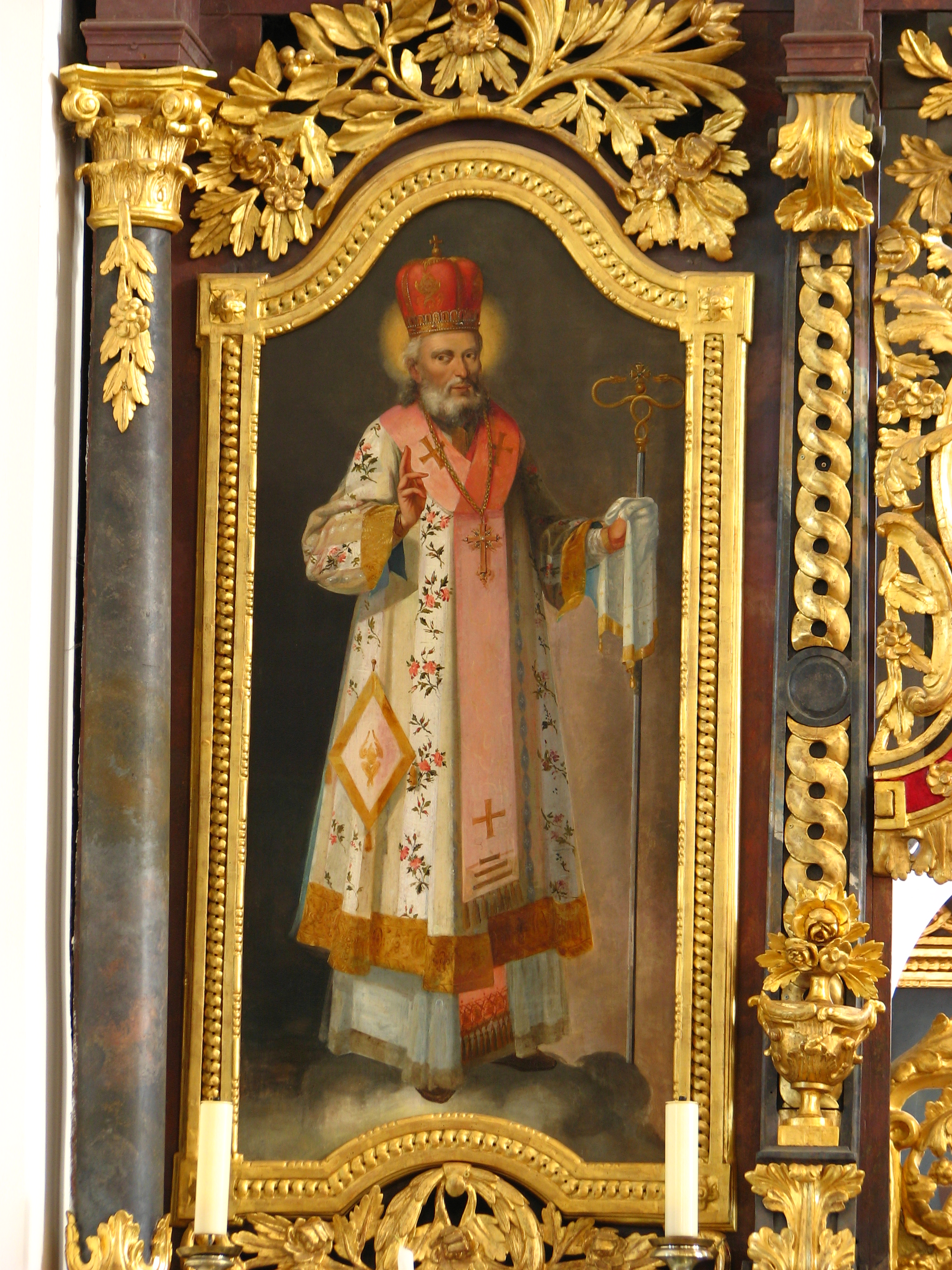
Szent Miklós
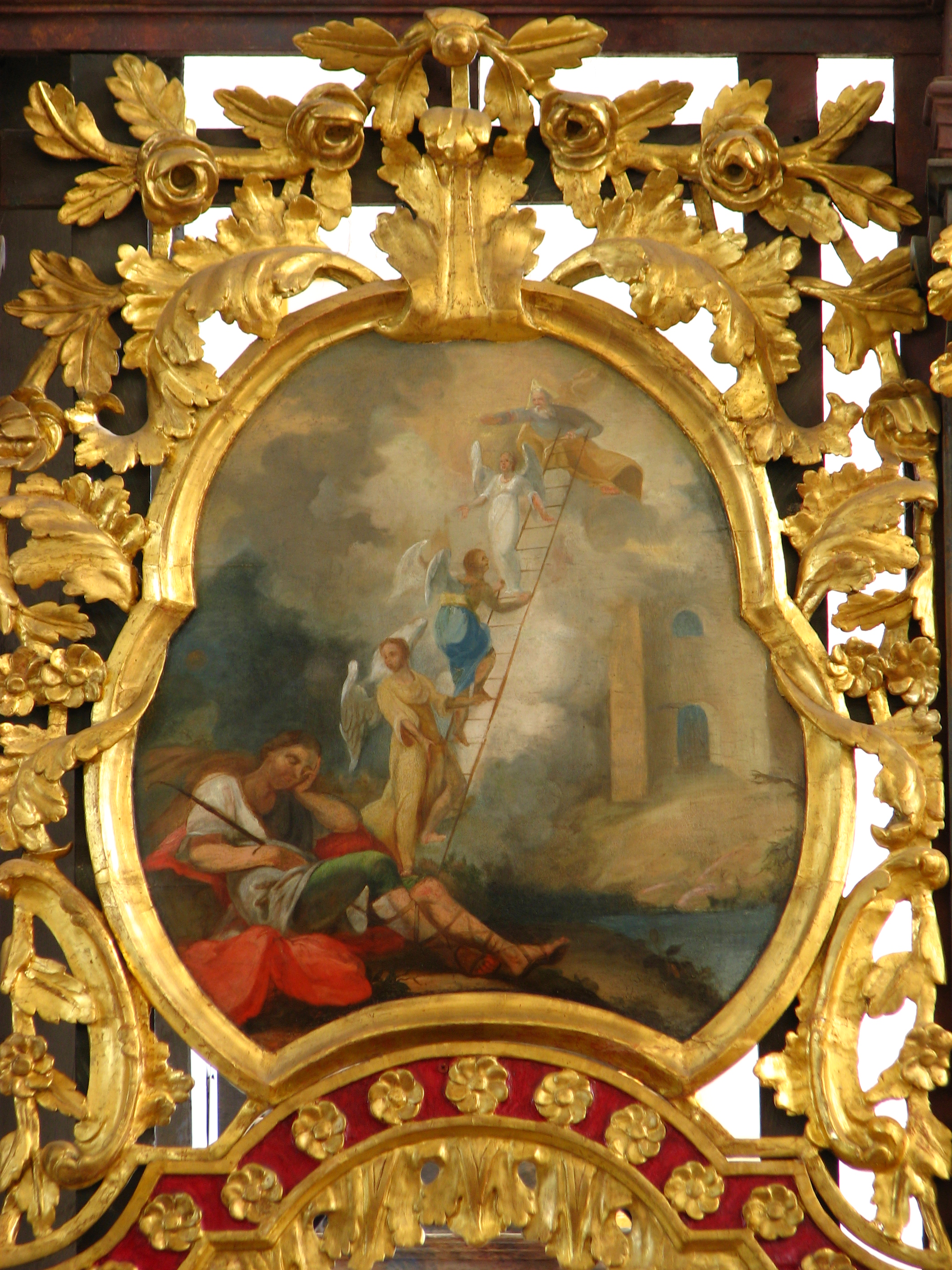
Jákob lajtorjája
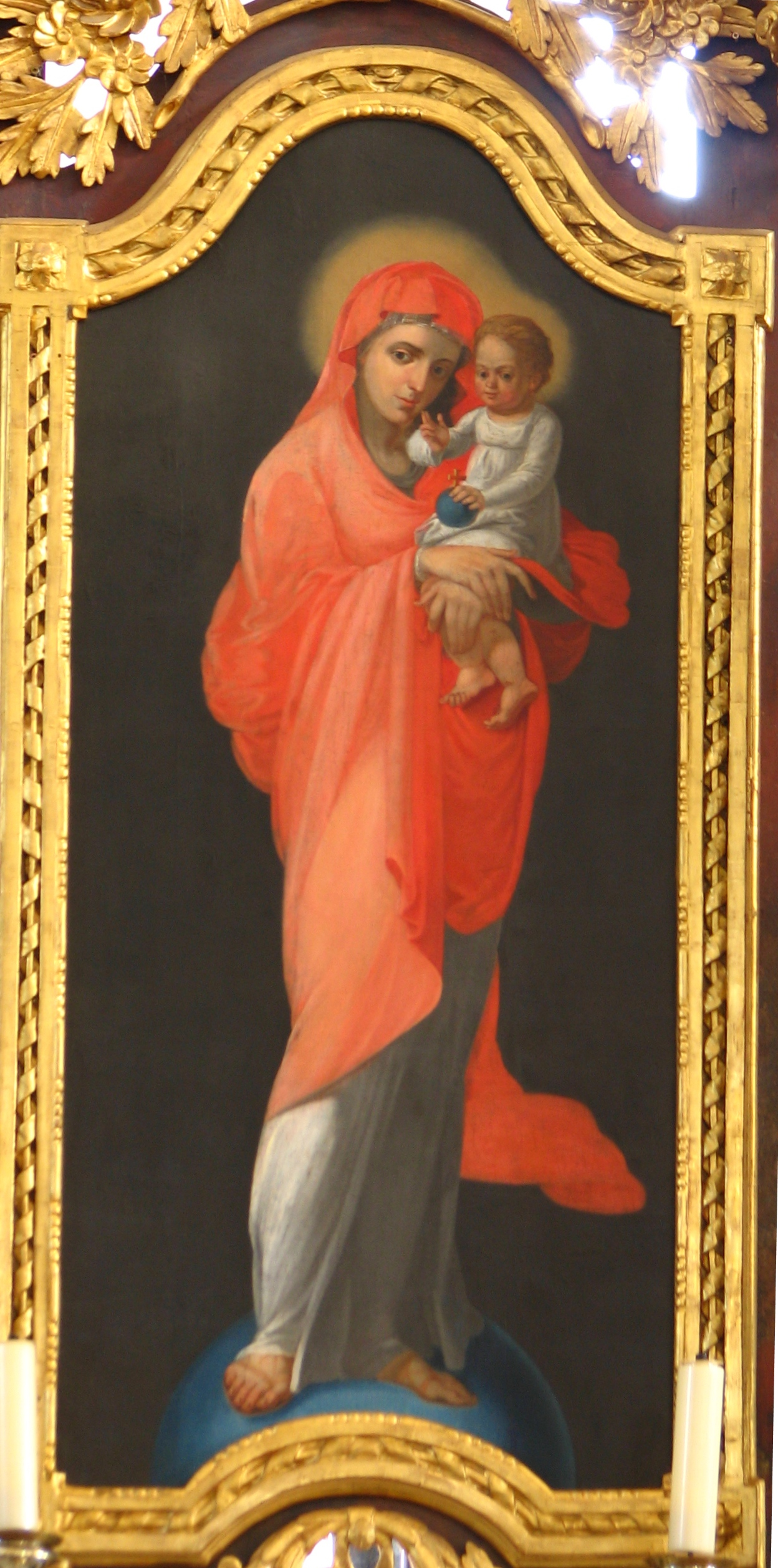
Istenszülő
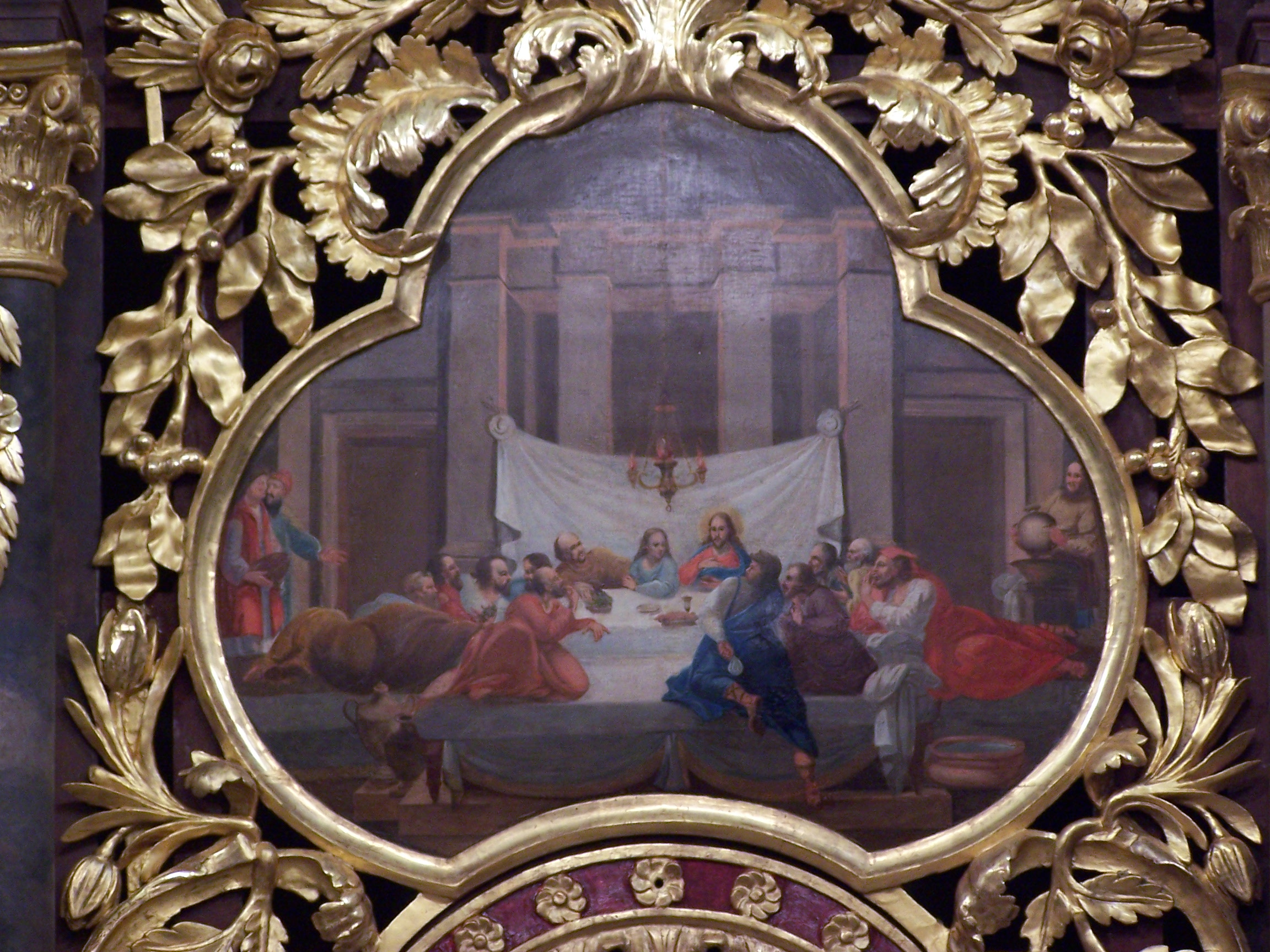
Az utolsó vacsora
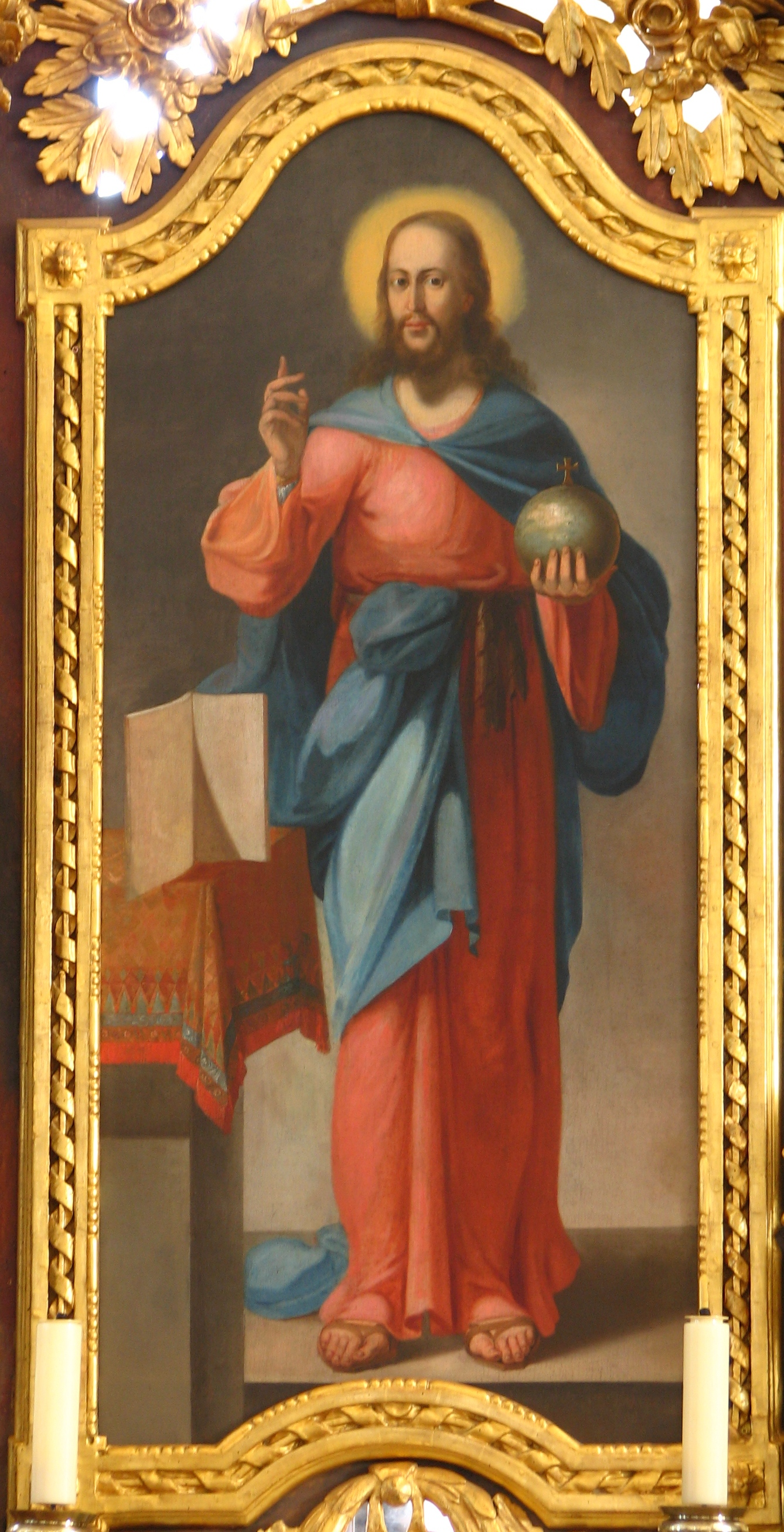
Pantokrátor
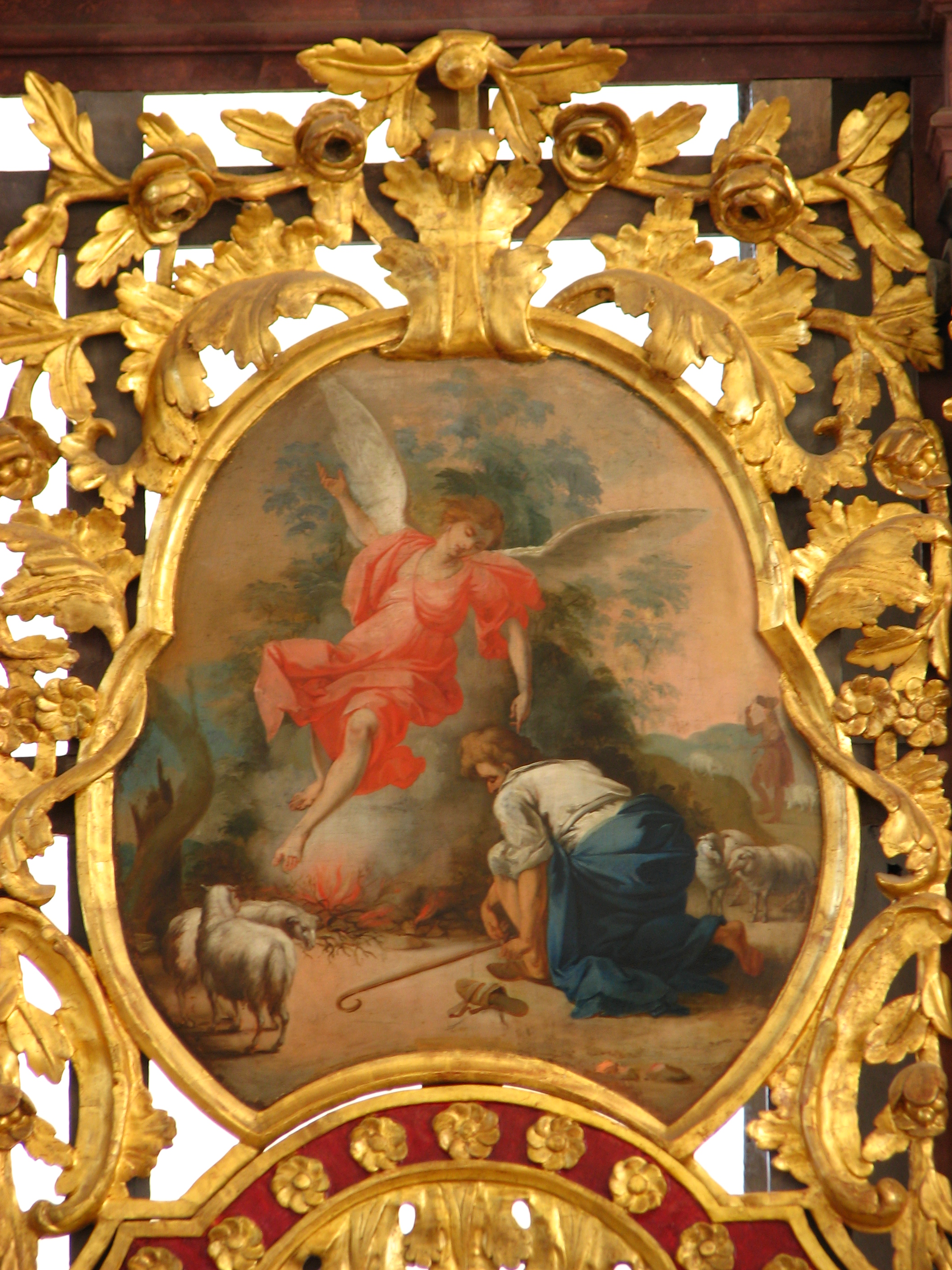
Mózes és az égő csipkebokor
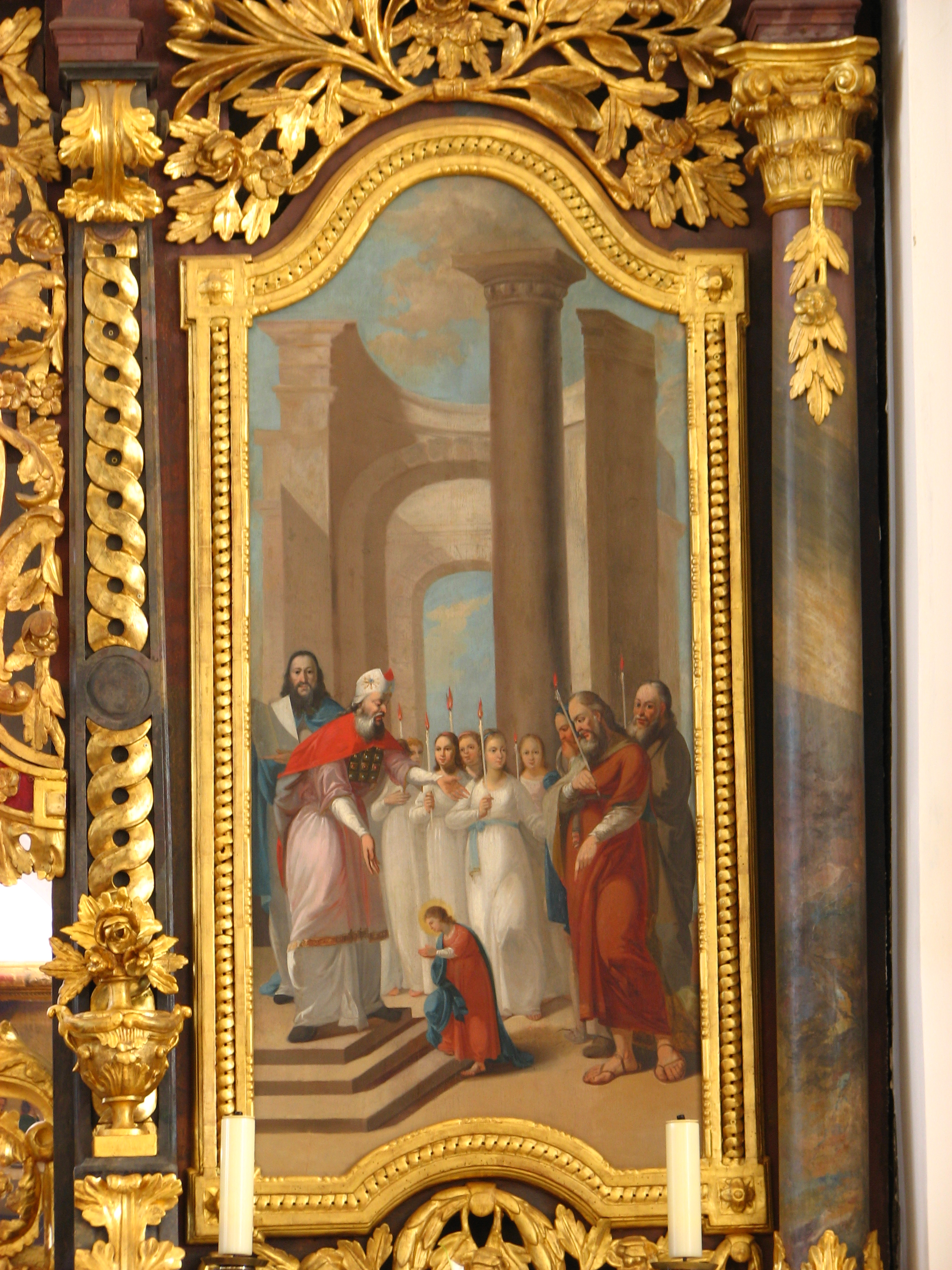
Szűz Mária bemutatása a templomban

Az Alap sor felett, az első szinten a szabályoknak megfelelően a tizenkét nagy egyházi ünnep szerepel. A királyi kapu felett két nagyméretű ikon két részre bontja az ikonosztázion három középső szintjét. Az Ünnepi sor bal oldalán hat Szűz Mária életéhez kapcsolódó ünnep ikonját láthatjuk. Balról jobbra haladva a következő ünnepeket jelenítették meg a képfalon: Az Istenszülő születése, amelynek középpontjában Szent Anna látható a gyermek Máriával, egy széken ülve. Az ikon tetején a Szentlélek áldását és egy dicskoszorút tartó angyal alakját láthatjuk. Szűz Mária születését az egyház szeptember 8-án ünnepli. Az Ünnepi sor második festménye az Istenszülő templomba vezetésének jelenetét ábrázolja, az egyházi kalendáriumban az ünnep november 21-ére esik. A székesegyház címünnepét megjelenítő képen a gyermek Mária, hátrahagyva szüleit, a templom főpapjához, Zakariáshoz lép. A következő kép az Örömhírvétel jelenetét ábrázolja, amikor Gábriel arkangyal, kezében liliommal az imádkozó Máriához lép, és elmondja neki, hogy méhe szeplőtelenül fogant. Gábriel jobbjával az ég felé mutat, ahol annak a kifejezését láthatjuk, hogy az Atya a Szentlelken keresztül tette termékennyé Mária méhét. Az Örömhírvétel ünnepét kereken kilenc hónappal karácsony előtt, március 25-én ünnepli az egyház. A következő ikon Mária és Erzsébet találkozását eleveníti meg, meglehetősen rendhagyó módon. A festményen Erzsébet meg sem jelenik, ellenben a két fehér galambot ajándéknak hozó Máriának bemutatják Erzsébet újszülött gyermekét, Keresztelő Szent Jánost. A látogatás emlékét az egyház március 31-én ünnepli meg. Az Ünnepi sor a Menekülés Egyiptomba című ikonnal folytatódik. Ez a sor egyetlen olyan képe, amely ugyan az ünnepek között szerepel, mégsem kapcsolódik hozzá egyházi ünnep. Az ikon azt a történetet meséli el, amikor Szent József Máriát és a kisded Jézust egy szamár hátán Egyiptom földjére menekítette, mert Heródes király megöletett minden újszülött gyermeket Betlehem városában. Az Ünnepi sor Máriához kapcsolódó részét a Mária elszenderülése című ikon zárja le. A szent szűz haláláról az egyház augusztus 15-én emlékezik meg. A kép középpontjában a gyolcsba csavart Mária látható, akire Jézus a mennyekből fényt vet, a feltámadás és Mária mennybemenetelének szimbólumaként.

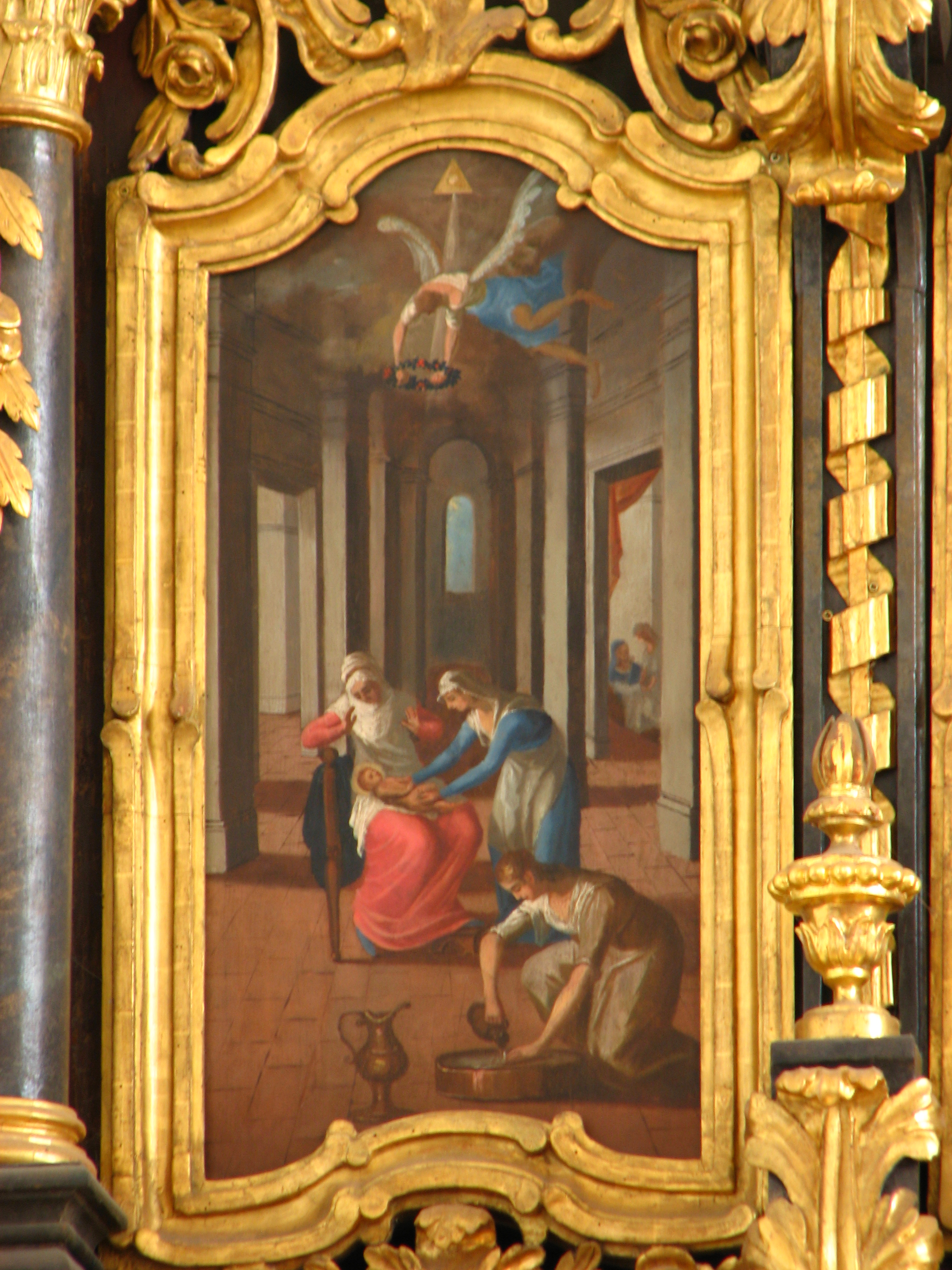
Mária születése
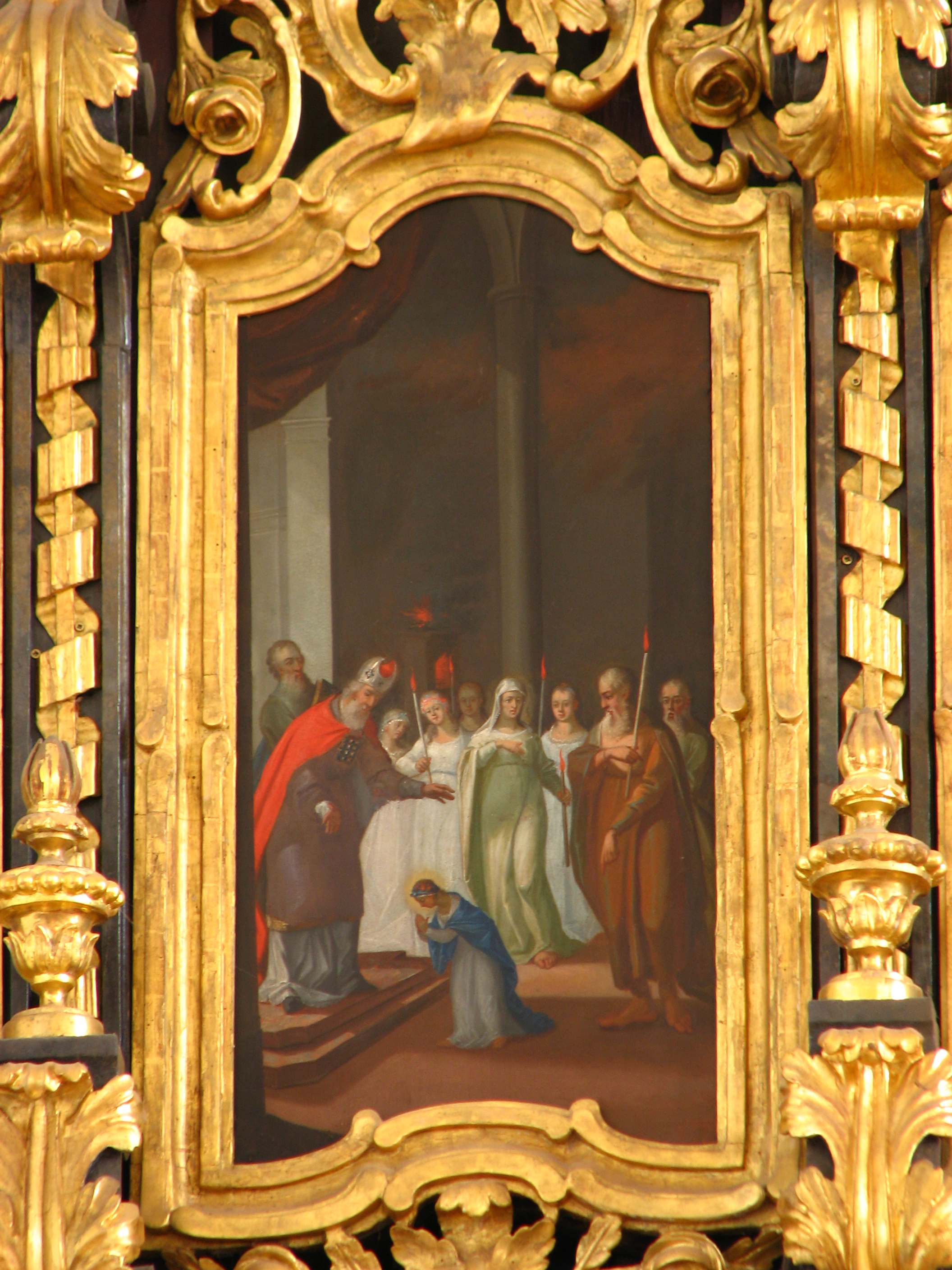
Mária bemutatása a templomban
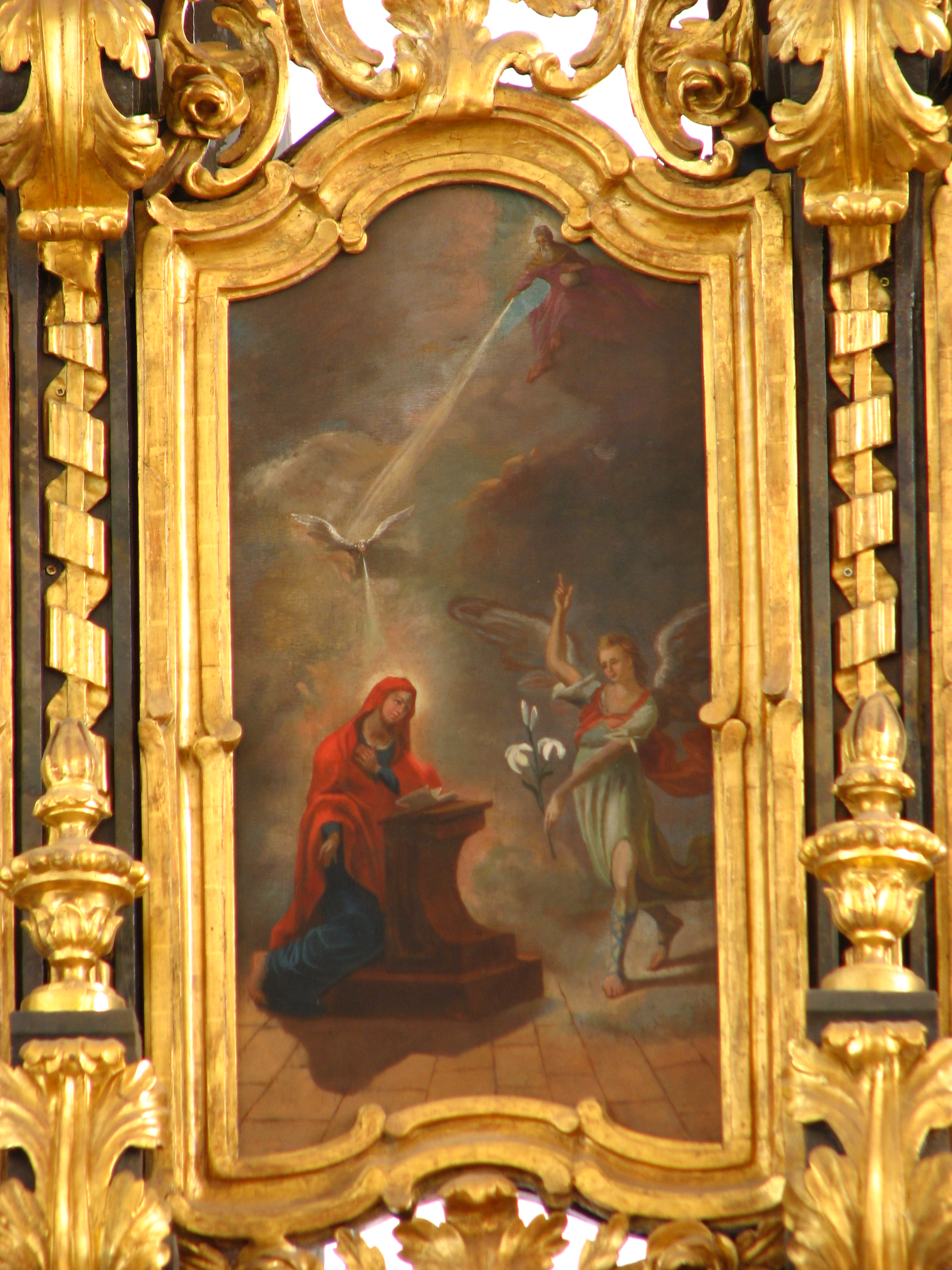
Örömhírvétel
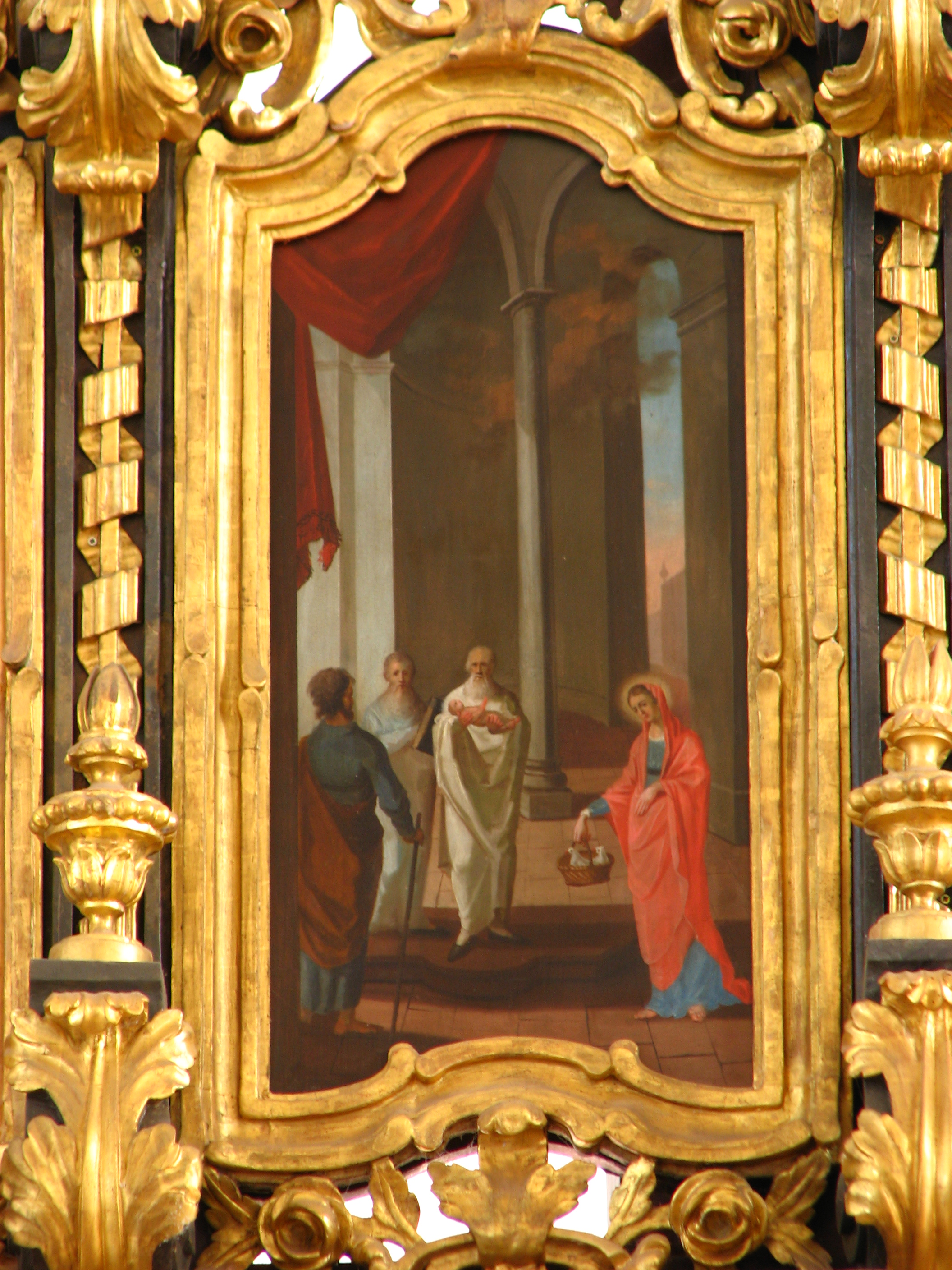
Mária találkozása Erzsébettel
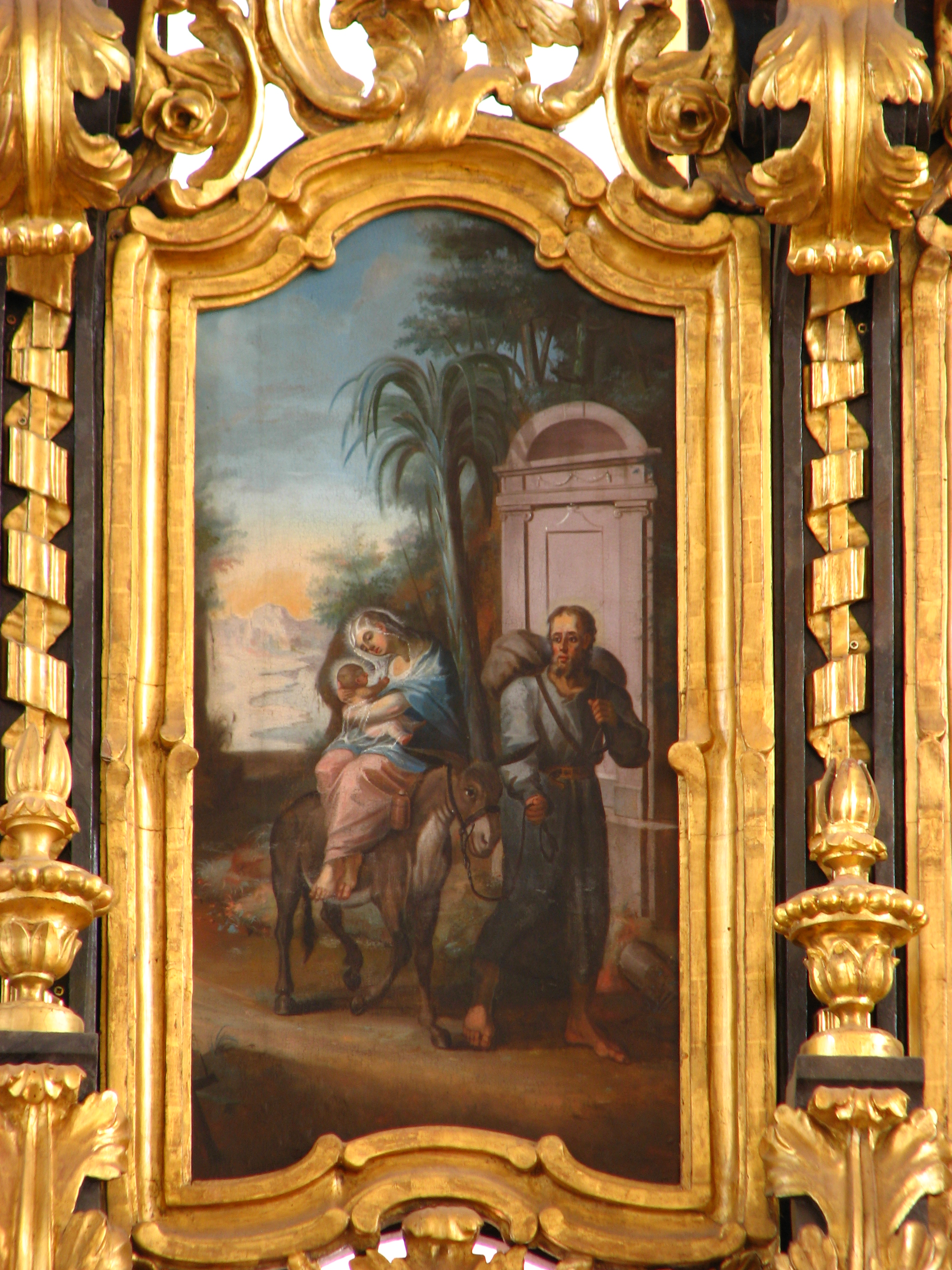
Menekülés Egyiptomba
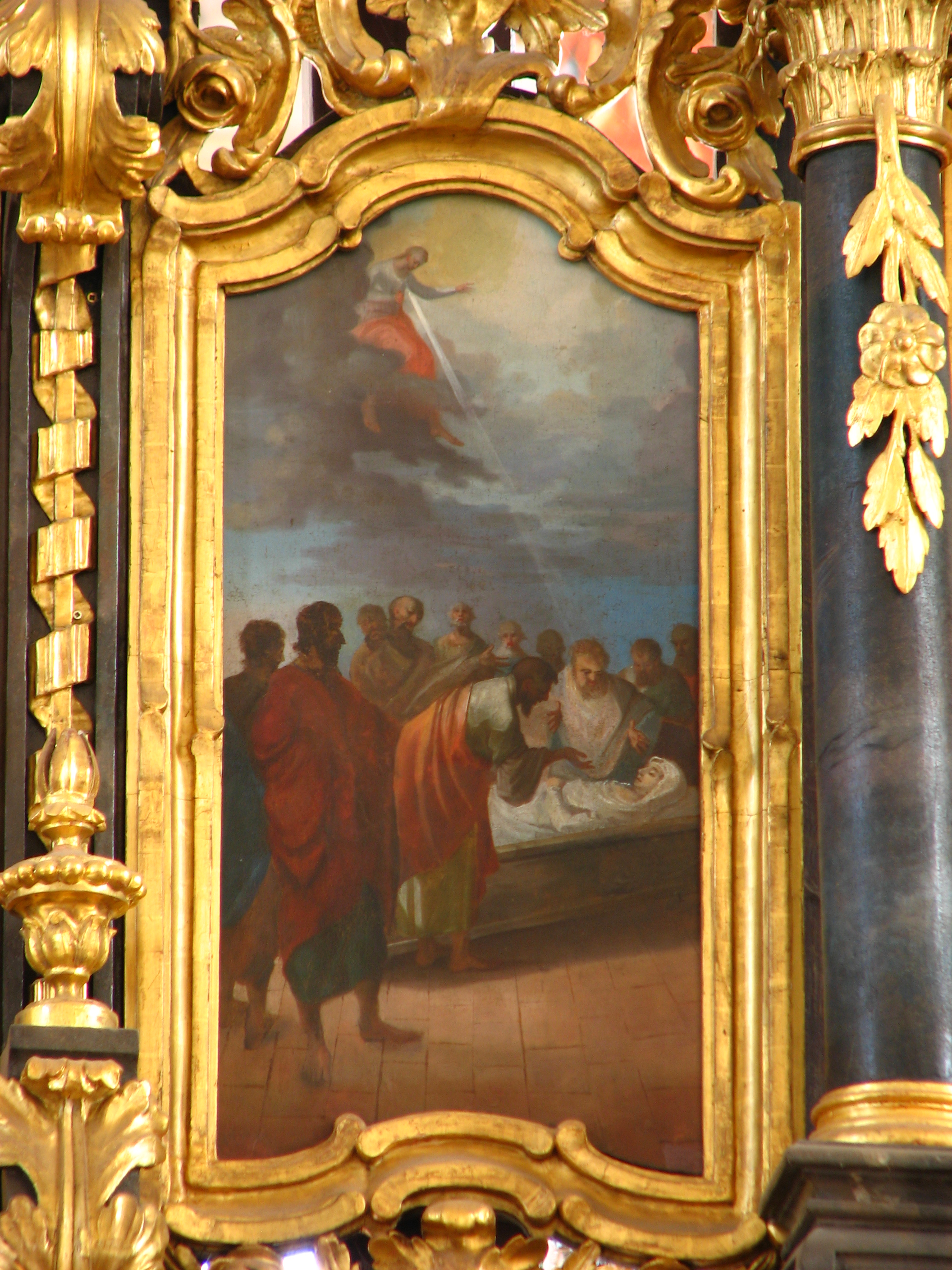
Mária elszenderülése

A képfal középső tengelyétől jobbra Jézus életéhez kötődő hat ünnep ikonja látható. Ezek a képek az ikonosztázion legmozgalmasabb festményei közé tartoznak. Az időrendet követve az első ikon Jézus születését, vagyis a december 25-én ünnepelt karácsonyt ábrázolja. Az ikon középpontjában a kisded Jézus látható a jászolban. A gyermek jobbjában egy kék országalmát tart. Mögötte Mária és József gondoskodó alakja tűnik fel. A jászlat hét pásztor alakja veszi még körül, akik mind hódolatukat igyekeznek kifejezni az újszülött Jézus előtt. A festmény felső részén három angyal dicsőíti az emberré lett Megváltót. A következő ikon a január 6-án ünnepelt Jézus megkeresztelkedését, azaz Vízkeresztet ábrázolja. A festmény előterében Jézus imádságra kulcsolt kézzel áll a Jordánban Keresztelő Szent János előtt, aki egy kagylóhéjból vizet önt rá. A háttérben három nőalak figyeli a jelenetet, és fehér galamb alakjában a Szentlélek is megjelenik a képen. A harmadik kép az augusztus 6-án ünnepelt Színeváltozást eleveníti meg. Krisztus három tanítványa, Péter, János és idősebb Jakab előtt csodálatos átalakuláson ment keresztül. A három apostol szeme láttára Jézus arca és ruhái ragyogni kezdtek, és mellette megjelent Mózes és Illés alakja. A kép Jézus jobbján Mózest, balján pedig Illést ábrázolja, előttük a csodától megrémült három apostol látható. A negyedik ikon Jézus Jeruzsálembe való bevonulását, azaz Virágvasárnap ünnepét ábrázolja. Krisztus szamárháton lép be a szent városba, és az üdvözlésére kivonuló tömeg virágokat szór elé. A következő kép Jézus mennybemenetelét, vagyis Áldozócsütörtök ünnepét festi le, az Ünnepi sor utolsó ikonja pedig a Szentlélek eljövetelét, azaz Pünkösd ünnepét ábrázolja. A fehér galambként megjelenő Szentlélektől lángnyelvek szállnak alá a bizonytalan apostolok bátorítására. A kép középpontjában Mária helyezkedik el, őt veszi körül a tizenegy apostol (Júdás ekkor már nincs a tanítványok között).

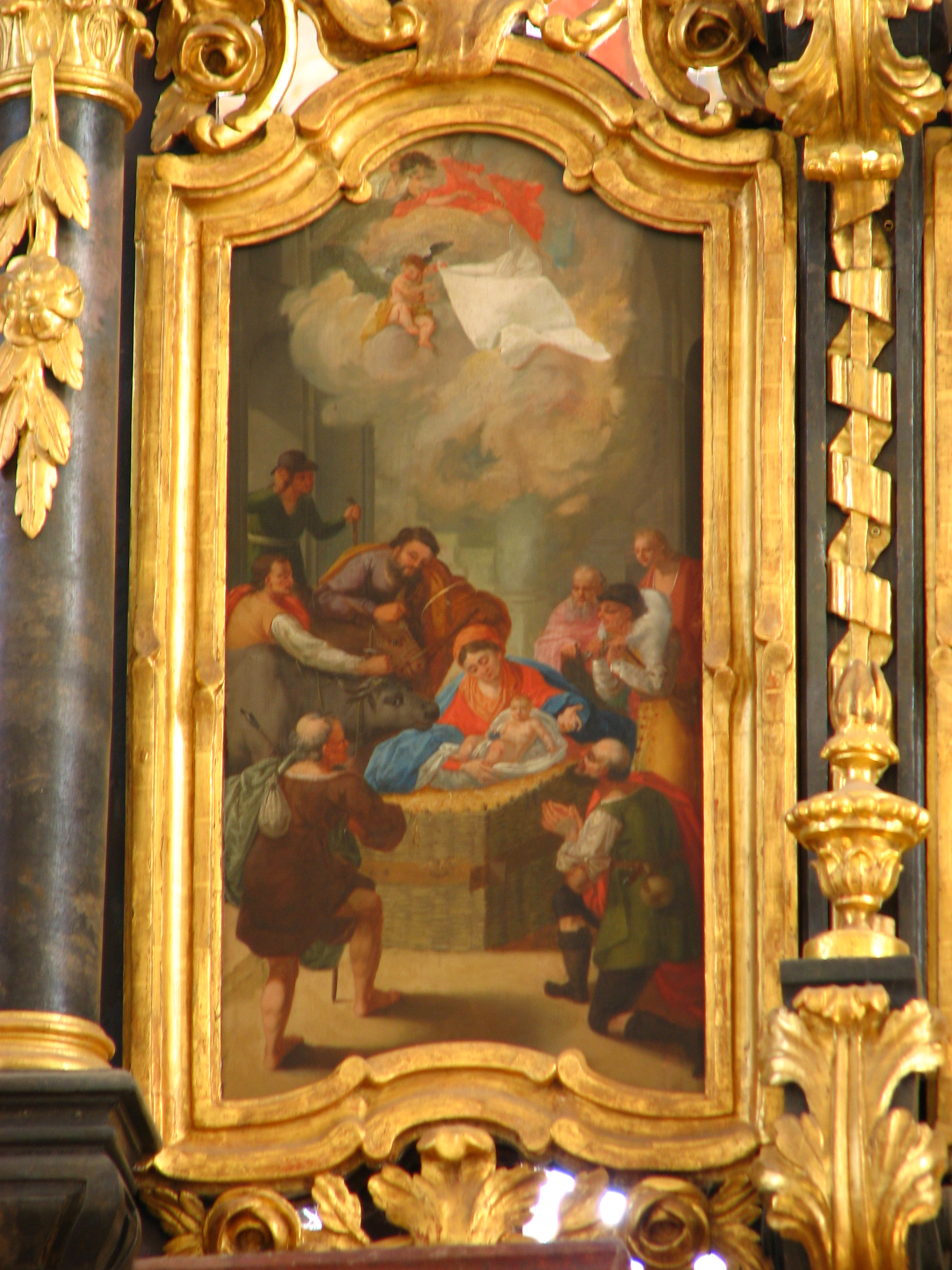
Jézus születése
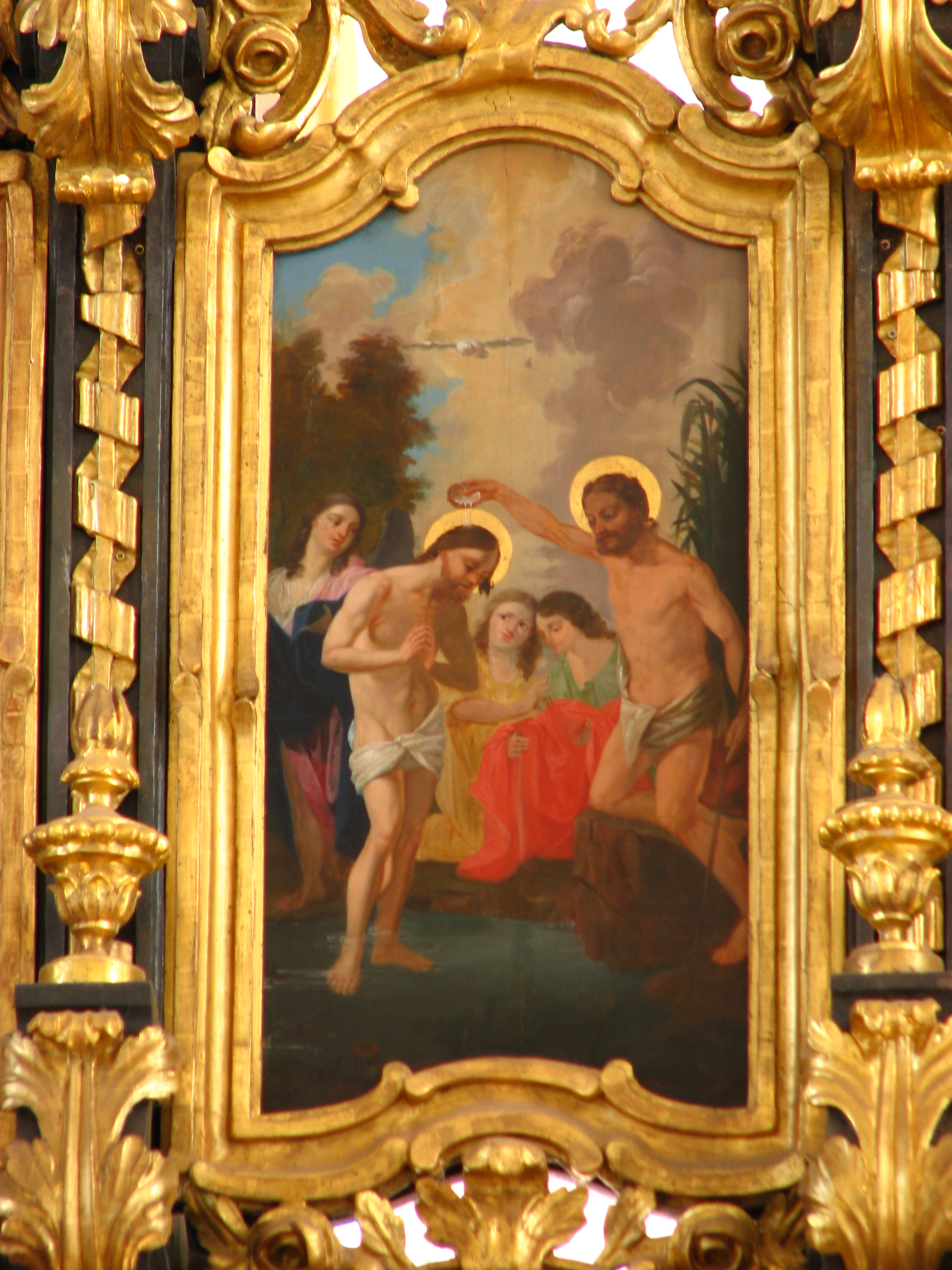
Jézus megkeresztelkedése
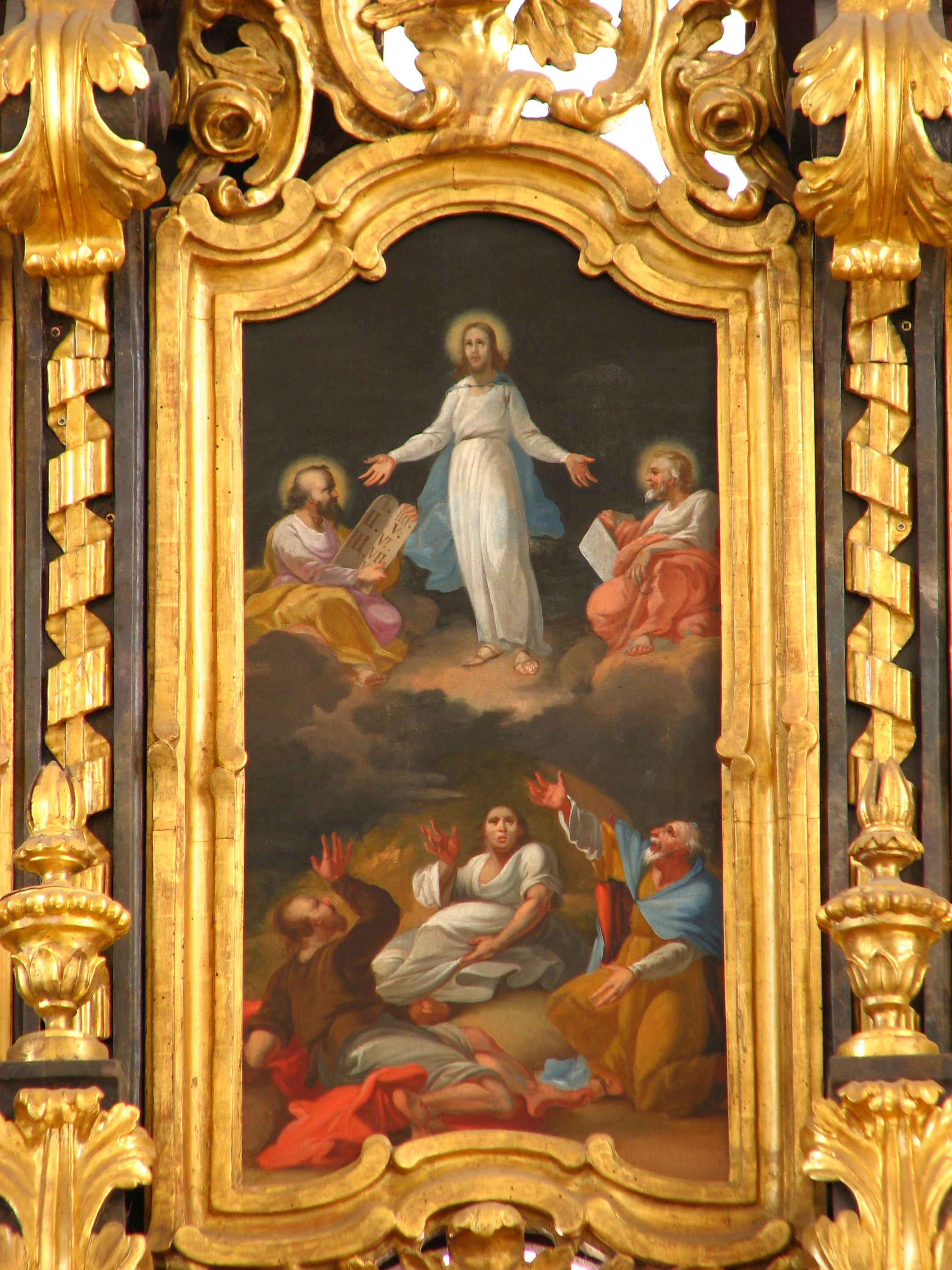
Krisztus színeváltozása
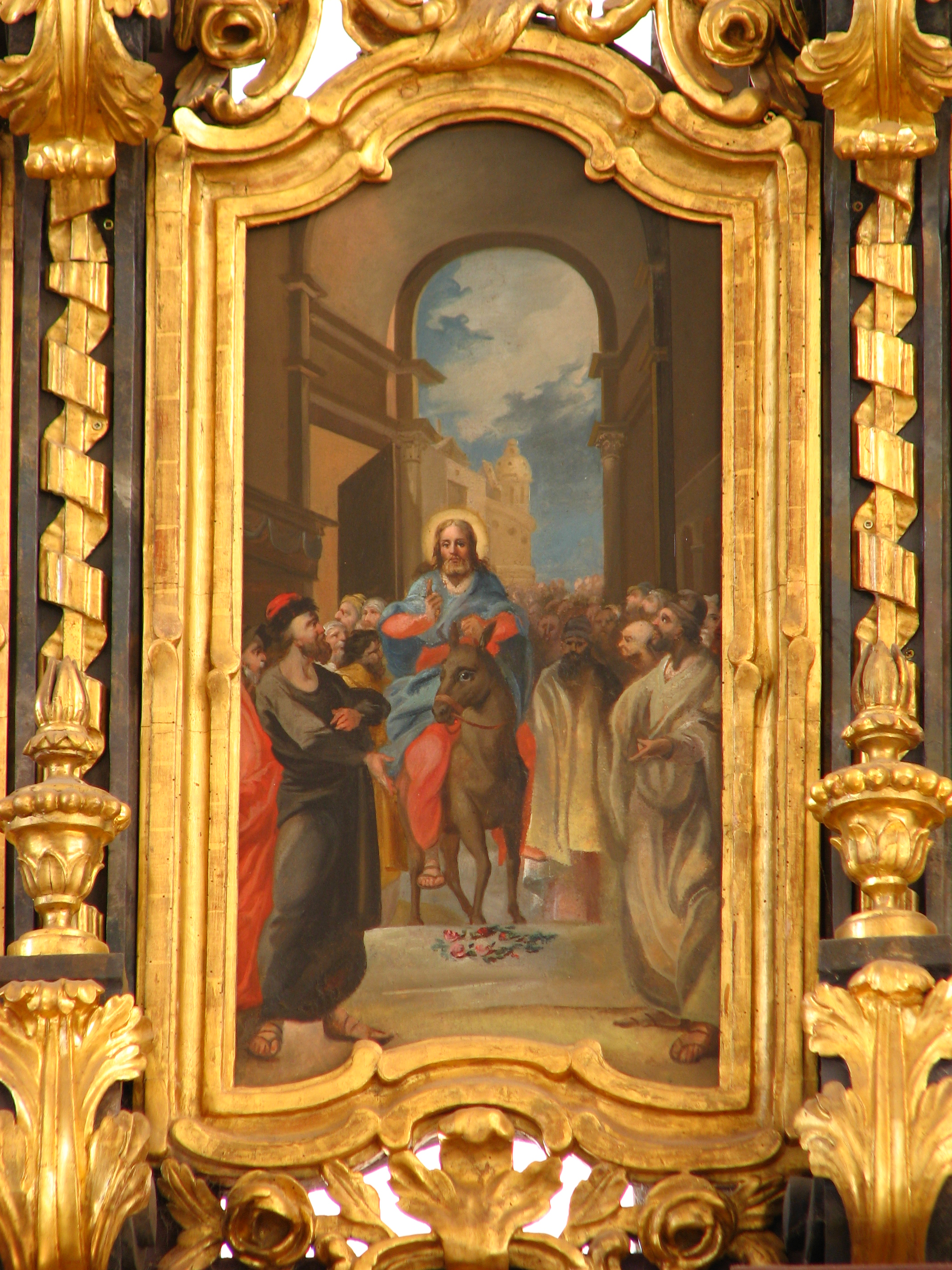
Belépés Jeruzsálembe
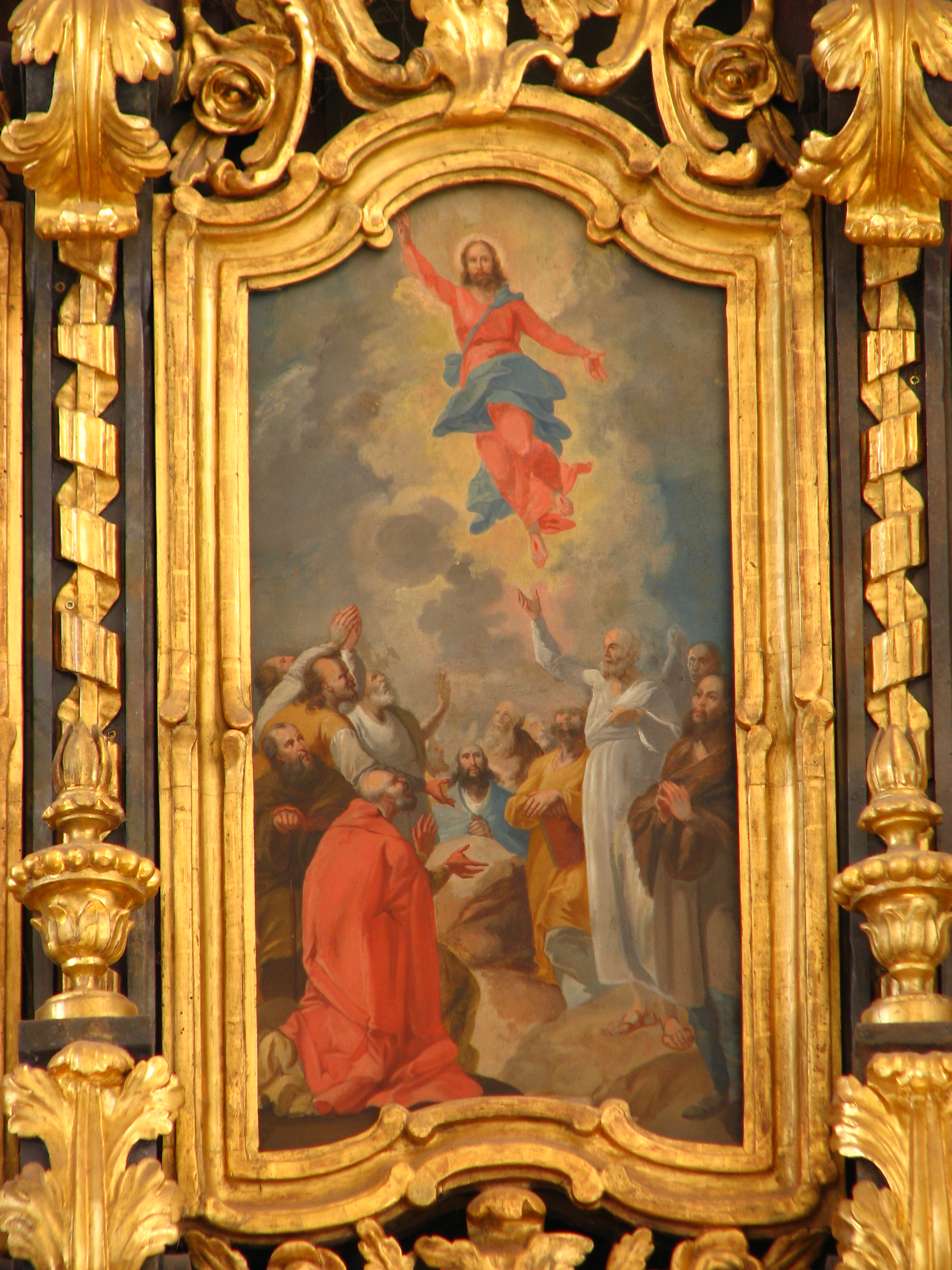
Jézus mennybemenetele
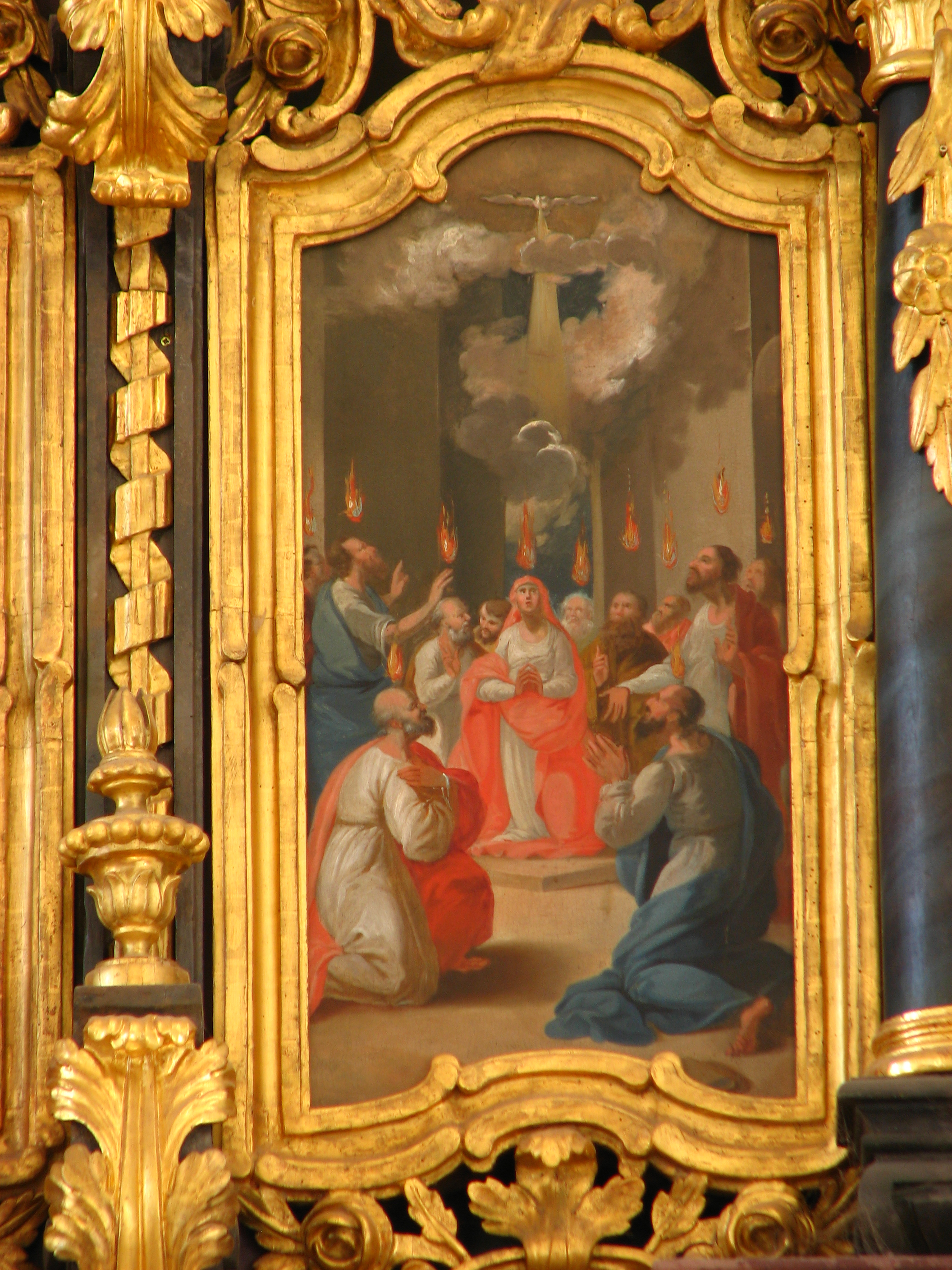
A Szentlélek eljövetele

Érdemes megfigyelni, hogy a következő két szint alakjai nagyrészt mindannyian a képfal közepén látható két Krisztus ikon felé fordítják tekintetüket. Az Ünnepi sor felett a következő szint, ugyancsak a hagyományos ikonosztázépítés szabályainak megfelelően, az Apostolok sora. A szint tizenkét ikonjából automatikusan következne, hogy Jézus tizenkét tanítványának képmása található itt, de ez nem így van. A Mindenható tanítványai közül mindössze nyolcan jelennek meg az apostolok között. Balról a legelső ikon Tamás apostolt ábrázolja. A hitetlen tanítvány eredetileg ács volt, de az ikonon jobbjában egy lándzsát tart, amely indiai mártírhalálára utal. Bertalan apostol a következő a sorban, aki földműves volt, és Örményországban lelte mártírhalálát. A legenda szerint élve megnyúzták, majd fejjel lefelé keresztre feszítették. Ennek emlékeként a festményen Bertalan saját lenyúzott bőrét tartja kezében. Bertalant András apostol követi, aki Péter testvére volt. A hagyomány szerint a görög Pátra városában halt mártírhalált egy X alakú kereszten, amelyet azóta andráskeresztnek neveznek. A festményen ezzel a kereszttel látható. A következő képen egy kicsit elszakadunk Jézus tanítványaitól, ugyanis azon Márk evangélista alakja látható. Jobbjában lúdtollal, baljában pedig saját evangéliumával ábrázolták. Közvetlen mellette áll Máté evangélista, akit Márk alakjához nagyon hasonlóan festettek meg. Öltözékében ugyanúgy a piros és a fehér szín dominál, és Máté is lúdtollat tart jobbjában, baljában pedig saját evangéliumát. A középső Krisztus ikonhoz legközelebb, a tanítványok vezető alakjának, Péter apostolnak a képe látható. A Rómában mártírhalált halt tanítvány egyike azoknak az apostoloknak, akit nem halálának körülményei között festettek meg. Péter a mennyek országának kulcsait tartja kezében.

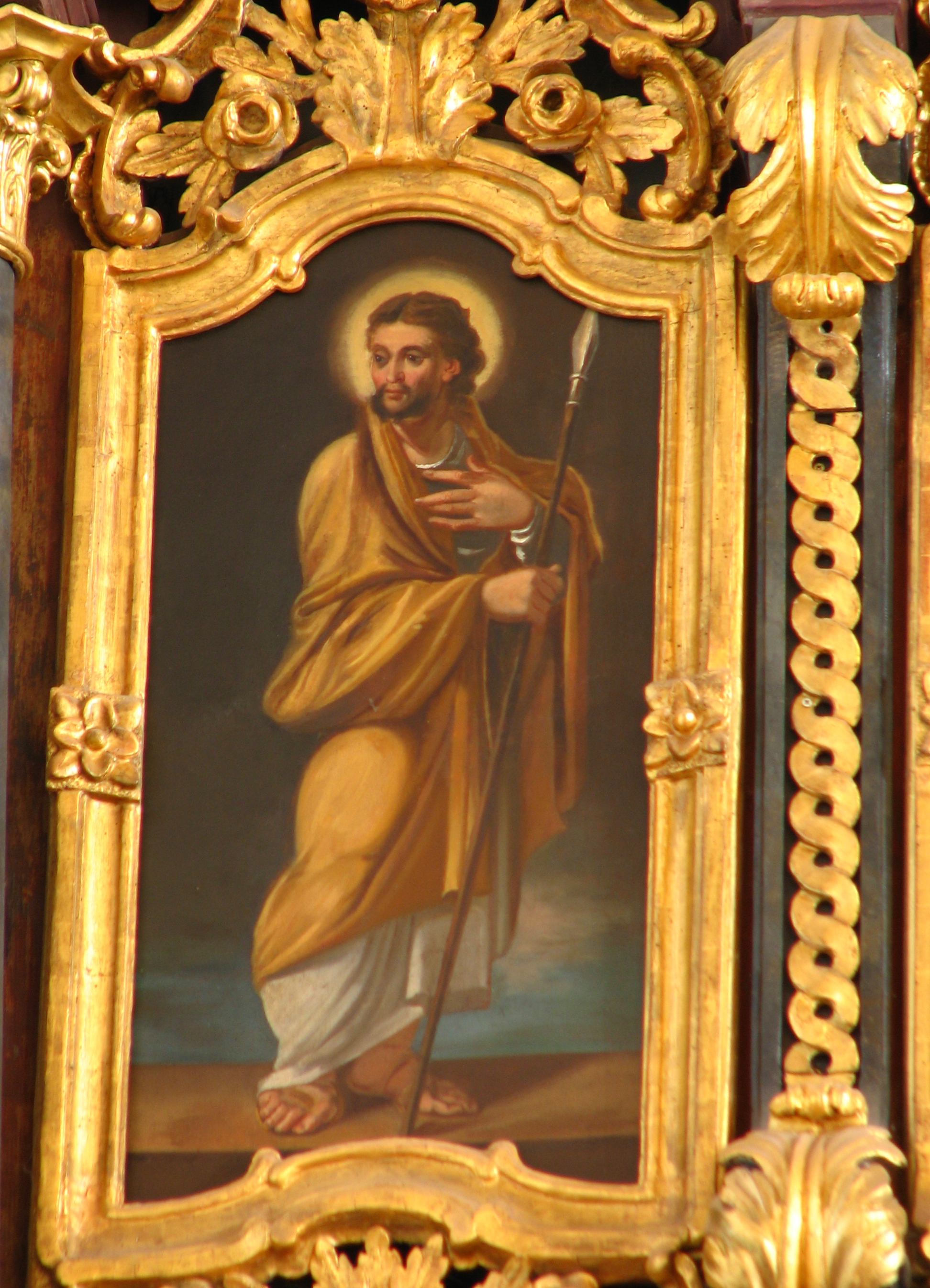
Tamás apostol
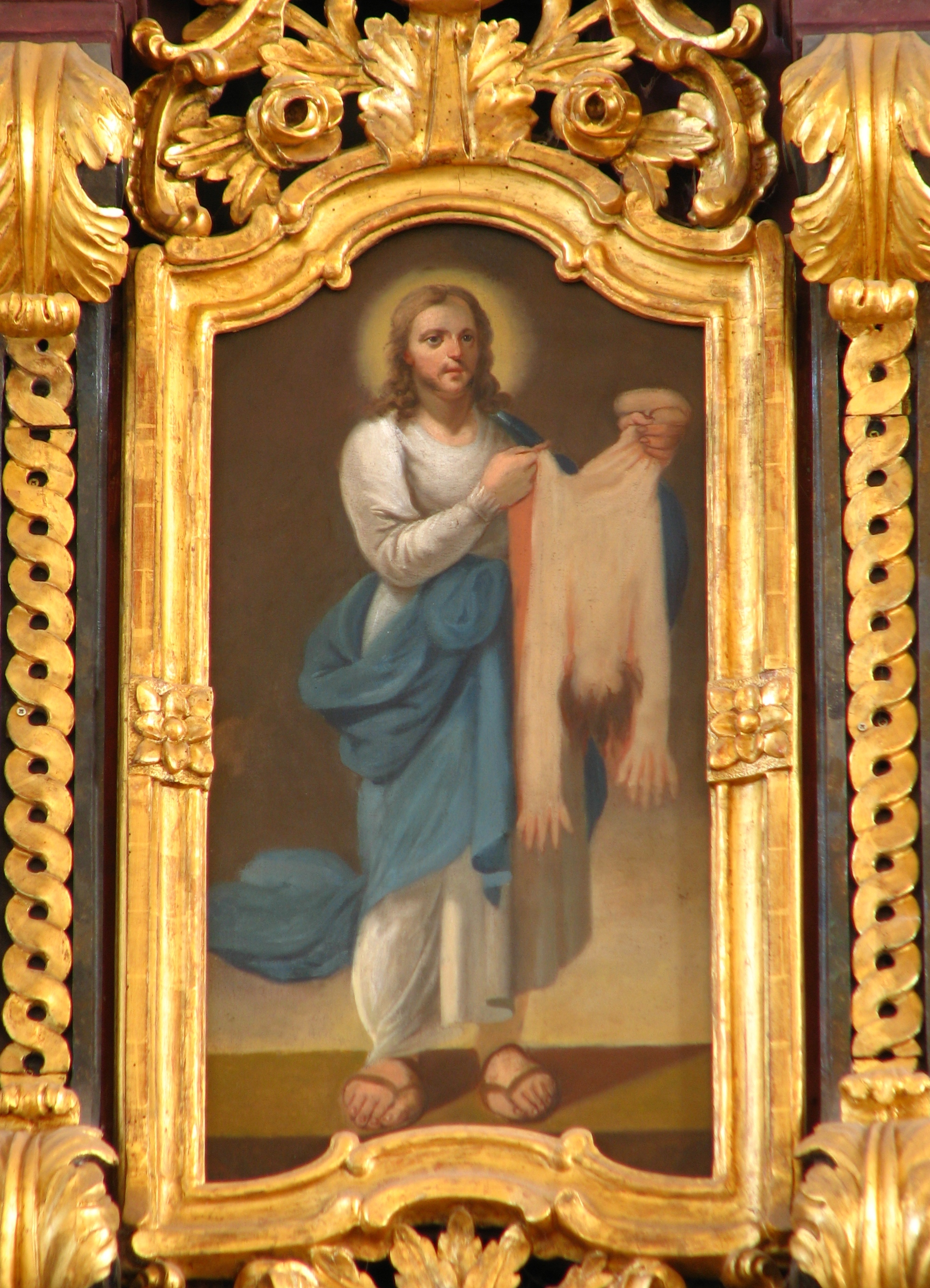
Bertalan apostol
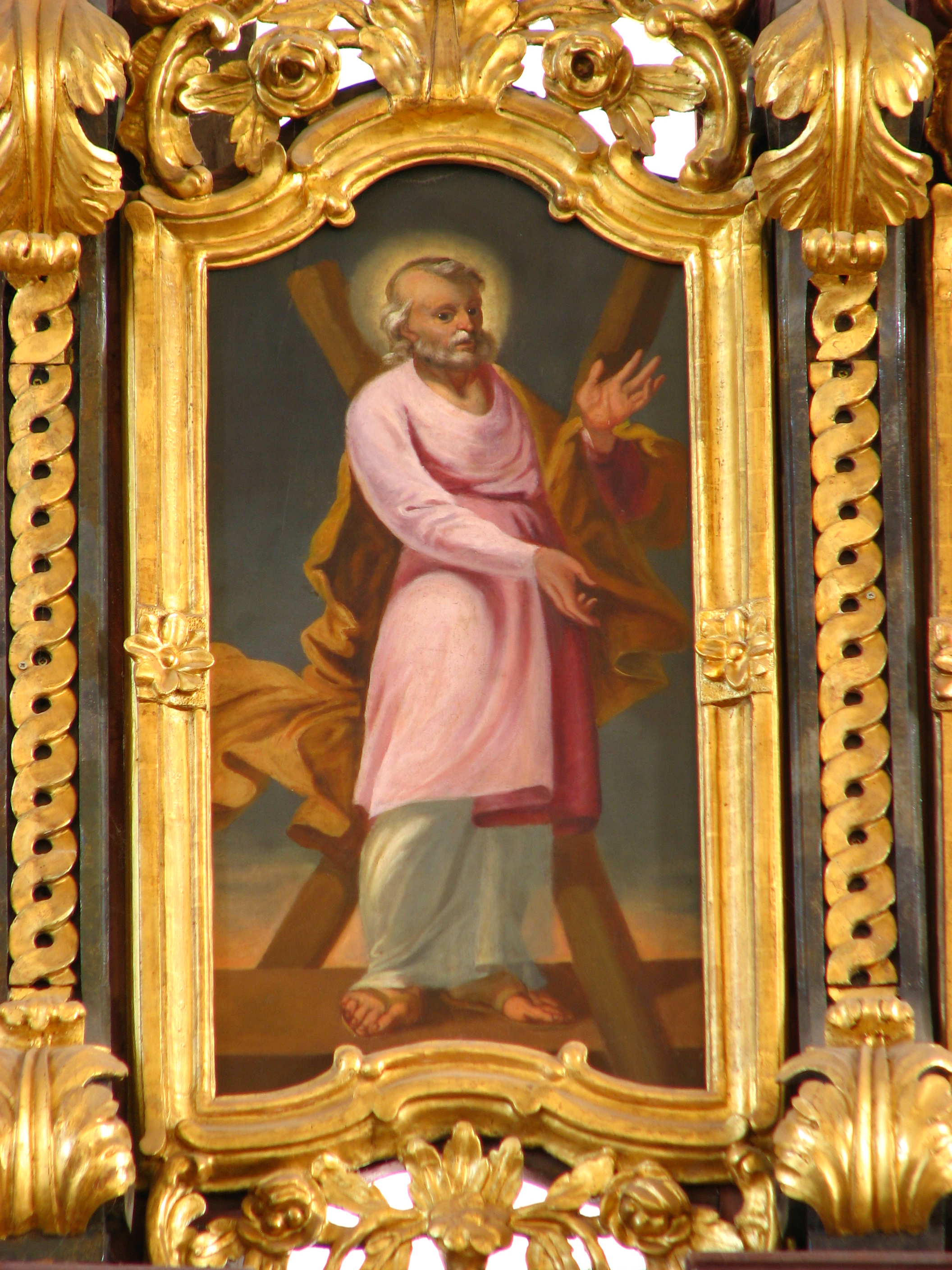
András apostol
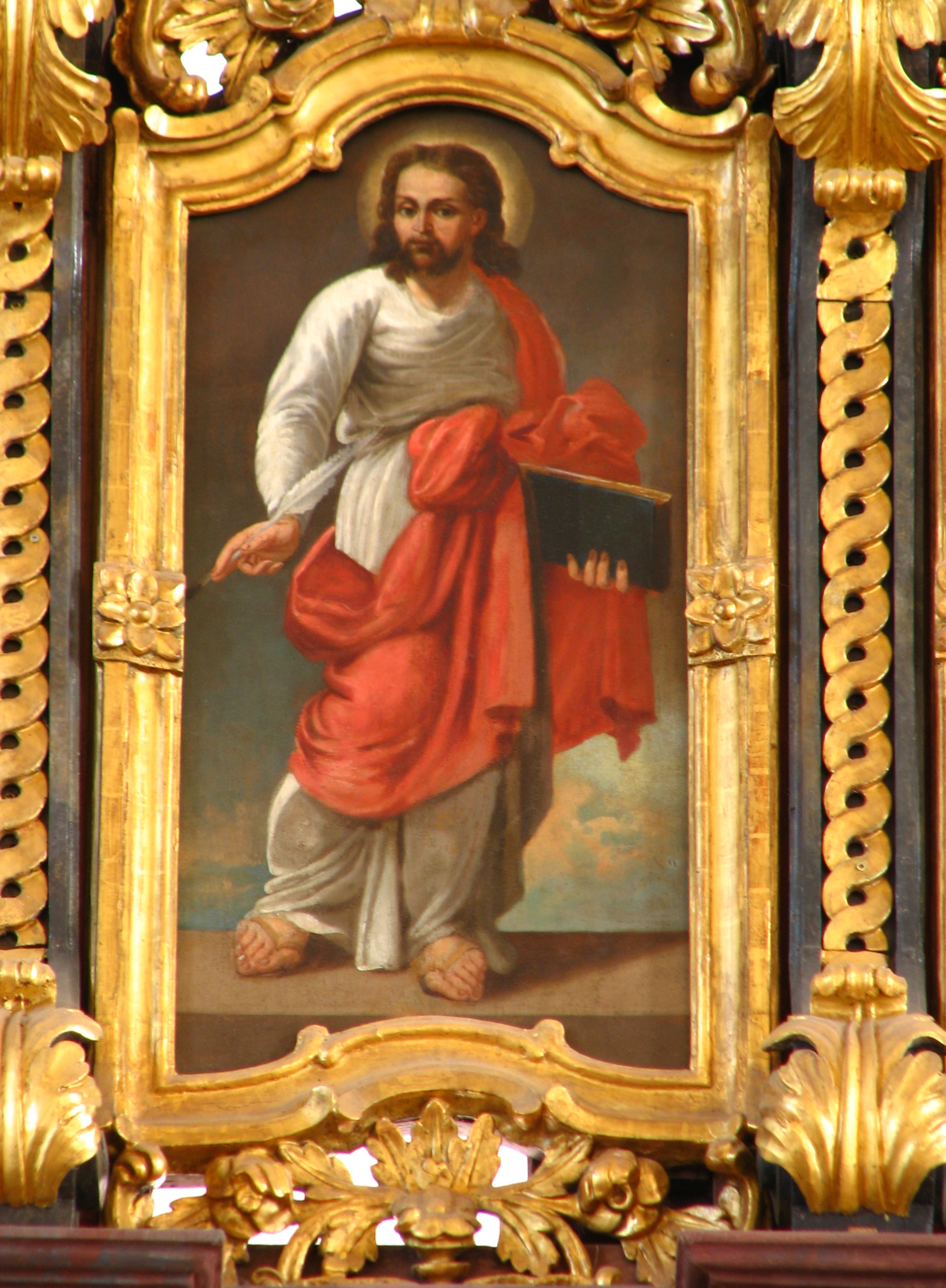
Márk evangélista
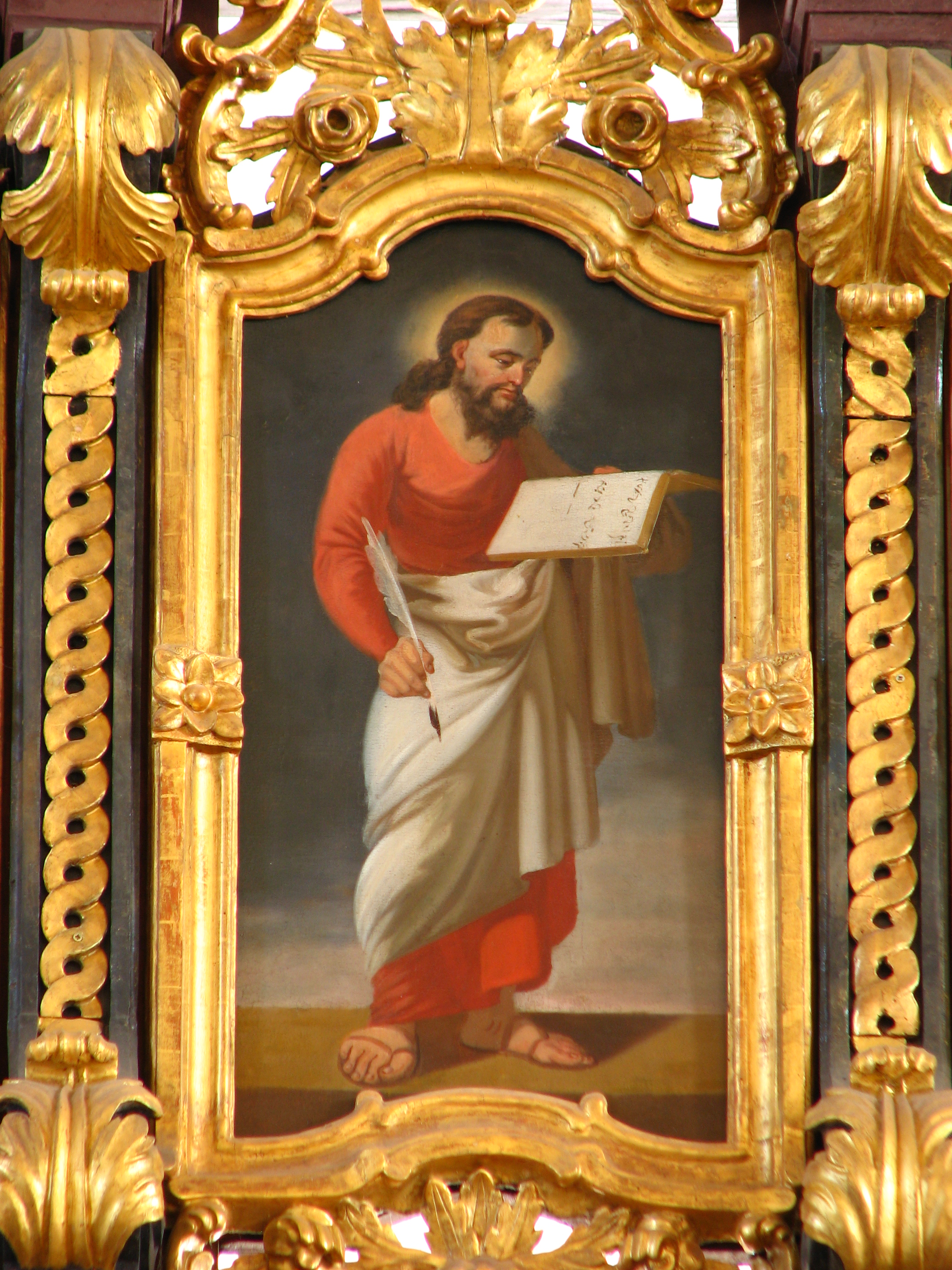
Máté evangélista
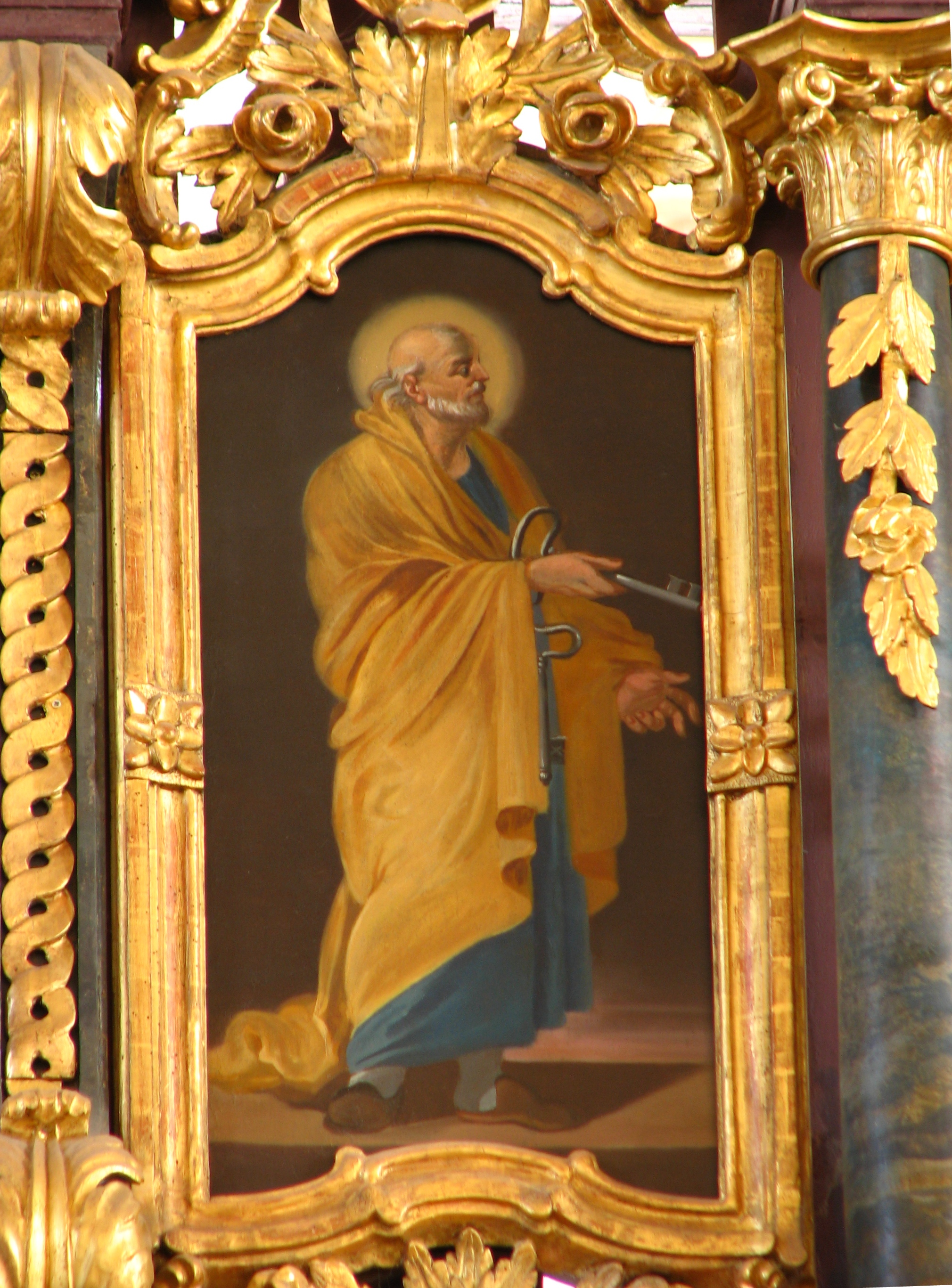
Péter apostol

Az Apostoli sor jobb oldalát Pál apostol nyitja, aki szintén nem volt eredetileg Jézus tizenkét tanítványa között. Pál római polgár volt, akit Jeruzsálemben tartóztattak le Jézus tanainak hirdetése miatt. Polgári jogai azonban lehetővé tették, hogy ügyét Rómában bíróság előtt tárgyalják meg. Közel hat évnyi raboskodás után a bíróság végül úgy döntött, hogy római jogait tiszteletben tartva a legkegyesebb mártírhalálban kell elvesznie. Pált Rómában karddal lefejezték, emiatt tart jobbjában kardot, baljában pedig az Újszövetségben olvasható leveleit. Pált követően János evangélista ikonja látható. János baljában tartja saját evangéliumát, amelyen egy üres kehely áll. János az elbeszélések szerint túlélte összes apostoltársát, és igen szép kort megélve halt meg Epheszoszban. Jézus legkedvesebb tanítványa sem kerülte el az üldöztetést. Domitianus császár előtt kellett megvédenie hitét. Amikor a császár azt kérte tőle, hogy puszta szavak helyett tettekkel bizonyítsa Istenének és hitének erejét, János egy erős méreggel teli kupát kért. Az apostol kiitta a méregpoharat, de Jézusba vetett hite életben tartotta őt. Ennek a csodának az emlékét őrzi János ikonján az üres kehely. A következő ikon Lukács evangélistát ábrázolja. A korábbi evangélistákhoz hasonlóan Lukács is jobbjában lúdtollat, baljában pedig evangéliumát tartja. Mellette idősebb Jakab apostol festménye látható, aki bal kezében zarándokokra jellemző vándorbotot tart, jobbjában pedig egy zarándoklevelet és egy úti csomagot. Jakab János apostol testvére volt, akit 44-ben Júdeában lefejeztek. Földi maradványait hívei korábbi térítésének helyére, Hispániába szállították, ahol Nyugat-Európa egyik legelső és legnagyobb zarándokútvonala, a Szent Jakab-út alakult ki tiszteletére. Ezt a zarándokutat szimbolizálja Jakab vándorbotja. Jakabot Simon apostol követi az Apostolok sorában, aki Egyiptom földjén hirdette Jézus tanításait, majd Örményországban mártírhalált halt. Simont az elbeszélések szerint kettéfűrészelték, emiatt ábrázolták fűrésszel az ikonosztázionon. Az apostolok sorát végül Fülöp zárja, aki a mai Törökország területén térített, és halt mártírhalált. A legenda szerint fejjel lefelé keresztre feszítették. Fülöp ennek emlékeként egy hosszú szárú keresztet tart jobbjában
.

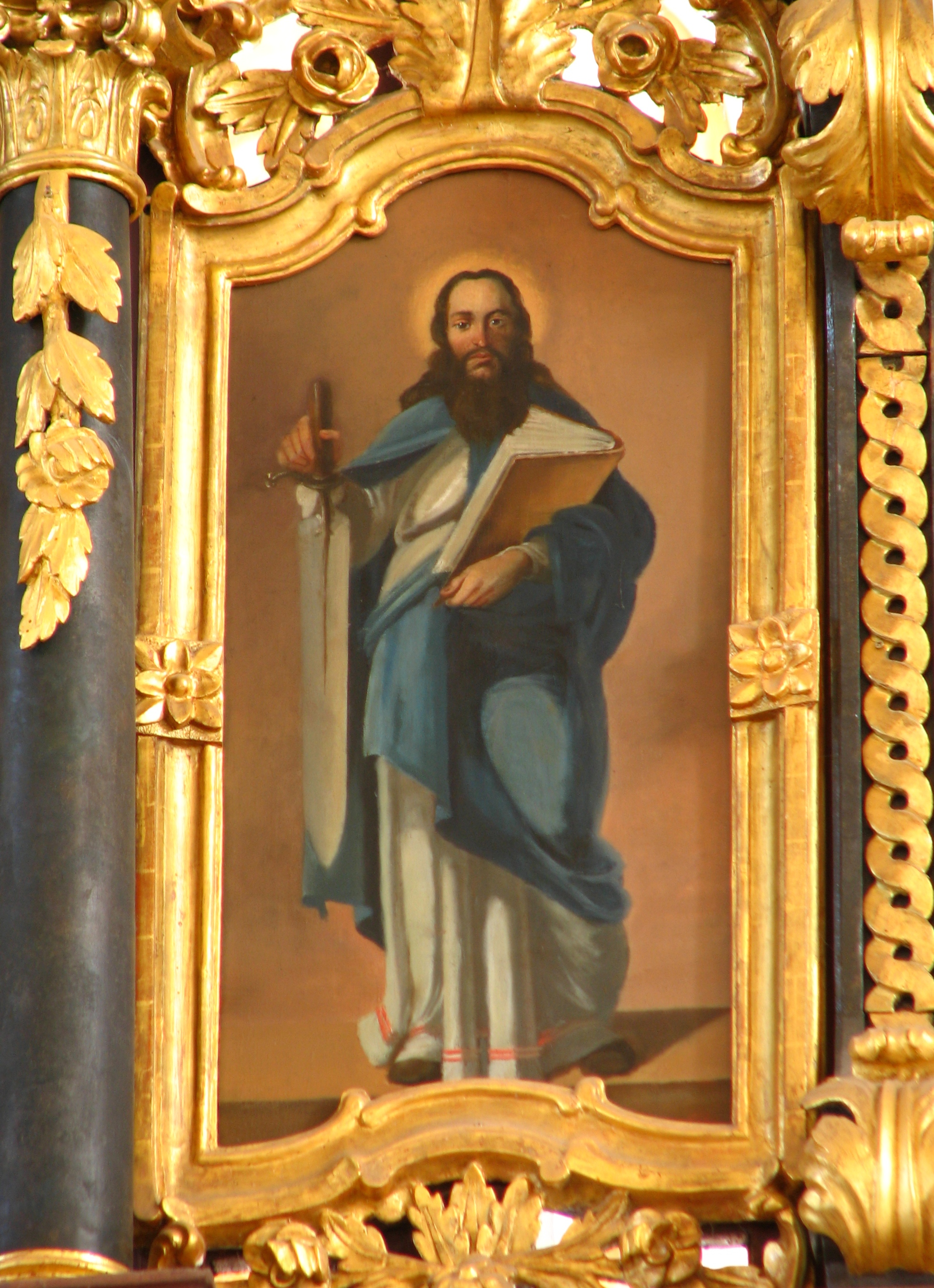
Pál apostol
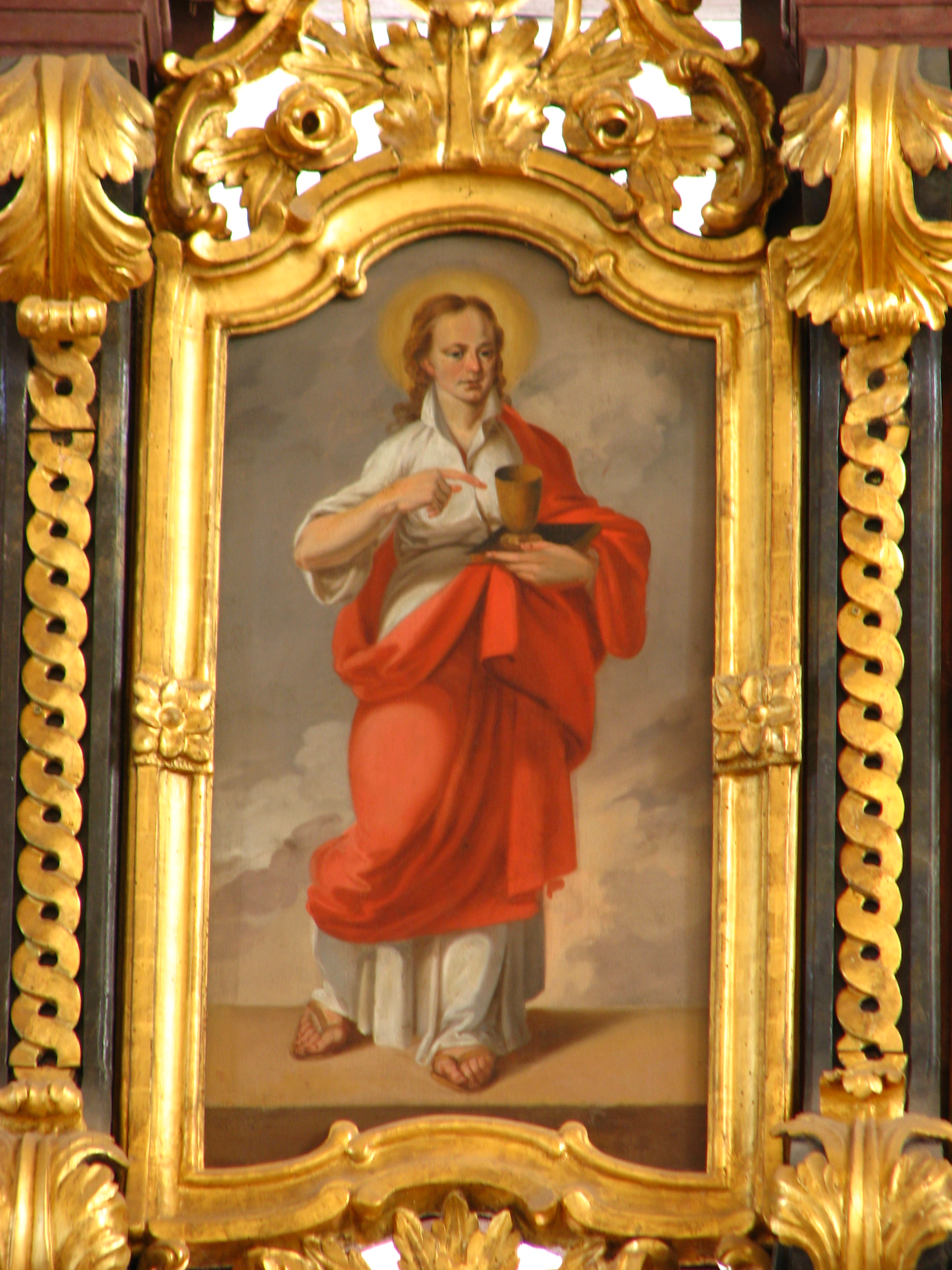
János evangélista
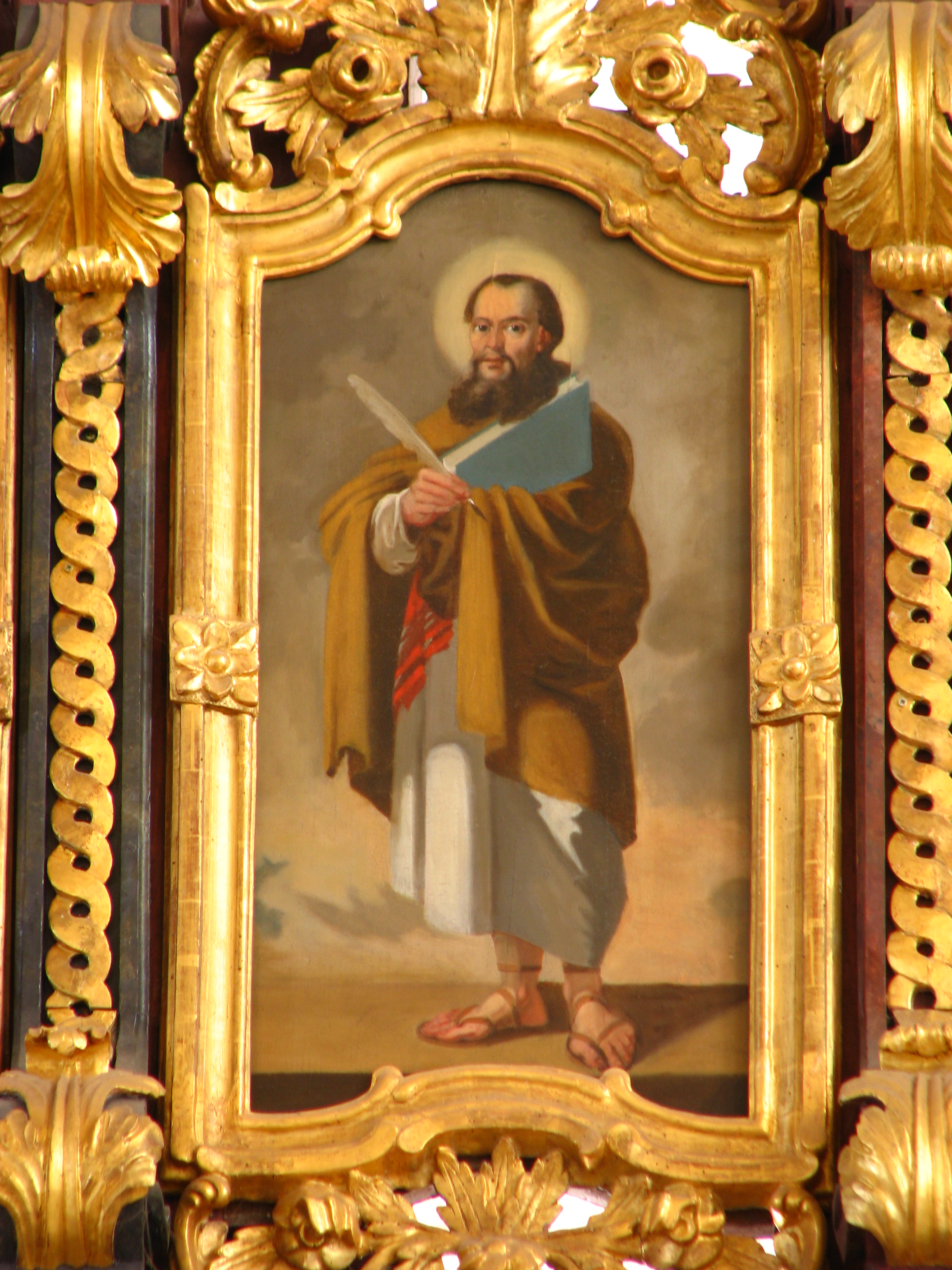
Lukács evangélista
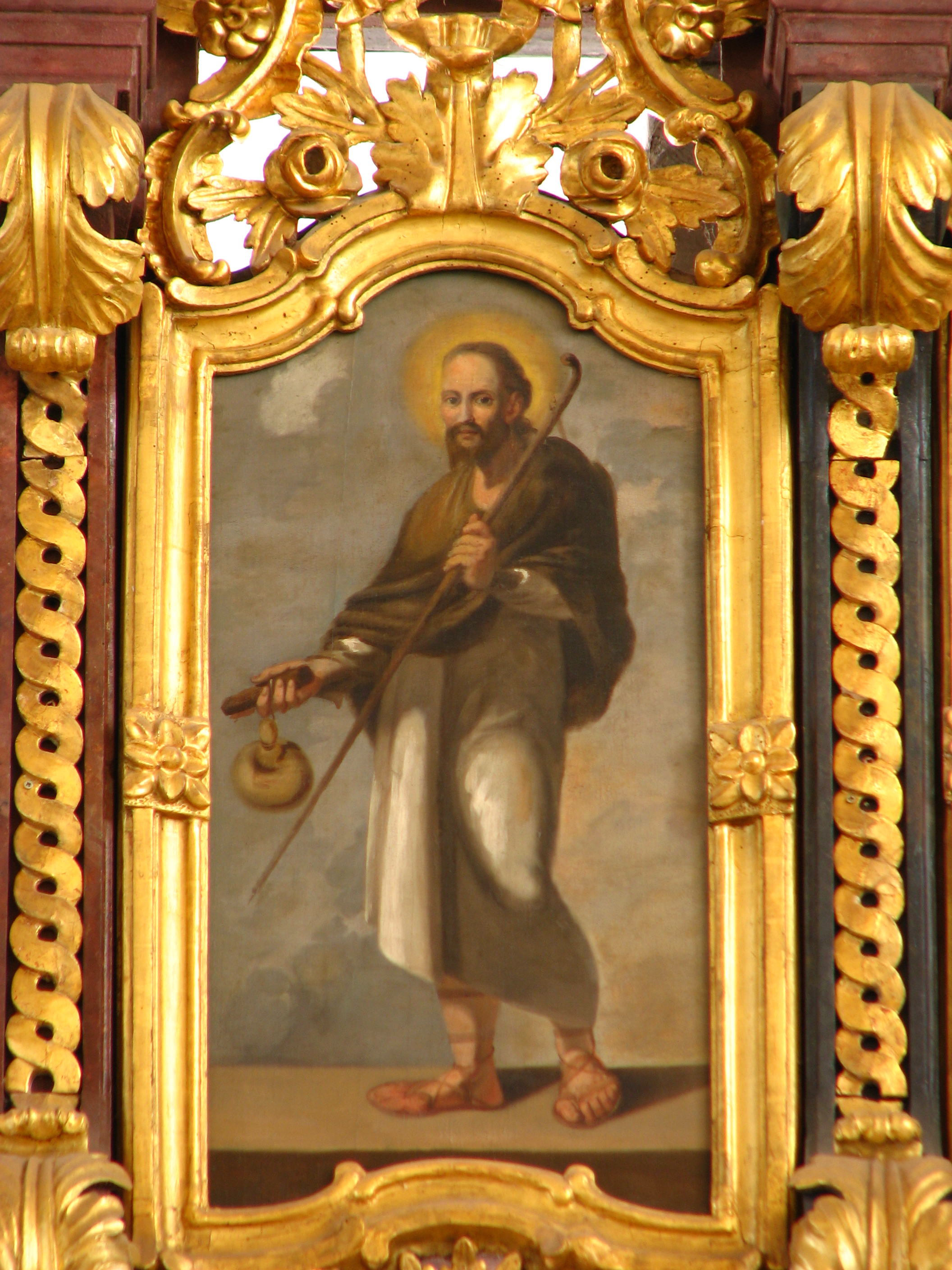
idősebb Jakab apostol
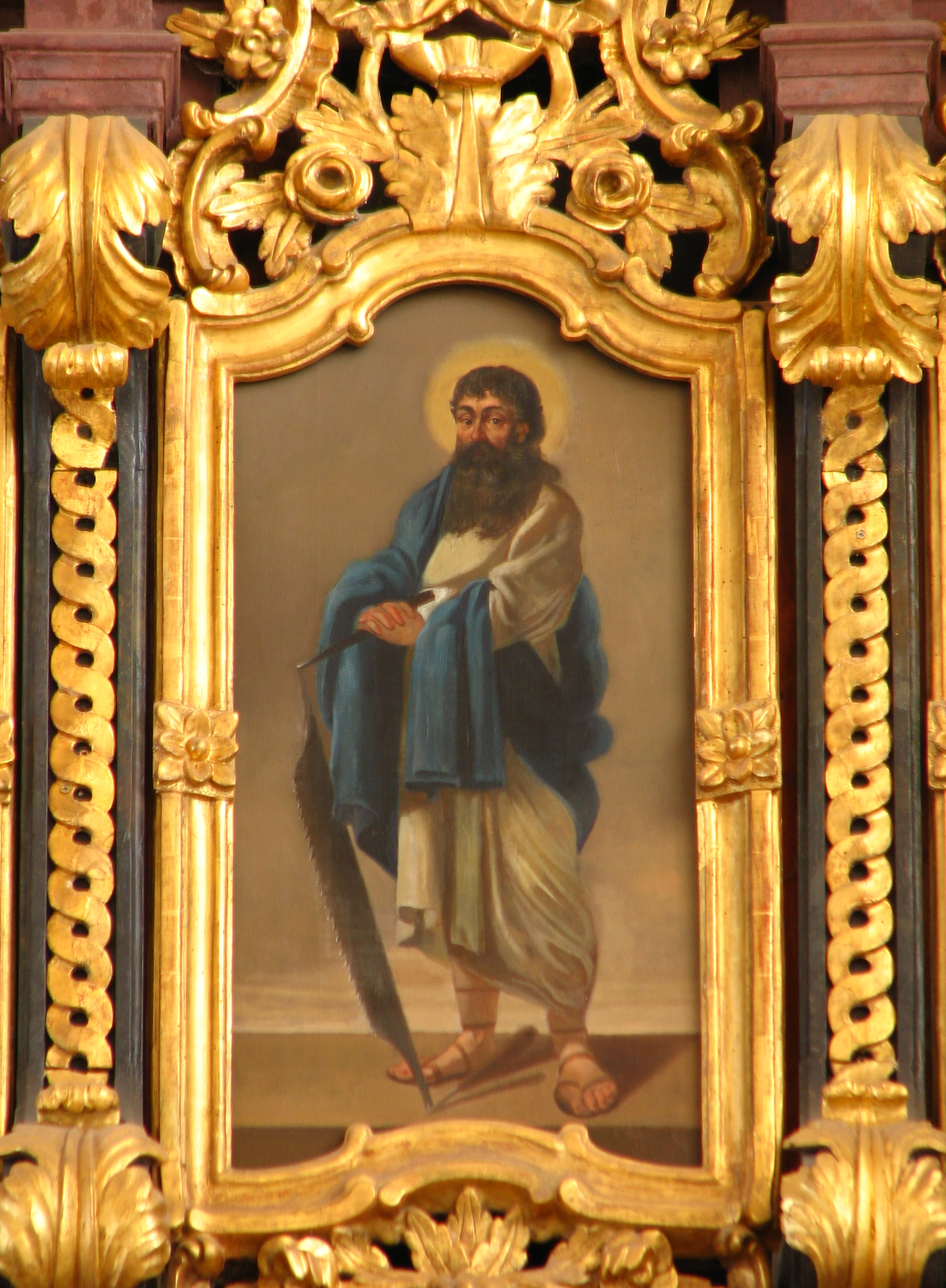
Simon apostol
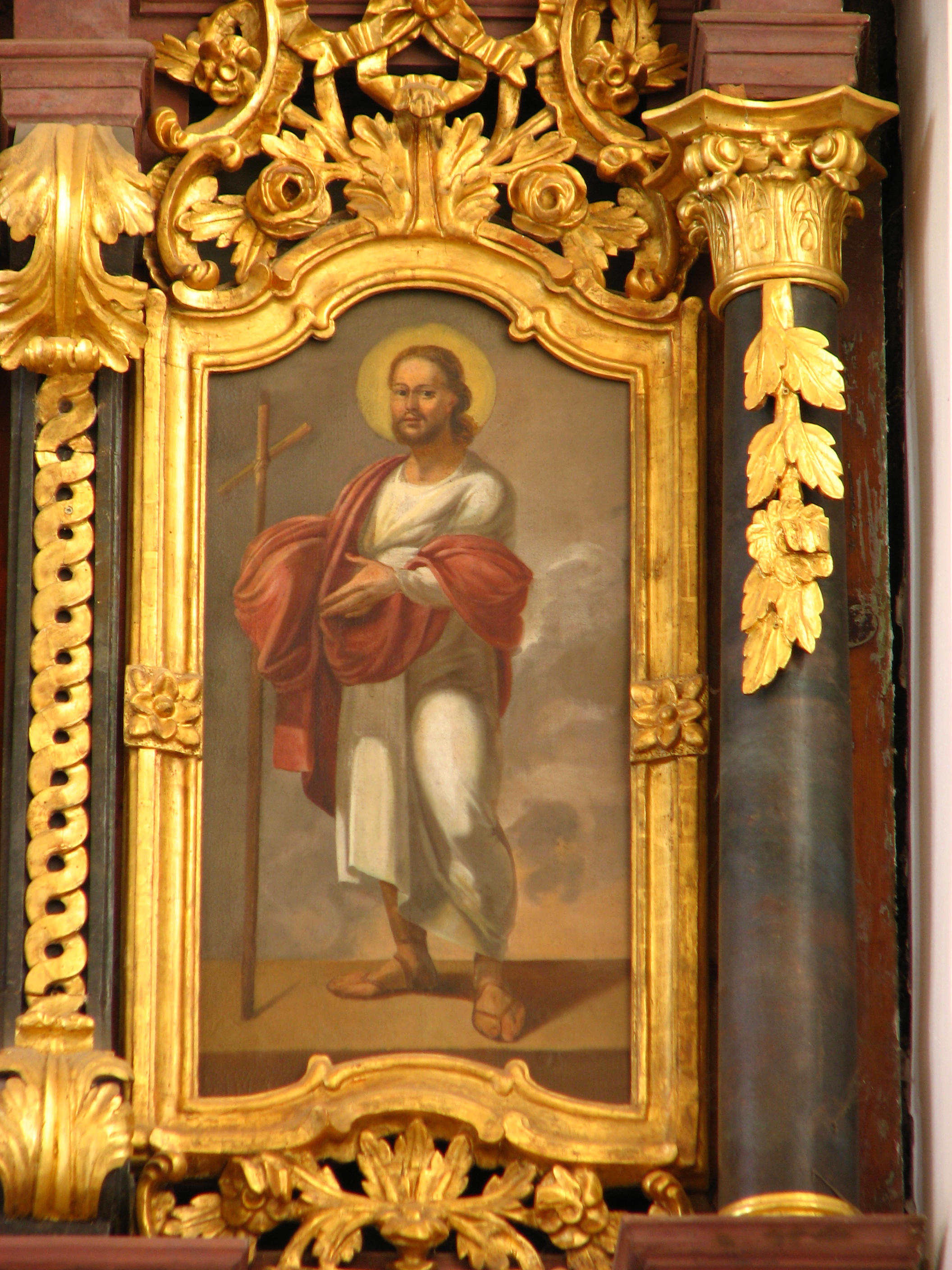
Fülöp apostol

Az ikonosztázion negyedik szintje, szintén a szláv hagyományok szerint, ószövetségi prófétákat és egyházatyákat sorakoztat fel. A Próféták sorában három alak kiléte bizonytalan, ugyanis sem attribútumuk, sem más jelzés nem árulja el kétséget kizárólag, hogy kit ábrázol az adott ikon. A különböző ikonosztázionok, a Próféta sor hagyományos és megszokott alakjai alapján azonban nagy valószínűséggel sejteni lehet, hogy kik szerepelnek a legfelső sor képein. Balról az első festmény is rögtön ezek közé a bizonytalan ikonok közé tartozik. A kép nagy valószínűséggel Dániel prófétát ábrázolja. A fiatal, lányos arcú Dániel egy sziklatömböt tart a kezében, amely egyik látomására utal (Dan. 2:31-45). A próféta Nabukodonozor, babiloni uralkodó álmát fejtette meg, amelyben megjósolta a világ nagy birodalmainak elestét. Az erős birodalmakat szimbolizáló teremtményt az álomban egy sziklatömb zúzza szét, ezt láthatjuk Dániel kezében. A következő ikon Zakariás prófétát ábrázolja, aki a tizenkét kispróféta közül a tizenegyedik volt, és papként vezette népét. Emiatt láthatjuk őt a képen főpapi öltözékben, jobb kezében egy hétágú menórával. A Próféták sorában Ezékiel a harmadik, aki jobbjával egy bezárt kapura mutat. A zárt kapuk Ezékiel egyik próféciájára vonatkoznak (Ez. 44:2-3), amelyet később Jézus születésének ószövetségi előjeleként értelmeztek. A kapu, amely csak az Úrnak nyílik majd meg, Szűz Máriát jelképezi, a zárt kapu mögött ülő fejedelem pedig Jézusra utal. Ezékielt Dávid király ikonja követi, aki kedvenc hangszerét, a lantot tartja a kezében. Dávid ezzel a hangszerrel tudta lecsillapítani a Saul királyban lakozó gonosz szellemet. A következő kép Jákobot ábrázolja, aki lajtorjáját tartja kezében. Jákob egy álmában jelenik meg a földet és a mennyeket összekötő létra, amelyen angyalok lépkednek le és fel. Ez a látomás a túlvilági örök élet, a lajtorja pedig az isteni világot és az embereket összekötő Jézus Krisztus szimbóluma is. A Próféta sor bal oldalát az ikonosztázion közepén Mózes alakja zárja. Az ősatyát kezében a tízparancsolatot tartalmazó kőtáblákkal festették meg, és akár Michelangelo híres Mózes szobrán, itt is felfedezhető a próféta homlokán a két, szarvakra emlékeztető, felfelé álló hajtincs. A reneszánsz mester eredetileg finom fricskának szánta a szarvakat, ami a Héber Biblia félrefordításán alapul. Amikor Mózes lejött a kőtáblákkal a hegyről, a héber nyelvű Kivonulás könyve úgy jellemezte őt, hogy arca ragyogott az Úrral való találkozás élményétől. A ragyogó arcot kifejező héber szónak azonban a szarv a másik jelentése, ami hibásan jelent meg a Biblia első latin fordításában.

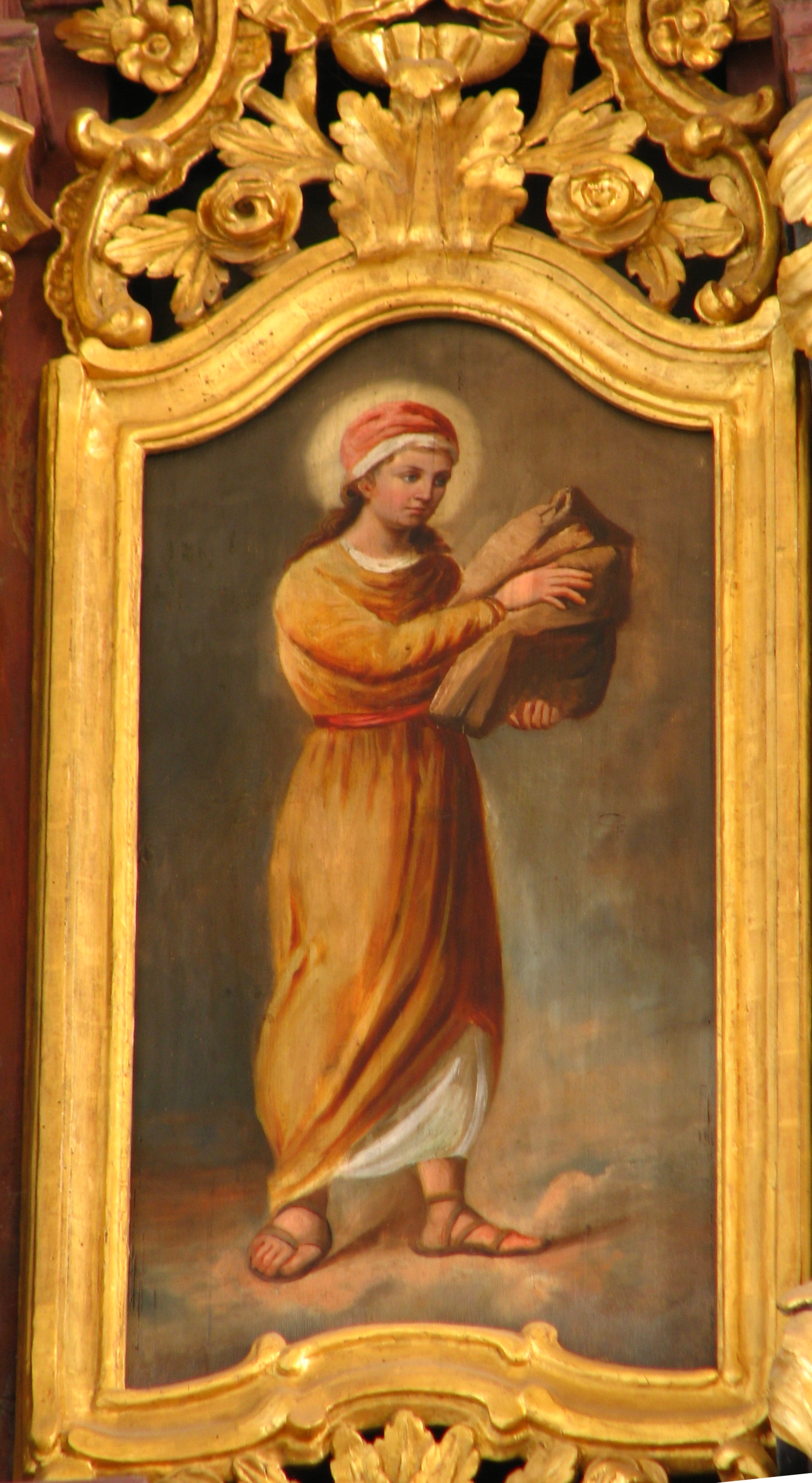
Dániel próféta
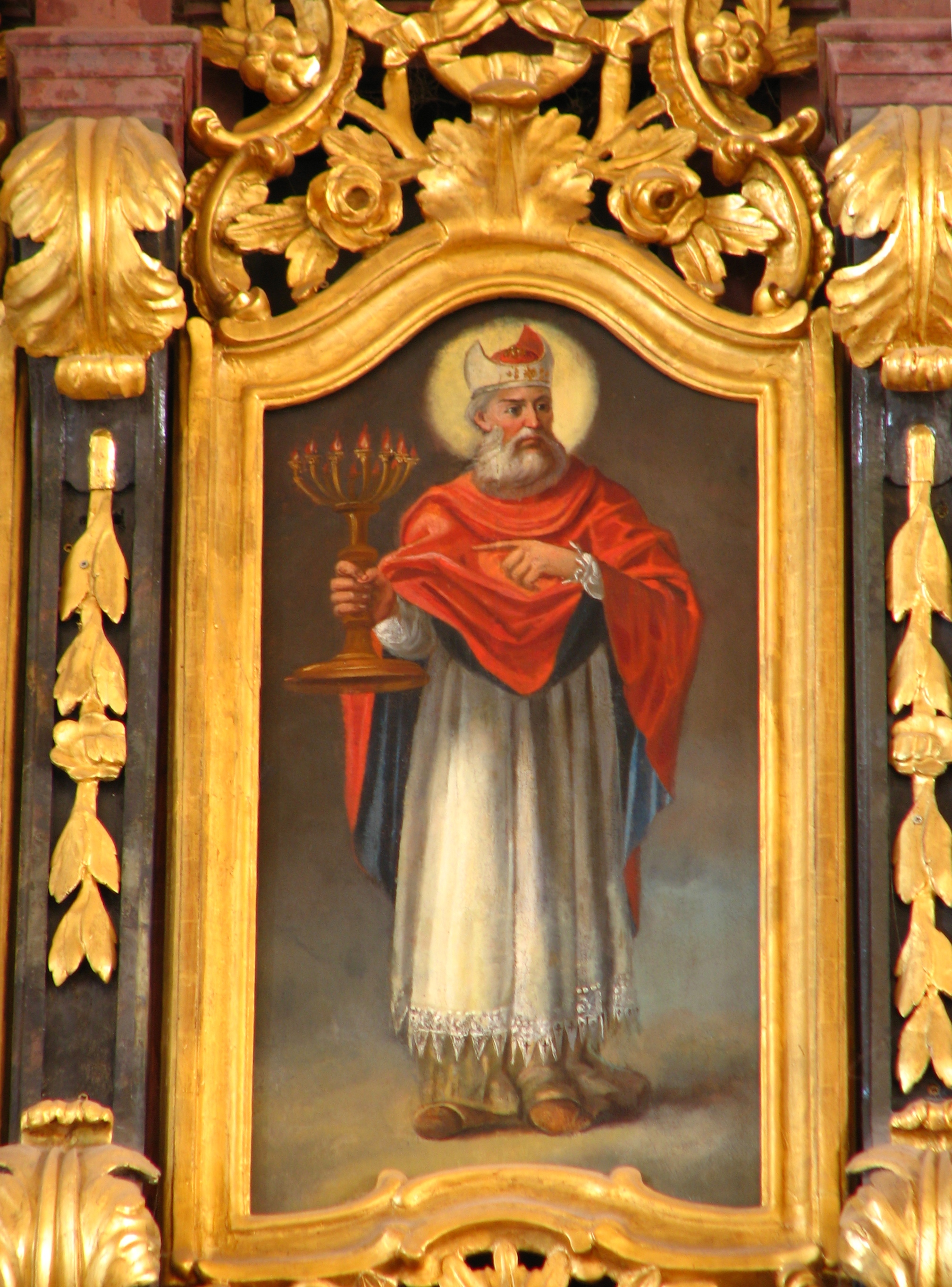
Zakariás
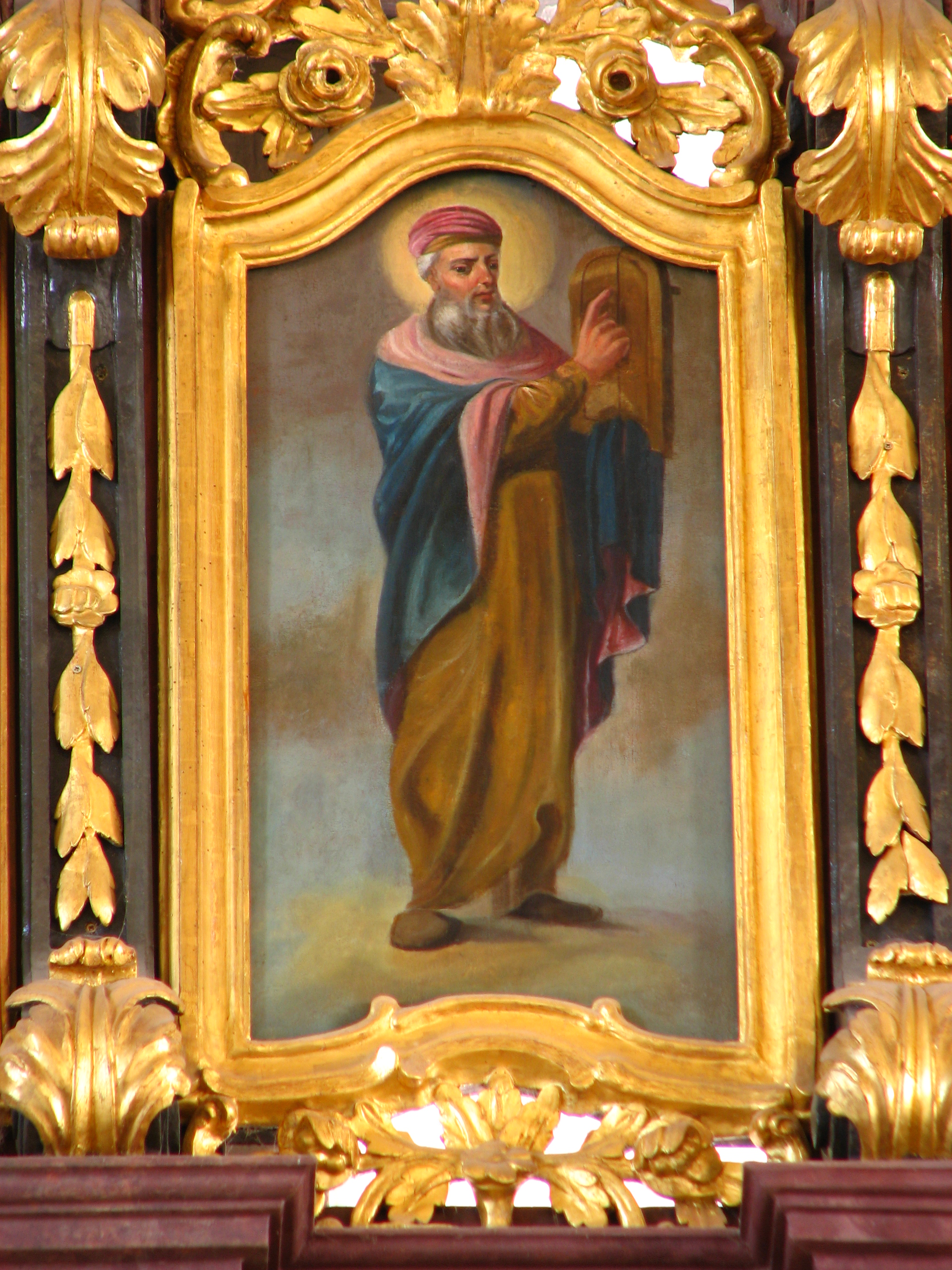
Ezékiel
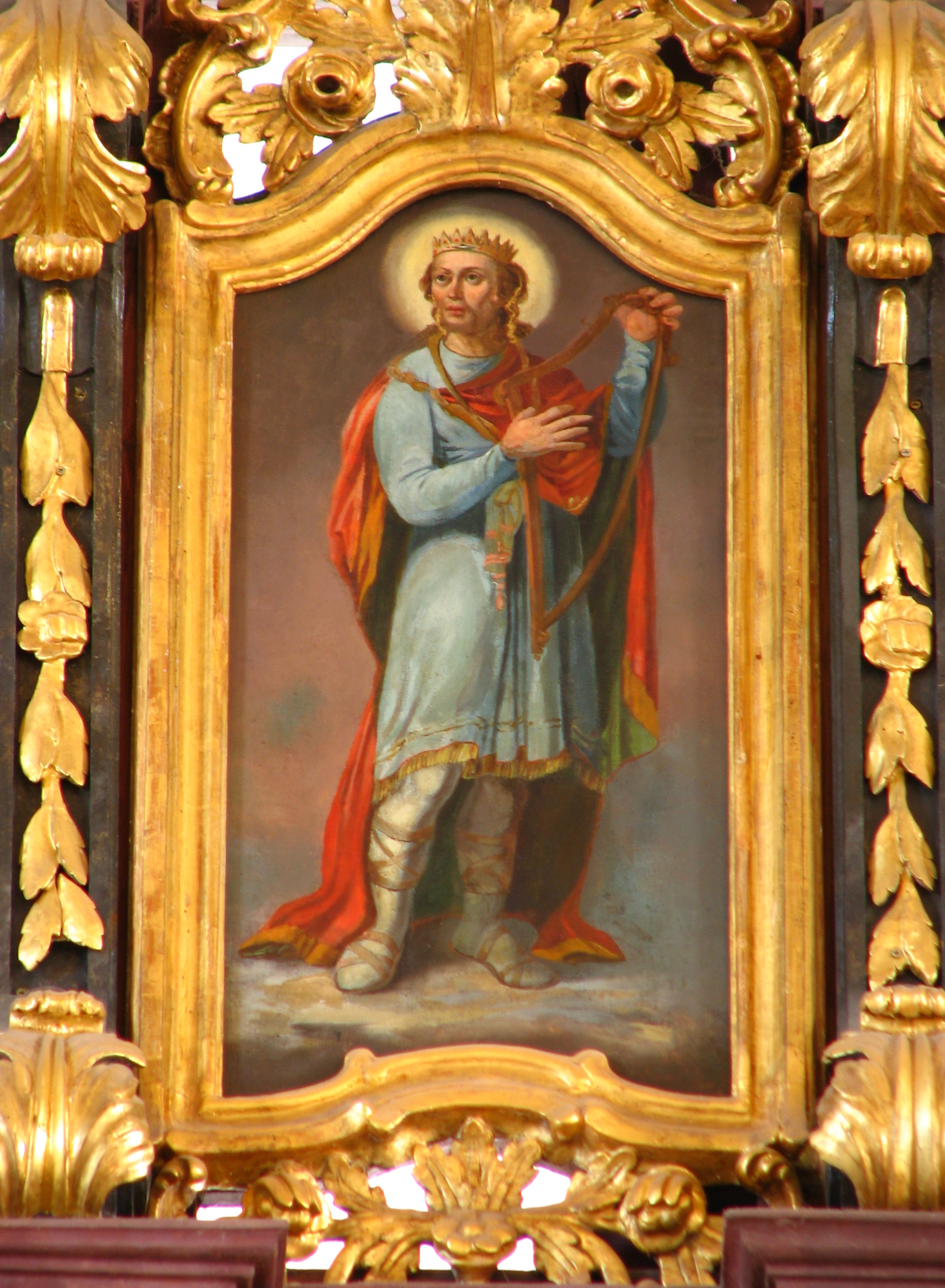
Dávid király
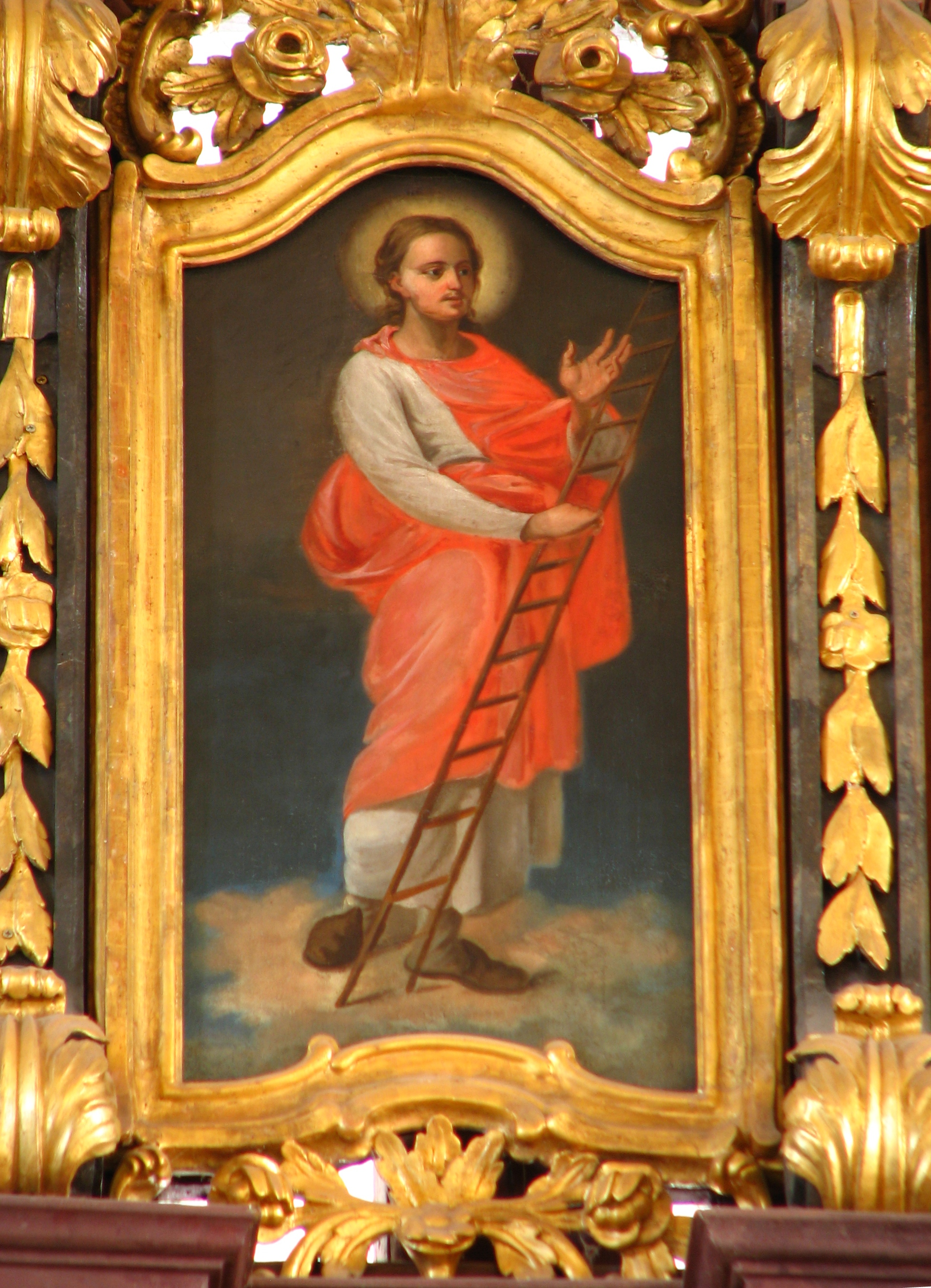
Jákob
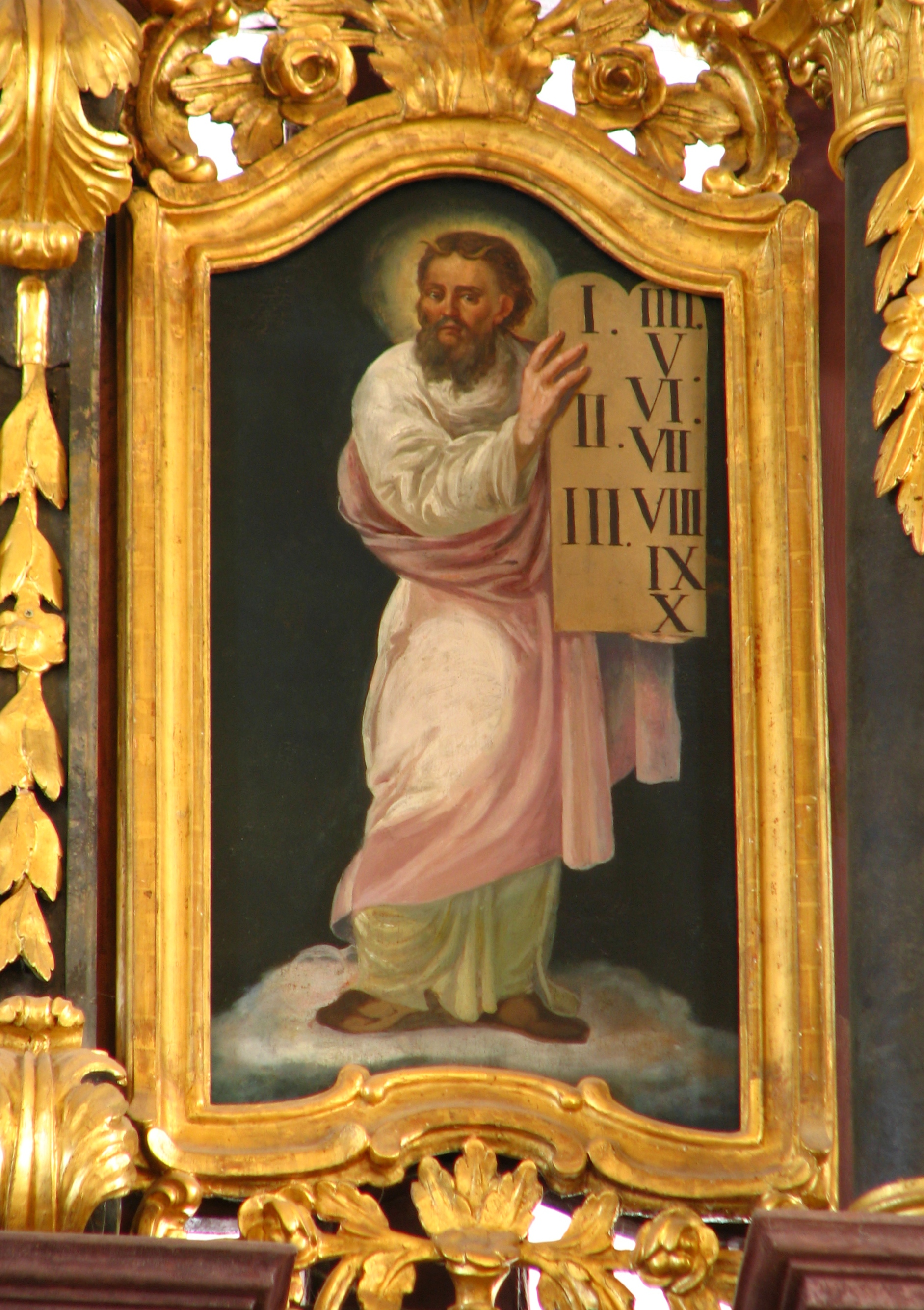
Mózes

A képfal jobb oldalán a Próféták sorát Mózes testvére, Áron nyitja meg. Mózes vezetése mellett Áron töltötte be a vallási vezető szerepét, így őt tekintik az izraeliták első főpapjának. Jobbjában egy virágokkal díszített pásztorbotot, baljában pedig egy tömjénfüstölőt tart. Mellette Gedeon képe látható, aki a Bibliában az izraeliták egyik bírája volt. Kezében gyapjút tart, ami ószövetségi történetére utal (Bírák 6:36-40). Az Úr angyala megjelent Gedeonnak, és azt mondta neki, hogy az Úr segítségével ő fogja megmenteni népét a midianiták pusztításától. Gedeon bizonyságot kért az Úrtól, emiatt éjszakára kitett egy darab gyapjút a szabad ég alá, és azt mondta az Úrnak, hogy ha reggelre minden száraz lesz, csak a gyapjú lesz nedves a harmattól, akkor tudni fogja, hogy az Úr valóban mellette áll. Miután reggel valóban csak a gyapjú volt nedves, Gedeon még egy próbát tett, és ezúttal azt kérte, hogy mindent borítson harmat másnap reggelre kivéve a kint hagyott gyapjút. Az Úr ezt a kérését is teljesítette Gedeonnak. Később Gedeon történetét próféciának tartották Mária örömhírvételéről. A későbbi magyarázatok szerint a történetben a gyapjú Máriát, a harmat pedig Jézust jelképezi. A következő képen Salamon király alakja látható. Dávid király gyermeke, Izrael királya egy templom tervrajzát tartja kezében, ugyanis az ószövetségi elbeszélések neki tulajdonítják a jeruzsálemi Első Templom felépítését. A következő ikon feltehetőleg Jeremiás prófétát ábrázolja, azonban erre minden kétséget kizáró bizonyítékot eddig nem találtak. Az idős prófétát az ég felé tárt karokkal ábrázolták. Jeremiás egy földbirtokos gyermeke volt, akinek az Úr azt a szerepet szánta, hogy tolmácsolja haragját a bálványimádó izraelitáknak, és készítse fel őket Jeruzsálem pusztulására, és arra, hogy Izrael népe rabszolgasorsra fog jutni. Jeremiást emiatt gyakran ábrázolják gondterhelt idős emberként, aki az ég felé nézve kérleli az Urat, hogy változtassa meg ítéletét. A következő képen Ézsaiás avagy Izajás próféta látható, akinek ajkait egy angyal tűzzel telíti meg, hogy próféciáit bátorsággal hirdesse népe között. Egy másik magyarázat szerint a tűzzel telített ajkak Ézsaiás könyvére, nevezetesen az Úr fellángoló haragjára utalnak (Ézs 30:27). Az utolsó próféta kiléte szintén bizonytalan. A fiatal, turbános férfiben feltehetőleg Habakuk prófétát ismerhetjük fel. Sajnos ezidáig nem sikerült beazonosítani a kezében tartott tárgyat. Talán ételcsomag lehet az, amelyet Habakuk egy angyal segítségével Dánielnek vitt el az oroszlánbarlangba.

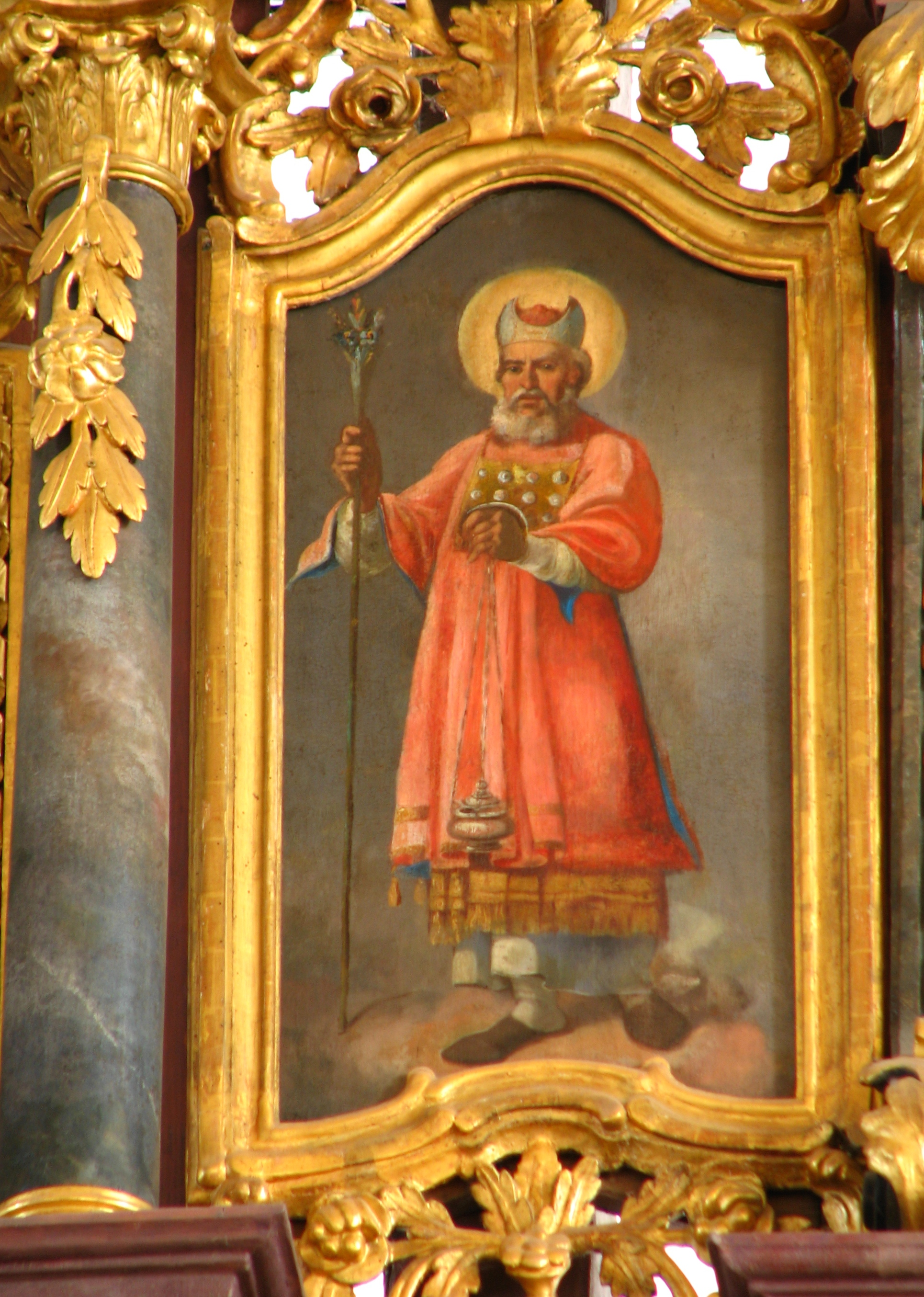
Áron
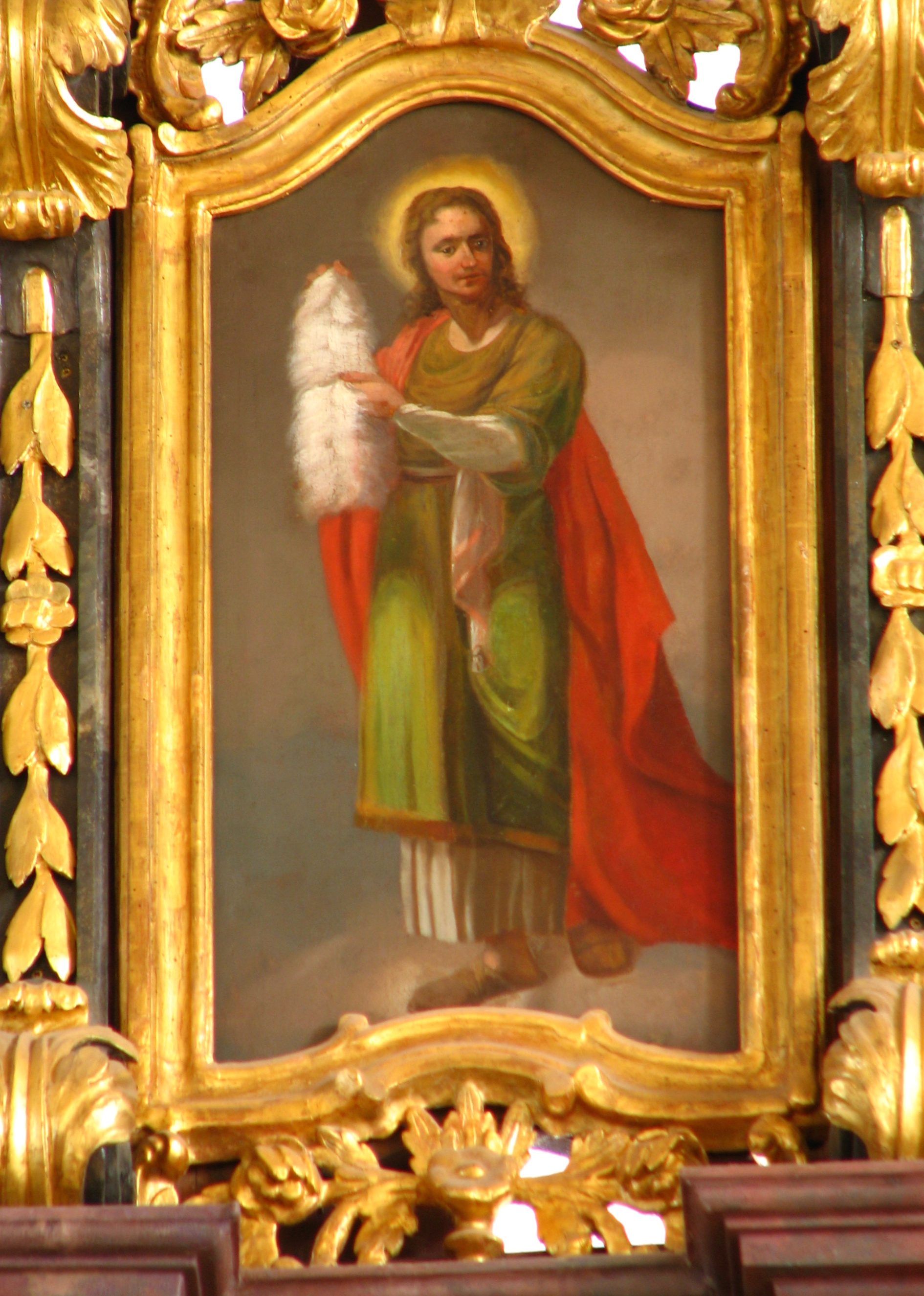
Gedeon
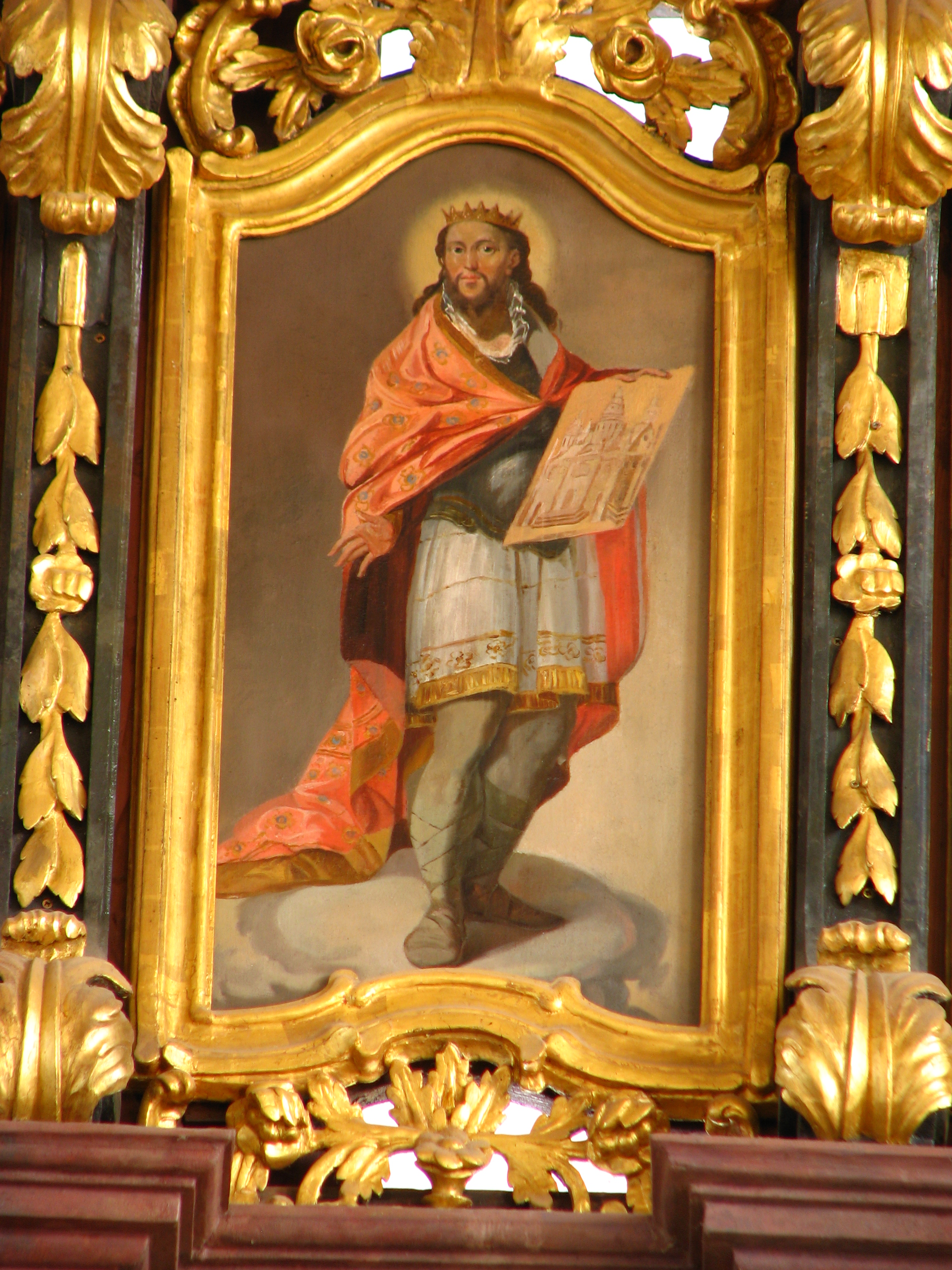
Salamon király
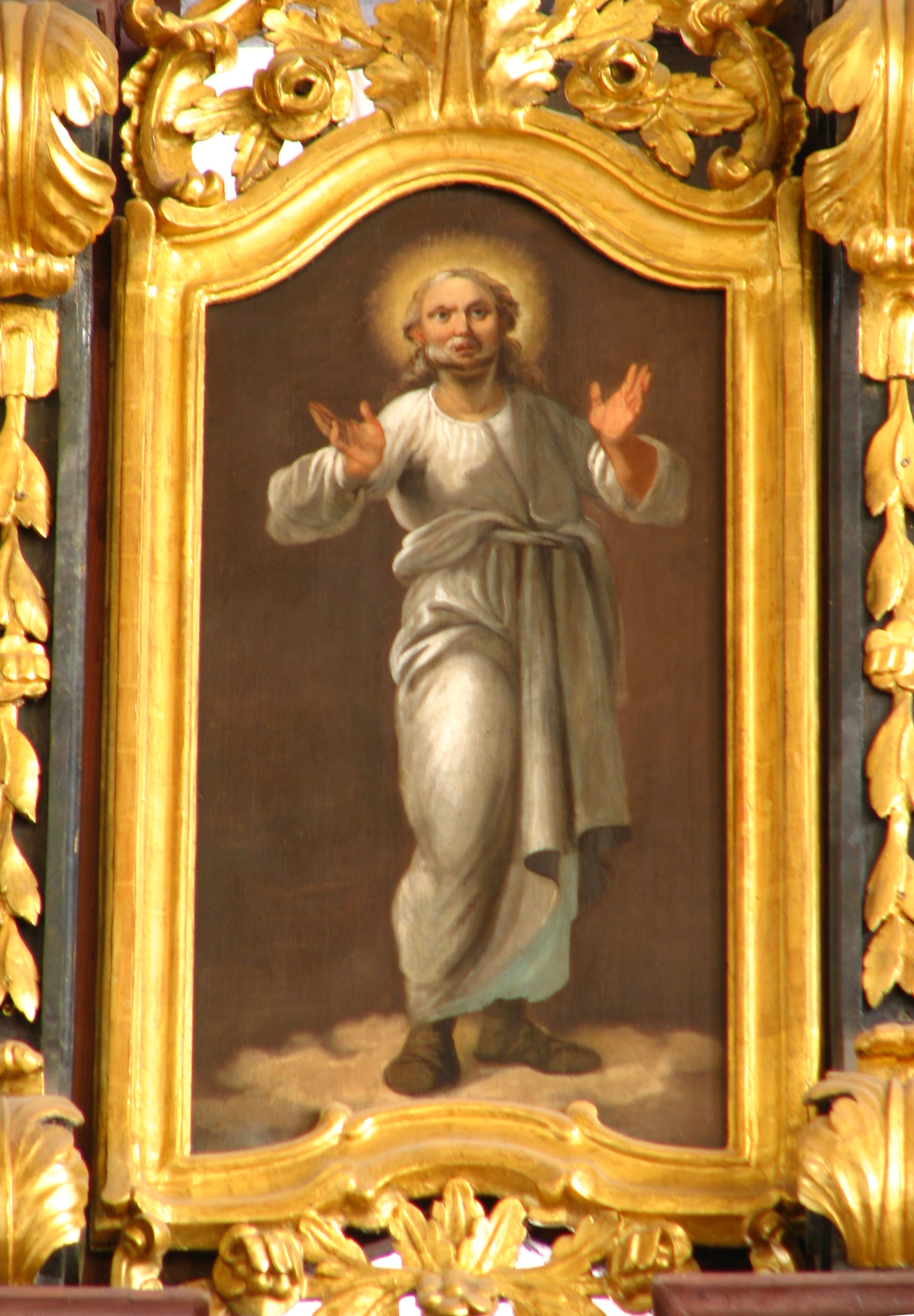
Jeremiás próféta
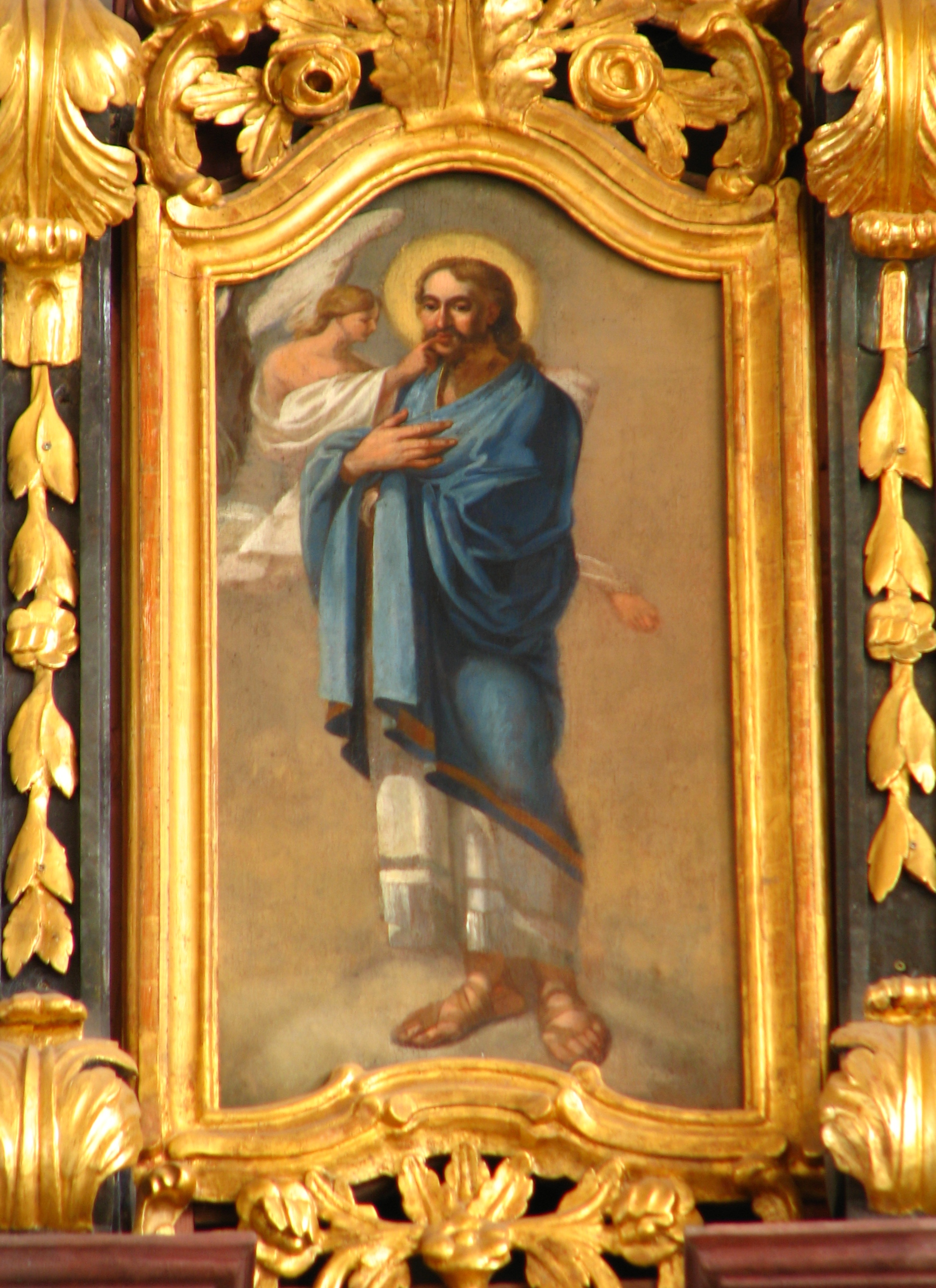
Ézsaiás próféta
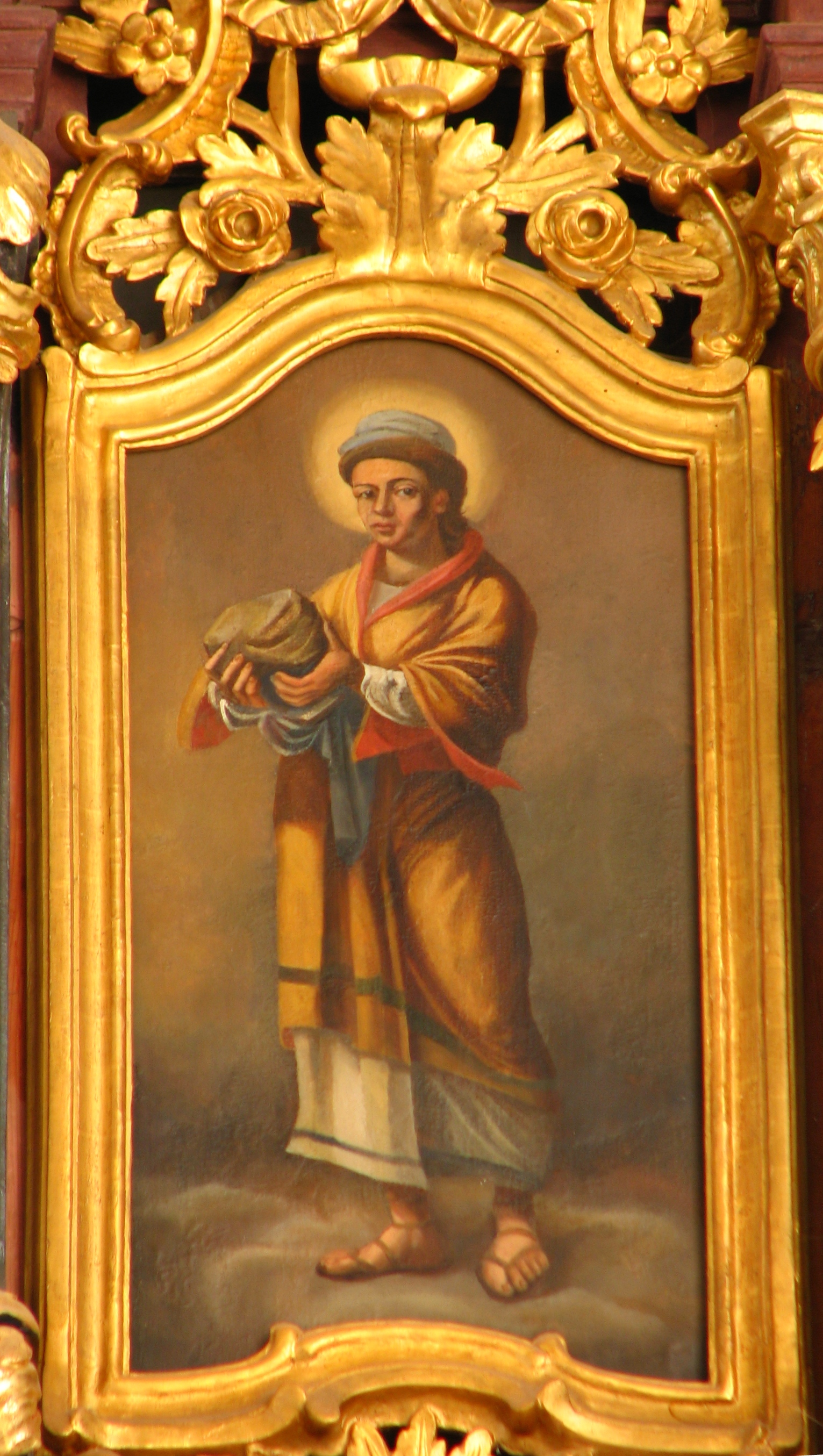
Habakuk

A képfalat a királyi kapu felett két nagyméretű ikon osztja fel. Közvetlenül a kapu felett elhelyezkedő Utolsó vacsora ikon felett láthatjuk a Trónoló Krisztus képmását. A kilencvenes évek elején elvégzett állapotfelmérés szerint ez az ikon volt leginkább rovarfertőzött, és a restaurálás előtt a festék a kép meglehetősen nagy részén peregni kezdett. A központi helyen lévő Trónoló Krisztus ikonja fontos szerepet tölt be. Hasonlóan a Pantokrátor képéhez, ez az ikon is Jézus egyik hagyományos ábrázolási formája. A Megváltót a festményen trónon ábrázolták, főpapi öltözékben. Jobb kezét áldást osztó avagy tanító pózban festették meg, baljában pedig nyitott Bibliát láthatunk, amely Máté evangéliumánál van nyitva: „Jöjjetek Atyámnak áldottai, bírjátok a világ már kezdetétől fogva néktek készített országot” (Máté 25:34). Az Újszövetség szerint Jézus ezekkel a szavakkal fogadja majd a benne hívőket az utolsó napon. Mindenképpen fontos megjegyezni, hogy a Trónoló Krisztus ábrázolása elsősorban a nyugati kereszténységben jellemző. A keleti ortodox hagyományokban, az ikonosztázionokon általában az úgynevezett Deészisz jelenik meg, amely sok mindenben hasonlít a trónon ülő Krisztus alakjára. A különbség az, hogy a keleti hagyományok szerint a trónoló Krisztus mellett balról Máriát, jobbról pedig Keresztelő Szent Jánost is megjelenítik az ikonon, akik az emberek üdvözüléséért könyörögnek az ítélkező Jézushoz. A nagyobb Deésziszen több Krisztus felé forduló szent is megjelenhet. A Trónoló Krisztus ikon felett Jézus feltámadásának jelenetét láthatjuk. A képen az őrt álló négy római katona csodálatára megnyílik a szent sír, és abból Krisztus emelkedik fel, kezén, lábán és mellkasán az öt sebbel.

Végül az ikonosztázion legfelsőbb szintjén a Kálvária-jelenet három ikonja látható. A Szentlelket szimbolizáló szem felett, középen a keresztre feszített Jézus alakját láthatjuk. A kereszt alakú ikon tetejére az 1870-es évek felújításakor felkerült a JKZsK (azaz Jézus Krisztus a Zsidók Királya) felirat, amelyet az eredeti állapotokhoz visszatérő legutóbbi restaurálás során eltüntettek. A keresztfa mellett két Jézust sirató alak látható. A hagyományok szerint bal oldalon Szűz Mária, jobb oldalon pedig Szent János apostol alakja tűnik fel.

Trónoló Krisztus
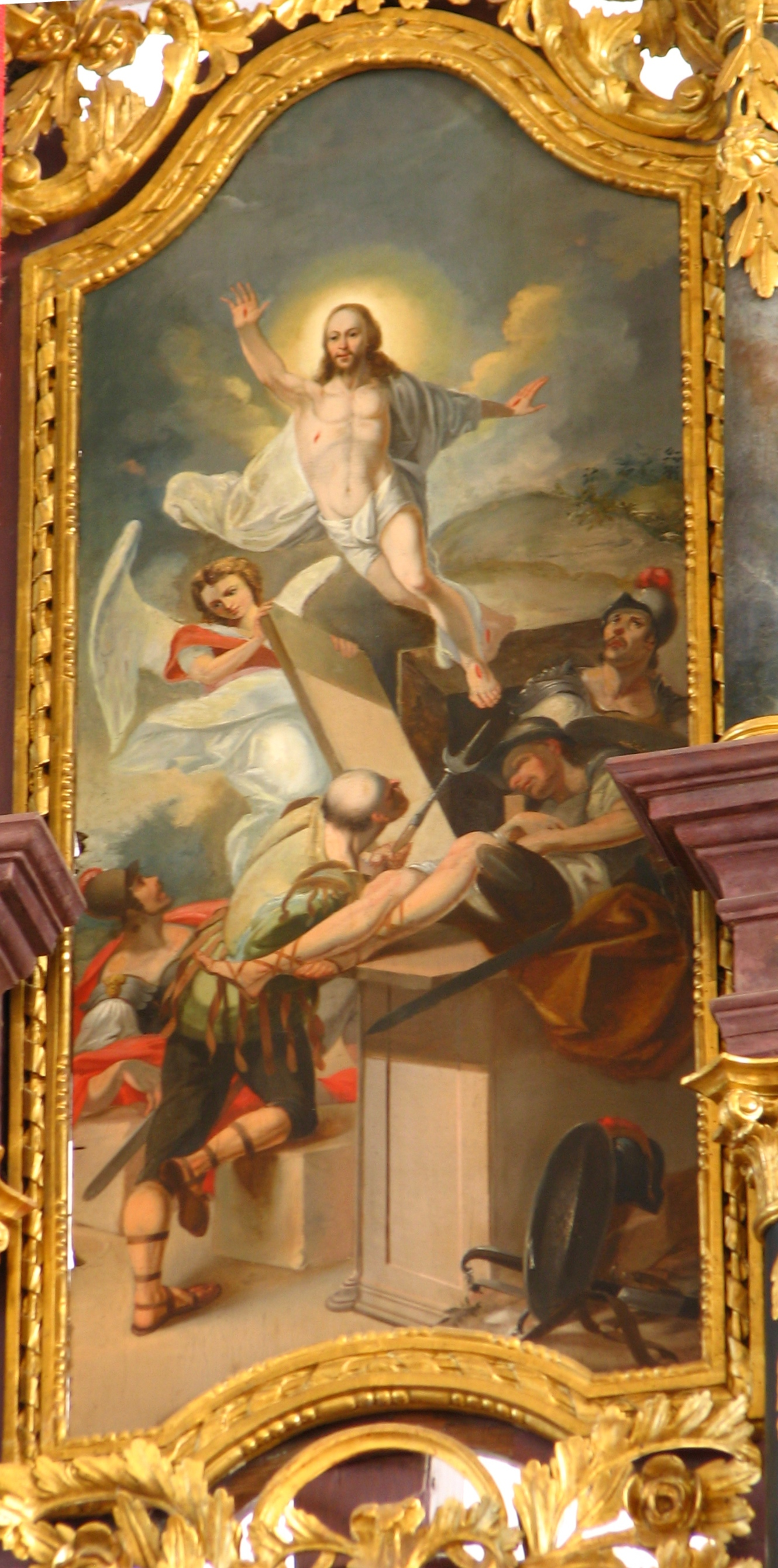
Jézus feltámadása
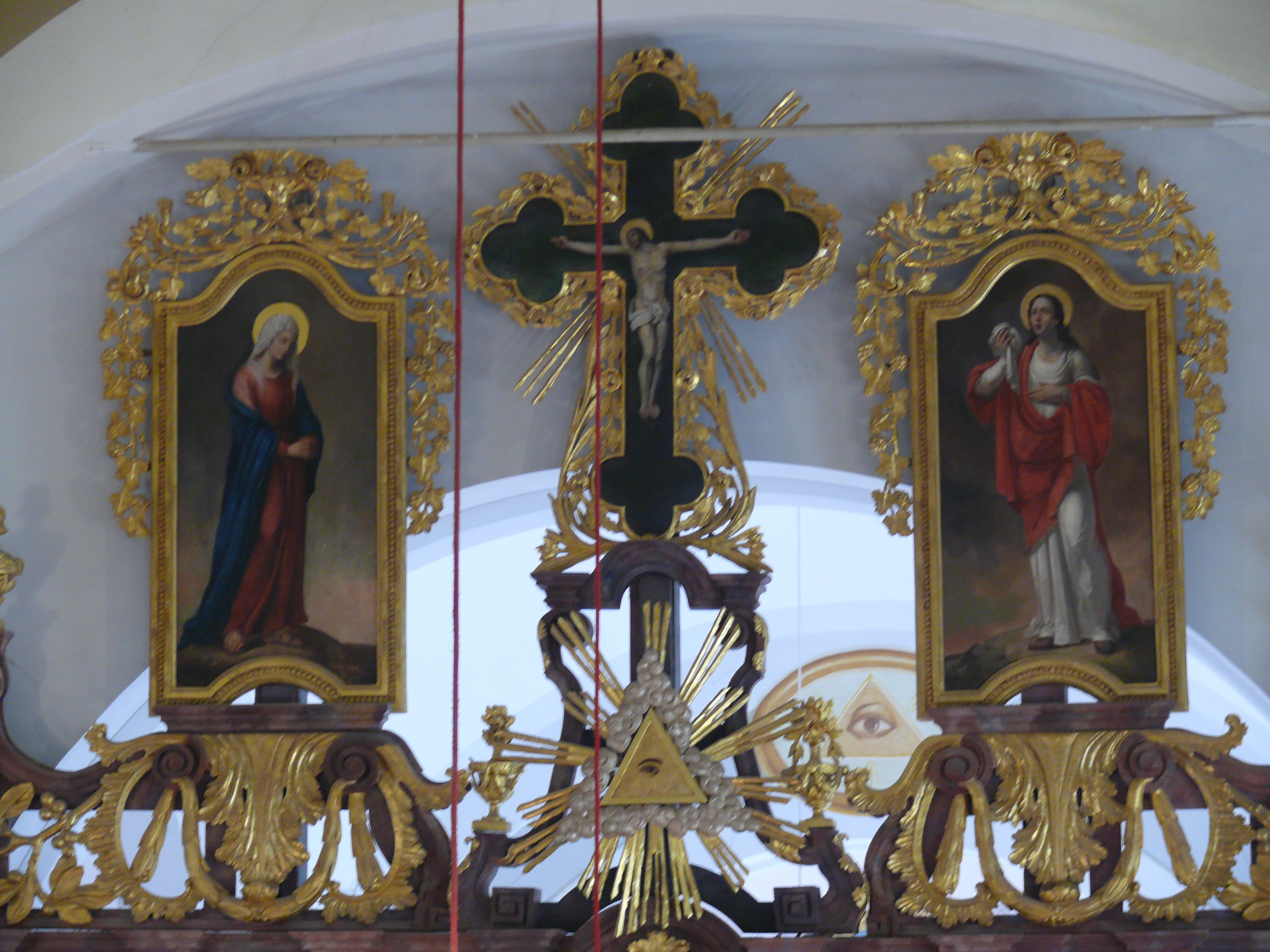
Kálvária jelenet
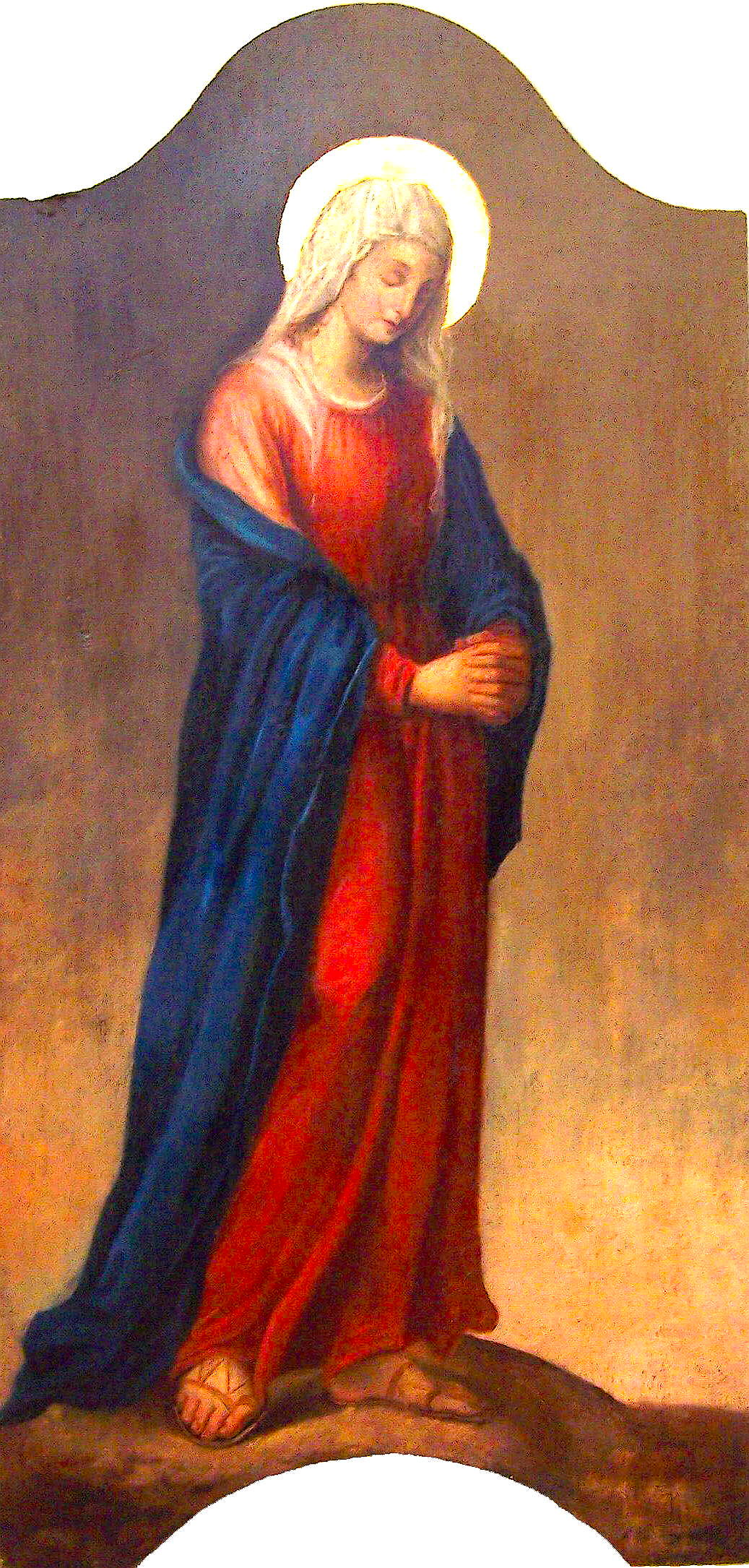
Szűz Mária
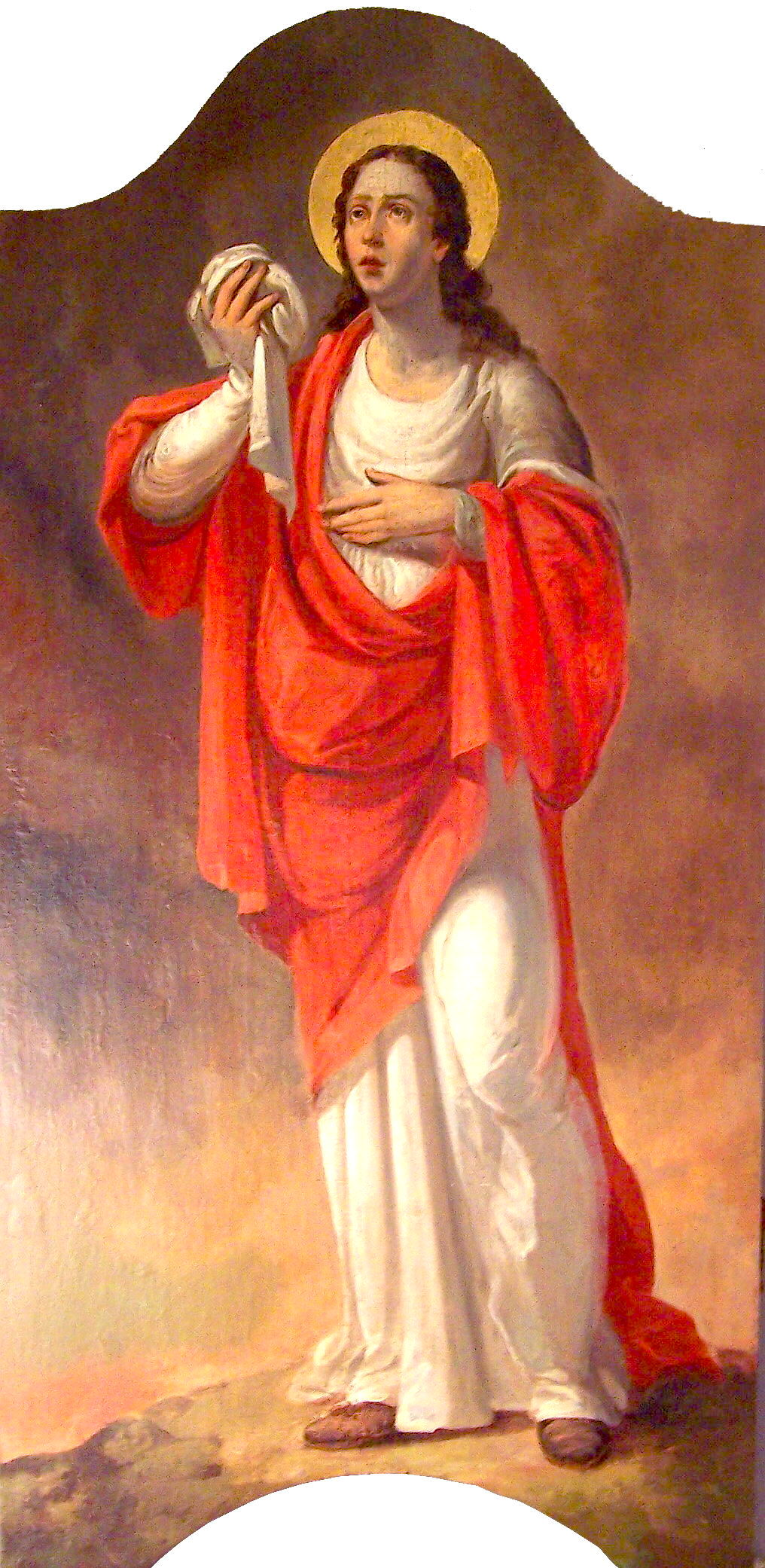
János evangélista

#### A főhajó
Az 1772-ben épült, 200 négyzetméteres főhajó a székesegyház leghangsúlyosabb és legnagyobb belső tere. Jelenlegi formáját a 2006-os belső restaurálás után nyerte el. A szentélytől az ikonosztázion által elválasztott tér ad helyet a hívők jelentős részének, ezért a főhajó legnagyobb részét padsorok töltik ki. A padok a restaurátori szakvélemény alapján nem azonos korból származnak. A legidősebbek a hajó nyugati részében, a leghátsó sorokban találhatók. 1937-ben minden pad olajzöld festést kapott, amit a 2006-os restaurálás során az eredeti barna színre cseréltek. A legutóbbi felújítás alkalmával a székesegyház padlója is lecserélődött. Az eredeti vörösmárvány-lapokat a korszerűbb padlófűtés miatt könnyebb, fehér kőlapok váltották fel. A vörösmárványt nem száműzték teljesen a bazilika belsejéből, hiszen mind a mai napig ez díszíti a szolea, vagyis az ikonosztázion előtt található, egy lépcsőfokkal megemelt tér peremét. A szolea lépcsője előtt, szélen, mindkét oldalon áll egy hagyományosan bizánci stílusú, homokkal feltöltött gyertyatartó, amelyet manuáliának (µανουαλια) neveznek. A szolea déli végében találhatjuk a rézfedelű, faragott márvány lábazaton álló keresztelőmedencét.

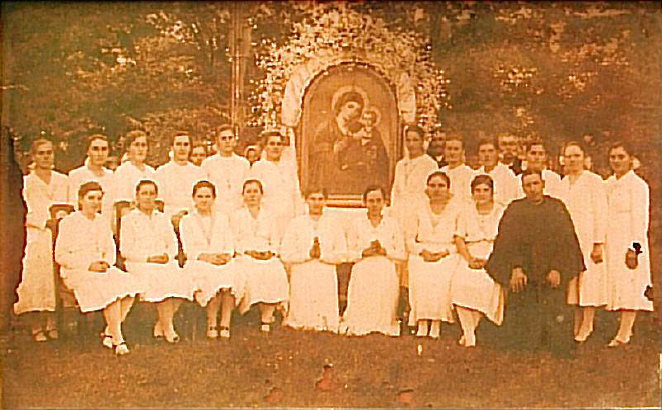
Mária-lányok csoportképe a székesegyház kertjében, az Istenszülő képével

A főhajó északi és déli boltívei az eredeti falakat áttörve a mellékhajókba vezetnek át. Mindkét mellékhajó oltár felé eső falán egy-egy fontosabb kisoltár található. A főhajó déli részében látható Szent István vértanú és Hofbauer Szent Kelemen ereklyetartója, előtte egy imapaddal. Az ereklyét tartó pódium, az úgynevezett analógion (αναλόγιον) felett látható Szent István 2010-ben festett ikonja, amelyen a felirat a következőket hirdeti: „Szent István, első vértanú és főszerpap, a Hajdúdorogi Egyházmegye védőszentje.” A vértanú palástjának aranyozott szegélyén a görög αγιος, azaz szent felirat olvasható. Az oltártól számított második déli boltíven látható Jézus vízenjárásának festménye. A kép azt a jelenetet ábrázolja, amikor Jézus Krisztus megjelenik tanítványai előtt a Kineret-tó vizén járva. A Biblia leírása szerint a tanítványok először megijedtek a jelenségtől, de amikor ráismertek Jézusra, Péter apostol a tomboló vihar dacára kiugrott a hajóból, hogy megérinthesse mesterét. De az apostol szívét félelem töltötte el a hatalmas hullámok láttán, és süllyedni kezdett. Jézus mentette meg őt a tenger habjaiból.

A főhajó északi boltívében található a máriapócsi kegykép másolata, amelyet 2009-ben helyeztek el a székesegyházban annak emlékére, hogy a máriapócsi kegytemplom belső felújításának idején a hajdúdorogi templom őrizte a kegyképet. A másolatot Monostory Viktória készítette. A kegykép előtt analógiont, mécsestartót és imapadot is elhelyeztek. A második északi boltíven található a Hajdúdorogi Egyházmegye alapítójának, X. Piusznak a festménye. A képet 1957-ben festette Friedlinger Jenő festőművész, amely egészen a 2006-os restaurálásig az északi mellékhajó oltárképe volt.
A főhajó északi falán, az ötödik padsor után helyezkedik el az Istenszülő oltára. A bizánci rítusban a gyermekét tartó Szűz Mária alakja kiemelkedő fontosságú, ezért sem meglepő, hogy a gyakran ünnepi díszbe öltöztetett oltár a főhajó közepén kapott helyet. Az Istenszülőt kék ruhában, gyermekét pedig piros stólában láthatjuk. A festmény pontos koráról és alkotójáról nincs információnk, de az bizonyos, hogy az oltárkép már az 1930-as években is a templomban volt. Korabeli fényképeken látható, hogy a virágokkal feldíszített festményt fehérbe öltözött szűz lányok (az úgynevezett Mária-lányok) vitték vállukon körbe Mária napi templomkerüléskor illetve a máriapócsi zarándoklatkor. Az ikonon látható görög betűk a Szent Szűz vallásos címére és Jézus nevére utalnak. A MPΘY egy görög kifejezést takar: Μήτηρ του Θεού, azaz Isten Anyja. Az ICXC rövidítés pedig Jézus Krisztus görög nevét takarja: Iησους Xριστος.
A hajó nyugati falán, a bejárat két oldalán nagy méretű festmények láthatóak. A bejárattól északra látható a Szűz Mária megkoronázása című festmény, amelyet 1937-ben festett Petrasovszky Manó festőművész. Elkészültekor a főoltár központi festménye volt hosszú éveken keresztül. A bejárattól délre Szent József a gyermek Jézussal című képet találhatjuk. A kép Józsefet ácsként jeleníti meg, jobbjában az elmaradhatatlan hosszú szárú fehér liliommal. A festményt 1958-ban festette Petrasovszky Manó, festőművész.
Közvetlenül a bejáratnál, a torony alatti kis előtérben találhatjuk a szegények perselyét, amely fölött Páduai Szent Antal, a szegények, éhezők és elesettek védőszentjének képe látható.

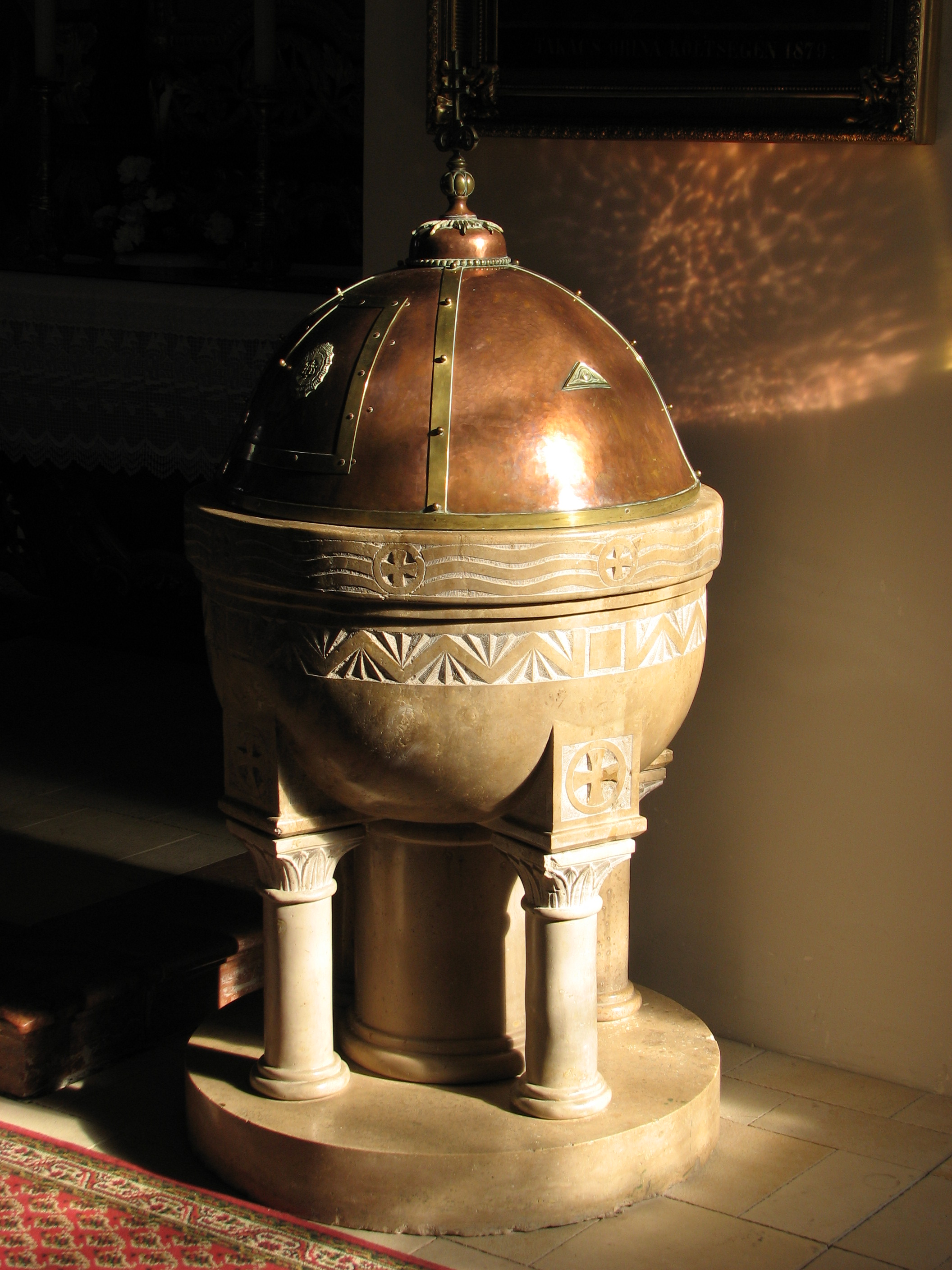
A hajdúdorogi keresztelőmedence
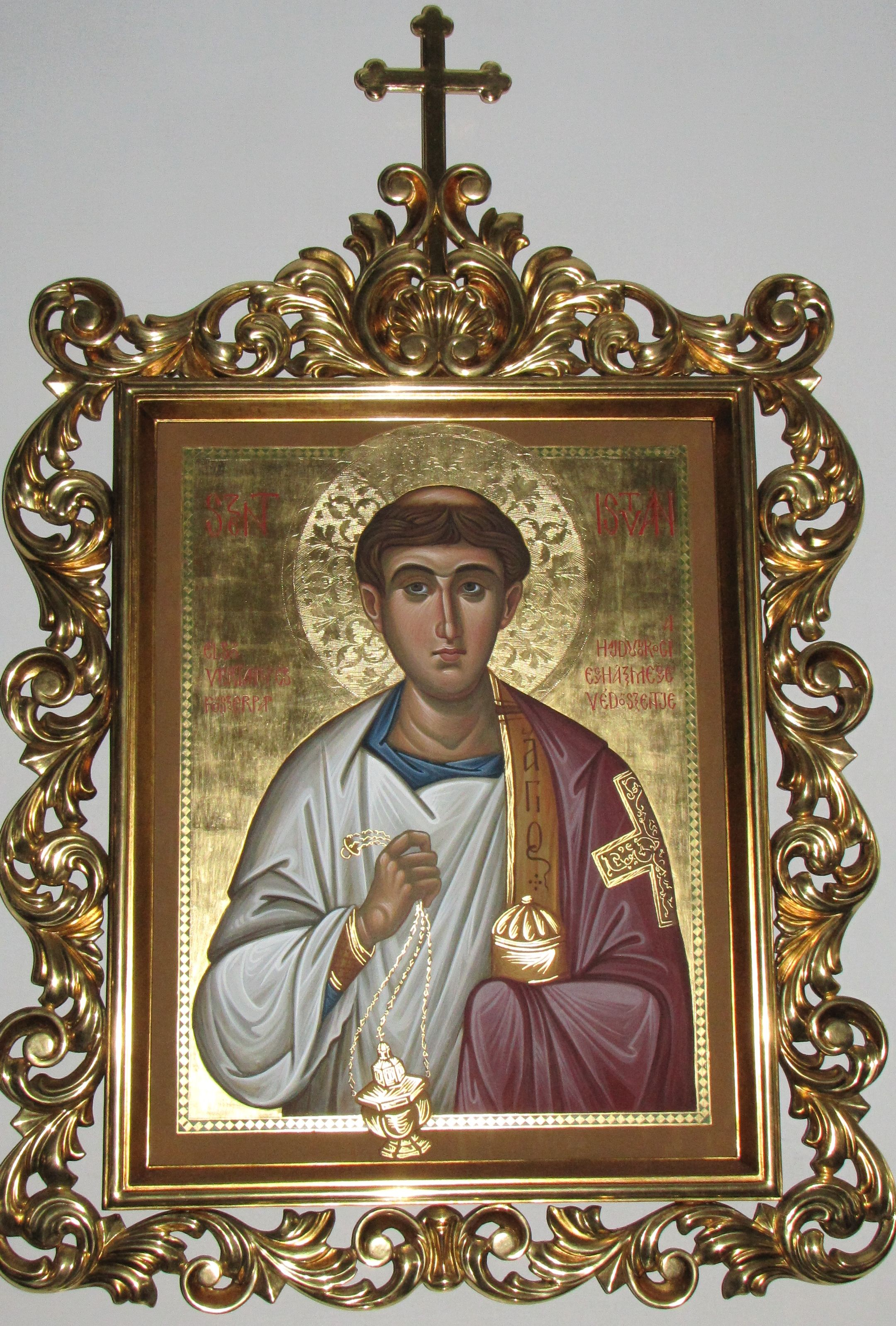
Szent István ikonja
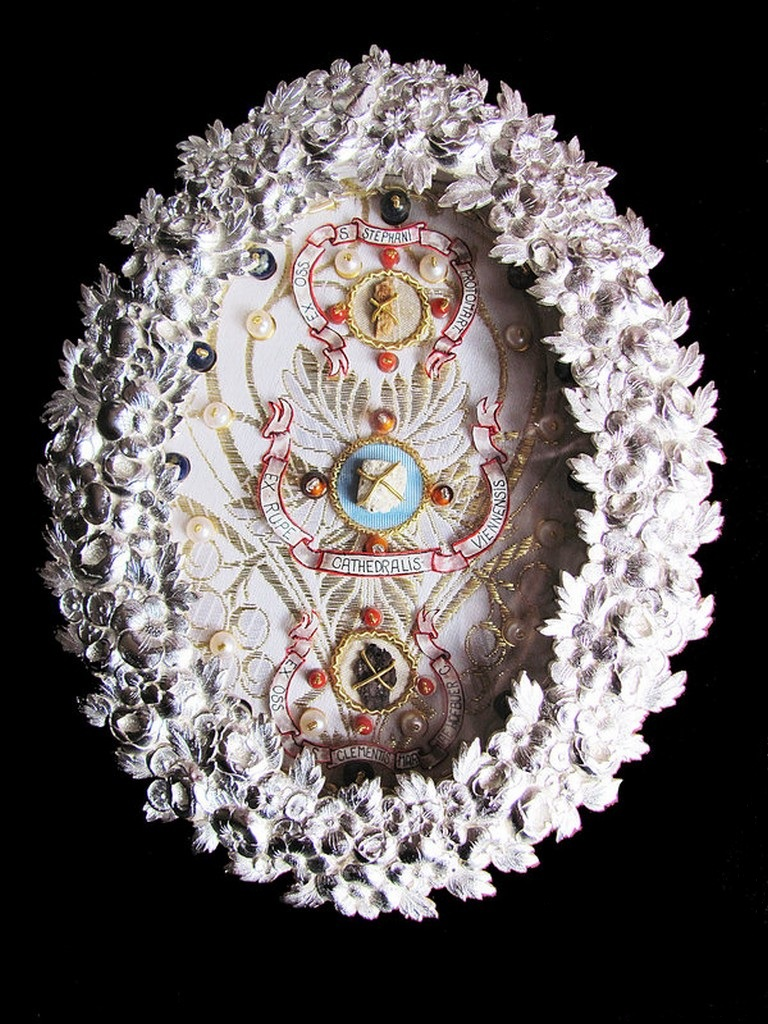
Szent István és Hofbauer Szent Kelemen ereklyéi
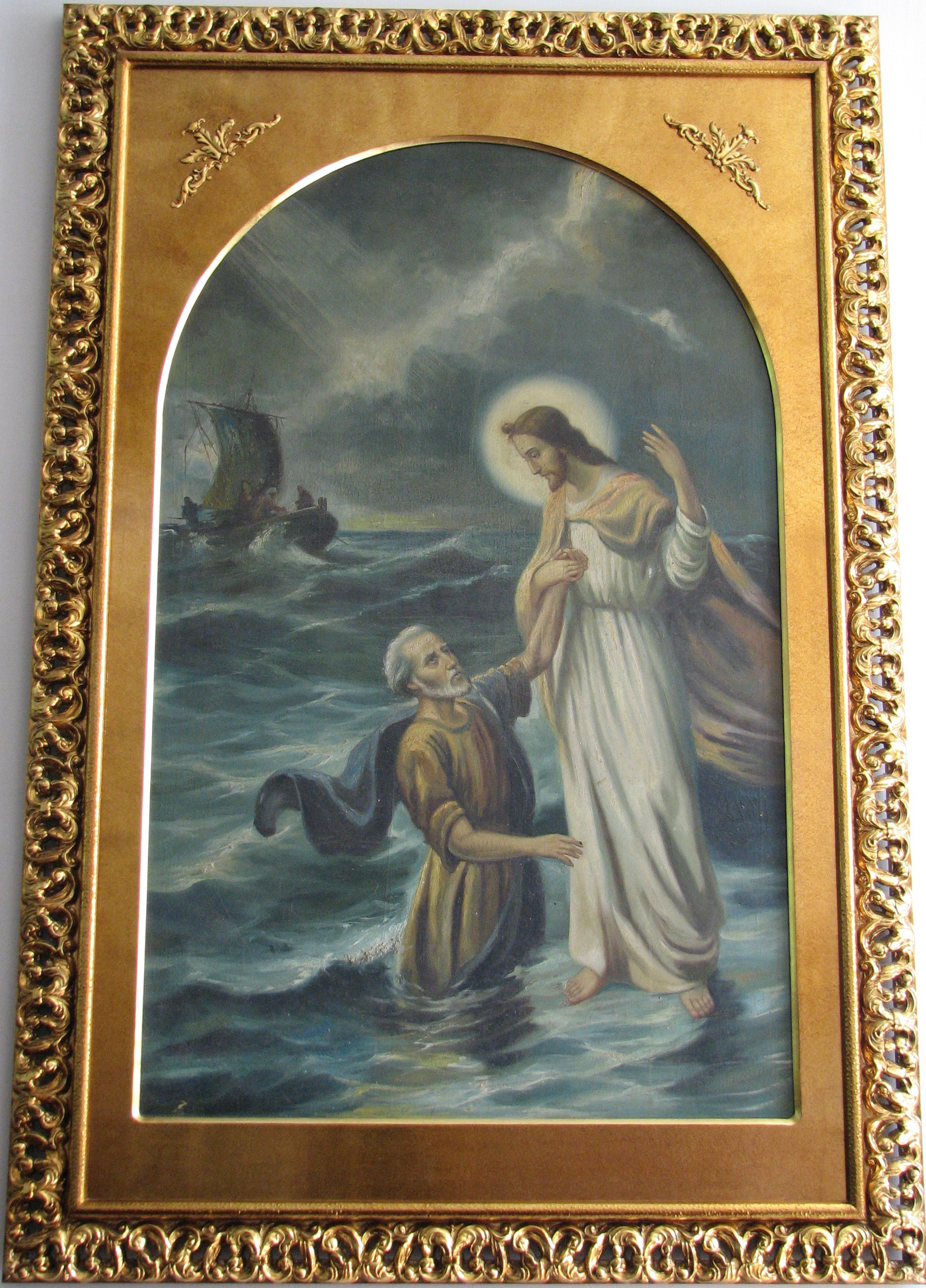
Jézus vízenjárása
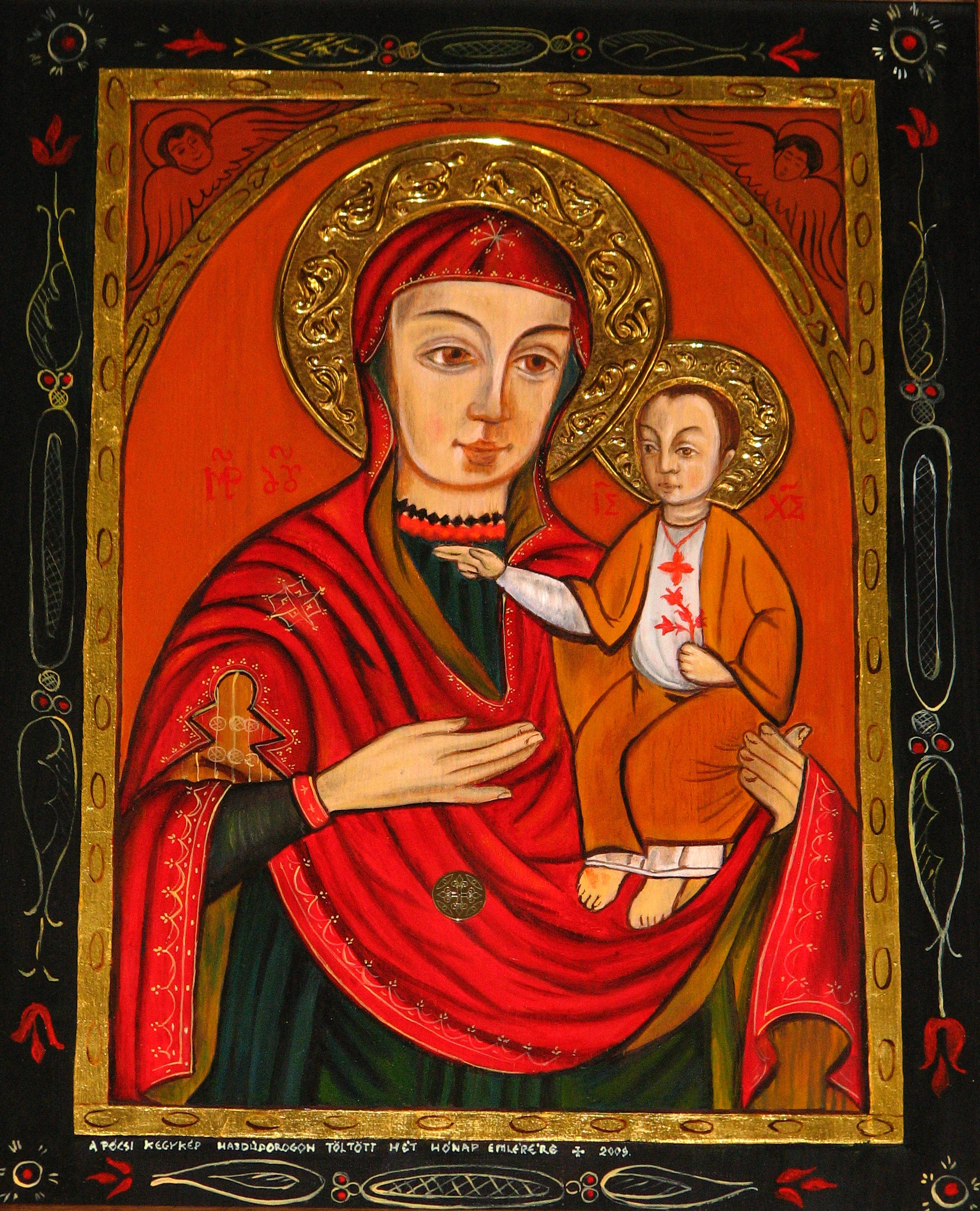
A máriapócsi kegykép másolata
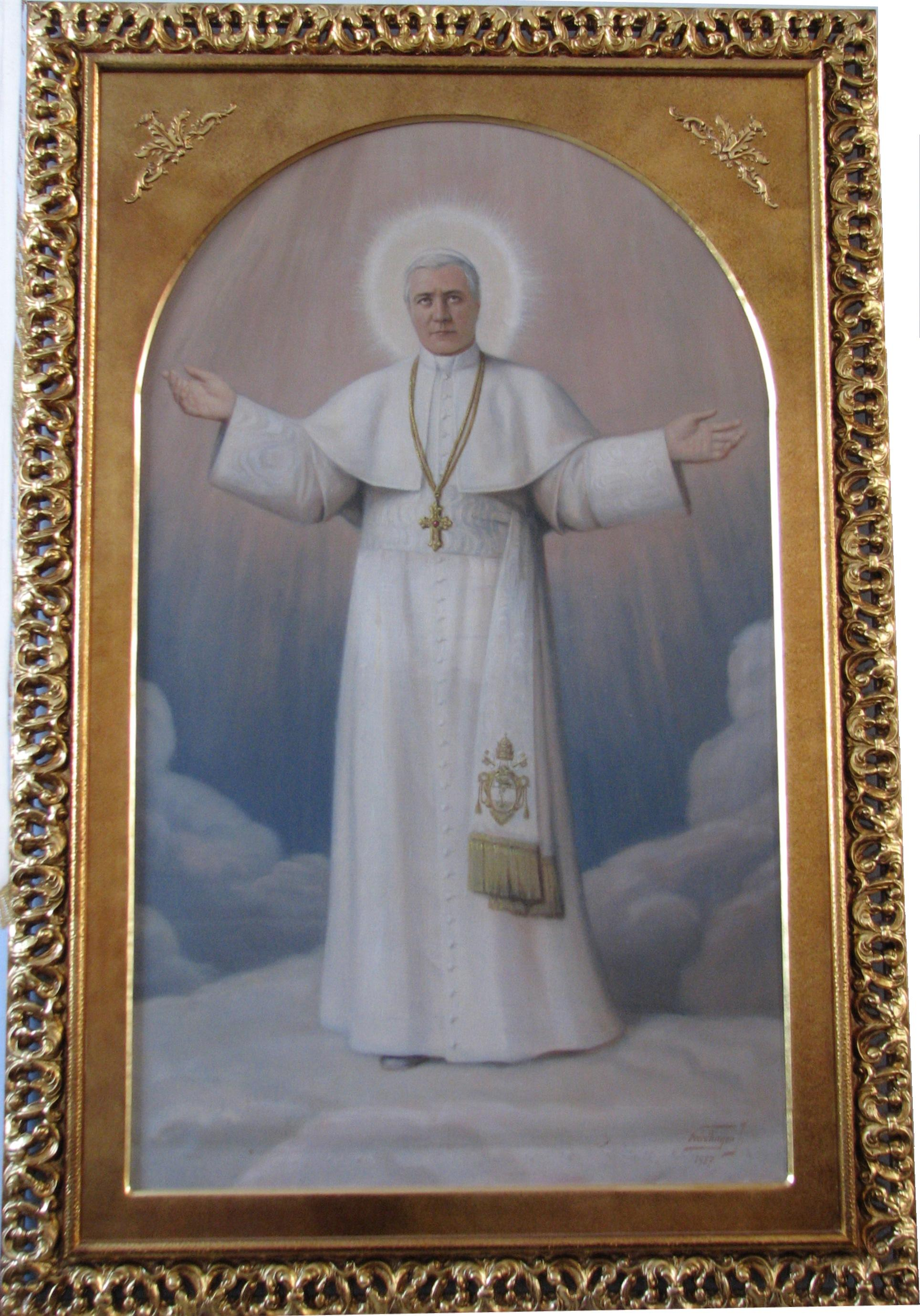
X. Piusz pápa
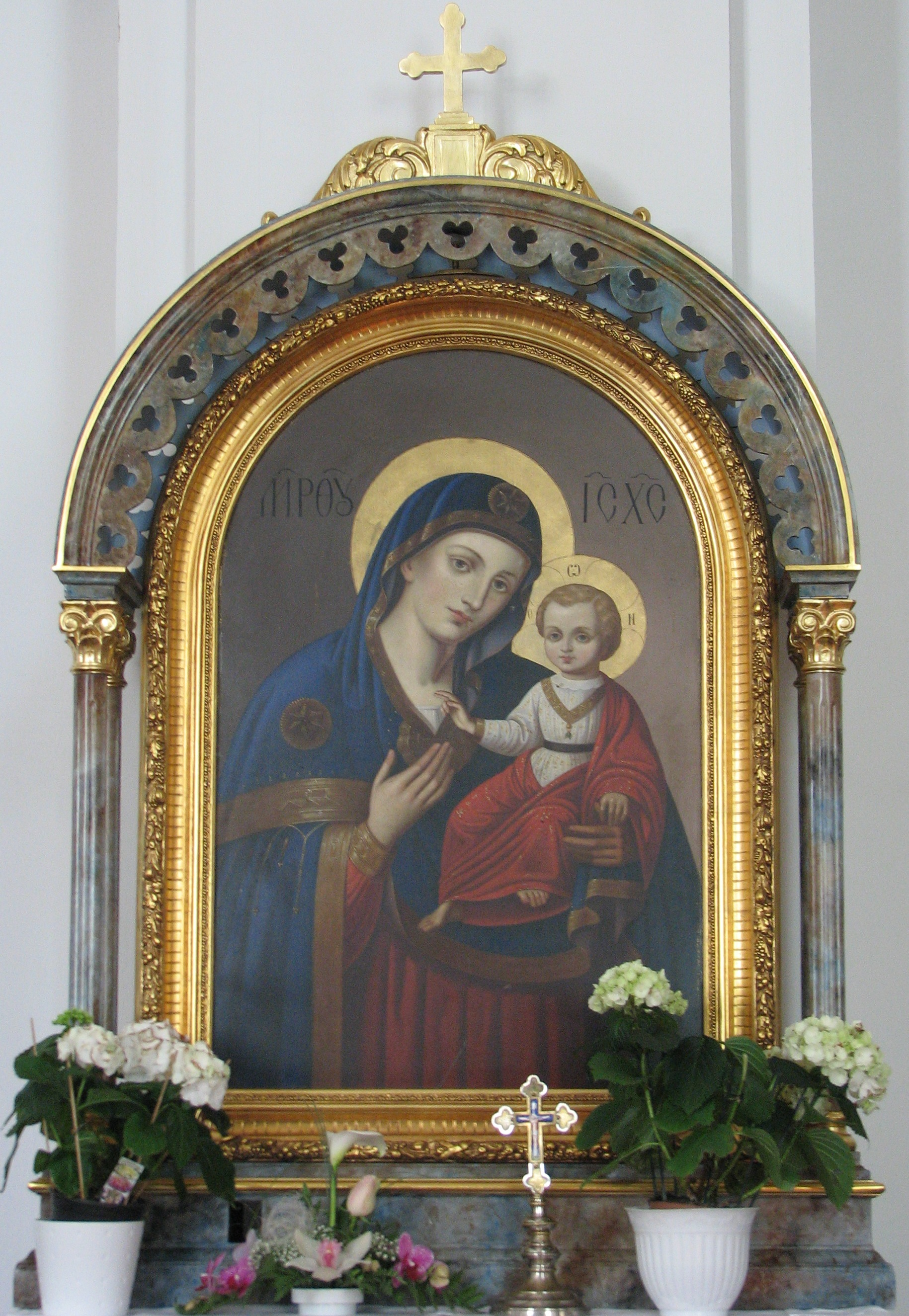
Az Istenszülő képe
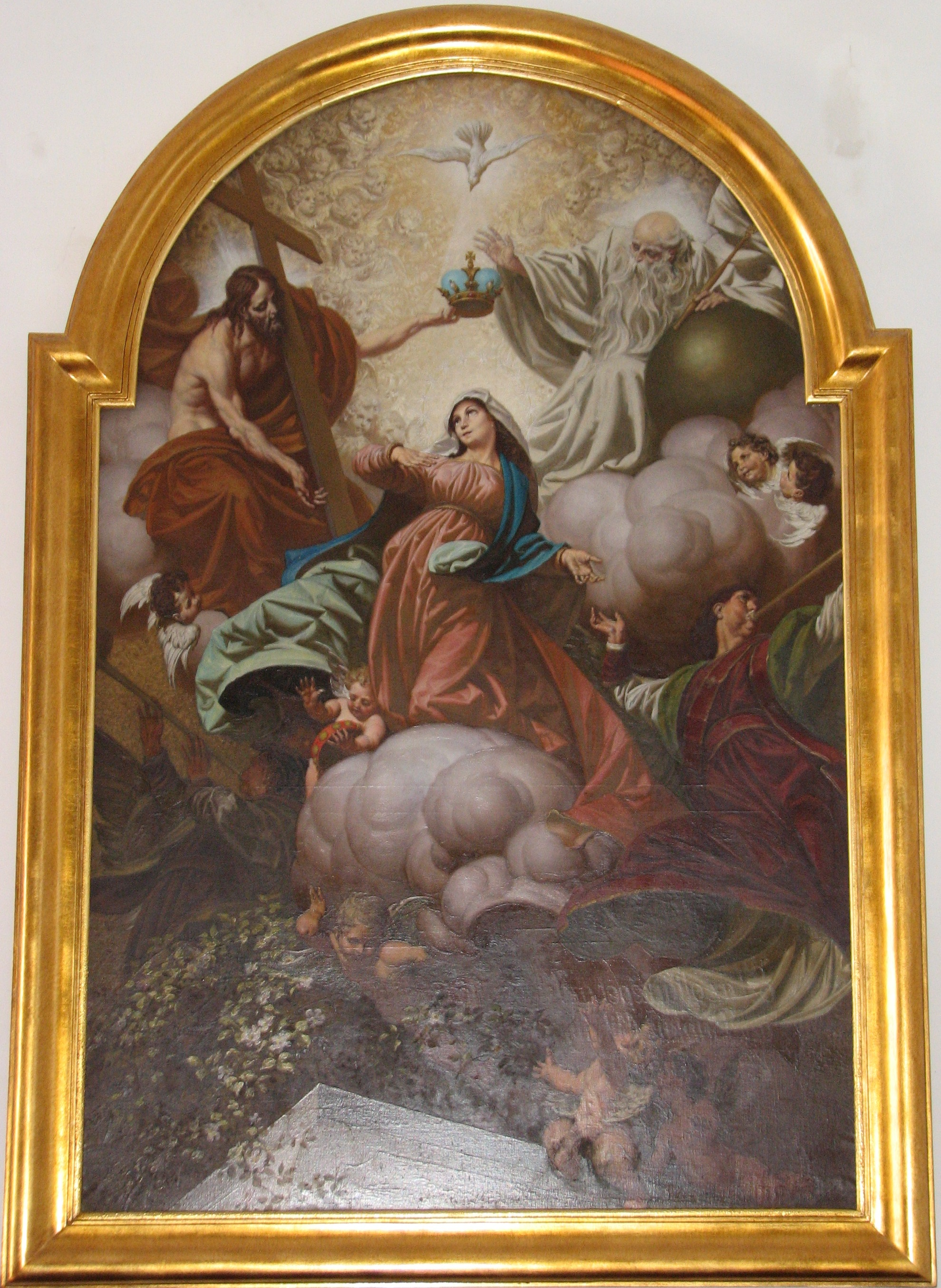
Szűz Mária megkoronázása
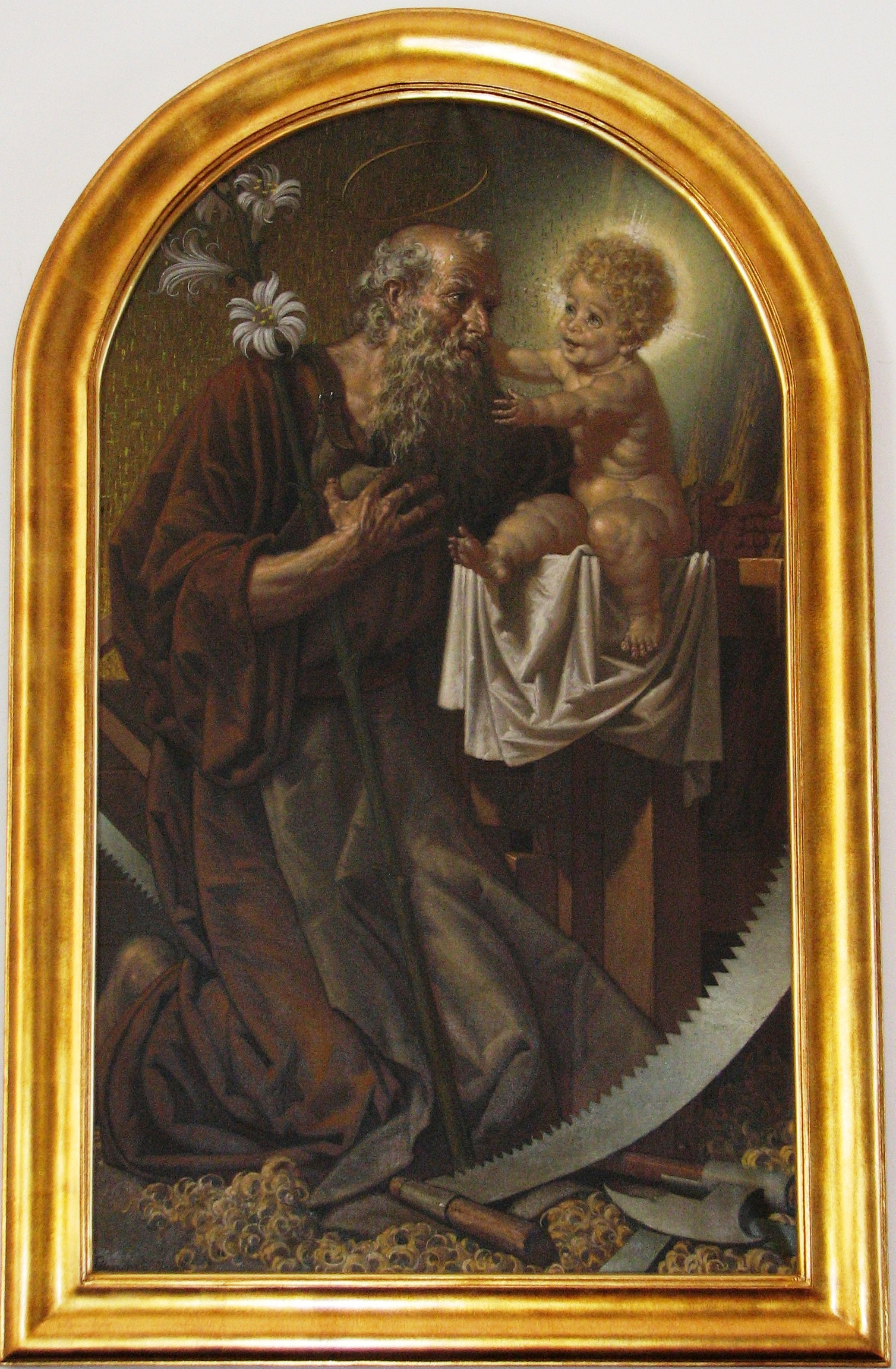
Szent József a gyermek Jézussal
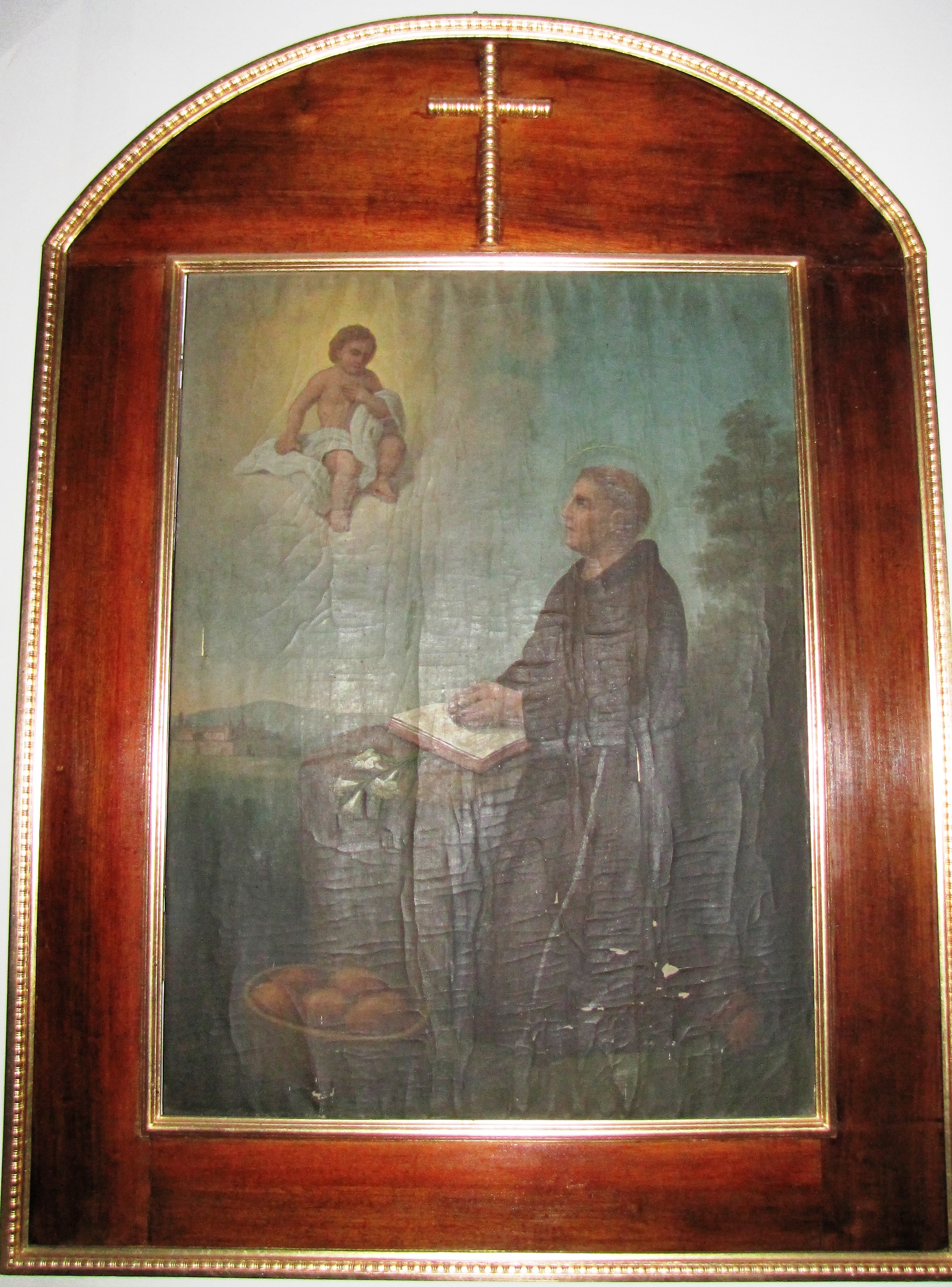
Páduai Szent Antal

##### Mennyezeti képek

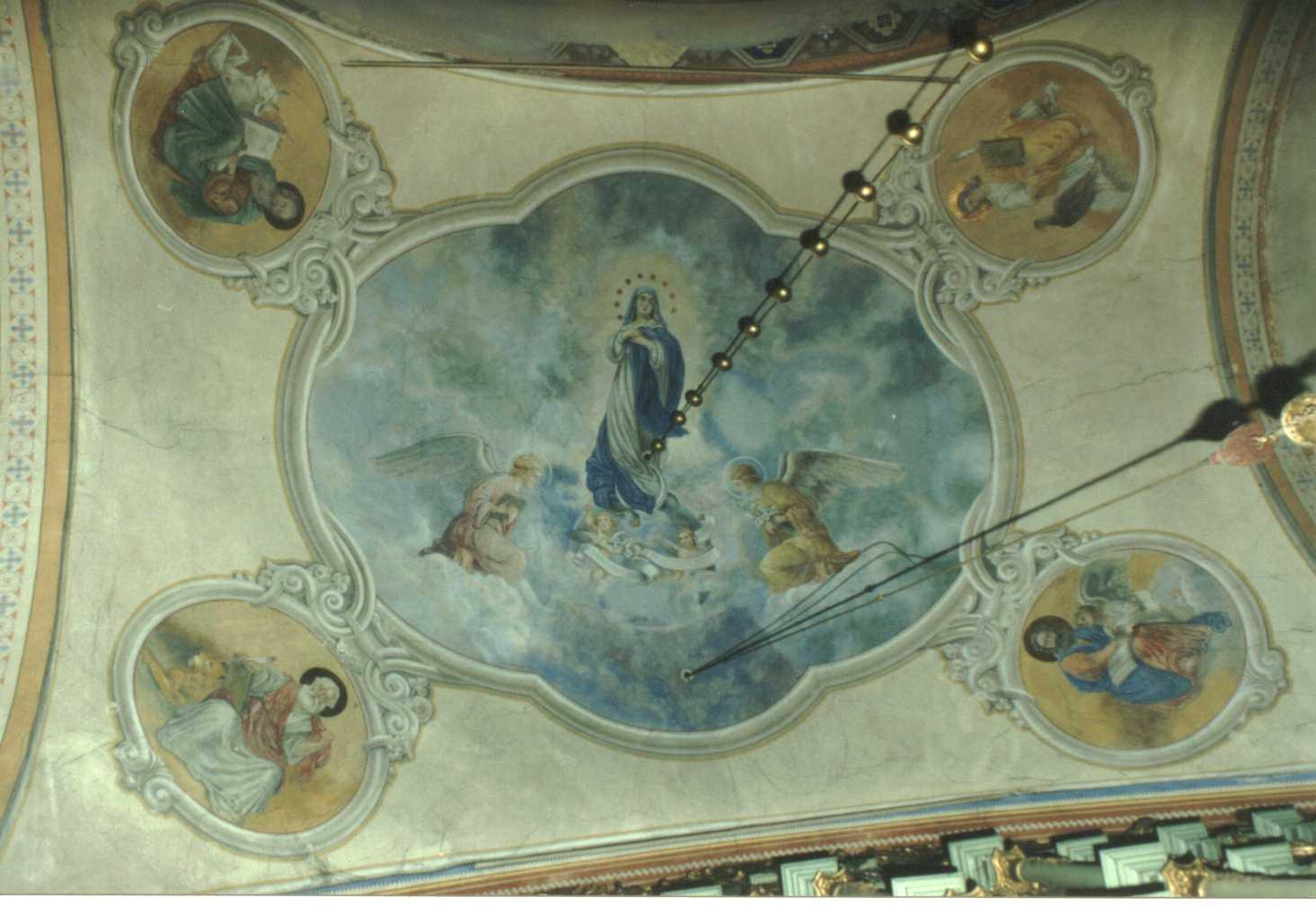
A székesegyház 1937-ben festett, neobarokk stílusú mennyezeti seccója

A keleti rítusú egyházakra jellemzően a hajdúdorogi székesegyház mennyezete is értékes falfestményekkel van díszítve. A történeti részben már említésre került, hogy a templom első mennyezeti freskója 1780-ban készült el. Ez a Szentháromságot ábrázoló festmény az épület átépítésekor tűnt el. A ma látható, neobizánci stílusú mennyezeti képet Puskás László és felesége, Nadia készítette el. A munka folyamán a lembergi taníttatású festőművészek nemcsak a templom mennyezeti boltíveit festették át, hanem a teljes belső teret is. Ezeket a falak nedvesedése miatti felújítások során 2006-ban fehérre festették le.

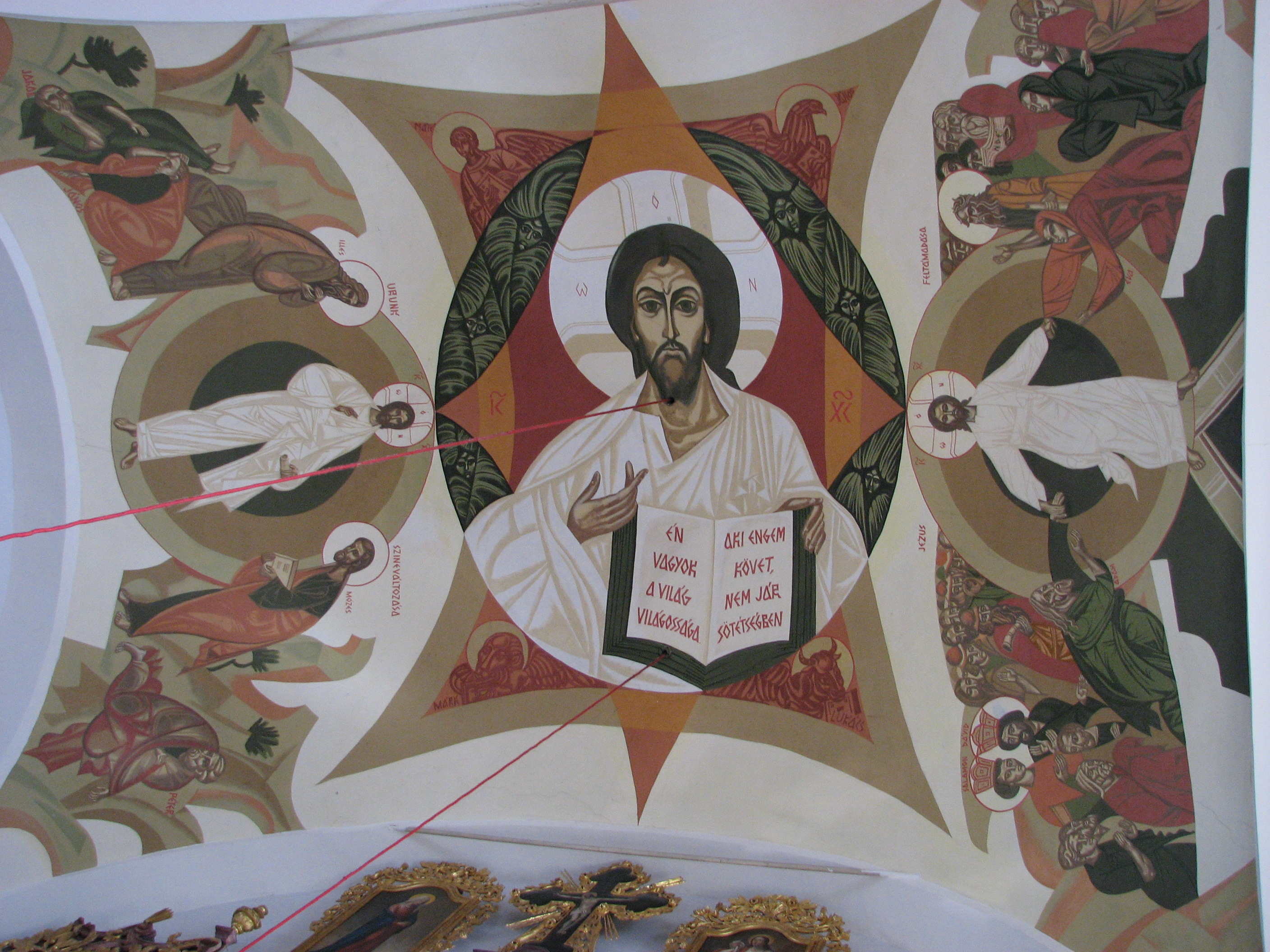
Az ikonosztázion felőli mennyezeti secco

A székesegyház 1937-ben egy erősen latin stílusú belső átfestésen esett át, amely a nyolcvanas évekre elég rossz állapotba került. A nedvesedő falak, a beázások azt eredményezték, hogy a falfestmények festékrétege lassan elvált a faltól. 1989-ben az Országos Műemlékvédelmi Felügyelet, Timkó Imre megyés püspök és dr. Kiss Andor parókus elfogadta a Puskás házaspár terveit. A neobarokk stílusú falképek jellegzetes latin témákat dolgoztak fel. Az ikonosztázion előtti boltozaton például Szűz Mária latin stílusú ábrázolása volt látható a négy evangélistával, de a Hajdúdorogi Egyházmegye címere is megjelent a székesegyház boltívei felett.
A főhajót fedő három boltív együttesen közel 280 négyzetmétert tesz ki. A három részre tagolható, kiterjedt terület lehetővé tette, hogy a mesterek egy nagy méretű, összefüggő teológiai tartalmú ikonográfiai programot ábrázoljanak a mennyezeten. Mivel a boltozatok az őket tartó oszlopfőktől igen meredeken, szinte függőlegesen indultak, minden boltozatra három jelenet került. A két szélső az oldalfalakra lett orientálva, a középső ábrázolások pedig a főhajó hosszanti tengelyére.
Az ikonosztázion előtti boltív a hajó mennyezetének leghangsúlyosabb része. A boltív seccójának központi képét már a bejárattól is jól lehet látni. A bizánci szakrális művészet Krisztus-orientáltságát hangsúlyozza a belső teret meghatározó, félalakos Pantokrátor kép. A tanító Krisztus alakja a mögötte ábrázolt, sötét alvilággal kontrasztban a fényt képviseli. Ezt erősíti a baljában tartott könyv is, amelyben a következő szöveg olvasható: „Én vagyok a világ világossága, aki engem követ, nem jár sötétségben.” (János 8:12) A secco készítői ezt az idézetet azzal is kihangsúlyozták, hogy a szöveg alól indul ki a bizánci rítusú templomokra jellemző örök mécses, vagy fogadalmi mécses tartózsinórja is. A vörös üveg mögött világító lámpás mindig ég, amely azt jelképezi, hogy Jézus, a világ világossága valóban mindig jelen van. A Pantokrátor glóriájában három görög betű látható: ω o N. A betűk a bizánci és a szláv egyházi művészetben a ὁ ὢν (hó on) kifejezést takarják, amely szó szerinti fordításban azt jelenti, hogy Ő az, Jézus isteni mivoltára utalva. A központi Pantokrátor alak körül a négy evangélista szimbóluma látható: Krisztus fejénél János sasa és Máté angyala, míg a félalak aljánál Márk oroszlánja és Lukács ökre látható.

A secco déli oldalfalra forduló képe (legalábbis a felirat szerint) Jézus feltámadását ábrázolja. A keleti rítusú egyházakban magát a feltámadás jelenetét nem szokták ábrázolni, helyette Krisztus poklokra való alászállását festik meg. A mennyezeti festmény témája is inkább ez utóbbira utal. Az isteni átalakuláson keresztülment Krisztust fehérben ábrázolták, amint az alvilág kidöntött kapuin áll. A keresztbe fektetett kapuk azt fejezik ki, hogy Jézus kereszthalálával győzte le a halált. Jézus jobbjával Ádámot, baljával pedig Évát támasztja fel, amely utalás arra, hogy az ember saját erejéből nem képes az ősbűntől megszabadulni. Ádám mögött a tömegben felfedezhetjük Salamont, Dávid királyt és több ószövetségi prófétát, míg az Éva mögött látható emberek között glóriával a feje körül Keresztelő Szent Jánosra, illetve bárkájának kicsinyített változatát szorongató Noéra ismerhetünk rá.
Az északi falra fordított festmény Krisztus színeváltozását ábrázolja. A jelenet követi a hagyományos bizánci elrendezést. A secco közepén Jézus áll, jobbján Illéssel, balján pedig Mózessel. Az isteni megnyilatkozás szemtanúi, Jézus három legkedvesebb tanítványa ijedten a kép alsó részében kuporog. Illés próféta mögött láthatjuk Jánost és Jakabot, míg Péter Mózes mögött kapott helyet.

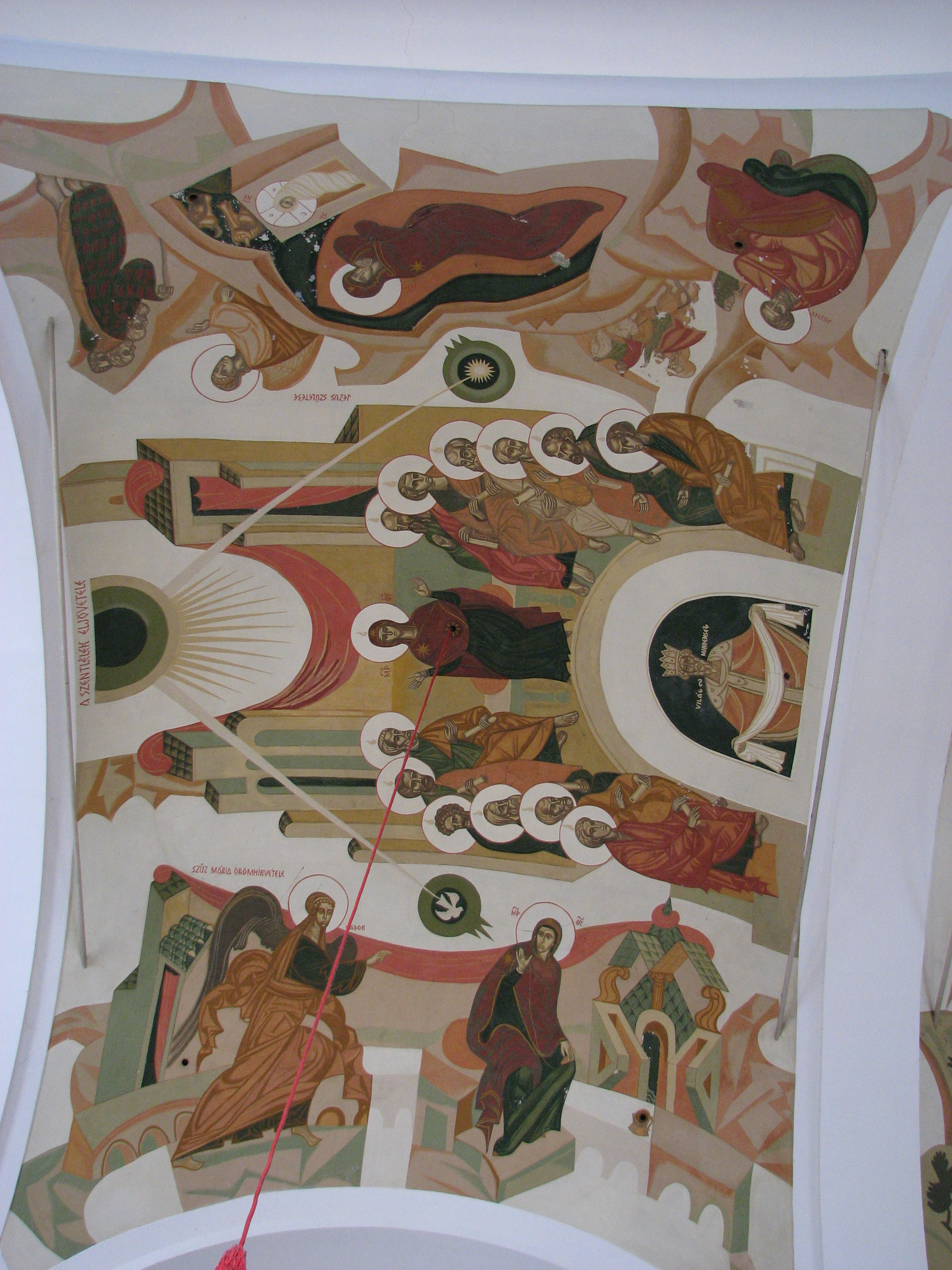
A középső boltív festményei

A következő boltív jelenetei egyfajta átmenetet képeznek az oltár felőli (Jézushoz kötődő), és a bejárathoz közeli (mariológiai témájú) falképek között. A központi kép a Szentlélek eljövetelét, azaz Pünkösd ünnepét ábrázolja. A jelenet középpontjában Szűz Mária foglal helyet a tizenkét apostol körében. A Szentlélekről rájuk, és a secco alján, királyi alakban ábrázolt Világmindenségre áradnak ki a kegyelem sugarai. A déli fal felé fordított secco Jézus születését jeleníti meg. A kép központi részén a Szent Család látható, míg a háttérben a három napkeleti bölcs és az angyalt követő pásztorok láthatók. Az északi seccón az Angyali üdvözlet jelenete látható. A festmény bal oldalán Gábriel arkangyal jelenik meg, amint Máriához lépdel az örömhírrel. A középső boltív három képét összeköti a Szentlélek jelenléte. A secco központi képéből a Szentlélek mindkét oldalsó festményre átsugárzik, egymásba fonva a három ünnepet. A secco festőmestereinek ez a megoldása annyira újítólag és inspirálóan hatott, hogy a Bécsi Egyetem elismert teológusa, Professzor Ernst Christoph Suttner a hajdúdorogi székesegyház mennyezeti képei köré építette fel egyik lelkigyakorlatos előadássorozatát.

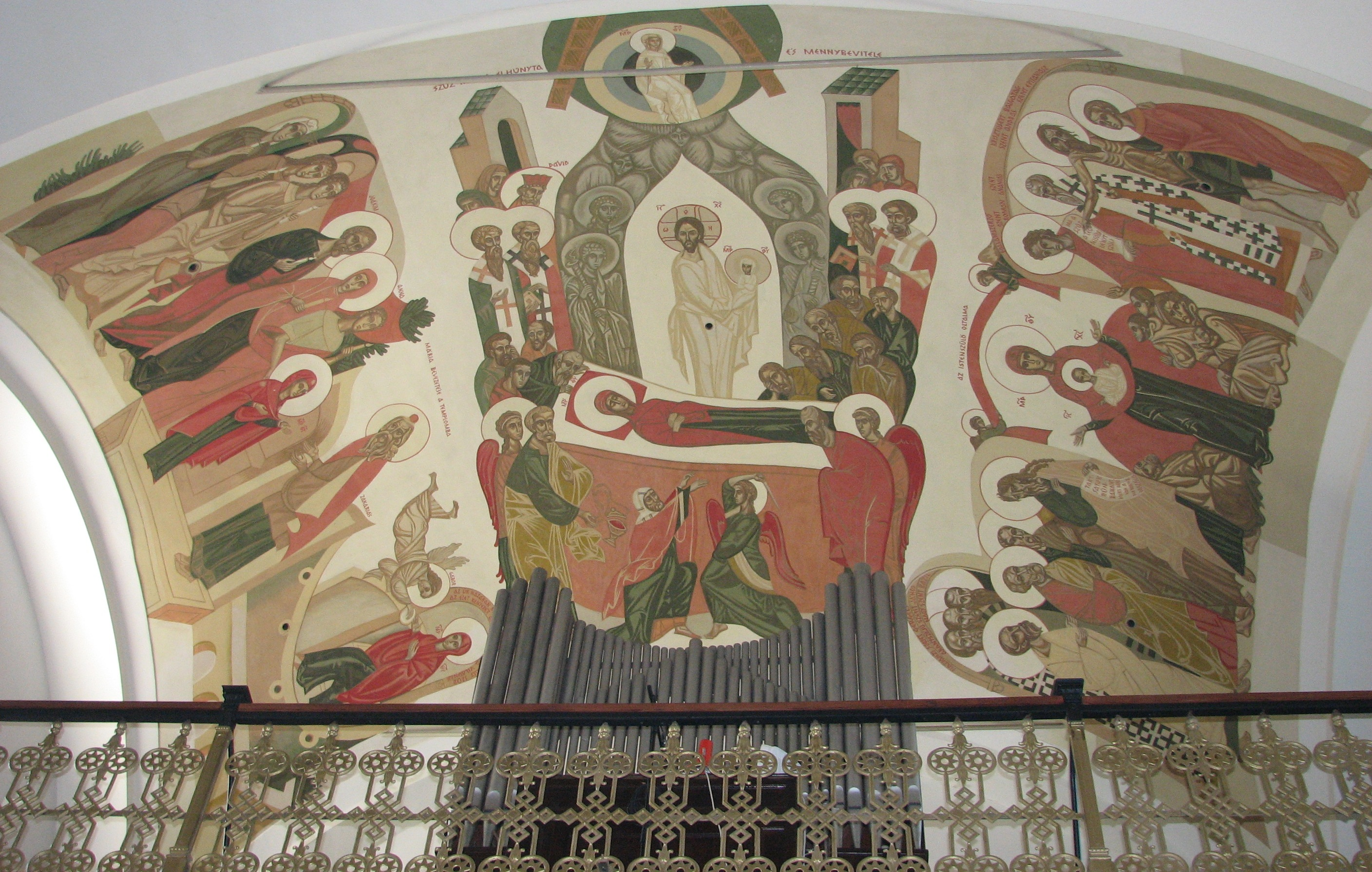
A bejárat felőli mennyezeti secco

A főhajó bejárat felőli mennyezeti festménye a kórus takarásában van. A boltív seccói Mária történetéhez kapcsolódó jeleneteket ábrázolnak. A központi képen az Istenszülő elszenderedését és mennybemenetelét láthatjuk. Ezt a jelenetet gyakran találhatjuk keleti rítusú templomok bejárata felett, ugyanis a bizánci teológia szerint az, aki elhagyja a szent helyet, ahol a liturgiát hallgatta, egy új életbe lép át. A kórus takarása miatt ezt a központi seccót a többihez képest fordítva festették meg. A festmény középpontjában Mária fekszik halotti ágyán. Az ágy előtt látható két kisebb alak Jephoniás történetét jeleníti meg. Jephoniás egy zsidó pap volt, aki fel akarta tartani Mária temetési menetét, hogy kirabolja a holttestet. Mihály arkangyal azonban váratlanul megjelent, és levágta a pap kezeit. A történet szerint Jephoniás a történtek után vallást váltott, és csodás módon visszakapta kezeit, miután megkeresztelkedett. Mária fejénél, tömjénfüstölővel a kezében láthatjuk Péter apostolt, vele szemben, az ágy jobb oldalán pedig az összekulcsolt kezű Pál apostolt. A halotti ágy két végében egy-egy vörös szárnyú szeráf látható. A képen hátrébb, Mária ágya körül áll a további tíz apostol, akiket a tömegben négy püspök követ, akiknek glória övezi a fejét. A hagyomány szerint a négy püspök Szent Jakabot, Szent Timótot, Hierotheoszt és Dionüsziosz Areopagitészt ábrázolja. Mind a négy szent foglalkozott műveiben Mária elszenderülésével. A kép bal oldalán, a püspökök mögött láthatjuk Dávid királyt is, amely utal arra, hogy Mária Dávid házából való. A halotti ágy fölött Krisztus áll, kezében tartva anyja gyermekként ábrázolt lelkét. Ez a kép a jellegzetes Istenszülő ikonok megjelenítésére emlékeztet, ahol az emberek közé született gyermek Jézust tartja ugyanígy Mária. A fordított ábrázolás azt sugallja, hogy Mária lelke most lép az Isten országába, vagyis újjászületve érkezik, mint egy csecsemő. Az egész jelenet felett pedig ismét Máriát láthatjuk immár a mennyekben.
A déli fal felé fordított kép a székesegyház címünnepét ábrázolja: Mária bevezetését a templomba. A secco azt a történetet jeleníti meg, amikor a hároméves Máriát szülei elvitték a jeruzsálemi templomba, ahol egészen tizenkét éves koráig nevelkedett. A festmény középpontjában a gyermek Máriát látjuk, mögötte édesanyjával, Annával és édesapjával, Joákimmal, valamint kísérő rokonokkal. A templomban Máriát Zakariás főpap fogadja, aki a legenda szerint azonnal meglátta a leányban szent küldetését. A hagyomány szerint a főpap a templom szentélyébe vezette be Máriát, hogy szentségben nevelkedjen. A kép jobb oldalán újra a gyermek Máriát láthatjuk, akinek Gábriel égi eledelt visz. A szentélyben nevelkedő gyermek Mária alakja felett az Istenszülő templomba vezetésének ünnepnapján mondott vecsernye egy részlete jelenik meg: „Az Úr házában mennyei kenyérrel táplált Szűz; az élet kenyerét, az Igét szülted a világnak.”

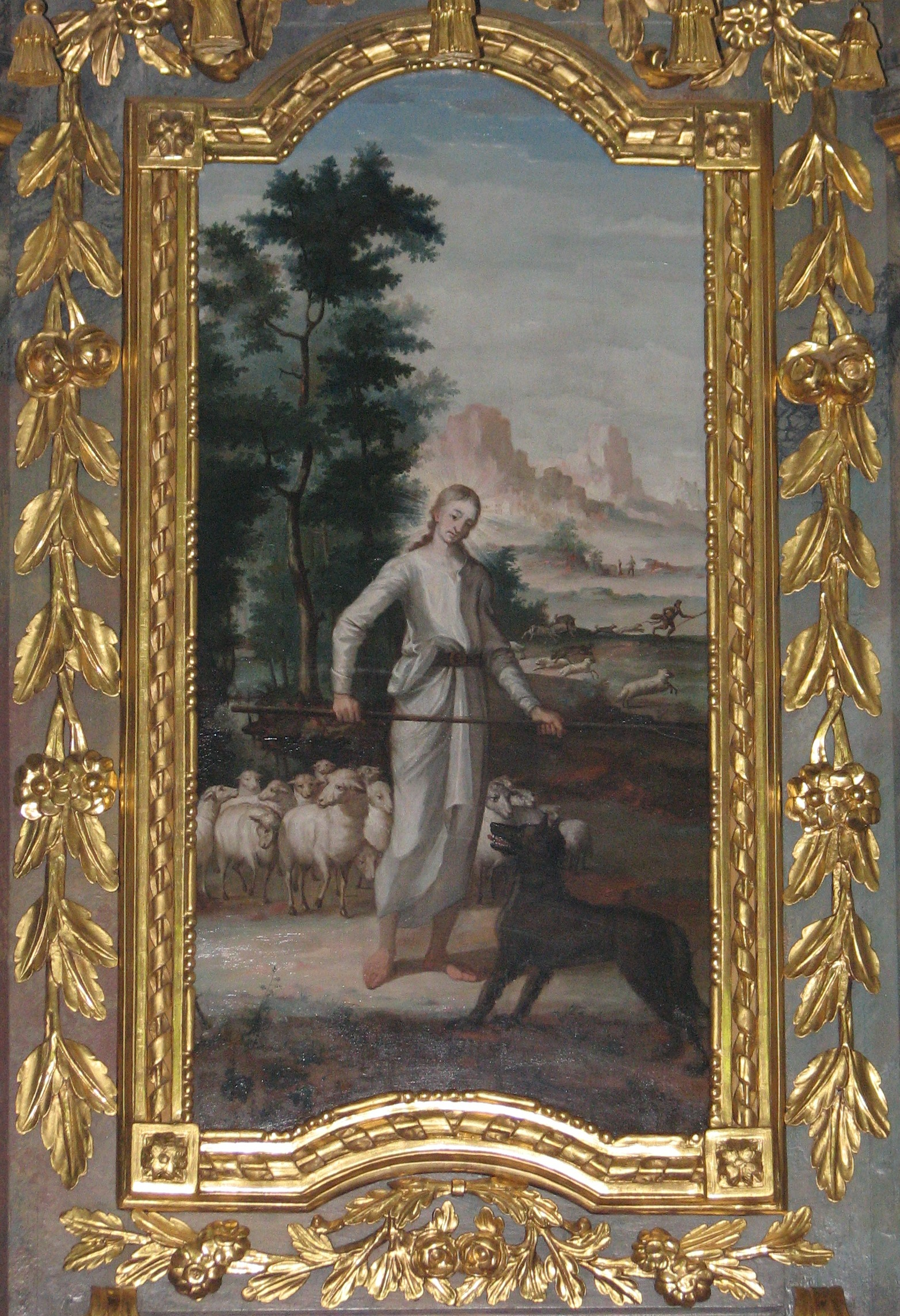
A püspöki trón Jó pásztor című festménye

Az északi falra orientált secco az Istenszülő oltamát ábrázolja. A bizánci rítusban kiemelkedő jelentőségű ünnep gyökerei egészen a 10. századig nyúlnak vissza, amikor a legenda szerint Konstantinápoly népe a Blakhernai templomban gyűlt össze, hogy Szűz Mária segítségéért imádkozzanak. Egyes feljegyzések szerint szörnyű járvány, mások szerint ellenség pusztítása miatt kérték ki az Istenszülő közbenjárását. Az elbeszélés alapján a szűz megjelent a templomban, és köpönyegét az imádkozók felé borítva megvédte a bizánciakat a vésztől. Ennek a történetnek a tradicionális ábrázolását láthatjuk az északi mennyezeti festményen. A kép középső részén láthatjuk Szűz Máriát a gyermek Jézussal, amint köpönyegét széttárja az imádkozók felett. Tőle jobbra négy szentet láthatunk glóriával a fejük körül. Máriához a legközelebb Dallamszerző Szent Román áll, aki korának legnagyobb vallásos himnuszköltője volt, és a legendák szerint ezt a képességét Szűz Máriától kapta. Kezében egy papírtekercs látható, amelyen Román Karácsonyi kontakionjának legelső sora áll: „Ma a Szűz a legfelsőbb lényt szüli”. Szent Román ünnepnapja egyébként ugyanúgy, mint az Istenszülő oltalmának ünnepnapja, október 1-jére esik. A sorban a második alak Szent Ananiás, Damaszkusz püspöke, aki meggyógyította Pál apostolt a vakságból. A bizánci kalendáriumban az ő ünnepnapja is október első napjára esik. Az Ananiás mögött álló két alak története összekapcsolódik egymással, és az Istenszülő oltalmának történetével is. A félmeztelenül ábrázolt alak, aki Máriára mutat, Krisztusért balgatag Szent András, aki szent balgasága miatt kiérdemelte, hogy láthassa az Istenszülőt. András látomásáról beszámolt mellette álló tanítványának, Szent Epifániosznak is, aki szintén láthatta a szent szüzet. Mária jobbján Keresztelő Szent János áll, kezében egyik prédikációját tartva: „Tartsatok bűnbánatot, mert közel van a mennyek országa.” János mögött apostolokat láthatunk. Az apostolok mögött, a második sorban pedig a három nagy egyházatya tűnik fel: Nagy Szent Bazil, Aranyszájú Szent János és Nazianzi Szent Gergely.

##### A püspöki trón

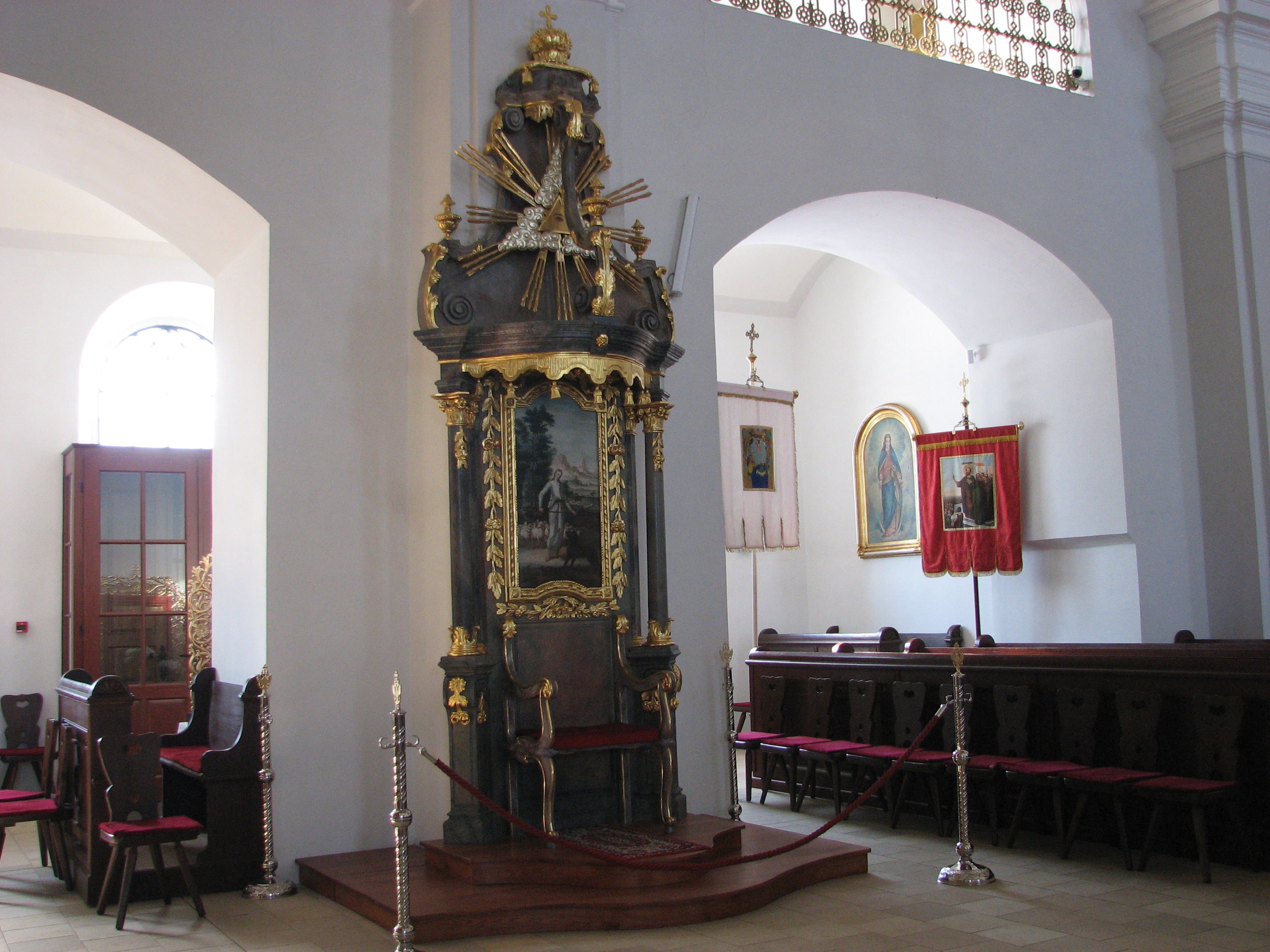
A püspöki trón

A székesegyház egyik legértékesebb berendezési tárgya a főhajó déli boltíveinél felállított baldachinos püspöki trón. A 2006-ban restaurált trónus a szakvélemény alapján körülbelül 1790 és 1810 között készülhetett. A püspöki trón formajegyei, megmunkálásának minősége, a felhasznált anyagok, a technika és a művészi formavilág is teljes mértékben megegyezik a templom ikonosztázionjának jellemzőivel. Ezek alapján elmondható, hogy a baldachinos felépítmény is Jankovits Miklós fafaragó műhelyéből került ki, noha maga a trónus későbbi eredetű. Az 1937-es templomfelújítás során a püspöki ülőhely sem úszta meg a világoszöld átfestést. Eredeti színeit 2006-ban kapta vissza.
A püspöki trón baldachinjának csúcsán egy koronára emlékeztető, aranyozott, hagyományos bizánci püspöki süveg látható. Ez jelképezi az Úr hatalmát, amelyet földi helytartója, a püspök lát el a Hajdúdorogi Egyházmegyében. A lelkipásztor hatalmának isteni származását erősíti a süveg alatt kifaragott Isten szeme is. A háromszög alakú faragvány a Szentlelket szimbolizálja, amelyből a kegyelem sugarai áradnak ki. Az akantuszlevelekkel díszített, aranyozott rojtokkal szegélyezett baldachint két korinthoszi oszlop tartja. Az oszlopok között helyezkedik el maga a trón. A trón háttámlájába egy értékes rokokó stílusú festmény van beágyazva: a Jó pásztor című kép. A festmény készítőjét ezidáig nem sikerült beazonosítani, mindenesetre képzett festőről van szó, akinek munkáján a bécsi iskola jegyeit lehet felismerni. Feltételezhető, hogy a kor egyházmegyei festője, Mankovics Mihály készítette a képet. A tájképbe illesztett jelenet fő alakja a rá bízott nyáj védelmére kel a támadó farkassal szemben. Egyedül a finom vonásokkal rendelkező ifjú feje körül látható glória árulja el, hogy a festmény központi alakja nem egy tájkép névtelen hőse, hanem Jézus. A kép hátterében, Krisztussal kontrasztba állítva más pásztorokat is felfedezhetünk, akik a farkasok támadása elől elmenekülnek, ezzel kiszolgáltatva bárányaikat a ragadozóknak. A kép János evangéliumának tanítását dolgozza fel, miszerint Krisztus a benne hívők nyájának pásztora, ugyanúgy vezeti a benne hívők nyáját, mint ahogyan a püspök a saját híveit.
A rózsákkal övezett festmény alatt látható maga a trón, amelyen egyedül a püspök foglalhat helyet. A trón két lépcsőfokkal meg van emelve. Amikor a püspök a trónról feláll, hogy prédikáljon, akkor a két lépcső előtt leterített hímzett, kör alakú szőnyegre, az úgynevezett sasra áll rá.

##### A szószék

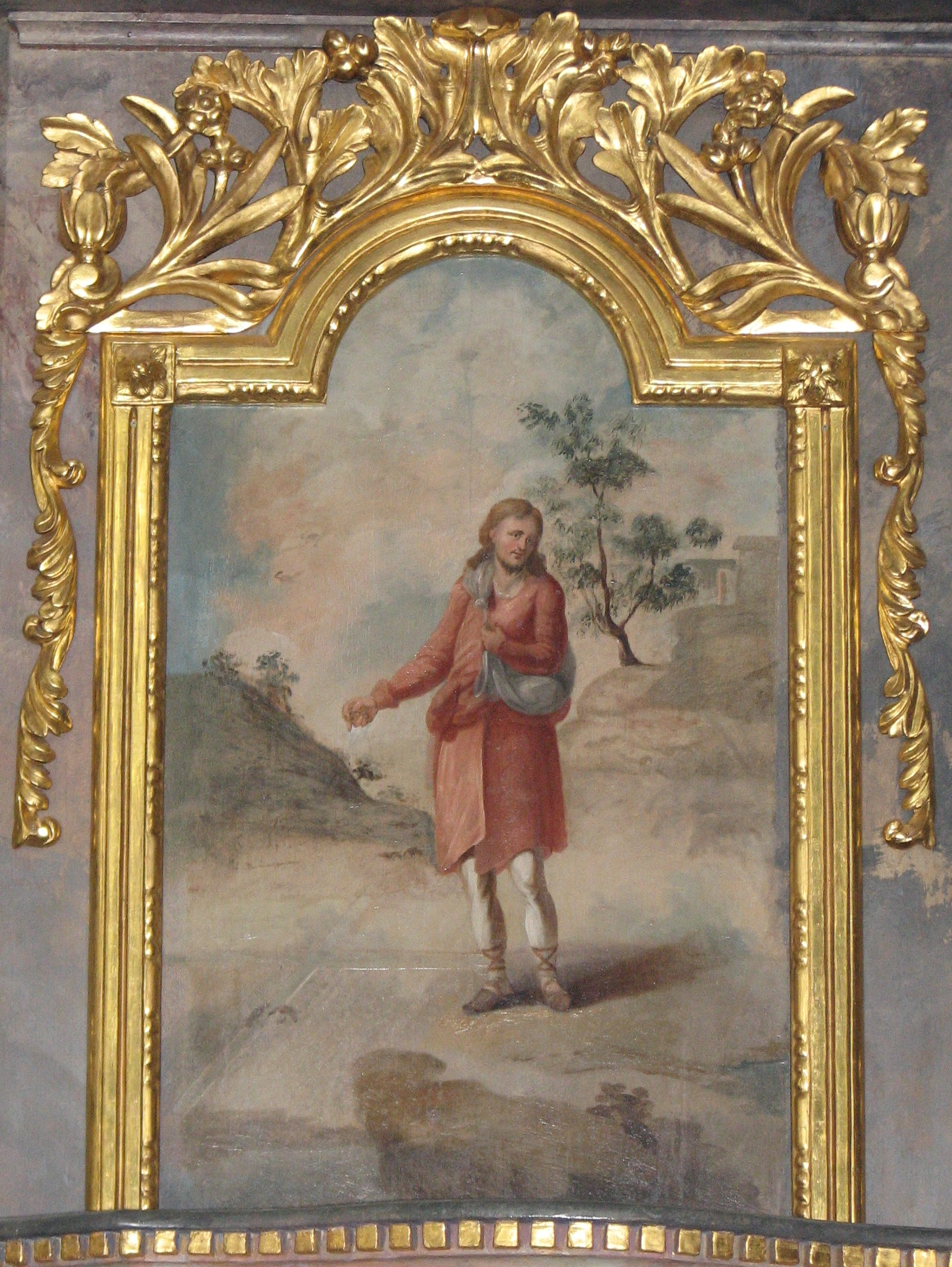
A szószék Magvető című képe

A keleti rítusú templomok hagyományos berendezése között nem szerepel a szószék, az a latin rítust követő katolikus templomok építészeti sajátossága. A hajdúdorogi székesegyház építésekor erős katolicizáló, latinosító nyomás érvényesült az egyházban a Habsburgok hatására. Emiatt készült el Hajdúdorogon is a fából faragott szószék, amelyet tulajdonképpen sohasem használtak prédikálás céljából.
A szószék eredeti színezése megegyezik az ikonosztázionéval, tehát közel egy korból származik a két fafaragvány. A 2006-os teljes restaurálás alapos vizsgálata során kiderült, hogy a szószék formajegyei teljesen eltérnek a többi, Jankovits által készített berendezéstől. A restaurátori szakvélemény szerint a szószék egészen biztosan más műhely munkája, és emiatt művészetileg kicsit falsabb a kivitelezése. Feltételezhető, hogy a szószék kifaragásával azért bíztak meg másik, vélhetőleg helybéli mestert, hogy gyorsabban haladjanak a templom átépítésének munkálatai.
A szószék hangvetőjén látható Magvető című festmény a püspöki trón Jó pásztor című képéhez hasonló, kifinomult stílusjegyekkel készült el. Az sem zárható ki, hogy a két ikont ugyanaz a bécsi iskolát járt festő készítette el. A piktor kilétére ezidáig sajnos nem derült fény, de itt is valószínűsíthető, hogy a munkácsi püspökség által szívesen foglalkoztatott Mankovics Mihály volt az.

A kép Máté evangéliumának egyik példázatát jeleníti meg. Jézus a magvető példáján keresztül magyarázza el tanítványainak, és a köré gyűlteknek, hogy a szent ige és a hit is ugyanúgy fogan meg az emberek lelkében, mint egy elvetett mag a földben. Van amelyik rossz talajra esik, van amelyiknek gyökere nem nő elég mélyre, van amelyiket elnyomja a gyom, és van amelyik jó földben százszorosát termi. 

A szószékkosáron négy kisebb ikon látható, amelyek a keleti rítushoz kapcsolódó nagy szónokokat, teológusokat ábrázolják. A képek festőjét és az egyes alakokat sem sikerült eddig minden kétséget kizáróan beazonosítani. A szószékkosár nyugati ikonján két alak látható. Egyikük fekete ruhát visel, és nagy gonddal vizsgál egy szent szöveget. Közel hozzá egy püspöki süveg látható az asztalon. Mögötte egy kék ruhába öltöztetett alak térdel, aki egy falba mélyesztett oltárhoz vagy ikonhoz fohászkodik. Sajnos a két alak kilétét egyáltalán nem sikerült eddig meghatározni. A kosár főhajó felé kiugró oldalát egy püspök, feltehetőleg Nagy Szent Bazil ikonja foglalja el. Mellette egy újabb főpapi öltözetben ábrázolt alak látható, valószínűleg Aranyszájú Szent János. A szószékre felvezető lépcső mellett pedig a harmadik egyházatya, Nazianzi Szent Gergely képét láthatjuk.
2009. február 7. és szeptember 5. között a szószékre szerelték fel a Máriapócsból gyalogos zarándoklaton Hajdúdorogra hozott könnyező máriapócsi kegyképet. A kegykép és az azt övező textíliák erre az időre elfedték a szószék eredeti festményeit.

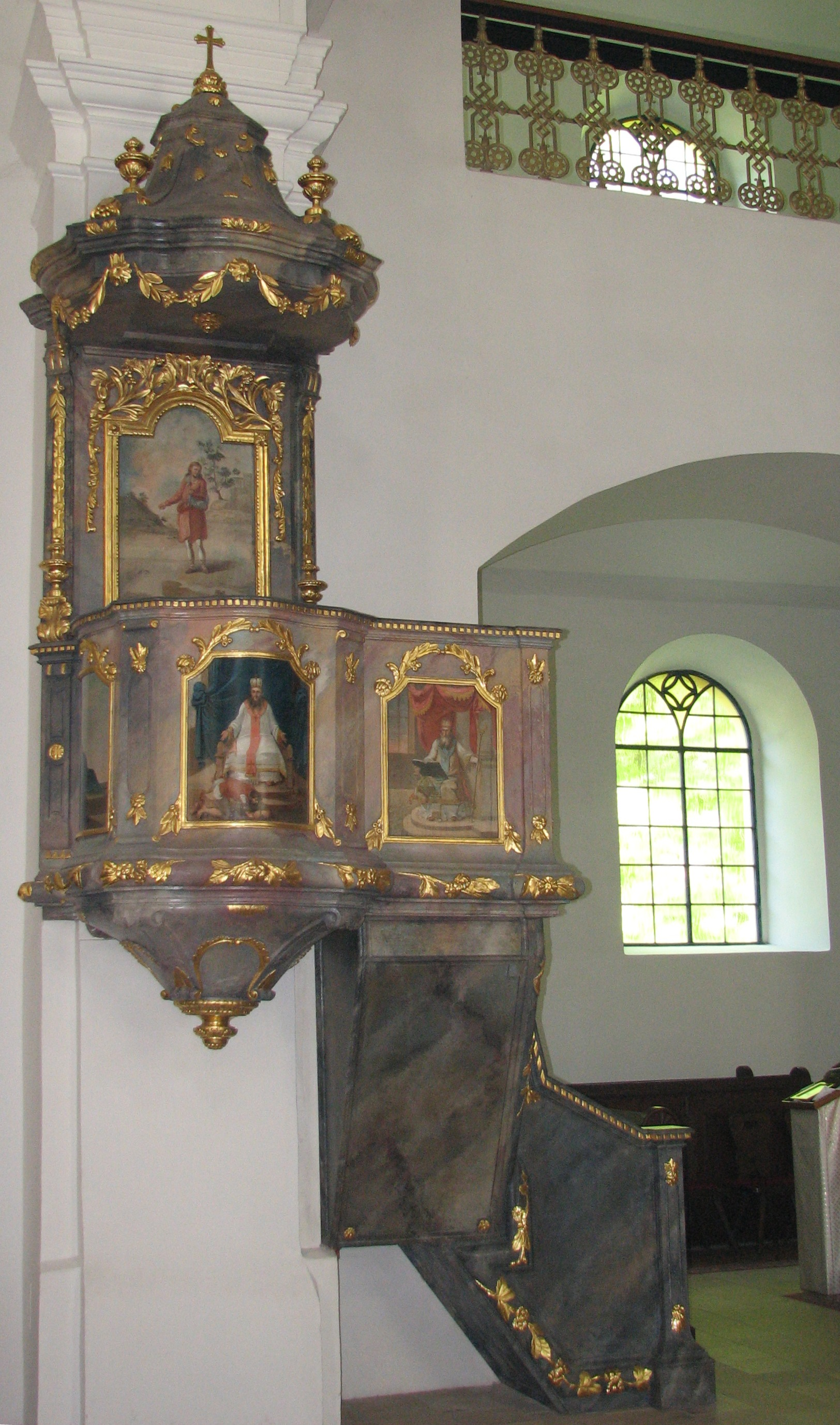
A szószék
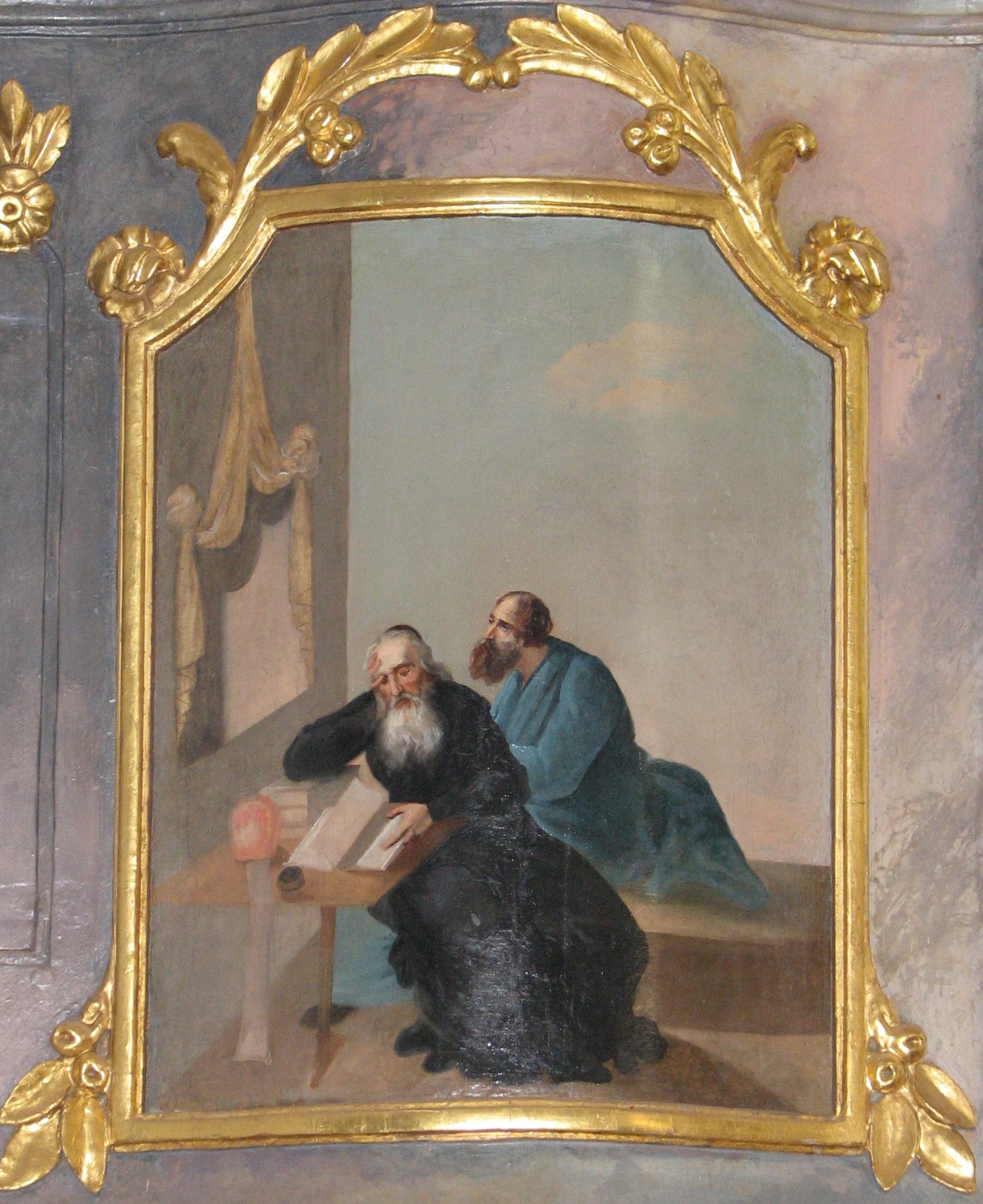
A szószékkosár nyugat felé néző ikonja
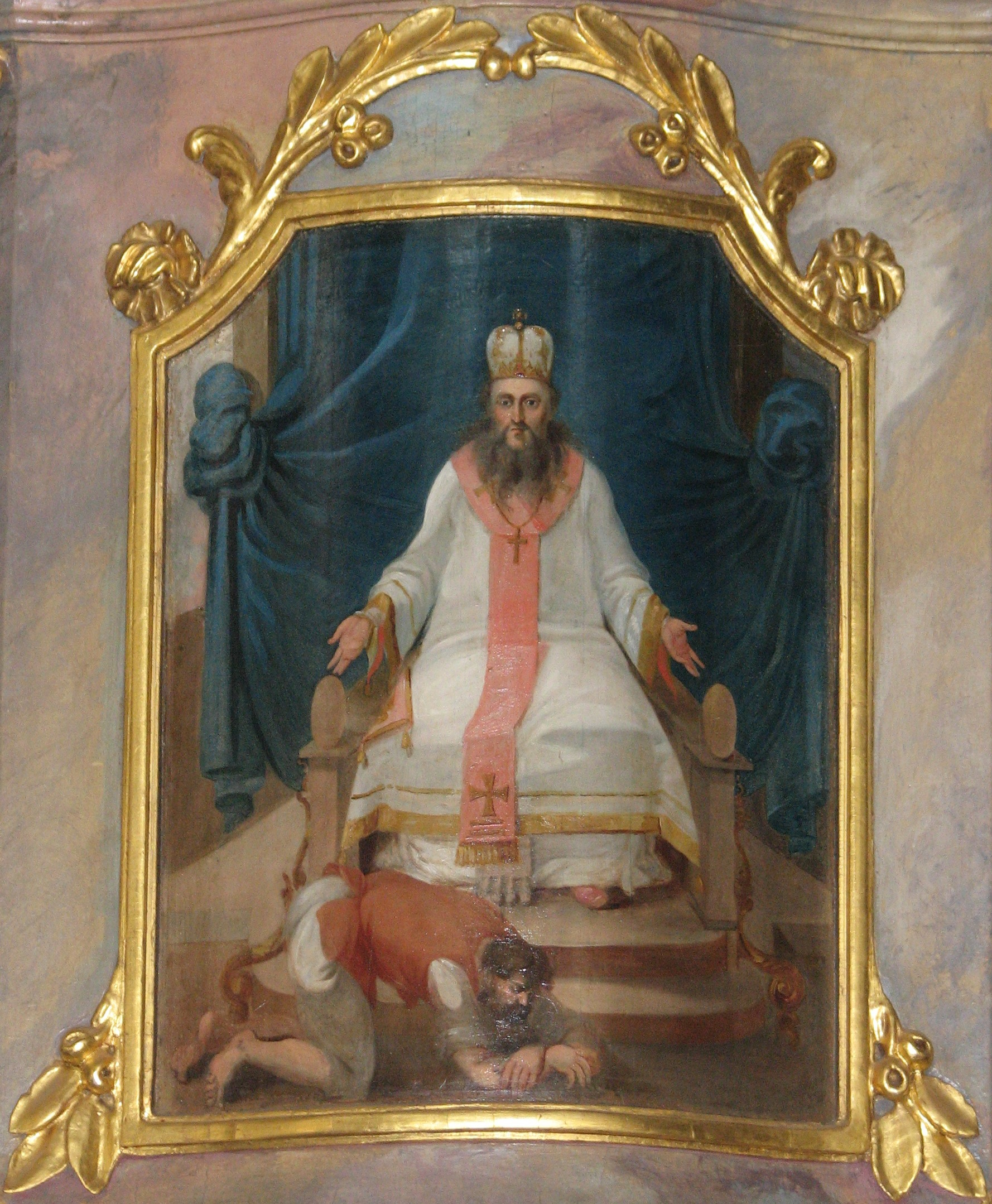
Nagy Szent Bazil
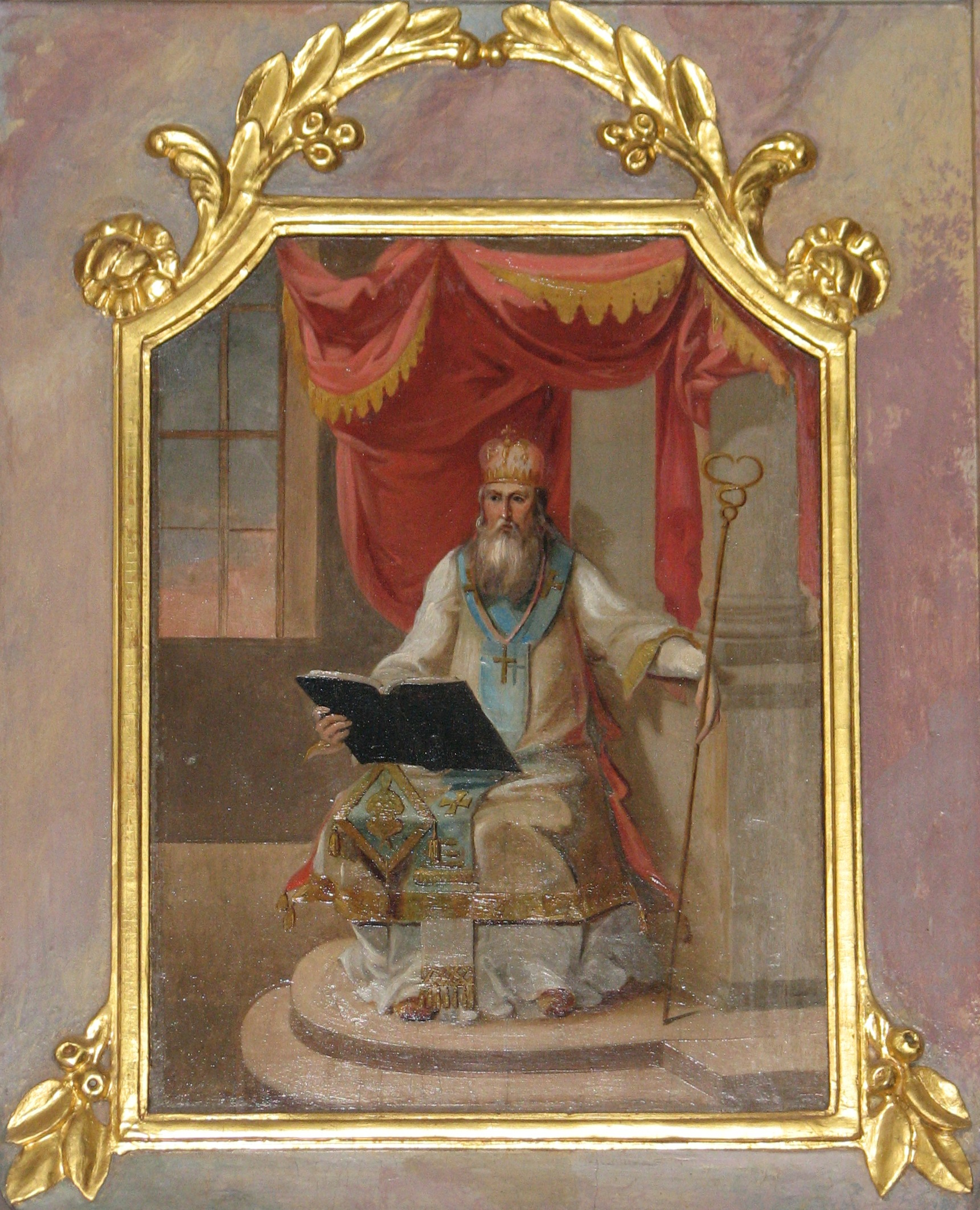
Aranyszájú Szent János
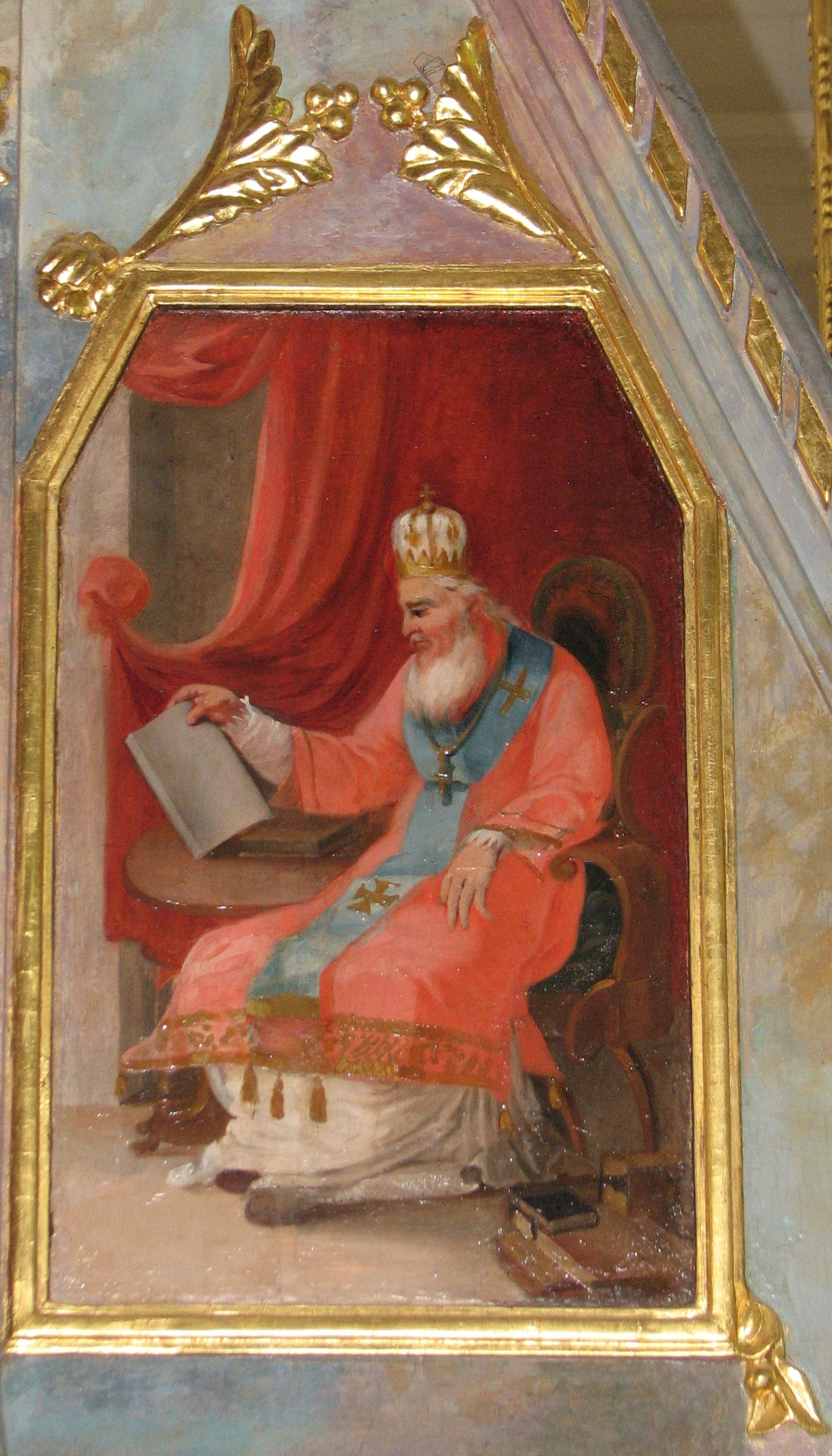
Nazianzi Szent Gergely
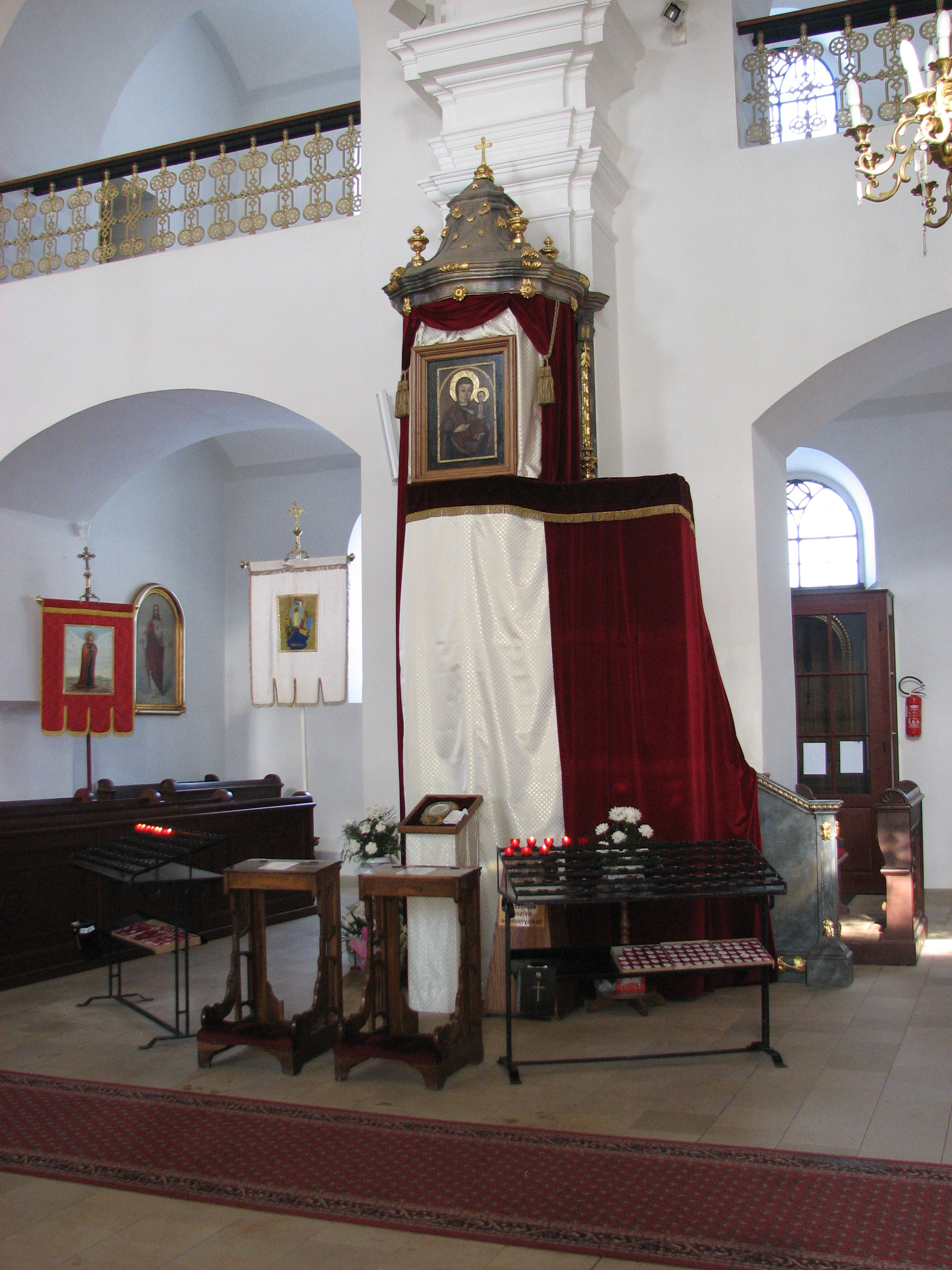
A máriapócsi kegykép a szószéken

#### Mellékhajók és karzatok

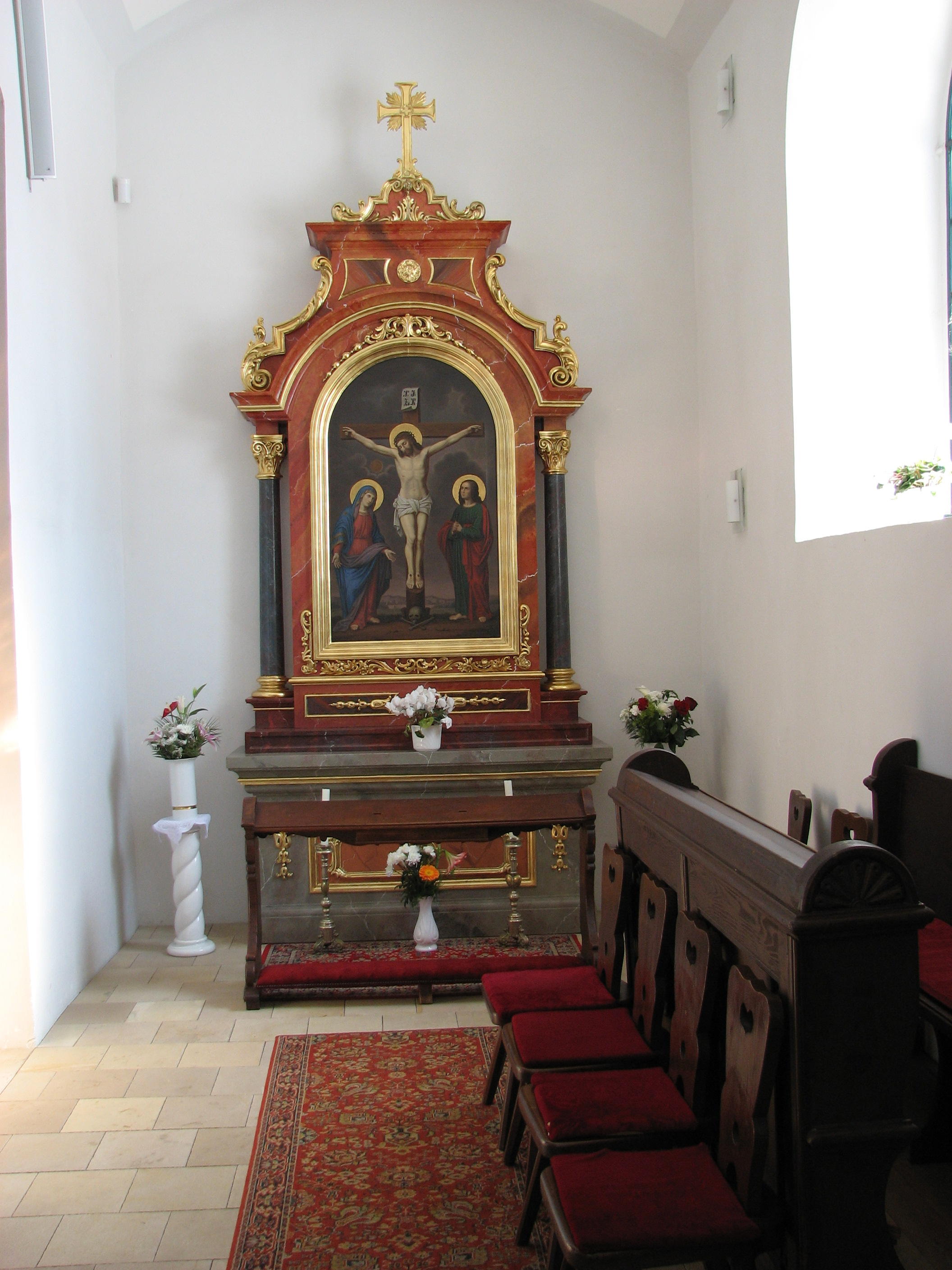
A Szent Kereszt oltár a déli hajóban

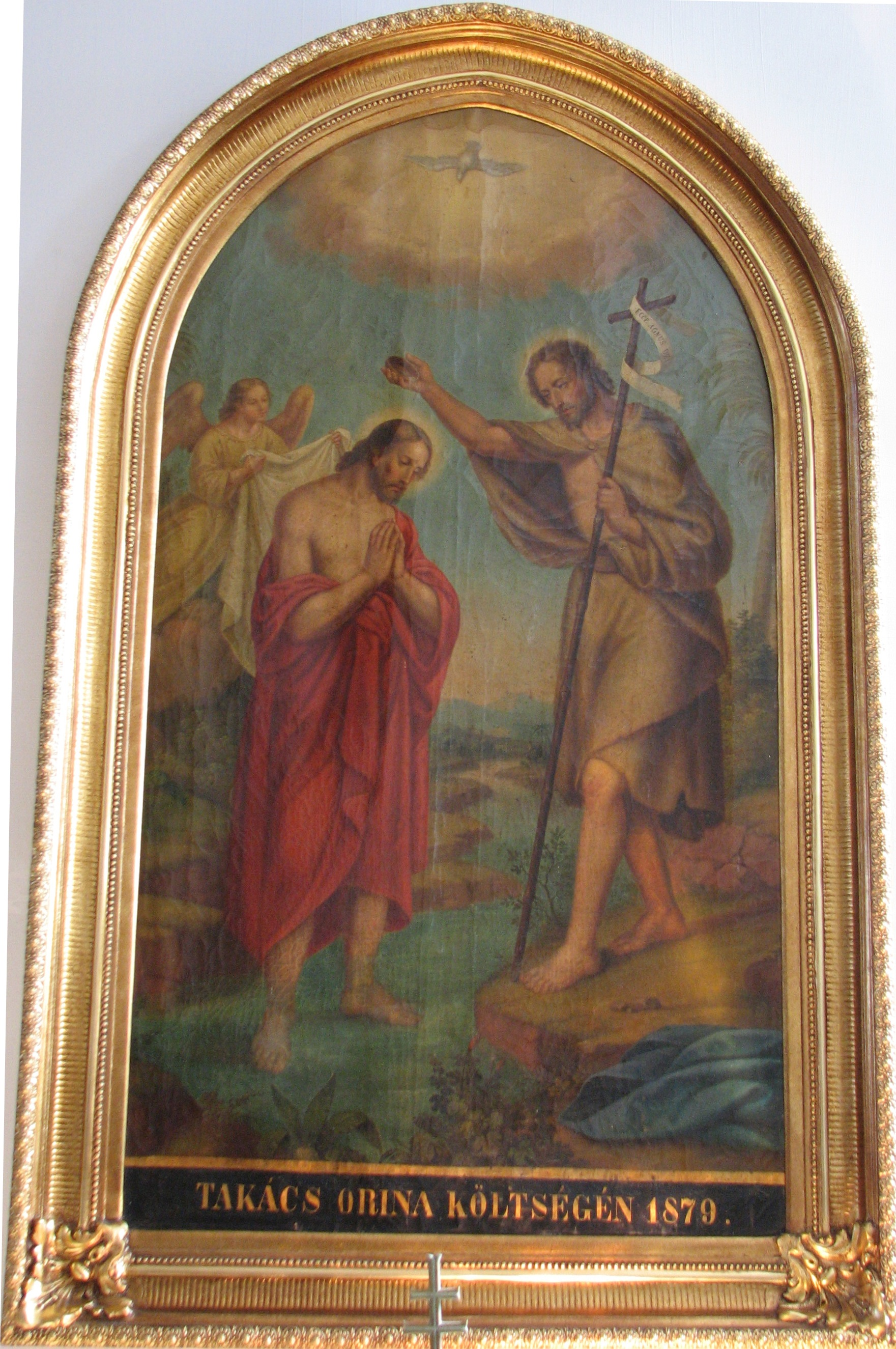
Jézus megkeresztelése

A székesegyház két oldalhajója 1868-ban készült el. Az eredeti, egyhajós templom északi és déli falának áttörésével kialakított két hajó, a kor pontosságához mérten, ugyanolyan méretekkel rendelkezik. A főhajó hosszanti tengelyét követve a mellékhajók kicsivel hosszabbak, mint 13 méter, és valamivel szélesebbek, mint 3 méter. Mindkettőnek körülbelül 42 négyzetméter az alapterülete. A dongaboltozatos mennyezet 5 méter magasra nyúlik. A hajdani főhajó falait két négy méter széles és 4,37 méter magas boltív töri át. A mellékhajók főhajó felőli oldalának körülbelül a közepén egy széles oszlop tartja meg a két boltívet. Mindkét oldalhajó rendelkezik egy bejárattal és két ablakkal.
A templom kibővítésekor a mellékhajóknak azt a célt szánták, hogy kihangsúlyozzák a főhajót, és hogy megtartsák a főhajó felé néző karzatokat. Ebből kifolyólag a két oldalhajónak egyszerűbb a díszítése. Falfestmények például sosem díszítették ezeket a hajókat. A székesegyház oldalhajóinak hármas funkciója van, így három különböző részre lehet tagolni őket. A hajók nyugati végében a főhajó padsorainak a meghosszabbítása található, vagyis a mellékhajók padozata nem egy saját mellékoltárhoz kapcsolódik, hanem a főhajó terének kibővítését szolgálja. A hajók közepénél, a boltíveket tartó oszloppal szemben található a bejárat. Az oszlopokon kialakított szenteltvíztartókkal együtt ez a templomba lépés tere. Csak a hajók keleti felében találhatók mellékoltárok, amelyek sajátos funkciót kötnek az oldalhajókhoz.
A déli mellékhajó a benne található Szent Kereszt oltárról kapta nevét. Az oltár 1868-ban készült el. Festménye az ikonosztázion csúcsán látható Kálvária-jelenetet dolgozza fel. A keresztre feszített Jézus balján anyja, Mária áll. Öltözete az ikonosztázion hagyományait követve piros alapon kék köpönyeg. A kereszt jobb oldalán Szent János látható. Krisztus feje felett, egy táblán négy betű olvasható: N. J. Zs. K., azaz Názáreti Jézus, a Zsidók Királya. Mindkét mellékoltárra jellemző, hogy eredetileg elég silány minőségűek voltak, emiatt a 2006-ban befejezett restaurálás nyomán tulajdonképpen teljesen új faszerkezetet kaptak. A hajó bejáratával szemben, az oszlopra tolva áll egy kisebb, könnyen mozgatható oltár. Az oltárasztalon az Istenszülő egyik díszes keretbe foglalt ikonja látható. Az oltár mellett, az oszlopon láthatjuk Jézus megkeresztelésének festményét. A kép eredetileg a keresztelőmedence felett függött. A festményt 1879-ben Takács Orina megbízásából festette egy feltehetőleg helyi piktor. A kép jobb oldalán Keresztelő Szent János látható, amint a Jordán vizével megkereszteli Jézust. Szent János kezében egy hosszú szárú keresztet tart, amelyen az Ecce Agnus Dei felirat olvasható, ami latinul annyit tesz: Íme Isten Báránya. A bejárat mögött, a festménnyel szemben egy gyóntatószék kapott helyet, amelyet padsorok követnek.

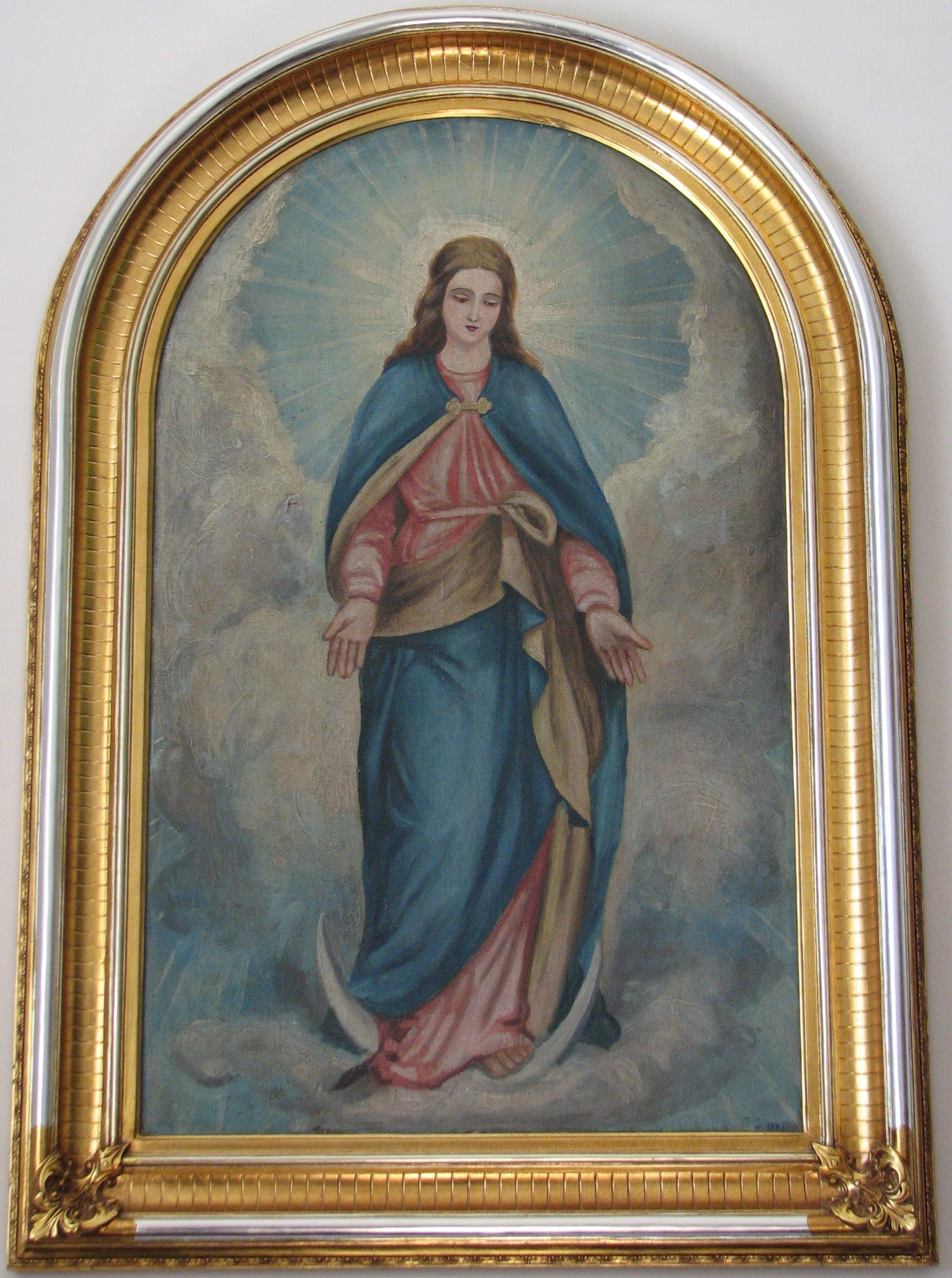
Szűz Mária latinos ábrázolása

A mellékhajó nyugati falán függ Szűz Mária latin stílusú festménye. A képet 1938-ban festette egy helyi festő, aki a monogramjával jegyezte művét. A P. J. monogram feltehetőleg Pap Jánost takarja. A képen Mária egy fekvő félholdon áll, fejét ragyogó glória övezi. Ez az ábrázolásmód jellemzően a jelenések könyvére utal, amely egy asszonyról ír, „a ki a napba vala felöltözve, és lábai alatt vala a hold”.

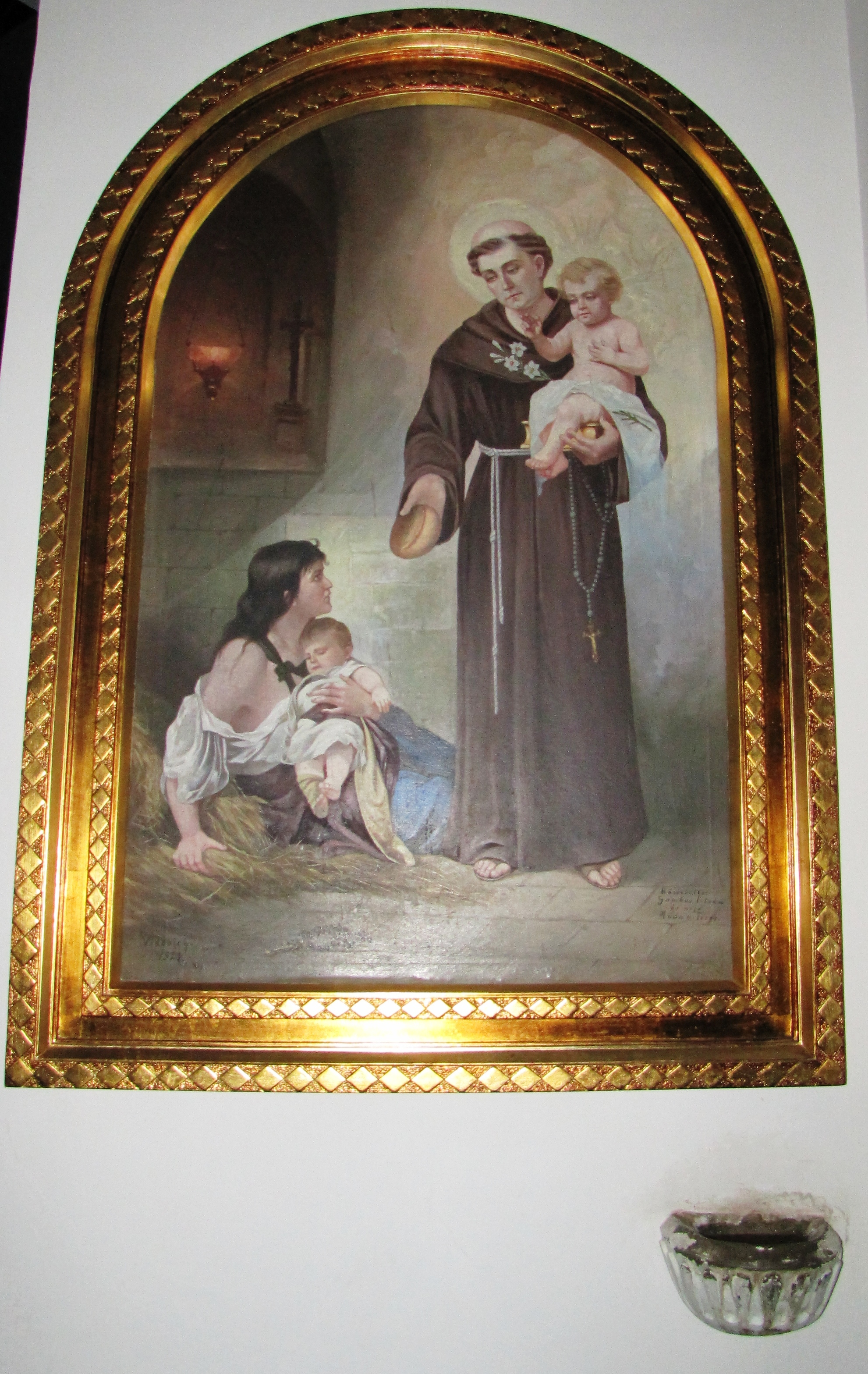
Páduai Szent Antal

Az északi hajó oltárképe Mária megkoronázását ábrázolja. A festmény középpontjában a piros alapon kék köpönyeget viselő Istenszülő térdel, mellei fölött keresztbe tett kézzel. Mária jobbján a Fiú, azaz Jézus látható, míg balján az Atya, akinek feje körül háromszög alakú glória látható. A kettejük által tartott korona felett a Szentlelket szimbolizáló fehér galamb jelenik meg. Az északi oltár sorsa szinte mindenben megegyezik a délivel, azzal a különbséggel, hogy ennek az oltárnak a képe 1957-től a 2006-os felújításig X. Piusz pápa festménye volt, emiatt az északi hajót gyakran még ma is Piusz-hajónak nevezik. A bejárattal szemben, a szenteltvíztartó felett láthatjuk Páduai Szent Antal képét. A festményt 1924-ben festette meg egy magát Vidovichként szignáló festő (feltehetőleg nem az ismert horvát piktorról, Emanuel Vidovićról van szó). A képet Gombos István és neje, Módán Teréz rendelte meg a székesegyháznak. A ferences rendi szentet minden jellemző attribútumával együtt festették meg. A barna szerzetesi csuhát viselő Antal jobbjával kenyeret ad egy szalmán fekvő, szegényesen öltözött anyának és újszülött gyermekének. Ez a jelenet arra utal, hogy Antalt nemcsak a szegények gondviselőjeként, hanem a terhes anyák védőszentjeként is tisztelik. Baljában egy könyvet tart, amelyen a gyermek Jézus ül, kezét tanító pózban tartva. Ez Antal teológiai képzettségét és kiváló prédikációit szimbolizálja. A gyermek Jézus ölében pedig Antal állandó attribútuma látható: a fehér liliom szál.
A déli hajó tükörképeként a bejárattól nyugatra itt is egy gyóntatószék kapott helyet, amelyet a főhajóhoz csatlakozó padsorok követnek. A mellékhajó nyugati falán a Jézus szíve festmény látható. A töviskoronás szívvel, kitárt karokkal ábrázolt ragyogó Krisztus alakja művészetileg rokonságot mutat a déli hajó Mária képével. Ez a festmény ugyanúgy latinos stílusban készült, és noha nem található rajta festői szignó, feltételezhető, hogy ez is 1938-ban készült el a P. J. monogramú, feltehetőleg helyi festő műhelyében.
A két oldalhajó berendezéseinél meg kell említeni a padokat díszítő hat vallásos zászlót is. Mindkét mellékhajóban három-három lobogó van, amelyek alapszíne a magyar zászló egy-egy színét adják. A lobogók közül a fehér hátterűeket készítették a legkorábban. Az egyik fehér zászlónak az egyik oldalán, a mennyezeti képeken is ábrázolt jelenet, Krisztus alászállása a poklokra látható. A kép közepén a fehérbe öltöztetett Megváltó az alvilág keresztbe fektetett kapuin áll. Jobbjával itt is Ádámot, baljával pedig Évát támasztja fel halottaiból. Érdekes megfigyelni, hogy a kép csúcsán három angyal látható, akik egy keleti ortodox keresztet tartanak. Ez is a fehér selyembe varrt képek éltes korára utal. A zászló másik oldalán a Pantokrátor alakja látható. Jézus itt is piros ruhán kék köpenyt visel, ahogyan az az ikonosztázionon és a hagyományos ábrázolásokban is megfigyelhető. Kezében egy nyitott, zöld könyvet tart, amelyen János könyvének 6. verséből olvasható egy részlet: „Én vagyok az élet kenyere, a testem a világ életéért”. A másik fehér zászló egyik oldalát a mennyezeten is ábrázolt pünkösd jelenete díszíti. A Szentlélek bátorító lángja lobog az asztal körül ülő tizenkét apostol feje fölött. Ezúttal Szűz Mária nem jelenik meg, de ugyanúgy az asztalfőn egy koronás férfi ábrázolja a világmindenséget, mint ahogyan a mennyezeti seccón. A fehér zászló másik oldalán az Istenszülő klasszikus ábrázolása látható.

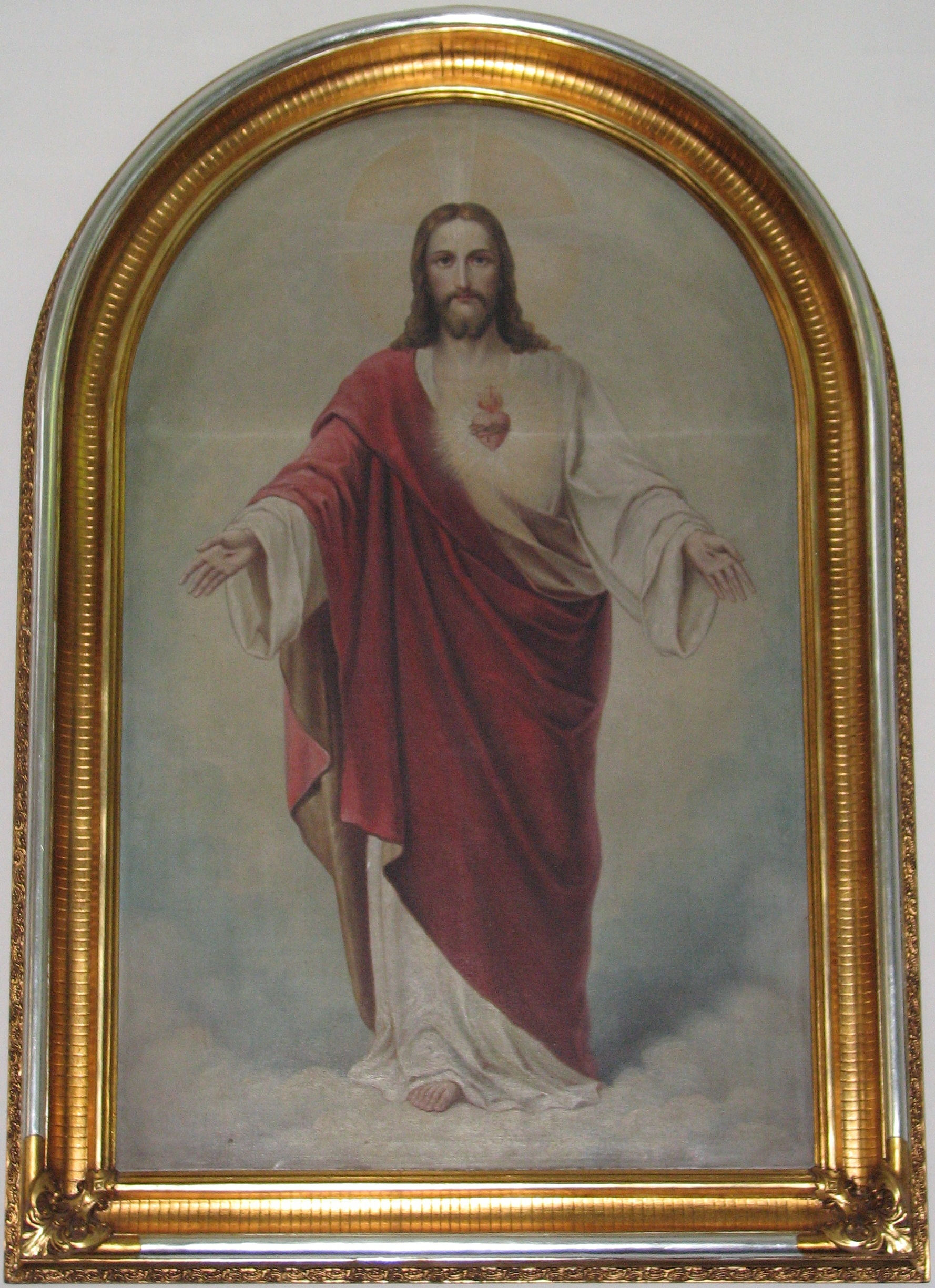
Jézus szíve

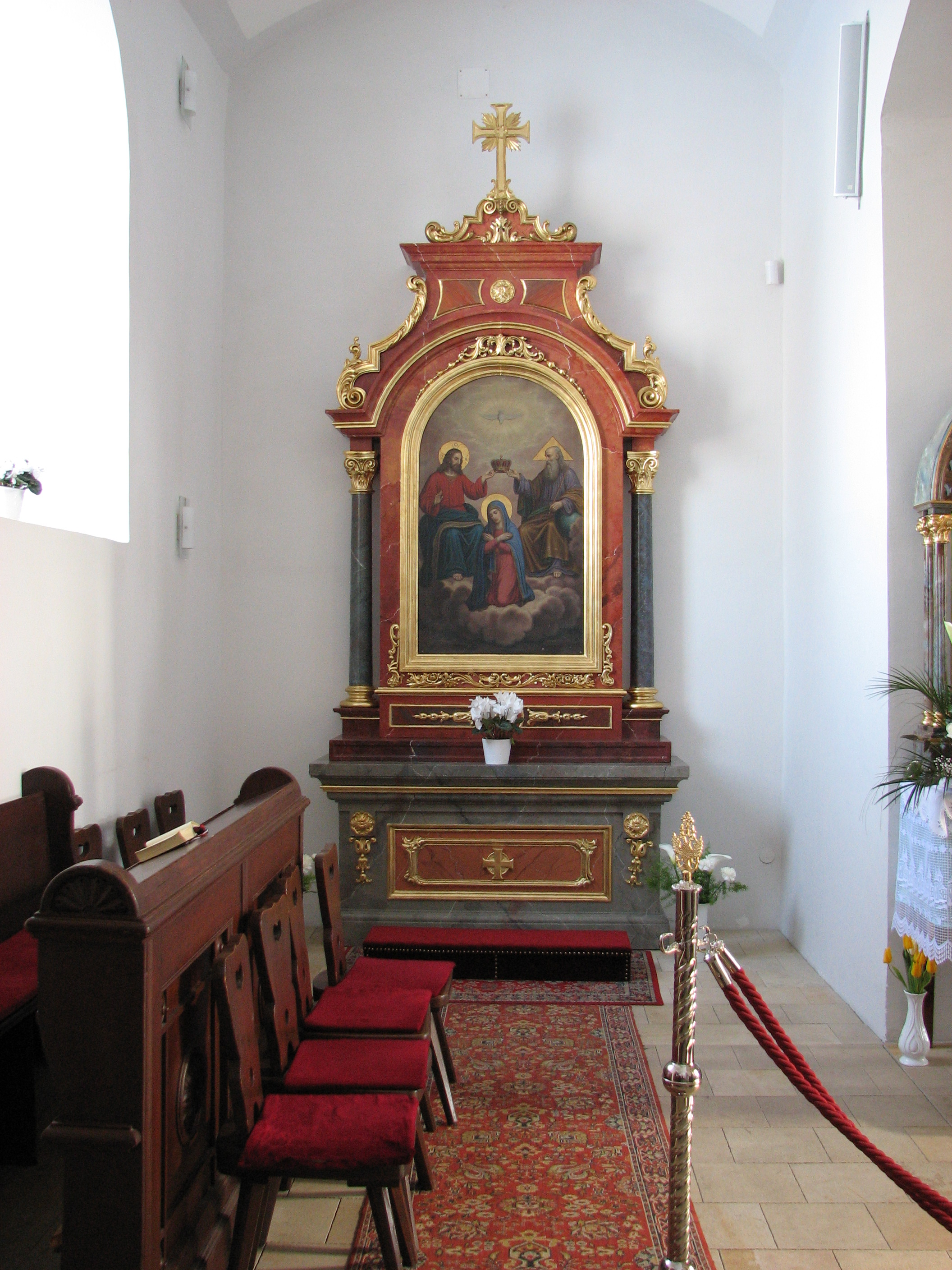
Az északi hajó oltára

A fehér lobogókat időben a piros selyembe varrt zászlók követik. Az egyik piros lobogón Jézus kereszthalálának történetét dolgozza fel a két festmény. A zászló egyik oldalán a keresztre felnéző, kezeit imára kulcsoló Szűz Mária látható, a másik oldalon pedig a keresztjét cipelő, töviskoronás Jézus alakja lett megfestve. A másik piros hátterű lobogó egyik képe a pünkösdi ünnep történéseit fűzi tovább. Az apostolok a Szentlélek lángjától felbuzdulva kimennek a tömegek elé, hogy hirdessék Krisztus tanait. A zászló másik oldalán Szent Miklóst láthatjuk főpapi öltözékben. Jobb kezében a Szentírást tartja, míg baljában a székesegyház kicsinyített mását. Ez az ábrázolásmód, abban az esetben, ha a megjelenített szent nem a templom vagy az egyházmegye alapítója vagy építtetője volt, akkor arra utal, hogy a templomot az adott szent védelmébe ajánlják. Ez a helyzet áll fenn a hajdúdorogi székesegyház esetében is.

A zöld alapszínű zászlók a legfiatalabbak, és képeik magyar vonatkozású szentek történetéhez kapcsolódnak. Az egyik zászló az egyik oldalon azt a jelenetet ábrázolja, amikor Szent István az Istenszülőnek ajánlja fel koronáját, és ezzel együtt országát. A zászló másik oldalán látható kép Árpád-házi Szent Erzsébetet ábrázolja, amint kenyeret oszt a szegényeknek. A kötényében látható rózsák egy népszerű Erzsébet-legendára utalnak. Eszerint Erzsébet ura parancsával dacolva kenyeret vitt a szegényeknek kötényében, és amikor megállították őt, azt mondta, hogy csak rózsákat visz. Amikor megmutatta azt, az Úr valóban rózsává változtatta az éhezőknek szánt kenyeret, és ezzel megkímélte Erzsébetet a büntetéstől. Mögötte feltételezett szülővárosa, Pozsony látható. A másik zöld hátterű lobogó egyik oldalán Szent Imre herceg látható, jobbjában egy szál fehér liliommal, a másikon pedig Szent László lovagkirályunk alakja jelenik meg.
A székesegyház 1868-as felújításakor három karzatot alakítottak ki. A két oldalhajó két szimmetrikus karzatot tart 5,55 méter magasan. Az úgynevezett kórus karzatokat sokáig nemek szerint is elkülönítették. A két oldalsó karzatra csak férfiak mehettek fel, a nők pedig csak a kántor szeme előtt, a nyugati orgona karzaton foglalhattak helyet. Ma már nincsenek ilyen megkötések, mégis a karzatokat gyakran női és férfi kórusként különböztetik meg a helyiek. A harmadik karzat a főoltárral szemben helyezkedik el. A nyugati, úgynevezett orgona karzatot két korinthoszi oszlop tartja 5,2 méter magasan. Építészeti szempontból ez a karzat a falazott karzatok közé tartozik.

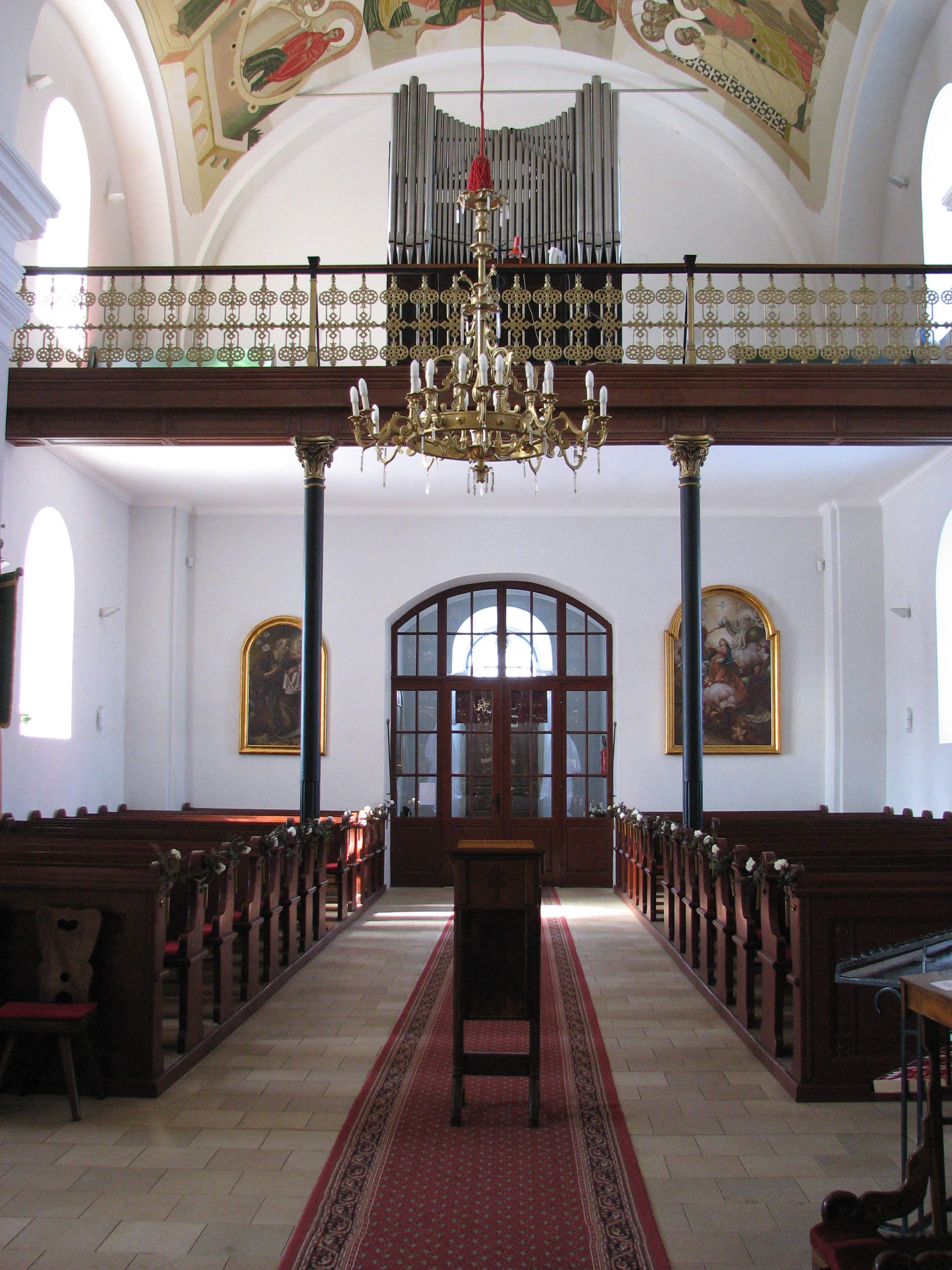
A nyugati karzat az orgonával

Mindhárom karzat gazdagon díszített, arany színezésű, romantikus stílusú öntöttvas korláttal rendelkezik. Összesen öt mellvédkorlát készült a székesegyházba. A leghosszabb korlát a nyugati karzatot díszíti, ez majdnem 10 méter hosszú. A két szimmetrikus, északi illetve déli karzat korlátját megbontja a két boltívet tartó középső oszlop, emiatt mindkét kóruson két-két korlát látható. A korlátok hátulját az 1937-es felújítás során egy feketére festett fatáblával borították. Ez szinte teljesen elfedte a korlát eleganciáját. A katedrális legutóbbi felújításakor, 2002-ben távolították el ezeket a fatáblákat.

A két kórus karzat egységesen 13,32 méter hosszú és 3,42 méter széles, vagyis valamivel több, mint 45 négyzetméter. Szerepük, hasonlóan a mellékhajókhoz az, hogy kiemeljék, még inkább központba állítsák a főhajót. Korábban elsősorban a fiatal fiúk foglaltak itt helyet. A karzatok oltárhoz közelebbi végén kórusok álltak fel. Egyik karzat falát sem díszítették festmények vagy seccók. A nyugati karzat 9,6 méter széles és 4,92 méter hosszú, így 47 négyzetméteres alapterületével valamennyivel nagyobb, mint a két oldalsó karzat. Eredetileg a kántor és a képzett püspöki kórus helye volt, de itt kapott helyet a székesegyház orgonája is. A keleti szertartású egyházak liturgiájában hagyományosan az emberi hangra, a kórusművekre helyeződik a hangsúly. A hajdúdorogi székesegyház orgonáját a hetvenes években építették fel a nyugati karzaton, és egészen Kocsis Fülöp püspök felszenteléséig a kántor rendszerint ezen kísérte a székesegyház szent liturgiáit. Fülöp püspök igyekezett visszahozni a bizánci hagyományokat a székesegyházba, emiatt az orgona helyett újra az emberi hang kapja a főszerepet a miséken. Az orgonáról nem sok információ maradt fenn. Méreteit tekintve viszonylag kicsi hangszerről van szó, 63 sípját hét regiszter segítségével és az orgonaszekrényben található elektronikus vezérléssel szólaltatják meg. Több hangszer alkatrészeiből állították össze, emiatt meglehetősen csekély művészeti értéket képvisel. Feltehetőleg úgy került a bizánci rítusú székesegyház nyugati karzatára, hogy a szocialista rendszer nyomására egyes latin templomokból eltávolították vagy kidobták a hangszereket, és a felhasználható részeket a hajdúdorogi parókia befogadta, így megmentve azokat.

#### A harangok
A hajdúdorogi székesegyház 17. századi alapokon nyugvó harangtornyában 14 méter magasan helyezkedik el a három harang. A harangok közül a legidősebb és a legnagyobb a Szent János harang, amely Keresztelő Szent Jánosról kapta a nevét, akinek az alakja megjelenik a harangon is. Az eredeti harangot 1815-ben öntötte ismeretlen mester. Egy helyi legenda szerint a harang érces hangját Széchenyi István is dicsérte, amikor a városban vendégeskedett. A János harang sokáig a székesegyház egyetlen harangja volt. A hatalmas, 40 mázsás harangot az első világháború idején beolvasztották hadi célokra, valószínűleg új ágyút öntöttek belőle. A hajdúdorogi görögkatolikus hívek adományából a soproni Seltenhofer Frigyes és fiai öntötték újra a harangot 1927-ben. A helyreállított harangot Miklósy István, hajdúdorogi püspök szentelte fel 1927. október 1-jén. A felszentelést követően a 40 mázsás harangot felhúzták a toronyba. A Szent János-harangot legközelebb 1999-ben kellett kimozdítani a székesegyház harangtornyából, amikor elkezdődtek a torony felújítási munkálatai. A harang visszaemelésekor a csigasor nem bírta el a hatalmas súlyt, és félrerántva a felújított toronysisak németlábát, a harang lezuhant és megrepedt. A Szent János harang végül 2000-ben került vissza ismét a toronyba, ekkor már csak 15 mázsát nyomott. A felújítás során a harang díszítése megmaradt, de a feliratot megváltoztatták, és a kevesebb hely miatt át is helyezték azt. Ma a harang oldalán a következő felirat olvasható: „Keresztelő Sz. János tiszteletére s az 1914–18-as világháborúban hadi célokra elszállított János harang pótlására önttették a hajdudorogi gör. kath. egyház tagjai az 1927. évben Öntötték: Seltenhofer Frigyes fiai harangöntő-gyárában Sopronban.”
A székesegyház második harangját 1935-ben öntötték. A Szent János harang déli oldalán található Szent Anna-harang Szűz Mária édesanyjáról kapta nevét. Oldalán a felirat a következőt hirdeti: „Szent Anna asszony tiszteletére öntették a hajdudorogi gör. kath. egyház tagjai 1935-ben.” A bazilika harmadik, és egyben legfiatalabb harangja a II. János Pál-harang, amelyet az egyházfő máriapócsi látogatásának emlékére készíttettek 1991-ben. A harangon ez a felirat látható: „II. János Pál pápa máriapócsi zarándoklatának évében a harangot újraöntette Hajdúdorogról Lelesz János és felesége Szalka Anna, Gombos Lajos harangöntő mesterrel Őrbottyánban az Úrnak 1991. évében.”

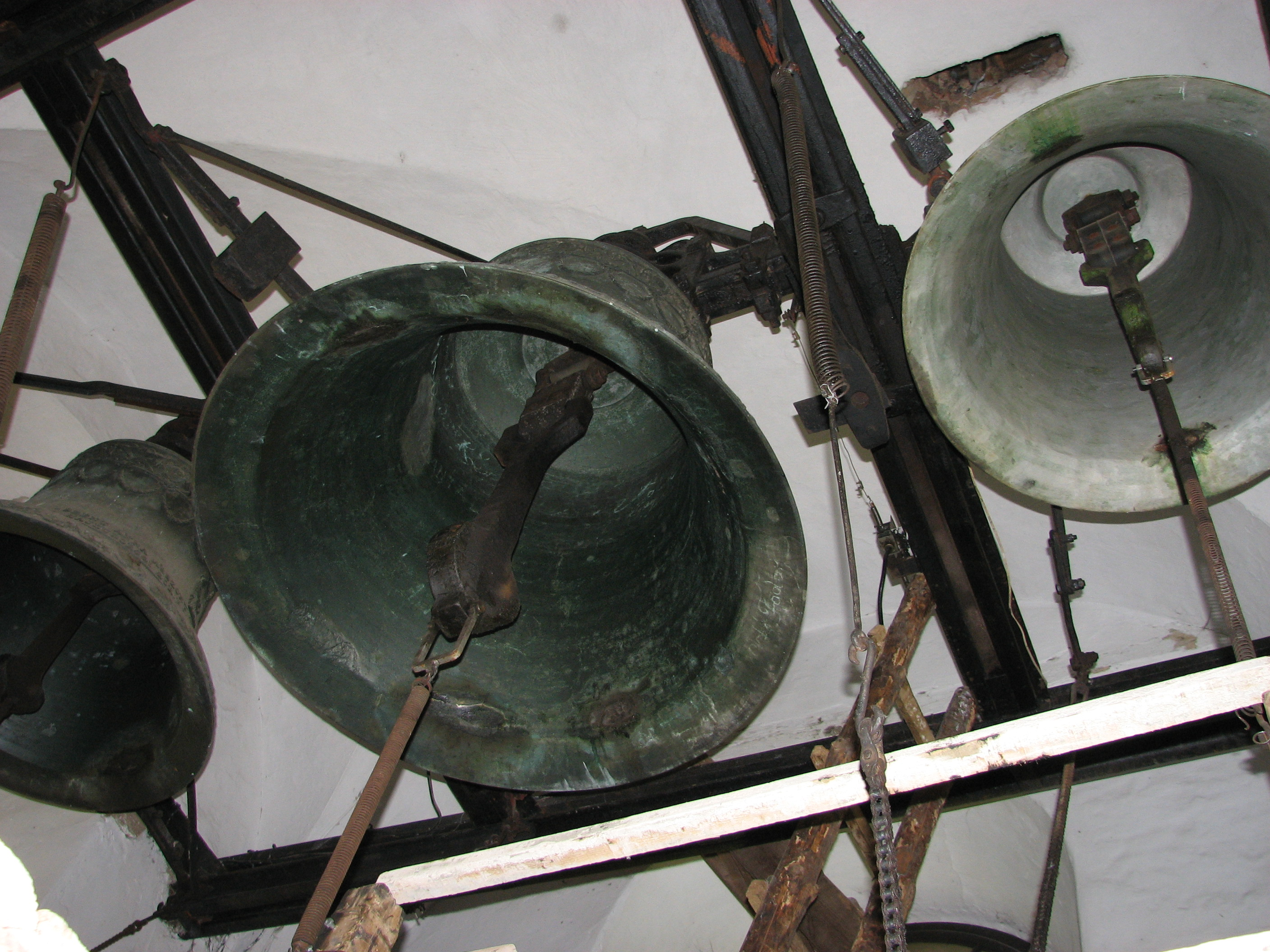
A székesegyház három harangja
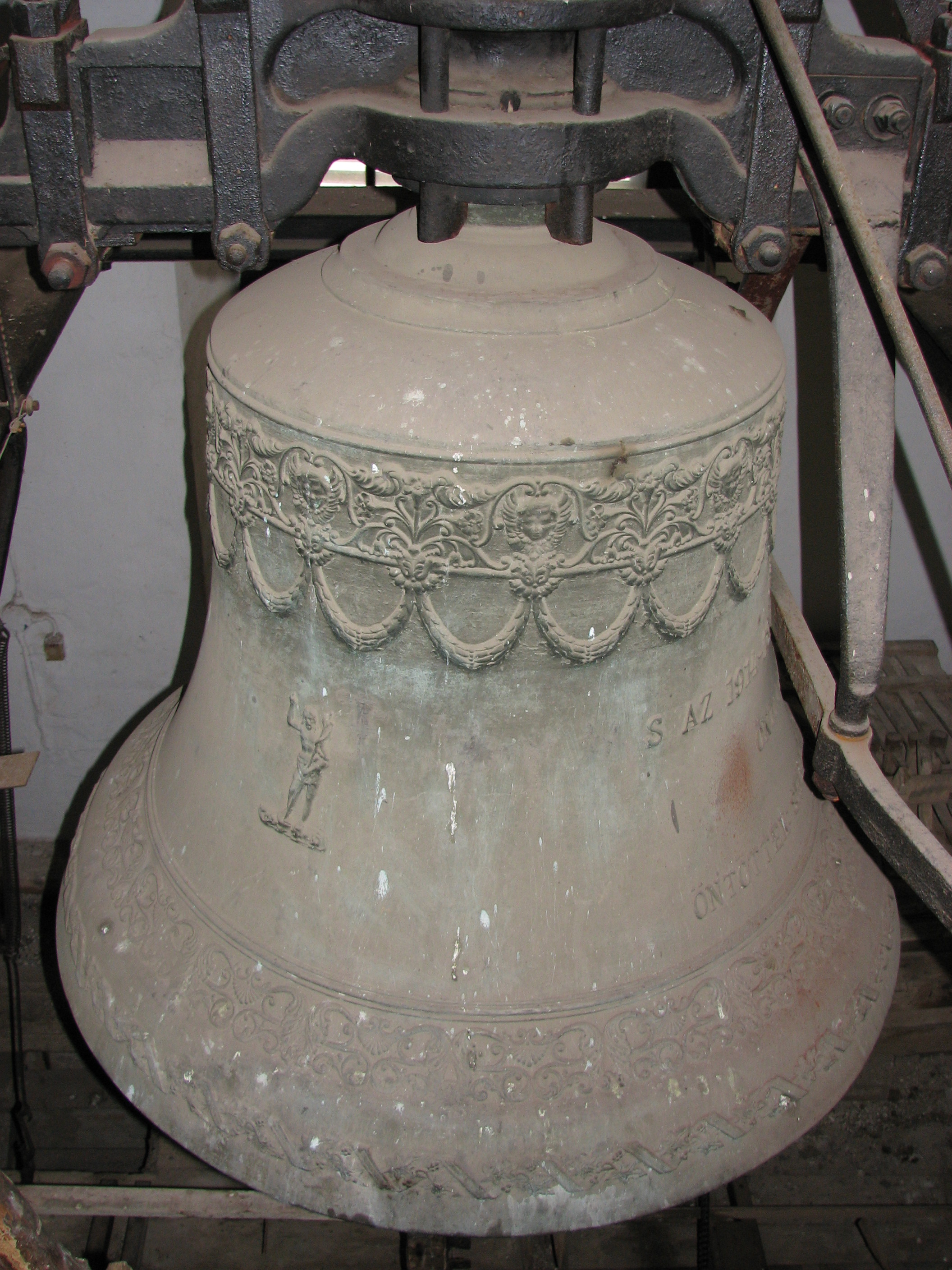
A Szent János-harang
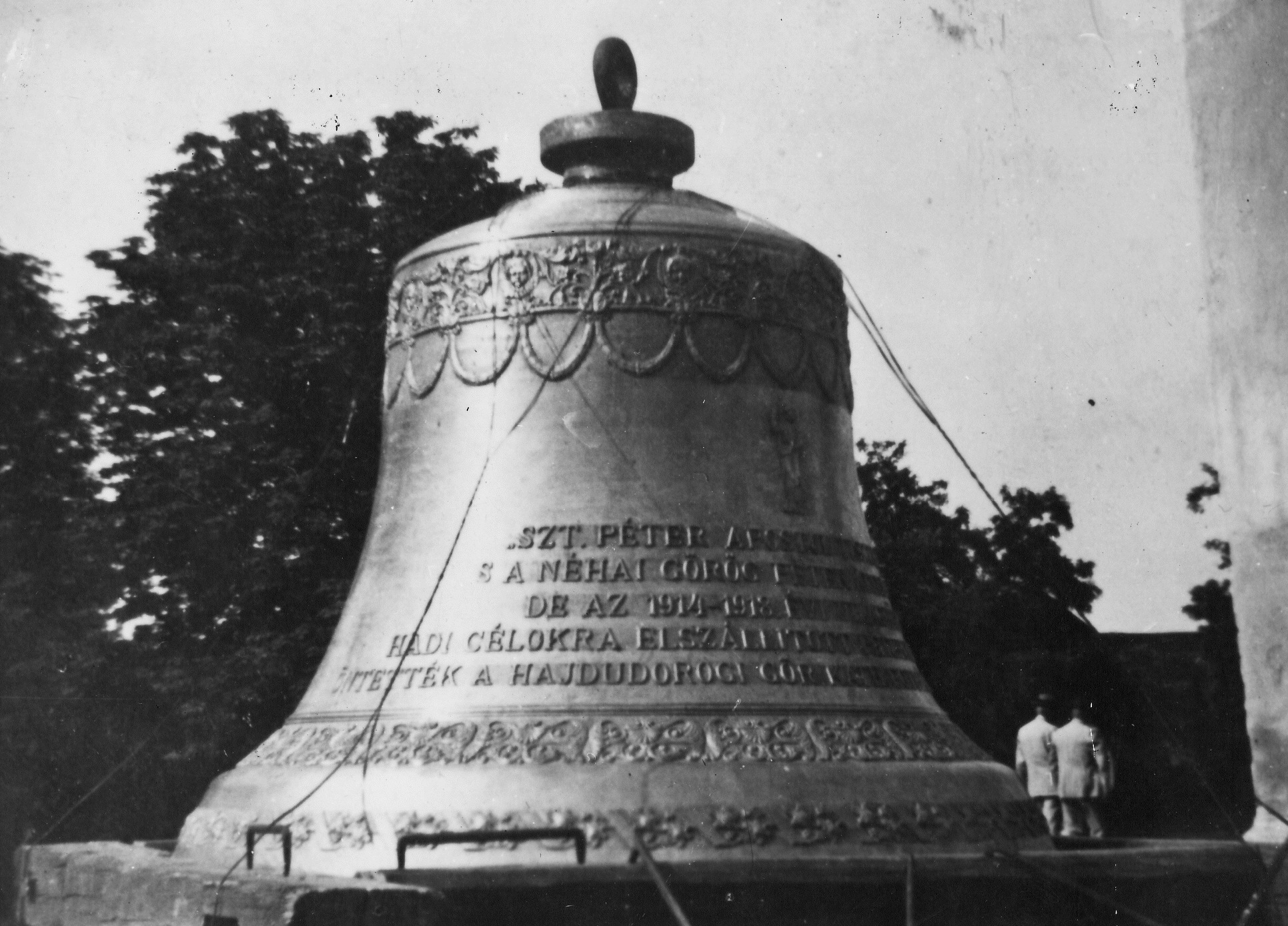
A János-harang 1927-ben
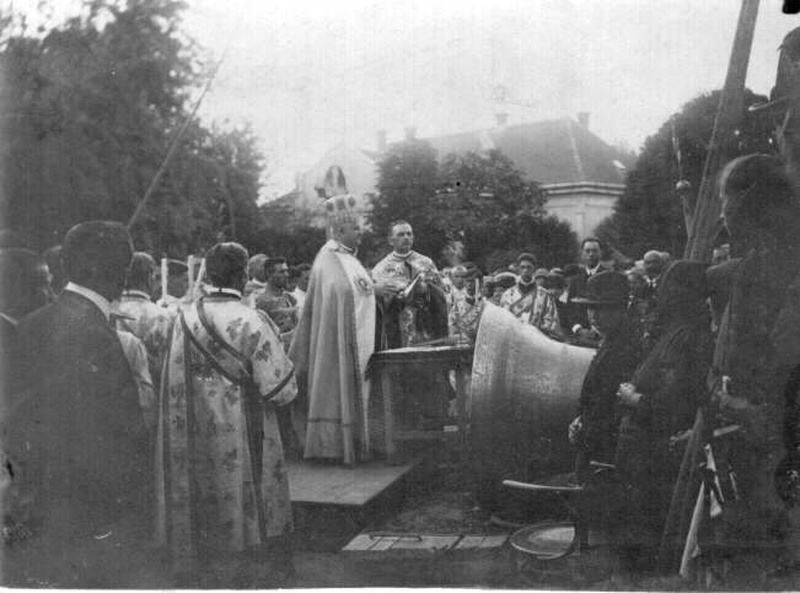
Miklósy István püspök felszenteli a János-harangot
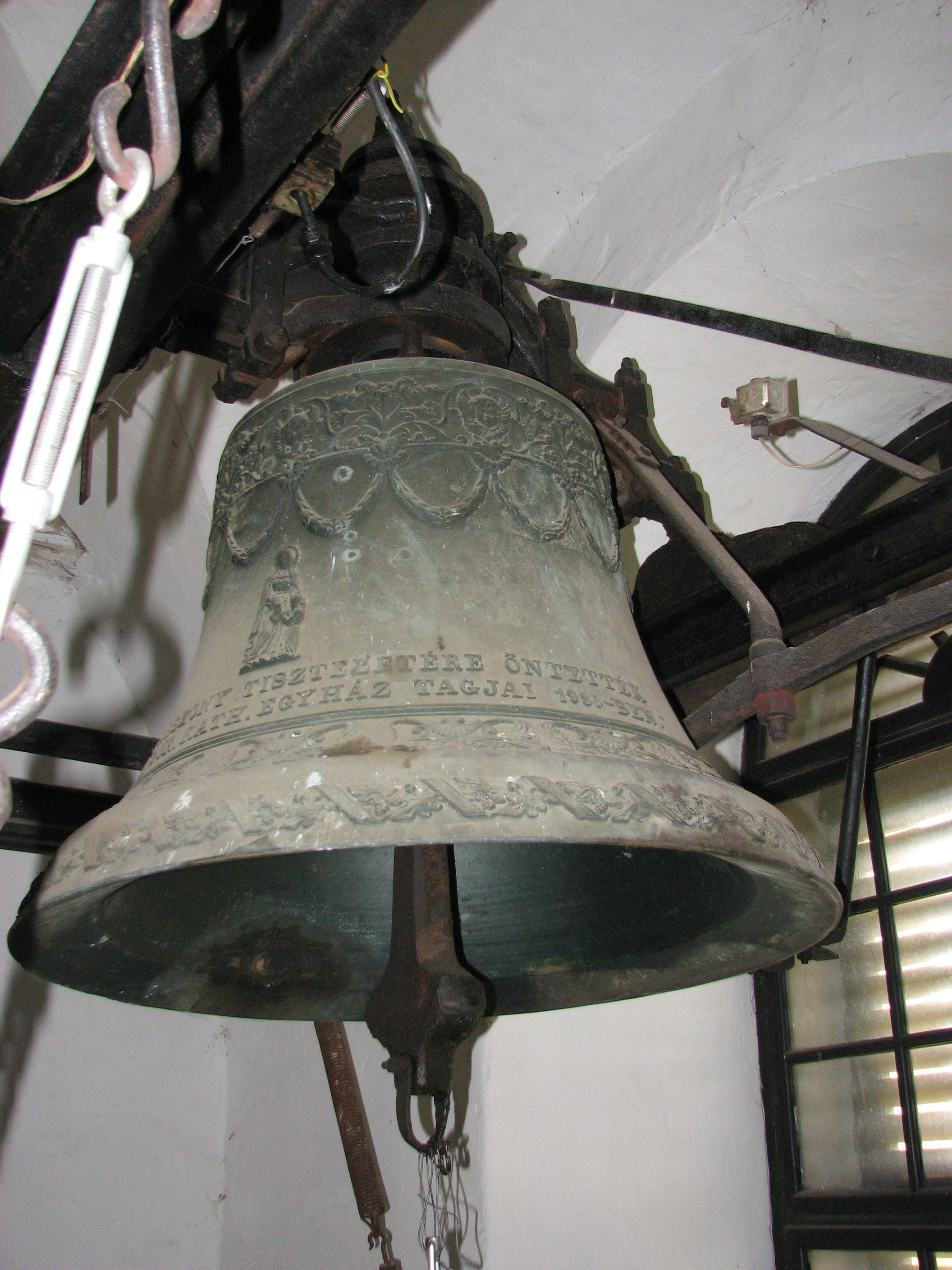
A Szent Anna-harang
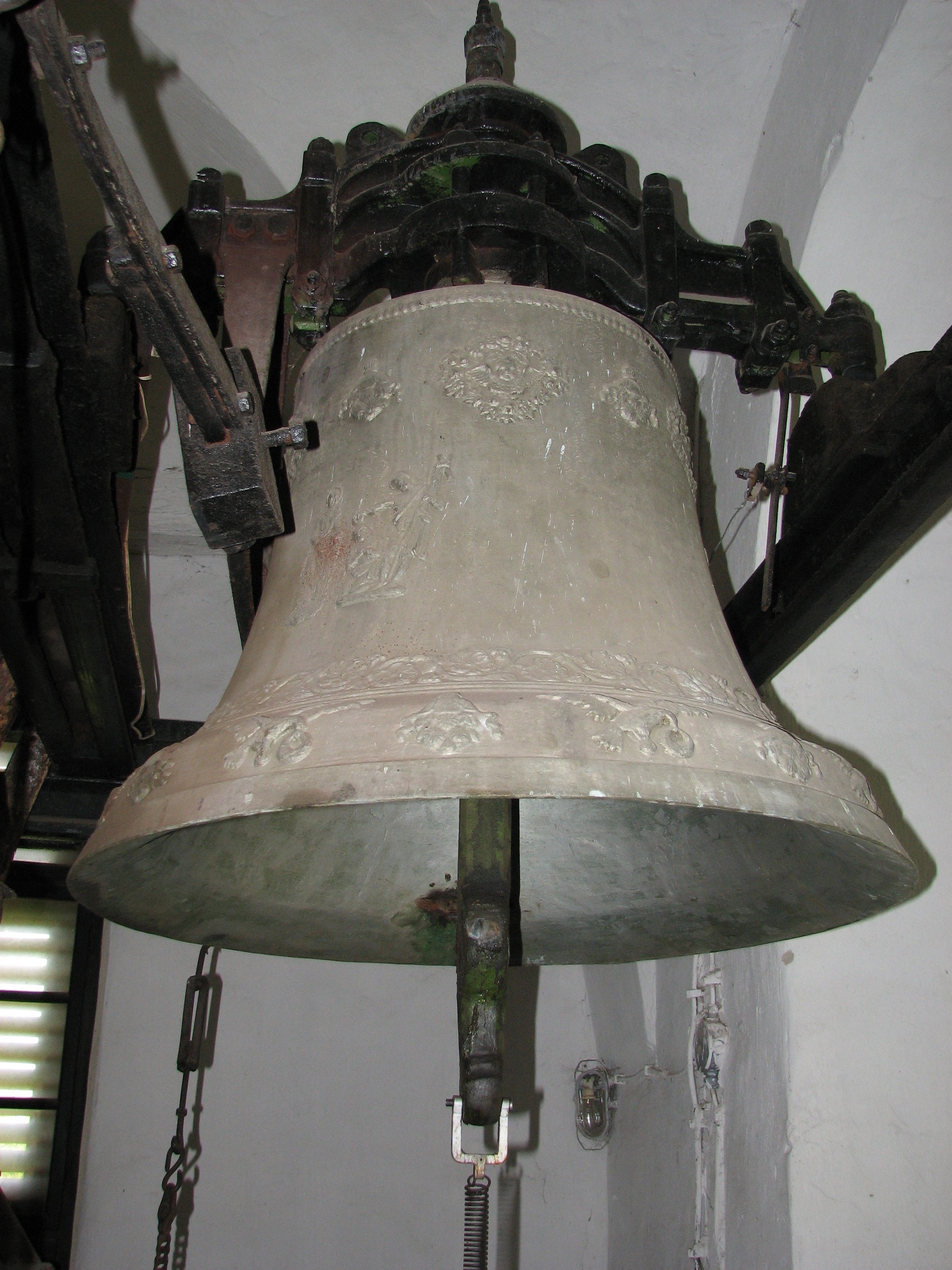
A II. János Pál-harang

## A székesegyház kertje

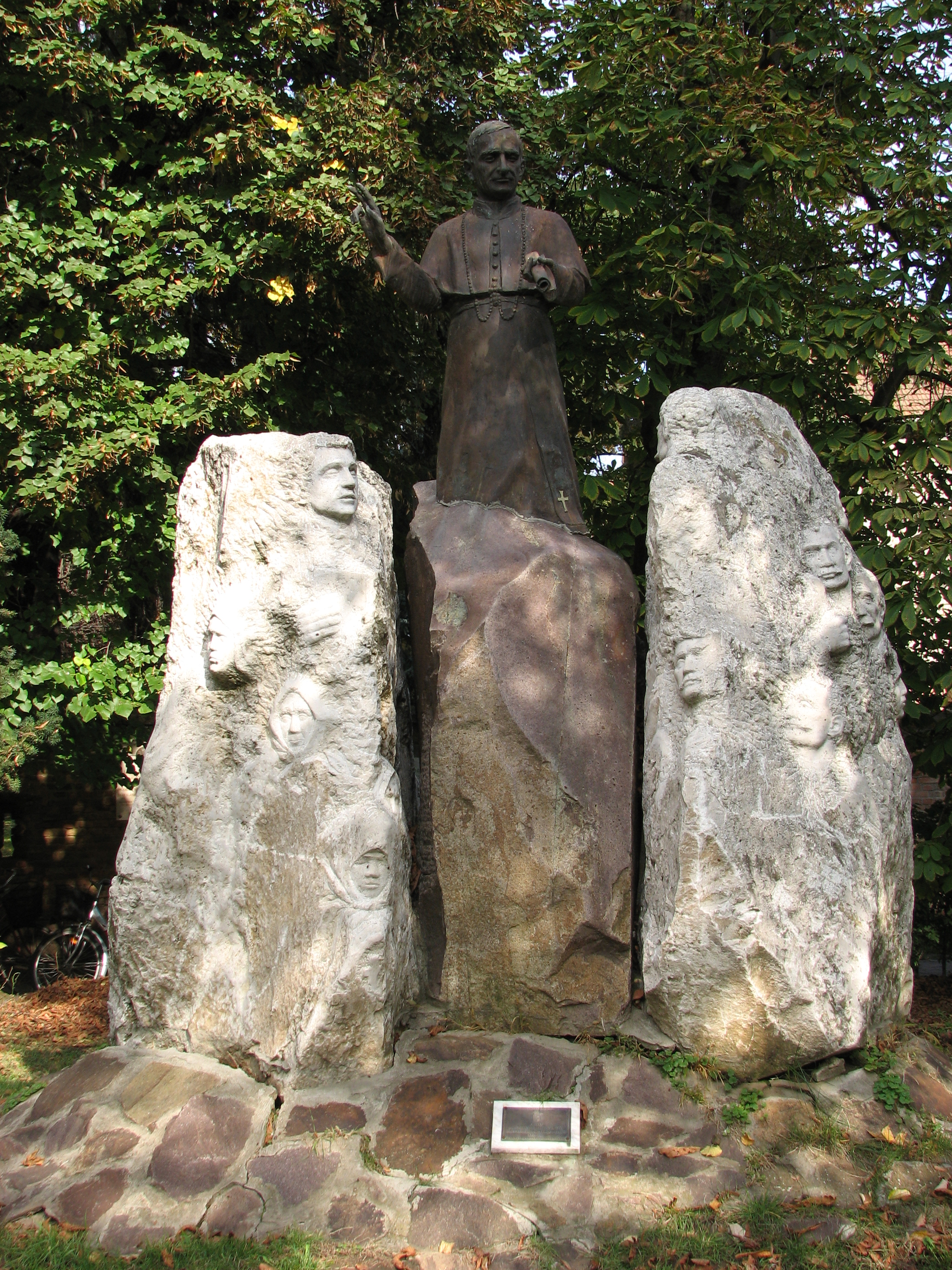
X. Szent Piusz pápa szobra, kezében az 1912. évi, alapító bullával. E. Lakatos Aranka szobrász, 2000

A görögkatolikus székesegyház körül elterülő park, amelyet a hajdúdorogiak gyakran csak templomkertként emlegetnek, történetileg és vallási funkciójában is szorosan hozzákapcsolódik az épülethez. A kert eredetileg a két bizánci rítusú fatemplomot és az őrtornyot körbeölelő erődfal által határolt területből fejlődött ki. Ma a kert a templommal együtt körülbelül 5300 négyzetméteren terül el a Tokaji út és az Óvoda út között. A két utcafront felől kettős keresztekkel díszített kovácsoltvas kerítés zárja le a kertet. Északról a középkori erődfal maradványa, délről pedig a Görögkatolikus Általános Iskola kerítése szabja ki a park határait. Az egyházi igazgatású általános iskola 2002-es bővítése miatt az iskolaudvar mérete nem felelt meg a törvényi előírásoknak, emiatt a templomkertből 2003-ban lecsatoltak egy körülbelül 1200 négyzetméteres területet. Ekkor épült fel a déli kerítés, amelyen egy kapu köti össze az iskolát a székesegyházzal.

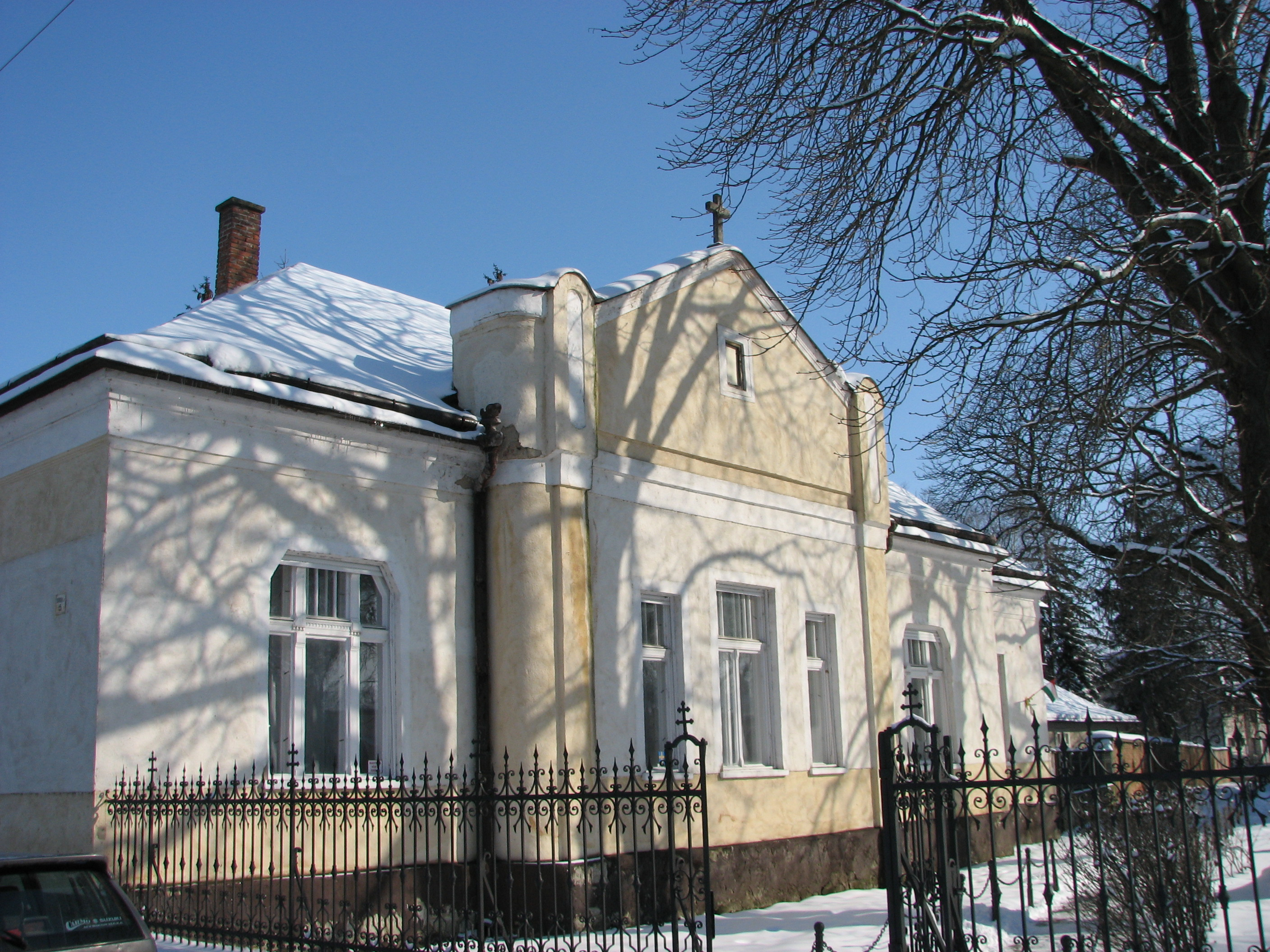
A hajdúdorogi parókia épülete

A kertben három feszület látható. A legrégebben emelt keresztet a székesegyház nyugati bejáratától északra találhatjuk. A kelet felé néző betonfeszületet 1902-ben emelték a templom kertjében, és 2000-ben újították fel. Történetéről a márványtáblán olvasható szöveg mindent elmond: Isten dicsőségére állíttatták P. Szabó István és neje Gurbán Juliánna 1902 évben, Ujhelyi Andor lelkész, Végsheő Mihály s. lelkész, Lelesz György és Orosz Péter éneklészek, K. Orosz György és Kiss Antal gondnokok idejében. A főbejárattól délre, az iskola felé is találhatunk egy betonból készített, észak felé néző, szürkére festett feszületet. Ez is igen beszédes felirattal rendelkezik: A te kereszted előtt leborulunk uralkodó, és a te szent feltámadásodat dicsőítjük. Isten dicsőségére és Nagy Szent Bazil tiszteletére állíttatták Papp Antal és neje szül. Fehérváry Mária. 1937. április 29. A harmadik feszületet a Tokaji úthoz közel állították fel. A kovácsoltvasból készült kereszt kelet felé néz. Felállításának ideje ismeretlen, de feltehetőleg a harmincas–negyvenes években készülhetett. A feszület felirata mindössze az adományozó nevét őrizte meg: Isten dicsőségére emeltette özv. Görög Sándorné.

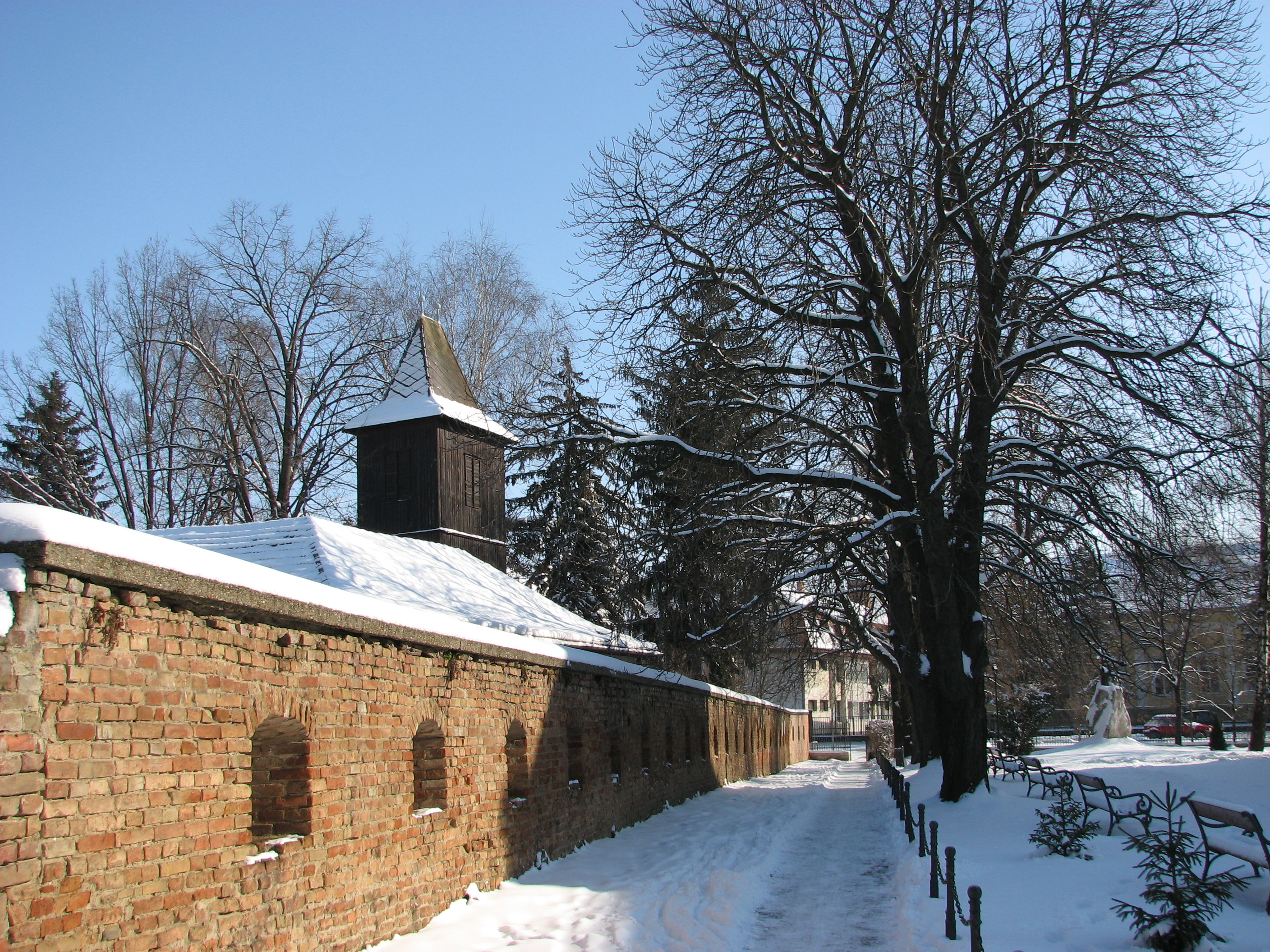
A templomerőd megmaradt része

A kert északnyugati részében állították fel a Hajdúdorogi Egyházmegye 1912. évi megalapítójának, X. Piusznak a szobrát, amely egyben emléket állít az 1900-ban Rómába zarándokló 42 hajdúdorogi hívőnek is. A szobrot E. Lakatos Aranka készítette. A szobor hátulján olvasható a 42 zarándok listája, illetve a következő szöveg: A 100 éves Római Zarándoklat emlékére állíttatta a millenium esztendejében Hajdúdorog városa 2000. június 10. 
A kert északkeleti részéből nyílik a parókia kapuja. A parókia épületében található a parókus szolgálati lakása, valamint a székesegyházhoz kapcsolódó irodák és tanácstermek. A ma látható parókia az egyhajós, téglából emelt templommal egyidős lehet, körülbelül 1772-ben építették fel.

### Az erődfal
A kert északi oldalát mintegy ötven méter hosszú eredeti, hajdúkori erődfalszakasz zárja le. A fal egykor körbevette a mai templomkert egész területét. Négy sarkán kör alakú, zömök tornyok szolgálták a város védelmét, amelyekből mára sajnos egy sem maradt meg. Az erődfal valószínűleg a 17. század elején épülhetett, amikor Bocskai hajdúit Dorogra telepítették. A török időkben a katonáskodó hajdúk erődített városait a Habsburg császárok is támogatták, hiszen így egy védtelen alföldi területen sikerült létrehozni egy úgynevezett kis végvárrendszert. Ennek volt része a hajdúdorogi erőd is, amely a kisebb, portyázó török seregek ellen valóban eredményesen fel tudta venni a harcot. Az 1660-as Szejdi-járás török túlereje azonban romba döntötte az eredeti erőd nagy részét.

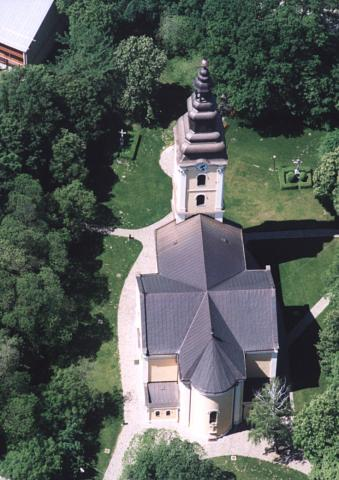
A székesegyház és a körülötte fekvő kert madártávlatból

Az erődöt barnáspiros égetett téglából építették fel. Fennmaradt szakaszán ma 22 darab körte alakú lőrés látható, amelyeket 1940-ben befalaztak. A Műemlékvédelmi Hivatal közbenjárására a város vezetése 1961-ben felújította a meglehetősen rossz állapotban lévő falszakaszt. Kibontották a befalazott lőréseket, kicserélték a málló téglákat, kiigazították a falazat fugáit, és a megtelepedett bokrokat és gyomokat is eltávolították a több száz éves erődről. A műemlékvédelem azonban minden tiltakozása ellenére sem tudta elérni, hogy a város vezetése lemondjon az eredeti fal megtoldásáról. A hetvenes években körülbelül három méternyi új téglafalat építettek az eredeti erődfalhoz, hogy így teljesen lezárják a városháza területét a templomkerttől.

### A kert természeti értékei
A székesegyház kertjét a templom épületével együtt 1958-ban országos műemléki védettség alá helyezték. A park kiemelten védett természeti értékei közé tartozik az a harminc fa, amelyet 1900-ban ültettek a város görögkatolikus lakói a római zarándoklaton részt vett hajdúdorogiak emlékére. Akkoriban Hajdúdorog volt a magyar nyelvű görögkatolikus liturgiáért folytatott harc központja. A századfordulón több száz magyar ajkú görögkatolikus indult el a pápai udvarba, hogy XIII. Leónál megpróbálják elérni egy magyar görögkatolikus egyházmegye felállítását. A zarándoklat ugyan csak tizenkét év múlva váltotta be a hozzá fűzött reményeket, jelentősége viszont vitathatatlan. Ezen a zarándoklaton összesen 42 hajdúdorogi hívő vett részt, és eredetileg ugyanennyi fát ültettek a templomkertben. Az emlékfák között találhattunk gesztenyét, hársat, olajfát, kőrist, tölgyet, szilt és japán akácot is. Mára ezek egy része elpusztult, de a kert gondozói és a hajdúdorogiak igyekeznek pótolni a kiöregedett fákat. Ennek köszönhetően ma a templomkertben és az egykor hozzátartozó iskolaudvarban összesen 58 darab fa áll.
A Hajdúdorogi Honismereti és Városvédő Egyesület 2000-ben egy kopjafát állított fel a parókia épületéhez közel, amely ezeknek a fáknak állít emléket. Az úgynevezett zarándokfák emléke Makovecz Imre által felkért, neves fafaragó művészek alkotása. A kopjafa talapzatát Orosz Imre helyi kőfaragó készítette el. Az általa kifaragott felirat összefoglalja a fák történetét: A Magyar Görögkatolikus Püspökség és a magyar nyelvű liturgia megadását kérő római zarándoklaton részt vevő 42 hajdúdorogi hívő emlékére ültették e fákat 1900-ban. Az egyesület a kert északi részén, a kerítéshez közel egy emlékkövet is felállíttatott 2004-ben. Ez a kő a kertben található védett fák lajstromát tartalmazza: tizenhárom vadgesztenye, három kocsányos tölgy, öt szilfa, négy kőris, két közönséges pagodafa és három hárs. Ehhez az emlékkőhöz közel található egy fiatal kocsányos tölgy, amelyet szintén emlékkővel jelöltek meg. A kő felirata szerint a tölgyet 1996-ban ültették a honfoglalás 1100 éves évfordulójának alkalmából, az első városnapi ünnepségek keretében.

## A székesegyház kiemelt hagyományai, ünnepei

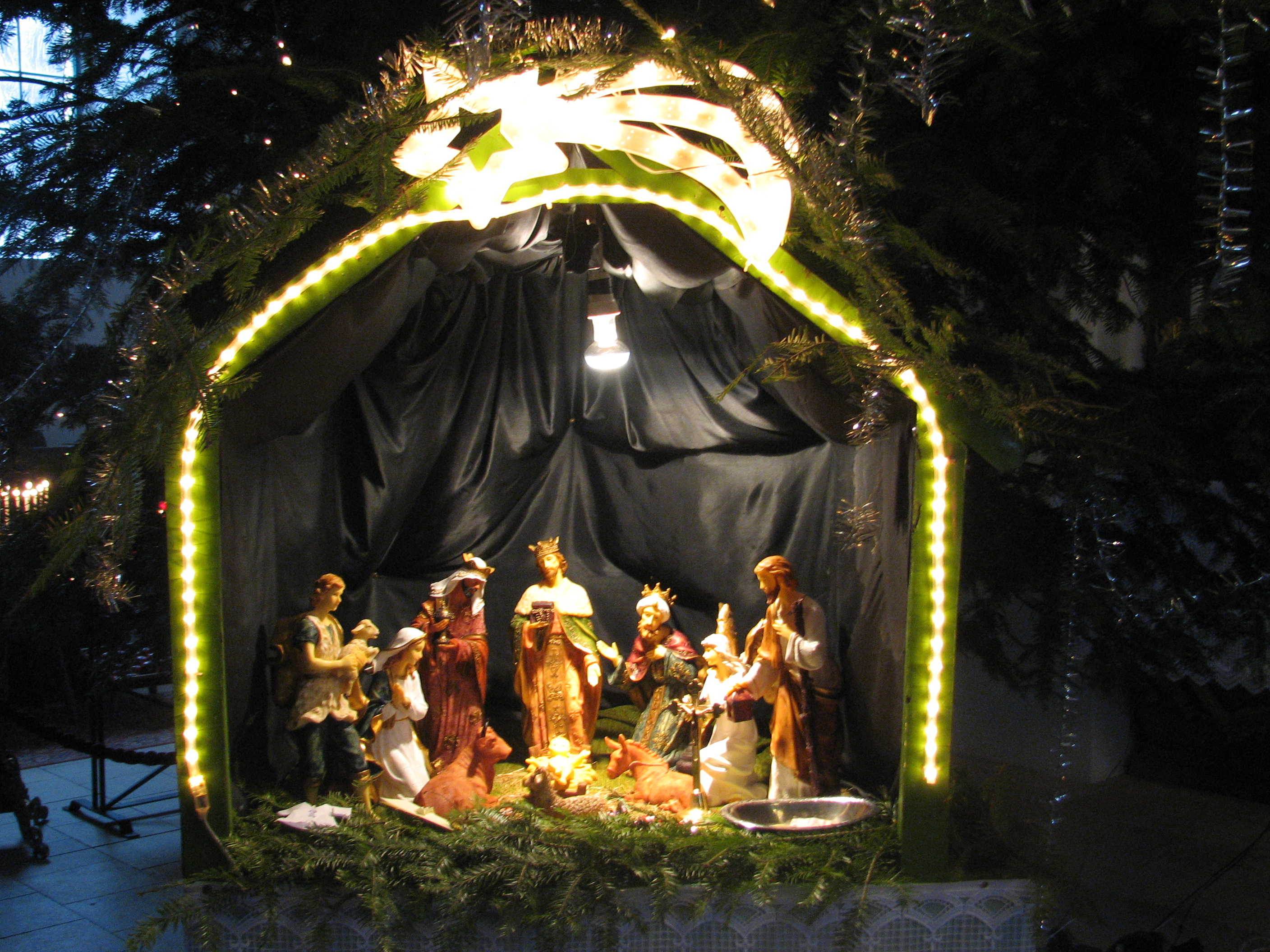
A karácsonyi betlehem a székesegyházban

A székesegyházhoz természetesen számtalan ünnepnap kötődik, az egyházi kalendárium minden napra meghatározza az ünnepeket. A következő sorokban a székesegyházra és Hajdúdorog hagyományvilágára legjellemzőbb egyházi ünnepek kerülnek bemutatásra.

A bizánci rítusban az egyházi újév szeptember 1-jével kezdődik, emiatt az Istenszülőt mélyen tisztelő görögkatolikus naptárban Mária születésének napja, szeptember 8-a az első jelentős ünnepnap, amelyet körmenetekkel ünnepelnek a székesegyházban. Az egyházi év következő nagy ünnepnapja a székesegyház szempontjából november 21-ére esik. Ez az Istenszülő templomba vezetésének ünnepe, azaz a székesegyház címünnepe. Minden évben ez a nap a katedrális búcsúnapja, amikor az egyházmegye több településéről is érkeznek zarándokok Hajdúdorogra.

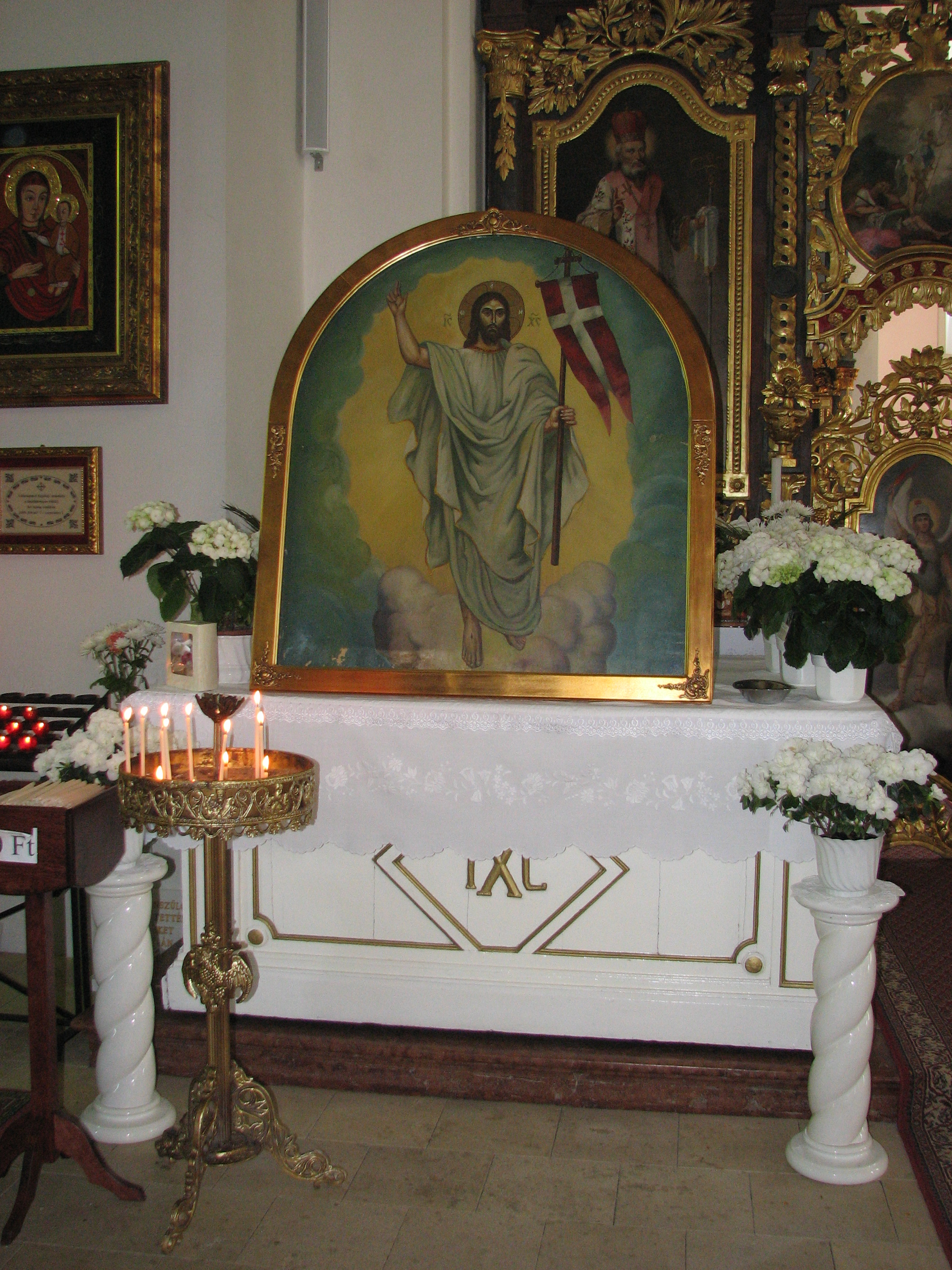
Krisztus szimbolikus húsvéti sírja. A festményen Jézus kezében a bizánci időkből származó zászlót, a halál fölötti győzelem jelképét tartja

A bizánci rítus 40 napot ír elő a karácsonyra való felkészülés, a karácsonyt megelőző böjti időszakra, vagyis az advent jóval hosszabb a görögkatolikusoknál. Hajdúdorogon hagyományosan a püspök gyújtja meg az első adventi gyertyát a város főterén felállított adventi koszorún a karácsonyt hat héttel megelőző vasárnapon. A görögkatolikus adventi koszorún ezért nem négy, hanem hat gyertya látható. A hosszas felkészülés után a karácsonyi ünnepségek ugyanúgy az éjféli misével veszik kezdetüket, mint máshol az országban. Hagyományosan erre a misére érkeznek meg azok is, akik különböző karácsonyi népszokás szerint járták a várost, hogy a kis Jézus születéséről hírt vigyenek a családi házakba. Leggyakrabban az úgynevezett kóringyálással köszöntik a karácsonyt, amikor rokonoknál, ismerősöknél, vagy akár idegen házakban is karácsonyi dalokat énekelnek a ház lakóinak. A kisebb gyerekek papírból készült, forgatható karácsonyi csillaggal is kiegészíthetik a kóringyálást. Ezt a szokást már csillagozásnak nevezik. Természetesen a betlehemezés is népszerű karácsonyi hagyomány Hajdúdorogon. A gyerekek leggyakrabban a máriapócsi kegytemplom hasonmását készítik el, és azzal köszöntik a város lakóit. Sajátos hajdúdorogi népszokás karácsonykor a kecskézés. A fából faragott, mozgatható ajkú kecskeálarcot leginkább felnőttek öltik magukra. A nehezen elkészíthető maszk miatt ez a hagyomány fordul elő a legritkábban Hajdúdorogon. Karácsony első napján, december 25-én a délutáni órákban rendezik meg a Szállást keres a Szent család elnevezésű körmenetet. A székesegyház elől induló menet élén beöltözött hajdúdorogiak haladnak. Rendszerint József megy elöl, és egy szamarat vezet, amelynek hátán Mária ül. Őket követik az angyalok, a három napkeleti bölcs, a pásztorok hada és persze a hajdúdorogi hívek. A menet követi a Szent Családot, akik több útba eső háznál is megállnak a városban, hogy szállást kérjenek. Az első állomás rendszerint a Városháza, az utolsó pedig a székesegyház, ahol végül befogadják a szállást kereső családot. A karácsonyi ünnepek alatt a szolea bal oldalán egy betlehemet is felállítanak a székesegyházban.

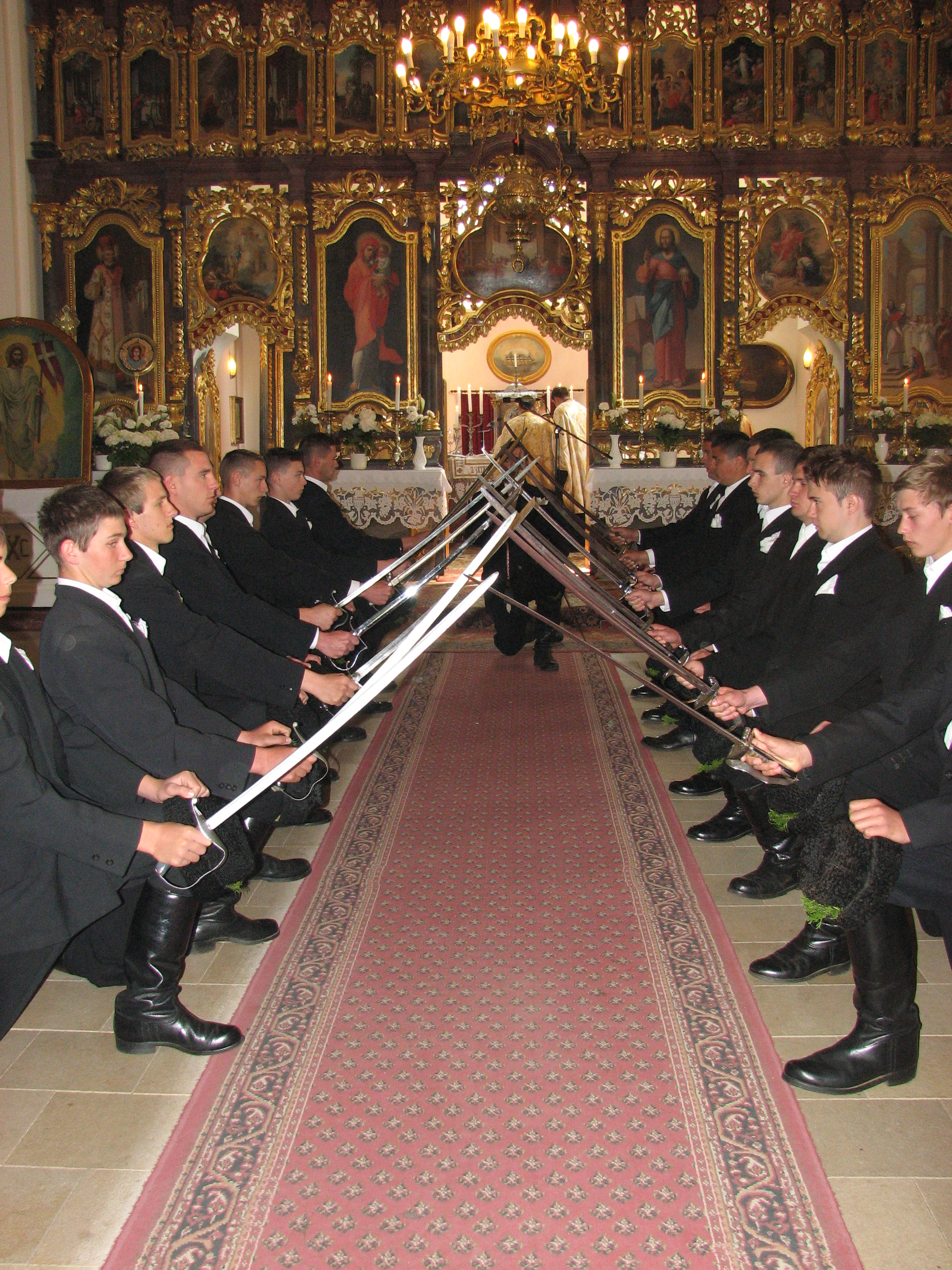
A hajdúdorogi Krisztus-katonák

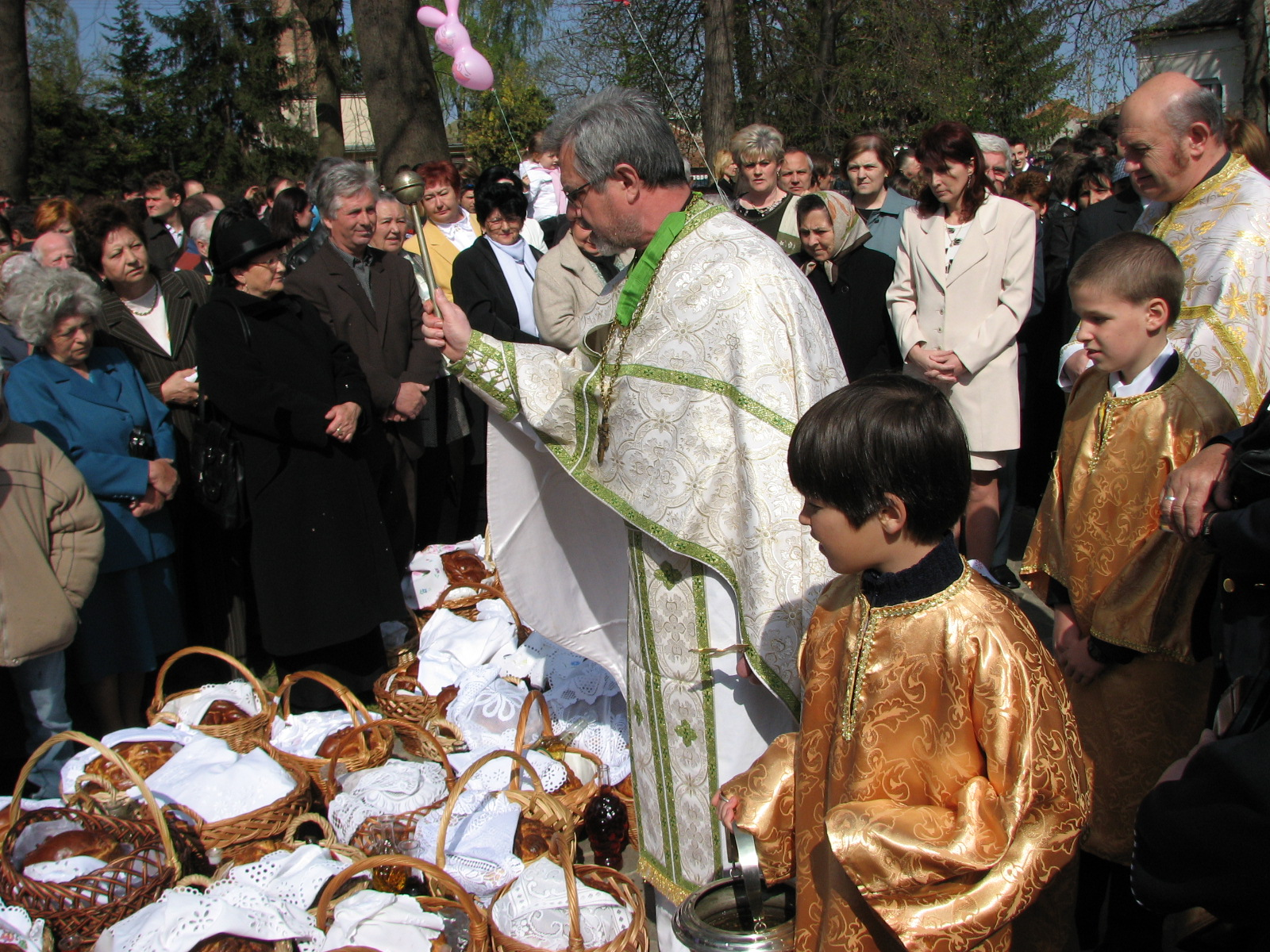
Pászkaszentelés a templomkertben

Karácsony után, január 6-án tartják Vízkereszt ünnepét. Jézus megkeresztelésének emléknapján a székesegyház papjai elindulnak megszentelni a város lakóházait. Ez a hagyományok szerint távol tartja a gonoszt és a balszerencsét a lakástól, és a benne lakóktól is. Hagyományosan ekkor szedik le a karácsonyfát is.
A székesegyházhoz kötődő leglátványosabb és legjellegzetesebb ünnep vitathatatlanul a húsvét. A székesegyházban az ünnepet megelőző vasárnap, azaz virágvasárnap tartják a barkaszentelést arra emlékezve, hogy ezen a napon vonult be Jézus Jeruzsálembe. A húsvétot megelőző nagyhéten szigorú böjtöt tartanak, és nagycsütörtökön, Jézus halálának napján elnémulnak a székesegyház harangjai is. A templomban ekkor hagyományosan felállítják Jézus szimbolikus sírját a szolea bal oldalán. A Szent sírt az úgynevezett Krisztus-katonák őrzik, egészen a feltámadásig, azaz a nagycsütörtöki virrasztástól kezdve egészen húsvét vasárnapig. Általában 15 fekete egyenruhás, karddal felfegyverzett katona áll sorfalat a székesegyházban. Ők vigyáznak a templom értékeire, a hagyományok betartására, és segítik a papság munkáját is azzal, hogy helyet tartanak fenn számukra a szertartások akadálytalan elvégzéséhez a húsvéti tömegben. Az egész napos szolgálat nem egyszerű feladat, emiatt a városban nagy megtiszteltetés a Krisztus-katonák sorai közé állni. Katonának bármelyik nőtlen, görögkatolikus férfi önkéntesen jelentkezhet. A húsvéti szertartások közül a húsvét vasárnapi pászkaszentelés hagyománya a leglátványosabb. A hajdúdorogiak már nagycsütörtökön kisütik a szigorú szabályok alapján készülő pászkát, amelyet a reggeli misére egy kosárban visznek el. A húshoz készült kalácsfajta, a pászka mellé a kosárban helyet kapnak más szokásos húsvéti eledelek is, mint a sonka, a tojás, a töltött hús, vagy a bor. A kosarakat a családok a templomkertben rakják le egymás mellé, a székesegyház épülete körül. A kosarak hagyományosan a templom azon oldalára kerülnek, amerre az adott család lakik a városban. A vasárnapi húsvéti mise után a miséző papok a Krisztus-katonákat követve végigjárják a templomkertbe lerakott pászkasorokat, és megszentelik azokat.
A húsvétot követő időszakban a legtöbb embert megmozdító ünnepség május végén vagy június elején az elsőáldozás. A 9–10 éves gyermekek ünnepi ruhában áldoznak elsőként a templomban. Pár héttel az elsőáldozók ünnepe után következik pünkösd, amikor a székesegyház kertje ad otthont az úgynevezett Hazaváró ünnepségnek. A hajdúdorogi hazaváró a pünkösdi misék mellett az együttlétről, a főzőversenyekről és a különböző vallásos színpadi programokról szól.

Az egyházi év legnagyobb ünnepeinek sorát augusztus 15-én Nagyboldogasszony ünnepe, azaz Szűz Mária elszenderülésének és mennybe menetelének emléknapja zárja. Mária-nap egykor sokkal nagyobb hangsúlyt kapott az ünnepek között, egészen 1945-ig munkaszüneti nap is volt. A székesegyházban fehérbe öltözött szűz lányok vitték vállukon körbe az Istenszülő képét a hagyományos Mária-napi körmenetekben. Ekkor indultak el a zarándokok is a máriapócsi búcsúra.